# Béguinage de Bruges
Le béguinage de Bruges (appelé enclos de la Vigne, ou en néerlandais De Wijngaard) est situé dans la partie méridionale du centre historique de Bruges, en Belgique. Il constitue encore aujourd’hui un espace clos que sépare de la ville un mur d'enceinte encore partiellement doublé de douves.
À l'origine, en 1225, un groupe de jeunes femmes sans ressources, qui avaient fondé une association pieuse de béguines, décida de s’installer près d’un cours d’eau, dans un endroit isolé appelé « La Vigne ». Cet endroit, situé à l'extérieur de la ville, leur permettrait de gagner leur vie en travaillant la laine pour les tisserands. Avec leurs consœurs des autres villes flamandes, les béguines brugeoises ont bouleversé l'ordre moral de l’Église, révolutionné les mentalités et modifié le paysage de nombreuses villes de Flandre.
La comtesse de Flandre Marguerite de Constantinople les a prises sous sa protection en 1245 et est intervenue pour obtenir de l'évêque de Tournai Gauthier de Marvis que l'enclos soit érigé en paroisse indépendante. Cette autonomie a été confortée par un privilège accordé par le roi Philippe le Bel, en vertu duquel le béguinage relevait désormais uniquement du tribunal royal. Par ailleurs, la dimension contemplative a été renforcée par une nouvelle règle de vie. En 1275, à la suite de la construction de la nouvelle muraille d'enceinte de Bruges, le béguinage s'est retrouvé au-dedans du périmètre de la ville. Au XVe siècle, il a connu une période de prospérité. Le béguinage était riche et s'étendait sur une surface égale à plusieurs fois celle qu'il occupe aujourd’hui. C'était une vraie cité dans la ville. L'église du béguinage était très fréquentée et la paroisse était desservie par un curé assisté de cinq vicaires.
Les troubles religieux au XVIe siècle sont à l’origine de l’incendie accidentel (survenu en 1584) de l’ancienne église du XIIIe siècle. Elle a été reconstruite à l'identique, en style gothique, en 1604, puis remaniée et agrandie vers 1700. Le béguinage a connu un nouvel essor aux XVIIe et XVIIIe siècles, avec une population qui a changé socialement. Si l'orientation est restée religieuse et contemplative, les béguines étaient désormais d’origine aristocratique et leur mode de vie s'apparentait davantage à celui de chanoinesses. Le recrutement a eu tendance à devenir socialement sélectif, même si une ouverture aux « béguines pauvres » demeurait. Le monumental portail d'entrée a été édifié en 1776.
Le béguinage de Bruges, à l'instar des autres institutions religieuses, a été supprimé par l'administration révolutionnaire française de la fin du XVIIIe siècle, et en 1798, ses biens furent dévolus à la « Commission des hospices publics ». En 1803, à la suite du Concordat de 1801, quelques béguines purent péniblement reprendre la vie commune, mais le ressort était brisé et le style de vie n'était plus guère adapté à la mentalité moderne des XIXe et XXe siècles. Le béguinage a survécu pendant un siècle. Le chanoine Rodolphe Hoornaert, dernier curé du béguinage, s'est employé à restaurer le patrimoine bâti de sa paroisse, mais, désespérant de ressusciter le béguinisme, a pris l'initiative, au milieu des années 1920 de fonder une nouvelle communauté religieuse : les « Filles de l'Église ».
Avec la plupart des autres béguinages de Flandre, celui de Bruges est inscrit au patrimoine mondial de l'UNESCO. Son paisible enclos central planté d'arbres longilignes et bordé d'une trentaine de maisons béguinales (certaines datant du XVe siècle) est un des endroits les plus célèbres de la ville.
Le patrimoine architectural du site comprend :
- un portail monumental, auquel mène un pont à dos d'âne daté de 1776. Ce pont, orné notamment d'une statue de sainte Élisabeth de Hongrie, patronne de plusieurs béguinages, est la principale voie d’accès à l'enclos ;
- une trentaine de maisons béguinales de couleur blanche, la plupart datées des XVIe au XVIIIe siècle, qui entourent une vaste pelouse plantée d'arbres. Près du portail d'entrée, une maisonnette, aménagée en musée, fait revivre la vie quotidienne des béguines. On peut y voir notamment quelques tableaux des XVIIe et XVIIIe siècles, un mobilier d'époque et les instruments du travail des béguines, en particulier la broderie de la dentelle ;
- l'église Sainte-Élisabeth de style gothique à l’origine, qui doit son aspect actuel aux remaniements effectués vers 1700. Le mobilier, dont les stalles[note 3], est en grande partie de style baroque et date du XVIIe siècle, mais l'église garde quelques objets de l'époque gothique, notamment des statues de la madone ;
- la maison de la Grande Dame (supérieure de la communauté), immédiatement reconnaissable car plus vaste et plus élaborée dans son architecture, datant du XVIIe siècle. Elle est flanquée d’une petite chapelle plus ancienne (XVe siècle). La maison attenante, qui faisait autrefois office d'infirmerie, fait partie du même complexe de bâtiments. À proximité, un ensemble de six maisonnettes alignées plus petites (le Dopsconvent) était réservé aux béguines financièrement démunies.

## Histoire

### Le mouvement béguinal en Flandre
« On ne sait pas exactement où et comment est né ce mouvement, explique Silvana Panciera, sociologue à l'EHESS et auteur des Béguines. Ses premières traces remontent à la fin du XIIe siècle, à Liège ». En moins de vingt ans, il se répandit comme une traînée de poudre, gagne la France, l’Italie, les Pays-Bas, l’Allemagne, la Pologne, la Hongrie. Partout, des femmes se réunissaient, recréant une cité dans la cité. Leur but était de mener une vie de perfection en milieu urbain, sans prononcer de vœux, en s’affranchissant des règles de l'Église. « Le mouvement des béguines séduit parce qu'il propose aux femmes d'exister en n’étant ni épouses, ni moniales, affranchies de toute domination masculine », explique Régine Pernoud dans son livre La Vierge et les saints au Moyen Âge.
Le béguinisme est à resituer dans le cadre du mouvement général de réforme religieuse apparu aux Xe et XIe siècles. Ce mouvement se caractérisait notamment par une prolifération de différentes formes de dévotion populaire, par diverses orientations mystiques et par une montée en puissance de l’idéal de pauvreté et de prédication. Les autorités ecclésiastiques, redoutant non sans raison l’apparition de tendances hérétiques, ne voyaient pas toujours ces phénomènes avec bienveillance.
Dans ce mouvement de réforme, la femme joua un rôle de premier plan ; à côté des religieuses conventuelles ou monastiques, on vit surgir en effet un groupe nombreux de femmes choisissant délibérément de vivre les valeurs religieuses non dans la réclusion, mais dans le siècle. Ces premières béguines firent leur apparition dans tous les pays d’Europe, donc aussi aux Pays-Bas, mais surtout dans les Pays-Bas méridionaux, où des communautés particulières, appelées béguinages, se constituèrent à partir du XIIIe siècle.
La méfiance que l’Église éprouvait envers ces manifestations populaires du renouveau religieux et en particulier envers le rôle de la femme dans celles-ci, frappa aussi ces premières béguines, elles aussi bientôt soupçonnées d’hérésie. Le béguinisme, ainsi né au XIIe siècle, ne tarda pas à se répandre dans toute l’Europe dans le courant du XIIIe siècle, en dépit de la résistance de Rome. Dans le Bas Pays, les béguines purent bénéficier de l’appui de membres de la noblesse locale, et même de certains ecclésiastiques. La condamnation générale du béguinisme de 1311 fut levée en 1328 à la suite d’un rapport d’enquête favorable.
Le terme même de béguine, au départ chargé d’une nuance péjorative, finit par perdre cette connotation pour ne plus désigner, du moins dans les Pays-Bas, que les membres de communautés féminines établies dans des couvents de béguines ou dans des béguinages. Voulant se retirer du monde pour mener une vie pieuse, elles ne faisaient toutefois vœu que de chasteté et d’obéissance, non d’indigence ; au surplus, ces vœux étaient temporaires et prononcés de façon informelle, au contraire des moniales p.ex., dont les vœux était perpétuels et prononcés solennellement. Leur mode de vie était plus libre, et elles pouvaient à tout moment quitter le béguinage et réintégrer le monde, p. ex. pour se marier.
La plupart de ces béguinages, s’étant constitués en petites entités religieusement et économiquement indépendantes, s’établirent en dehors des premières murailles d’enceinte des villes. Les plans au sol de ces entités, dont le choix du lieu d’implantation était déterminé par la topographie locale et la souhaitable proximité d’un cours d’eau, présentent grosso modo soit la configuration de l’enclos (bâtiments alignés autour d’une place centrale), soit celle d’un réseau de rues, soit encore le type mixte, résultant d’une combinaison de ces deux configurations par suite d’une extension survenue principalement au XIIIe siècle. Les éléments invariablement présents dans les béguinages sont : une église avec cimetière, des convents (ou maisons collectives, à l’usage de béguines jeunes ou nécessiteuses), une infirmerie, la demeure de la Grande-Demoiselle, la Maison ou Table du Saint-Esprit (destinée au secours des pauvres), une ferme avec terres agricoles, et un dries ou pré de blanchiment. Chaque ensemble était cerné d’un mur de clôture et pourvu d’un ou de plusieurs portails d’entrée. Le presbytère se trouvait ordinairement à proximité, mais — les personnes de sexe masculin, y compris le curé, n’étant pas autorisées à pénétrer dans le béguinage après 19 heures — en dehors du périmètre du béguinage (en l’espèce, au no 15 de la Wijngaardplein). Par suite des expansions urbaines subséquentes, les béguinages se retrouvèrent finalement au-dedans de la nouvelle enceinte, mais généralement dans les parties périphériques.

### Genèse et histoire du béguinage de Bruges

#### Fondation

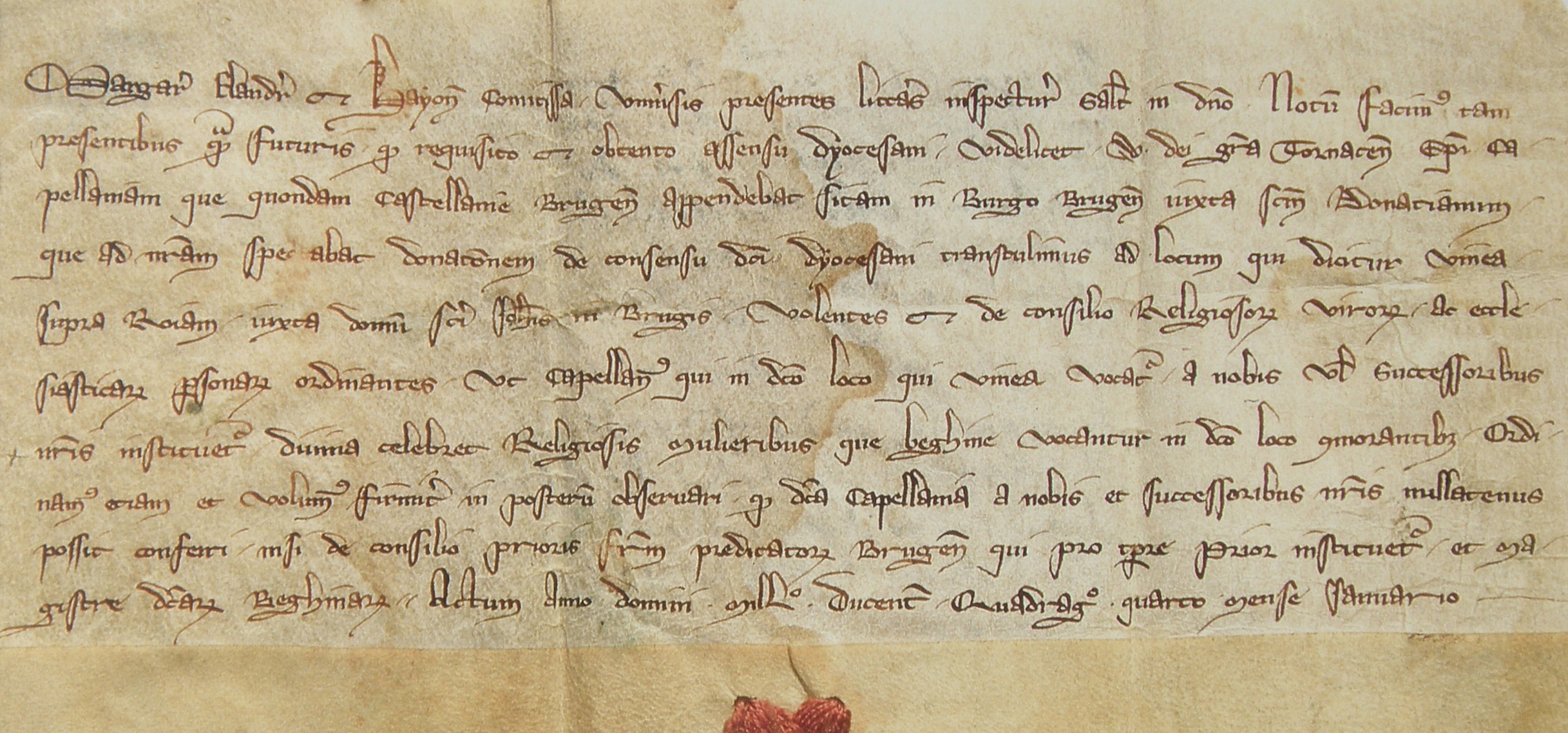
Charte fondatrice du béguinage de Bruges, datée de mai 1245.

La première mention du béguinage de Bruges figure sur un document de 1242, dans lequel la comtesse Jeanne de Constantinople déclarait s’ériger en protectrice des béguines de Bruges, ainsi qu’elle l’avait déjà fait auparavant pour celles de Gand). On ignore ce qui s’est passé avant cette date, mais un scénario possible est le suivant. Les premières béguines, vivant en ordre dispersé, firent leur apparition dans la ville de Bruges vers 1225. Après un certain temps, un groupe de béguines décida de s’installer sur un bout de terrain marécageux connu sous le nom de Vinea supra Roiam ou Wingarde, dénominations désignant probablement un terrain humide et bas situé sur la rive gauche de la rivière Reie, en dehors de l’enceinte construite au XIIe ; aussi, comme il était d’usage partout ailleurs, c’est donc aux abords d’un cours d’eau que les béguines brugeoises choisirent de se fixer,. La date d’établissement exacte demeure incertaine, mais doit probablement être placée au début du XIIIe. À l’origine, le nom du lieu, Wingarde, signifiait probablement pré ou herbage (contraction de widen, pluriel de wide, prairie, weide en néerlandais moderne, suivi de gaarde, clos ou enclos), l’assimilation, par étymologie populaire, avec wijngaard (vignoble) n’intervenant qu’ultérieurement. Cet emplacement avait le double avantage d’être, d’une part, proche de l’eau courante de la rivière, circonstance propice aux travaux de blanchisserie, occupation traditionnelle typique des béguines, et d’autre part, proche de l’hospice Saint-Jean, où elles pouvaient se rendre utiles comme soignantes. Cette situation favorable contribua à la croissance incessante du groupe, au point que l’autorité ecclésiastique, par la voix des dominicains, jugea utile d’intervenir afin de réguler la nouvelle communauté. Les dominicains s’étaient établis à Bruges en 1233, et il n’est donc pas improbable qu’ils aient œuvré à partir de 1235 à organiser les béguines en beghinae clausae. Vers 1240, la communauté béguinale brugeoise devait être devenue suffisamment nombreuse pour que les autorités ecclésiastiques et civiles pussent songer à instituer une paroisse béguinale séparée. Après la mort de Jeanne de Constantinople, sa sœur Marguerite sut convaincre l’évêque de Tournai, Gauthier de Marvis, d’accorder en 1244 l’autorisation de constituer le béguinage en paroisse à part entière et de permettre que celle-ci disposât de sa propre église. La première mention d’une infirmerie date de 1245. Le béguinage jeta son dévolu sur la chapelle désaffectée de l’ancien burggrave, sise sur la place du Bourg (en néerl. Burg), près de l’église Saint-Donatien, et vouée à Notre-Dame. Marguerite de Constantinople, héritière des droits de sa sœur décédée Jeanne, sollicita auprès de Gauthier (ou Walter) de Marvis (sous l’autorité de qui ressortissait tout le comté de Flandre) — et obtint en juillet 1244 — la permission de démolir pierre par pierre ladite chapelle et de la transporter de cette façon vers le béguinage ; en même temps fut transférée aussi la prébende liée à la chapellenie,. Ainsi, une année seulement plus tard, en 1245, cette paroisse nouvellement fondée possédait déjà sa propre chapelle, tandis qu’une infirmerie y existait probablement dès avant cette date. Sur le document relatif au béguinage conservé à la chancellerie de Marguerite, le béguinage est désigné par vinea, et sa dénomination sera désormais officiellement la traduction de ce terme latin, Ten Wijngaerde (littér. Au vignoble, clos de la Vigne).
L’ordre des dominicains, qui avait été sans doute étroitement impliqué dans la fondation de la nouvelle communauté, se vit octroyer le privilège de désigner le curé de la nouvelle paroisse béguinale. Le rôle important joué par les dominicains dans la fondation du béguinage de Bruges est reflété dans les larges compétences qui leur échurent dans la direction du béguinage. En effet, il fut décidé cette même année de confier la gestion de la chapellenie au prieur des dominicains et à la grande-maîtresse du béguinage, habilités désormais à nommer les curés et chapelains du béguinage, privilège auparavant réservé à la comtesse elle-même.

#### Premiers siècles d’existence

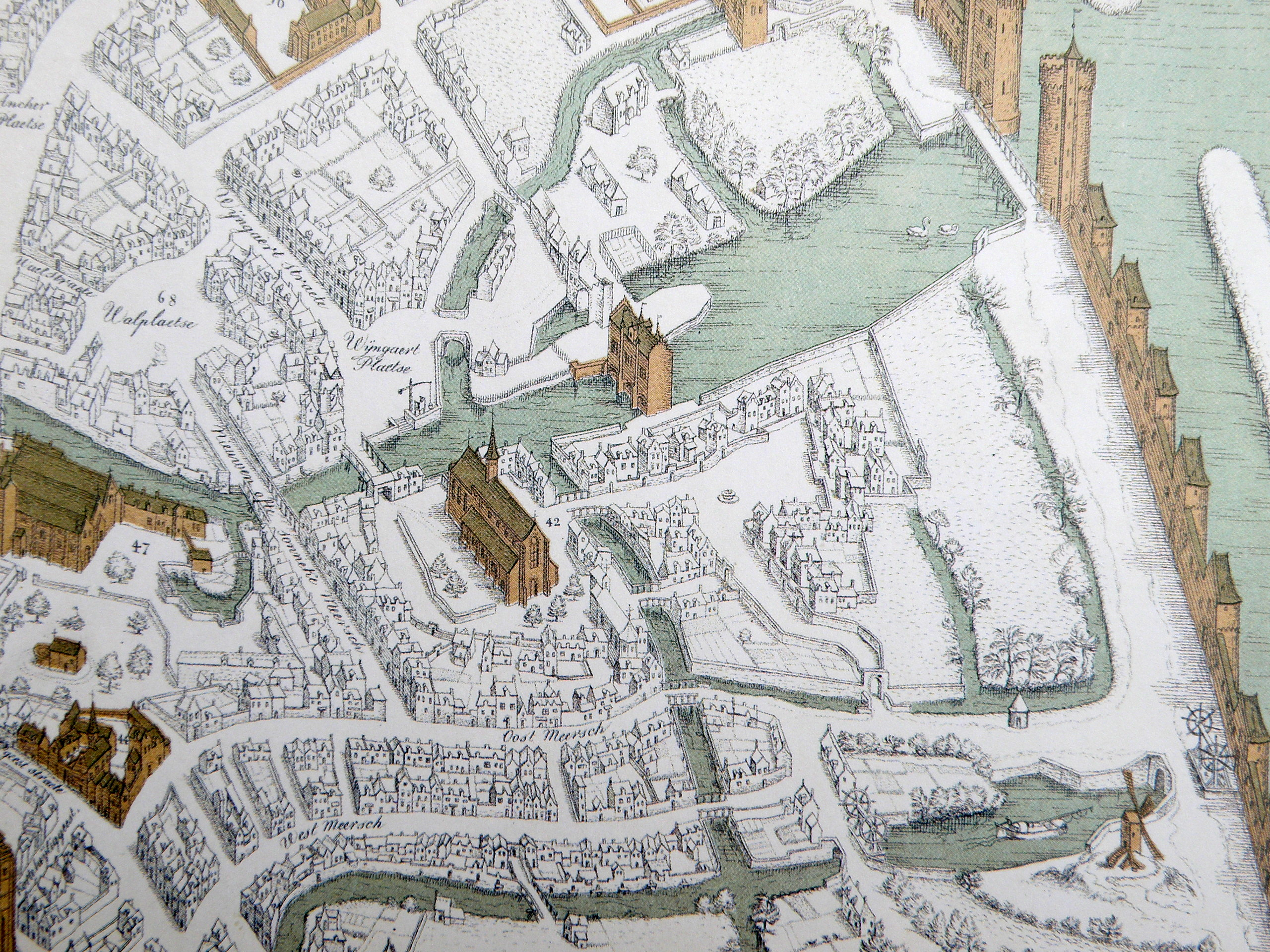
La carte de Bruges de Marcus Gerards (1562), où le béguinage est figuré avec précision (le nord est orienté vers la gauche). On distingue, au centre de l’image : le portail d’entrée précédé d’un simple pont de bois sur la Reie ; l’enclos central sur le pourtour duquel sont groupées les maisons de professes ; l’église sainte-Élisabeth ; l’étroit canal qui traverse le béguinage de part en part (d’est en ouest) et qu’enjambent deux ponts de bois ; et aussi l’extension du béguinage vers le sud (vers la droite), appelé Koegat, consistant en une rue (de Steert) débouchant sur une placette avec fontaine, d’où part une autre rue vers le bas (l’ouest) en direction d’un petit portail. Le plan d’eau en haut à droite, avec le couple de cygnes, est le Minnewater, lac de retenue déterminé par une écluse qu’abrite le Sashuis (en orange), posé sur ses trois arcades.

Le clos de la Vigne connut ensuite un développement constant, acquit rapidement une certaine popularité et allait bientôt bénéficier des faveurs des puissants de Flandre, lesquels lui accorderont de nombreux privilèges. Ainsi le béguinage de Bruges put-il à partir de 1299 s’orner du titre de princier, après que Philippe le Bel (suzerain du comte de Flandre) eut décidé de soustraire le béguinage à l’autorité du magistrat municipal de Bruges ; désormais, quiconque se trouvait dans l’enceinte du béguinage ressortissait à la juridiction royale et ne pouvait être mis en détention par les autorités brugeoises,.
Vers 1297, par la construction de la deuxième muraille d’enceinte de Bruges, le béguinage s’était retrouvé au-dedans du périmètre urbain, sans que cela n’altérât fondamentalement sa situation d’isolement, étant donné que le quartier alentour restera faiblement bâti,. En 1300 apparurent les premiers statuts écrits, qui prescrivaient une vie de prière, de travail et d’abnégation.
Le curé partageait la charge d’âmes avec quatre chapelains. La nécessité de rémunérer ce personnel ecclésiastique indique que les béguines devaient être fortunées. Dans les premiers temps, les femmes ne vivaient pas dans des maisons individuelles, mais dans l’un des sept logements collectifs appelés convents, ce qui atteste que l’on faisait grand cas alors des valeurs de solidarité et du sens communautaire. Cependant, cet esprit ne devait pas durer, car bientôt surgit une fracture entre béguines choristes, de plus haute extraction et chargées d’assurer le chant choral, et béguines communes. Cette fracture alla s’accentuant au fil du temps et à mesure que l’on approchait du XVe siècle. À l’époque bourguignonne, les béguines chorales, à l’opposé des béguines auxiliaires, commencèrent à s’installer dans leurs propres maisons et se permettaient de longues périodes d’absence.
Il y eut à Bruges pendant longtemps un deuxième béguinage, fondé vers 1270, sis sur le territoire de Sint-Kruis (aujourd’hui dans la banlieue est de Bruges), et placé également sous la protection de Marguerite de Constantinople. Ce béguinage connut une certaine floraison et s’occupait uniquement de bienfaisance. Subordonné à la Vigne, il était toutefois fort éloigné d’en avoir l’esprit. Ce béguinage disparut à la fin du XVIIe, et des chartreux prirent possession des bâtiments.
En dépit des dispositions ecclésiastiques de la première moitié du XIVe, selon lesquelles les béguines n’étaient autorisées à vivre que dans des béguinages reconnus, on trouve trace à Bruges, jusque tard dans le XVe siècle, de couvents de béguines à part, présentant une grande diversité de styles de vie. L’un d'eux, le couvent Dops (Dopsconvent), fondé par une béguine de la Vigne en 1338, formait une excroissance juste en dehors de celui-ci, sur son côté sud, et était destiné aux plus pauvres de ses congénères. Par ailleurs, quelques béguines éparses trouvaient à s’employer dans le béguinage de la Vigne.

#### XVesiècle

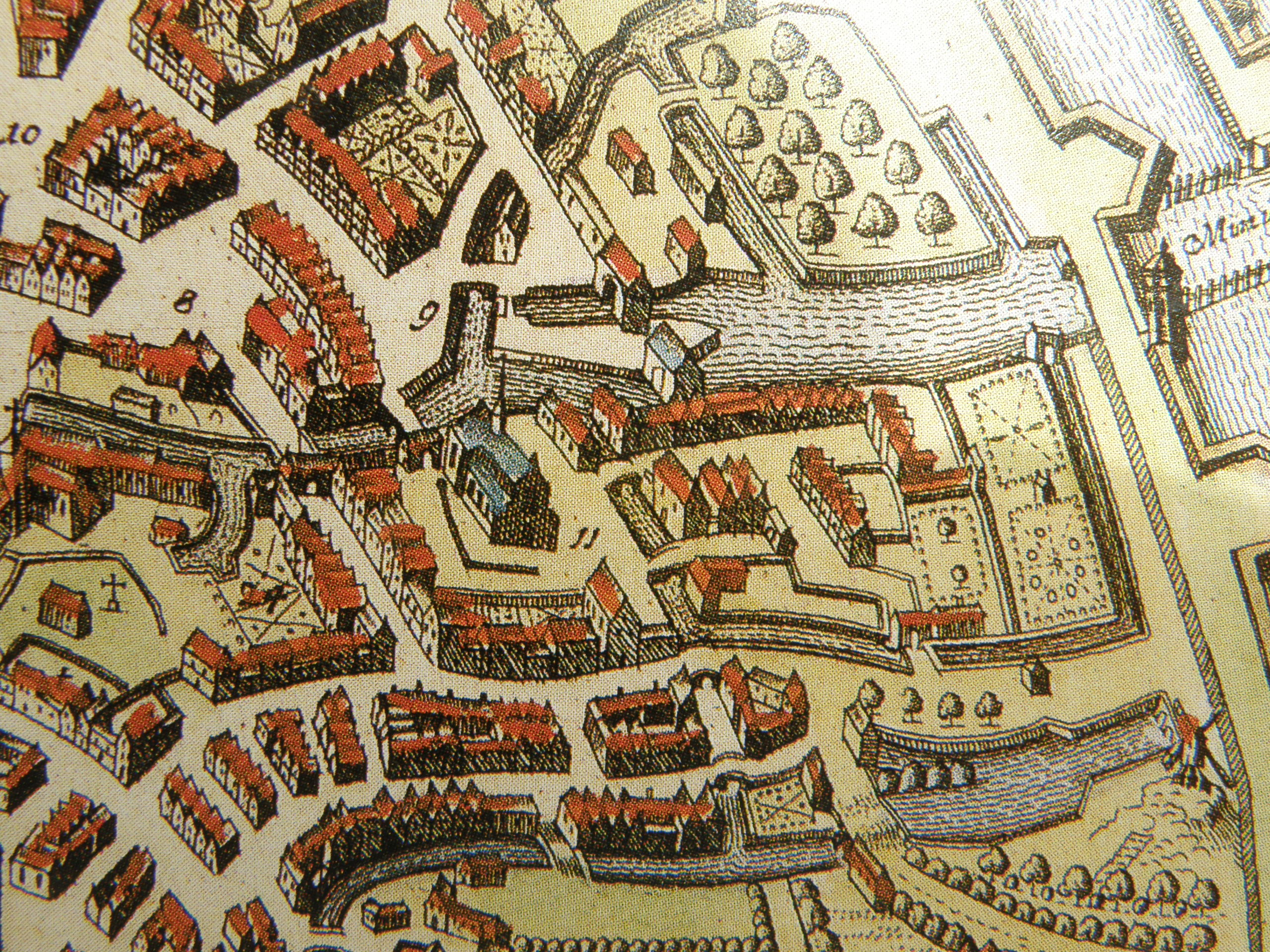
Le béguinage de Bruges sur un plan de 1732.

Au XVe siècle, le béguinage de Bruges avait atteint son plein épanouissement. Chaque année, quatre nouvelles béguines en moyenne entraient au béguinage. En 1441, le clos de la Vigne comptait 152 béguines, répartis sur onze convents. Il leur était aussi loisible de s’acheter une maisonnette pour elles-mêmes, ou d’hériter d’une, où elles pouvaient vivre seules ou à deux. Les béguines besogneuses étaient recueillies dans l’infirmerie, où elle se voyaient assigner une cellule. Cette infirmerie dut être une institution florissante au XVe siècle, capable de distribuer de généreuses prébendes aux béguines qui y résidaient. Une ferme et une brasserie appartenant en propre au béguinage pourvoyaient aux besoins alimentaires des béguines,.
Des prévarications constatées en 1441 entraînèrent de la part du comte de Flandre, par la voie de ses commissaires, une mise sous tutelle plus étroite du béguinage et une révision de ses statuts,. La grande-maîtresse (ou grande-dame) sera dorénavant assistée par quatre demoiselles conseillères. Socialement, les béguines étaient, dans une mesure croissante, des demoiselles riches issues de familles brugeoises aisées, ou apparentées à de riches fermiers propriétaires des campagnes circonvoisines. Cette évolution, dont l’idéal de pauvreté eut à pâtir, fut en revanche propice à la spiritualité et à la piété pures, ces riches béguines privilégiant en effet le service choral, lequel, s’il n’était pas conditionné par l’acquittement d’une somme d’argent, n’en était pas moins, de par sa nature, à la base d’une certaine ségrégation sociale. Au rebours de l’infirmerie, qui était une institution caritative, le chœur présupposait un certain degré d’instruction (notamment des connaissances en langue latine), ce pourquoi les sœurs choristes se recrutaient principalement dans les couches aisées. Se mit ainsi en place une coupure sociale entre les béguines ordinaires, qui étaient pour la plupart occupées à l’infirmerie, et les attitrées du chœur liturgique.
L’intérêt que les puissants d’alors, en particulier la cour de Bourgogne, manifestaient à l’égard du béguinage de Bruges est démontré par le fait qu’en avril 1477, le mariage par procuration entre Marie de Bourgogne et Louis de Bavière, représentant Maximilien d’Autriche, fut suivi le même jour par une visite au béguinage de Marie de Bourgogne avec toute sa suite et par une fastueuse cérémonie,,.

#### Guerres de religion

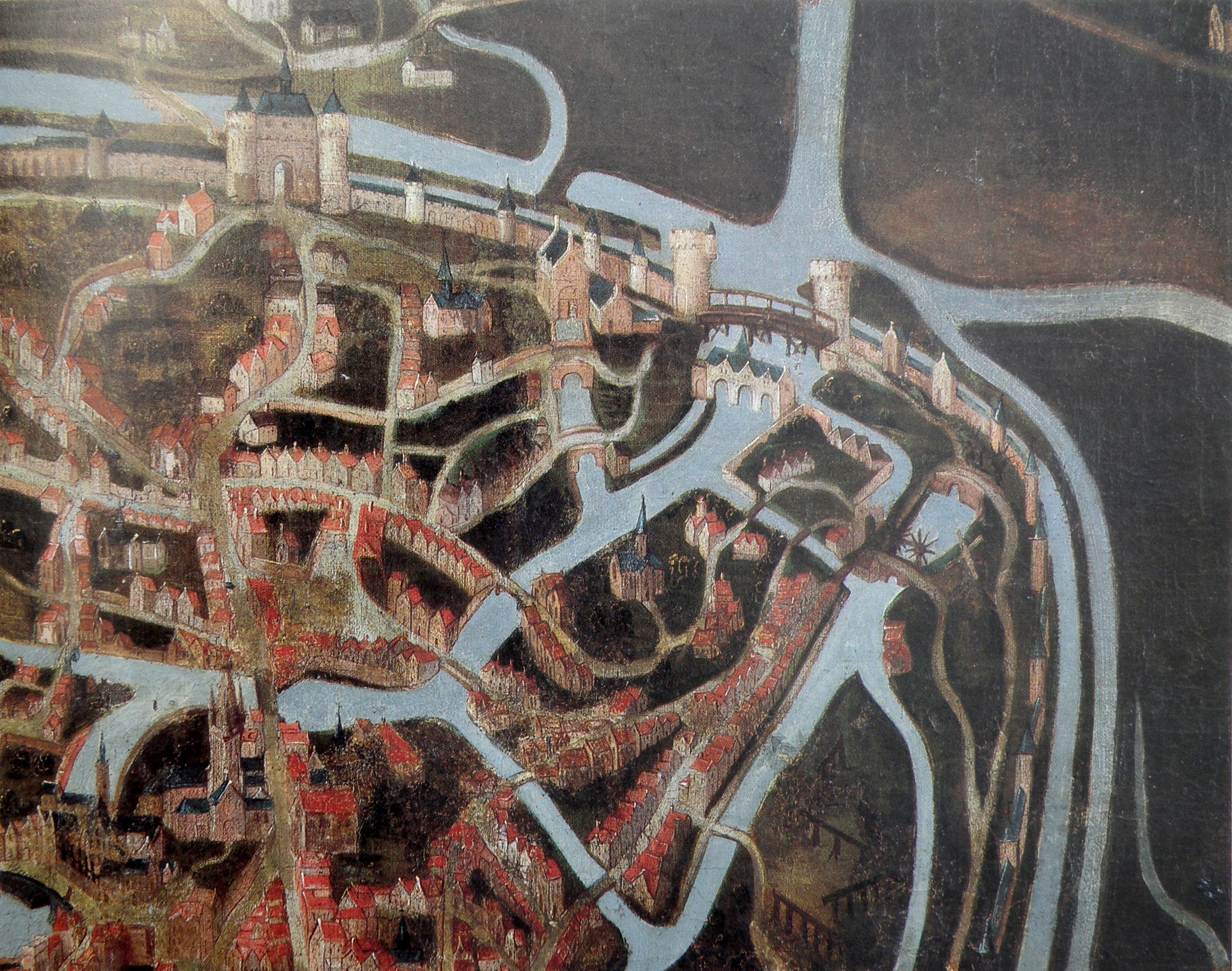
Extrait du dénommé Plan peint (vers 1600). Le béguinage figure au centre droit (la direction nord pointe vers le bas).

La vague iconoclaste de 1566, qui déferla de la Flandre française, détruisit des centaines de couvents et d’églises et ravagea le béguinage dans nombre de villes (en particulier à Malines, Aarschot, Herentals), épargnera assez largement celui de Bruges (et aussi celui de Diest). La domination protestante cependant sera préjudiciable au béguinage, car les autorités municipales calvinistes de Bruges contraignirent les béguines à quitter leurs maisons.
Si la Vigne échappa aux iconoclastes, l’église fut néanmoins gravement endommagée par un incendie en janvier 1584, lequel certes resta circonscrit à l’église. Des réfugiés et des tisserands de Bailleul et de Hondschoote avaient en effet été hébergés dans l’église, et l’utilisaient pour entreposer une partie de leur dernière récolte. La nuit, un chandelier renversé accidentellement mit l’église en feu. L’édifice fut partiellement reconstruit et remanié, et rouverte aux fidèles en 1605, mais on devait y travailler encore jusqu’au siècle suivant,. Cependant, dans les Pays-Bas du nord, la Réforme sonna le glas de la plupart des béguinages ; dans les Pays-Bas du Sud au contraire, les béguinages connaîtront leur période de plus grande floraison à partir de la fin du XVIe siècle, à la faveur de la Contre-réforme,.

#### XVIIeetXVIIIesiècles
Jean Hauchin, archevêque de Malines, engagea à la fin du XVIe une profonde réforme de l’institution béguinale. Les différents statuts locaux furent remplacés par une règle plus générale, à observer dans l’ensemble des béguinages. La réforme prévoyait aussi une plus grande uniformité de costume et une séparation plus rigoureuse avec le monde extérieur. Sainte Begga était reconnue patronnesse des béguinages.
Au début du XVIIe, le béguinage de Bruges fut entièrement réorganisé, en ce sens que la vie fut totalement réglée sur le saint Office (c’est-à-dire l’ensemble des prières et des lectures que les chanoines, les religieux et les religieuses doivent chanter ou réciter quotidiennement dans le chœur liturgique à des heures déterminées de la journée, synonyme : heures canoniales) et le service choral. Les statuts subirent de nouvelles modifications en 1622. Le nombre des béguines fut limité et le recrutement devenait de plus en plus sélectif et aristocratique, de sorte que seules les femmes de bonne famille et de haut rang pouvaient encore s’agréger au béguinage,. La distinction entre choristes et auxiliaires fut mis en œuvre plus strictement encore. La vie conventuelle était délaissée au profit du régime privé. La plupart des convents (habitations collectives) disparurent même, et les béguines dotées du titre de demoiselle prenaient de plus en plus l’allure de chanoinesses. La quasi-totalité des convents finirent par être remplacés par des maisonnettes individuelles, et les béguines choristes s’appliquaient à se démarquer des béguines ordinaires par leur tenue vestimentaire. Néanmoins, le béguinage connut une période faste, se traduisant par une rénovation du patrimoine bâti, mais aussi par le riche ameublement des maisons et de l’église.
La direction du béguinage de Bruges était composée d’un curé, d’une grande-maîtresse, d’une vice-grande-maîtresse et de quatre demoiselles conseillères ; tous étaient, à l’exception du curé, élus pour un mandat de trois ans. Le béguinage disposait alors de possessions considérables, et l’infirmerie et le chœur étaient dotés d’importantes rentes. Cette période faste devait se prolonger jusqu’à la Révolution française, qui sera pour tous les béguinages l’amorce d’une inexorable période de déclin.
Les souverains autrichiens Marie-Thérèse et Joseph II voulurent régenter plus étroitement les béguinages de Flandre. Dans le cadre de l’abolition officielle des « couvents et monastères superflus » décidée par le pouvoir autrichien en 1787, les béguinages durent déclarer l’état de leurs biens et revenus, mais ne seront pas autrement inquiétés. Sur recommandation des autorités ecclésiastiques, les béguinages servirent de refuge aux religieuses expulsées.

#### Fin de l’Ancien Régime
Sous le régime révolutionnaire français, les béguinages partagèrent le sort de toutes les autres institutions religieuses. Par la loi du 5 frimaire de l’an VI (1798), tous « les chapitres séculiers, les bénéfices simples, les séminaires, et toutes les corporations laïques des deux sexes dans les départements réunis » furent supprimés. Parallèlement, les biens détenus par les béguinages, en tant qu’institutions de bienfaisance dont les revenus servaient à entretenir l’infirmerie, tombaient sous la tutelle de la Commission des hospices civils ; en effet, n’étant pas des couvents au sens propre, et présentant plutôt un caractère caritatif, les béguinages à ce titre tombaient sous la compétence des hospices civils, en conséquence de quoi leurs biens ne furent pas mis en vente, et les béguinages seront ainsi en partie sauvés. Les béguines durent quitter leur habit et interdiction leur fut faite d’accepter des novices. Leurs revenus furent soumis à de fortes restrictions. Les églises de béguinage furent certes fermées, et l’exercice de la religion interdit, mais les béguines, à l’inverse des autres conventuelles, ne furent pas jetées à la rue, et pouvaient résider jusqu’à la fin de leurs jours dans leurs anciens logis. Ainsi, le béguinage de Bruges pourra, en partie, poursuivre son existence,,.
L’enclos de la Vigne fut donc placé lui aussi devant le dilemme de choisir entre le statut d’institution religieuse (ce qui eût signifié la fermeture de l’église et la vente à l’encan de ses biens) et le statut d’institution caritative (impliquant d’être toléré mais dépouillé de sa fonction religieuse). La deuxième option fut choisie, et en juillet 1798, les biens de l’infirmerie, puis, peu après, ceux du chœur passèrent aux mains des Hospices civils. De surcroît, le béguinage de Bruges vit ses recettes fortement baisser par la suppression de la dîme et la disparition des rentes qui lui venaient des corporations désormais abolies. Le port des habits de religieuse restera interdit jusqu’en septembre 1814 ; les béguines brugeoises y suppléèrent par le port d’un voile blanc,.
À la suite du Concordat de 1801 signé entre Napoléon et le pape, la situation des béguines s’améliora quelque peu et beaucoup de béguinages redevinrent des lieux de prière publics. Certains béguinages, tels ceux de Bruxelles et de Diest, furent intégrés dans des paroisses existantes. Les béguines pouvaient continuer d’y résider moyennant payement d’un loyer et, si elles avaient certes définitivement perdu leurs biens, pouvaient poursuivre en silence leur vie de béguine. En 1803, les autorités françaises accordèrent l’autorisation de célébrer à nouveau la messe dans l’église, et l’office religieux fut restauré au béguinage de Bruges,.
Cependant, chose plus préoccupante, la spiritualité béguinale elle-même subit le contrecoup de tous ces bouleversements. En effet, la communauté avait été amenée à se disperser partiellement pendant plusieurs années dans le monde extérieur, où les vœux n’étaient que médiocrement respectés et où les prescriptions de la vie chorale tendaient à être moins strictement observés.

#### XIXesiècle

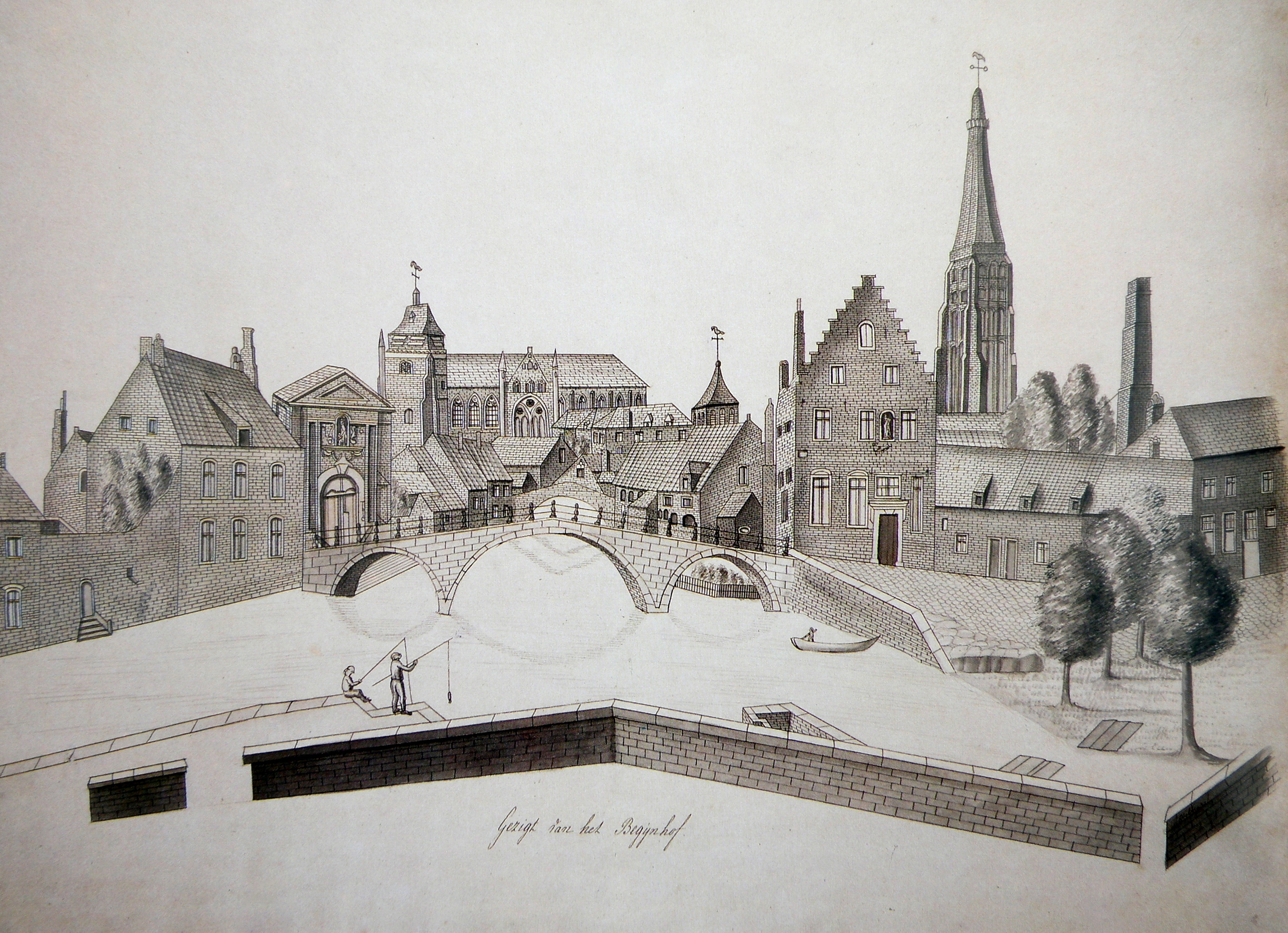
La Reie près du béguinage, dessin de Jean-Jacques Gailliard (1801-1867), non daté (mais à situer entre 1833 et 1839). On distingue au centre le pont à trois arches menant au portail d’entrée (à gauche) et précédé à droite par le presbytère, dont la façade n’avait pas encore été « refaite » par Delacenserie. Derrière le presbytère, les bâtiments de la brasserie De halve Maan (cheminée). À l’arrière-plan, la cathédrale Saint-Sauveur au clocher massif, non encore rehaussé à cette date.

Après l’intronisation de Guillaume Ier en 1814, les béguines furent autorisées à reprendre leur habit, mais le béguinage peina à retrouver son ancienne floraison et à rétablir la spiritualité d’antan. Les femmes se sentant appelées à embrasser l’état de béguine n’étaient plus guère qu’en petit nombre : si l’on comptait encore 26 béguines en 1811, elles n’étaient plus que 17 en 1827. En outre, l’esprit de sobriété et de piété, les deux piliers de la vie béguinale authentique, avaient cessé d’être à l’honneur ; les plaisirs de la table et le confort matériel semblaient désormais y primer. La visite pastorale de monseigneur Malou en 1849 provoqua certes un dernier flamboiement, mais sans effet à long terme. Le recrutement resta limité, de sorte qu’au cours du XIXe siècle, par manque de béguines auxiliaires, l’on dut faire appel à des femmes laïques pour travailler à l’infirmerie et faire le ménage chez les béguines choristes, chaque demoiselle disposant désormais de sa propre servante, qui n’appartenait pas à la communauté. Finalement, il fallut, par manque de religieuses, renoncer à célébrer le Grand Office, remplacé dorénavant par l’Office de Notre-Dame, moins exigeant.
Rodolphe Hoornaert décrivit comme suit les dernières années du béguinage de Bruges : 

« Affectée par une sorte d’euphorie sénile, cette brillante institution glissa inconsciemment vers une caricature, tandis que la vénérable règle de 1300 s’étiolait de plus en plus en un pâle règlement spirituel. »

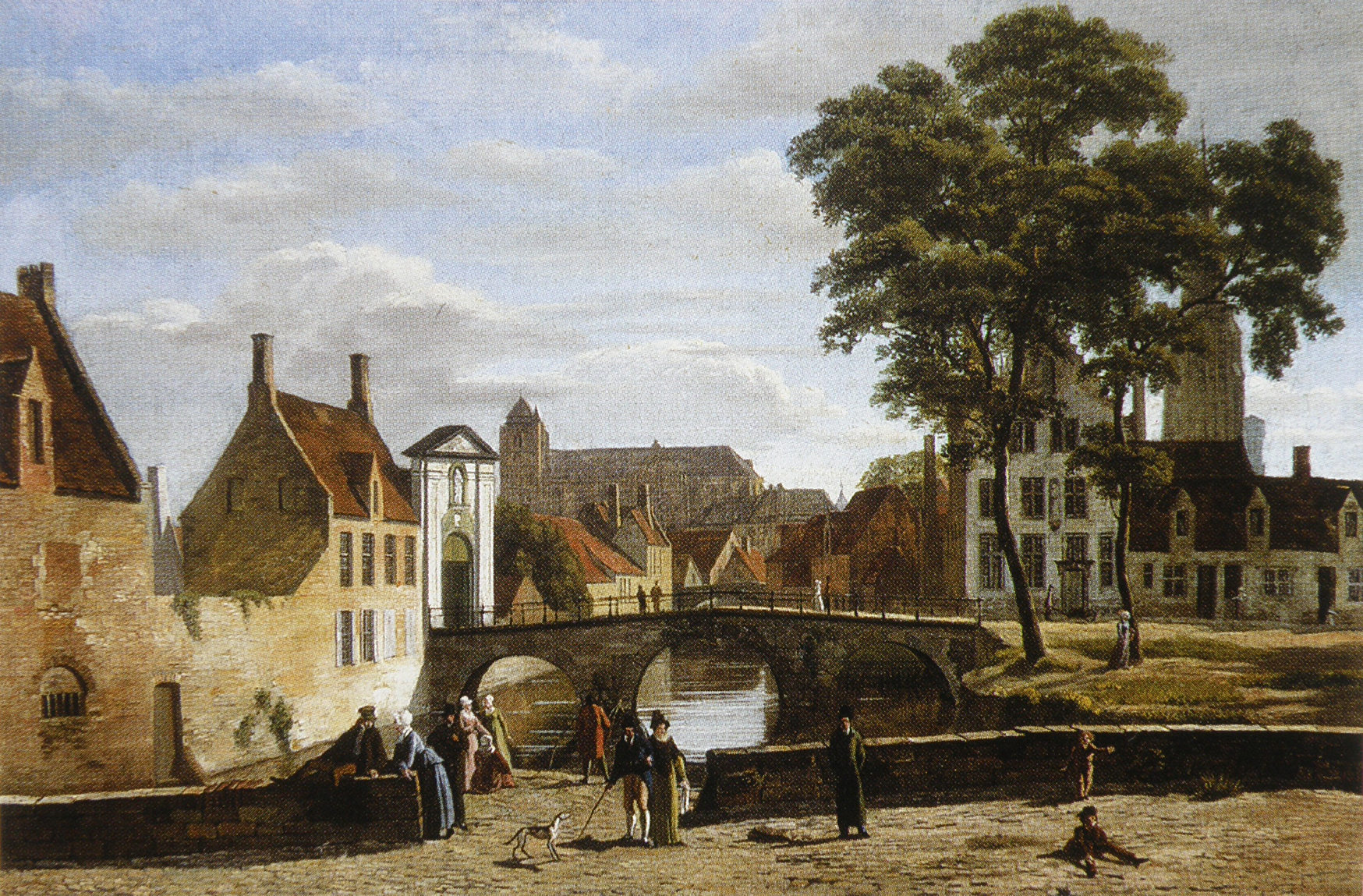
Tableau anonyme du XIXe siècle, non daté. On reconnaît au centre le pont conduisant au portail d’entrée du béguinage ainsi que, à la gauche du portail, la maison béguinale no 1 et, contre le bord gauche, la maison no 3. À droite, le presbytère, avec sa façade encore peinte en blanc. À l’arrière-plan au centre, la cathédrale Saint-Sauveur, toujours sans sa partie supérieure néo-romane, ajoutée entre 1846 et 1849 (ce qui permet d’induire que le tableau est antérieur à cette date). Au fond à droite, le clocher de Notre-Dame, dont la flèche se perd dans le feuillage, et à sa droite, plus flou et apparaissant plus petit en raison de la distance, le beffroi, en partie dissimulé derrière ledit clocher.

À cette situation de déclin spirituel, se traduisant notamment par une pénurie de vocations, s’ajouta le désarroi financier, aggravé par l’action de la municipalité brugeoise libérale. À l’échelon national, l’État libéral qui s’était mis en place en 1830 n’était pas enclin à restituer leurs biens aux béguinages. Le parti libéral, aux affaires de 1848 à 1884, mena une politique résolument anticléricale. Les béguines avaient donc perdu pour de bon leurs biens et leurs revenus. Là où les béguines en étaient réduites à payer un loyer auprès des pouvoirs publics pour occuper leur maison et leur béguinage, l’institution dépérissait immanquablement pour finir par s’éteindre tout à fait.
Au milieu du XIXe siècle se déclencha une violente polémique au sujet de la relation entre béguinage et État. En 1839, l’archevêque de Malines sollicita le roi de soustraire les biens des béguinages aux Hospices civils et d’en restituer au moins une partie. Il y eut des interpellations au parlement, et des brochures furent diffusées, cependant en vain. Le Parti libéral, qui dirigeait aussi la municipalité de Bruges, fit savoir en octobre 1868 que les béguines n’avaient droit à l’assistance de la part des Hospices civils qu’au cas où elles se trouvaient dans le besoin, au même titre que les autres indigents. La subvention octroyée depuis 1801 à la grande-maîtresse fut supprimée, par suite de quoi le béguinage se retrouva totalement dépourvu de revenus. Seules celles qui bénéficiaient d’une rente pouvaient encore devenir béguine. Le recrutement était rendu de plus en plus malaisé et en pratique strictement limité à un recrutement local. Les nouvelles imprécantes devaient, pour pouvoir être admises, disposer de lettres d’introduction et de moyens financiers considérables. Les maisons béguinales vacantes, désormais en grand nombre, furent cédées en location à des femmes pieuses laïques.
Dans le dernier quart du XIXe siècle, sur décision de la municipalité brugeoise, la nouvelle rue Professeur Dr J. Sebrechts (Professor Doctor Sebrechtsstraat) fut tracée sur les terrains de blanchiment du béguinage, situés au sud de l’enclos central, et l’hôpital Minnewaterkliniek, érigée sur ces mêmes terrains, sera inaugurée en 1892. À noter que le périmètre du béguinage de Bruges avait déjà été écorné sous la domination française. Finalement, en 1905, seules sept béguines vivaient encore dans le béguinage de Bruges. Ces quelques béguines restantes en étaient réduites à vivre de leurs rentes et devaient côtoyer des femmes pieuses laïques, devenues locataires des maisonnettes vacantes.
En septembre 1914, pendant la Première Guerre mondiale, le béguinage de Bruges dut héberger les béguines chassées de Malines. En janvier 1915, les troupes allemandes ayant réquisitionné les bâtiments du grand séminaire de Bruges, les séminaristes furent relogés en partie dans le béguinage. En mai 1918, un obus causa un cratère sur la pelouse de la Wijngaardplein à une trentaine de mètres de la maison du recteur (curé de la paroisse béguinale),,.

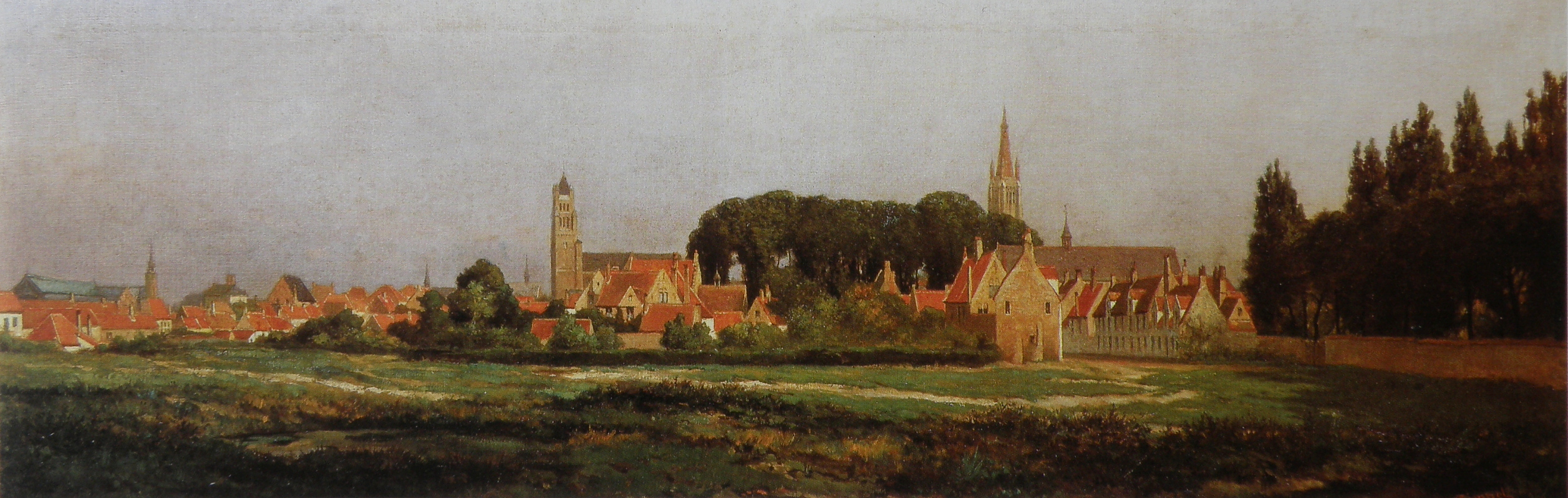
Vue du béguinage depuis le sud, tableau de 1886 par Bruno De Simpel (1832-1902). On reconnaît dans le fond le clocher de la cathédrale Saint-Sauveur (centre gauche) et celui effilé de l’église Notre-Dame (centre droit). En 1886, les meersen (étendues marécageuses), visibles à l’avant-plan, et faisant alors encore partie du domaine de la Vigne, avaient déjà été rehaussés ; la Minnewaterkliniek ne sera édifiée sur le même emplacement que quelques années plus tard. On distingue devant la nef de la cathédrale la maison de la grande-maîtresse, flanquée à gauche de l’infirmerie, et à droite de sa chapelle privée (avec campanile), puis, un peu plus à droite encore, le Dopsconvent. Devant la tour de Notre-Dame viennent s’étager les frondaisons de l’enclos central, la nef de l’église Sainte-Élisabeth-au-Béguinage, et les maisons de la rue dite De Steert, non encore interrompue par la Sebrechtsstraat, et dont on aperçoit distinctement les numéros 13, 15 et 17, avec leurs petites lucarnes à pignon respectives.

#### Entre-deux-guerres

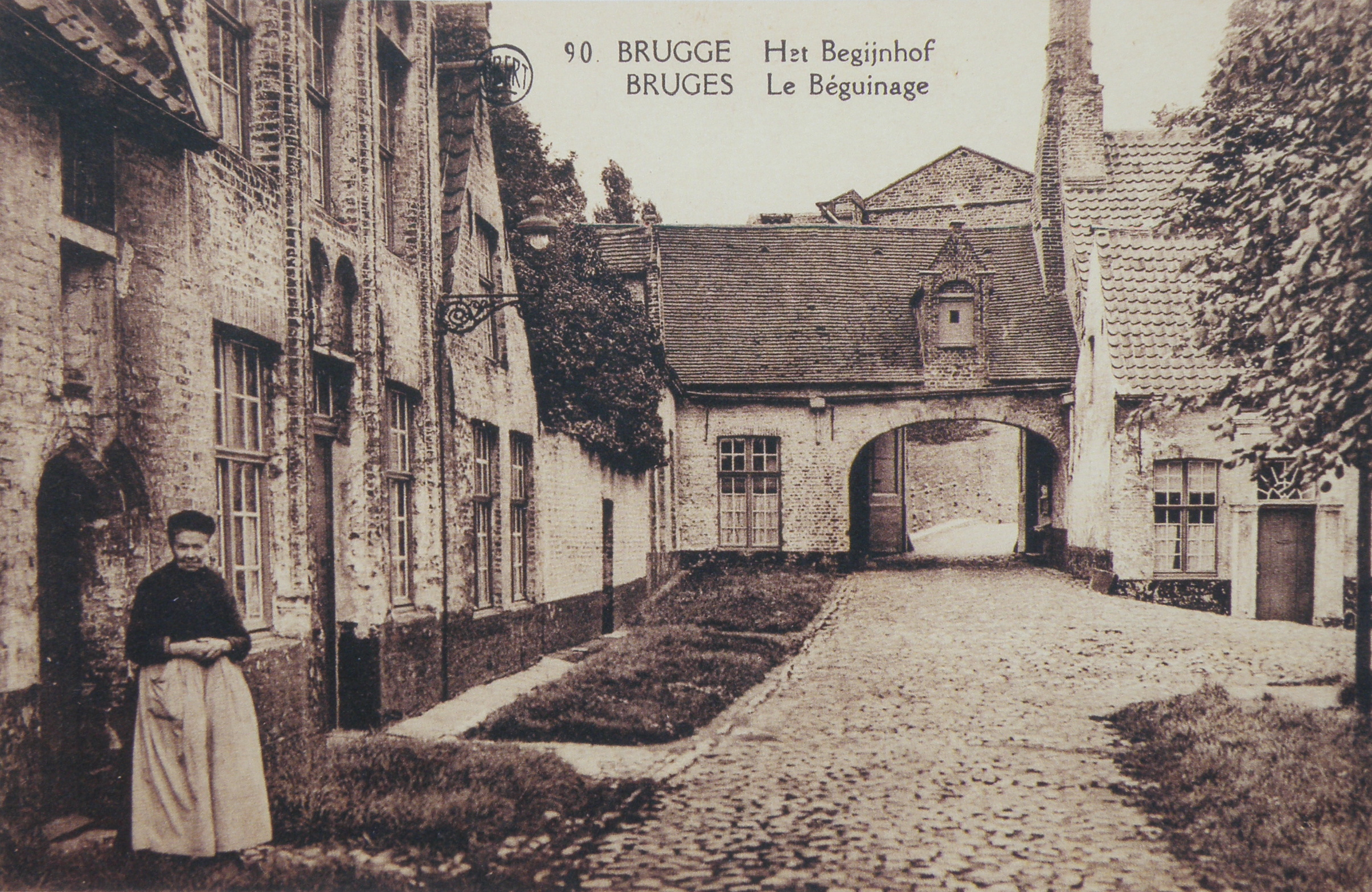
Vue de l'enclos central vers 1910. On aperçoit au fond à droite la maison béguinale no 1 (aujourd'hui musée); au centre, le portail d’entrée (où on distingue sous l'arcade le pont d'entrée avec son parapet en fer forgé), et à gauche la maison béguinale no 4 (depuis lors aménagé en Centre d'études liturgiques).

Les vertus apostoliques et évangéliques d’indigence et de résipiscence n’étaient plus guère observées, constat auquel parvint également le prêtre Rodolphe Hoornaert, lorsque celui-ci fut nommé en 1922 par l’évêque de Bruges Gustave Waffelaert curé (recteur) de la paroisse du béguinage. Parallèlement à sa carrière d’écrivain, Hoornaert entreprit avec énergie de sauver le béguinage à la fois en tant que site historique et en tant qu’institution religieuse ; il en fera l’œuvre de sa vie. À l’arrivée de Hoornaert, le béguinage de Bruges ne comptait plus qu’une poignée de béguines, en plus de quelques vieilles dames qui occupaient quelques-unes des maisonnettes.
À ce moment, la municipalité brugeoise envisageait de démolir le complexe délabré et de réaffecter le site à une destination profane, songeant notamment à y aménager une cité ouvrière ou à y construire une extension des hôpitaux limitrophes. Hoornaert s’efforça d’y faire obstacle en suscitant de nouvelles vocations au moyen de nombreuses conférences et publications, mais échoua dans sa tentative,. La dernière béguine avait fait son adhésion au béguinage de Bruges en 1925.
En 1927, deux ans après les célébrations organisées à l’occasion du septième centenaire du béguinage, et alors que celui-ci n’hébergeait plus que cinq béguines, Hoornaert leur proposa, ainsi qu’à l’évêque de Bruges — et obtint d’eux — de faire venir une congrégation de bénédictines françaises, les Filles de saint Benoît de la ville de Nîmes, qu’il invita à habiter et à diriger le béguinage. Cette nouvelle communauté religieuse, dotée d’une dénomination propre, les Filles de l’Église, et ayant ses propres objectifs, figurerait néanmoins comme le continuateur de la tradition béguinale séculaire. Dans un premier temps cependant, les Filles de l’Église ne se virent attribuer des autorités ecclésiastiques qu’un statut provisoire ; de plus, le bail à court terme conclu avec la Commission brugeoise des hospices civils interdisait tout projet à long terme ; la fusion avec les Filles de saint Benoît ne se passait pas sans accroc ; et enfin, Hoornaert eut à faire face à une vague d’indifférence, voire à de dures critiques venues de différents horizons. Ce nonobstant fut ainsi fondé en 1927 un couvent de bénédictines, sous la dénomination de Filles de l’Église/Dochters van de Kerk, né de la fusion du couvent Notre-Dame-de-Béthanie, établi depuis 1921 au monastère Saint-André, des Filles de Saint-Benoît de Nîmes et des dernières béguines encore présentes au béguinage.

Vaches occupées à paître sur le terre-plein central du béguinage, photographie de 1936.

Quand Hoornaert lança son projet de réforme en 1922, le béguinage de Bruges offrait un aspect déplorable : il était insalubre et dans un état de délabrement avancé. Seules quelques maisonnettes étaient occupées par des béguines ; dans d’autres vivaient quelques vieilles femmes, souvent dans des conditions primitives, sans eau courante, avec le gaz sans doute, mais avec une pression beaucoup trop faible. De plus, la Vigne était devenue une sorte de jardin public pour les Brugeois ; des vaches venaient même paître sur le gazon de la place centrale.
Rodolphe Hoornaert voulait assurer à ses religieuses une qualité de vie matérielle minimale. En décembre 1924, la Commission des hospices civils se déclarait disposée à engager des travaux de rénovation dans la maison no 3, grâce auxquels les quatre premières postulantes se virent offrir un logis très modeste mais acceptable. En 1928, les ormes malingres de l’enclos central furent remplacés par de jeunes peupliers, devant symboliser la nouvelle vie conventuelle en pleine croissance dans le béguinage. En 1924, Hoornaert rédigea une nouvelle règle de vie.
Rodolphe Hoornaert avait introduit auprès de la Commission des hospices civils, une première fois en 1925, puis une nouvelle fois quatre ans plus tard, une demande d’autorisation à peindre en blanc les façades de l’enclos central,. Il voulut rendre le béguinage plus attrayant pour les visiteurs et les résidents, mais n’ignorait pas que ce faisant il allait à l’encontre de l’image romantique et mélancolique que l’écrivain Georges Rodenbach s’était attaché à composer dans son roman Bruges-la-Morte de 1892, dans lequel le béguinage jouait un rôle important et qui valut à la ville de Bruges une immense publicité dans le monde francophone. Cependant, l’« atmosphère éteinte qui imprègne le roman » avait le don d’exaspérer Hoornaert, qui voulait faire litière une fois pour toutes de ces maisons de béguine « romantiques et envahies de mousses » ; le béguinage n’avait pas la vocation de servir de boîte de résonance « à la rêverie mélancolique de quelque poète romantique, ni au snobisme de quelque touriste en mal de spleen », mais exhaler la simplicité et la joie de la vie béguinale d’origine, d’où la prédilection de Hoornaert pour les façades blanches. Il lui faudra pourtant patienter jusqu’à 1933, et attendre d’avoir enduré auparavant une vive polémique dans la presse. En particulier, le Journal de Bruges voulait absolument maintenir tel quel l’aspect existant du béguinage ; le conseiller municipal Paul Noë en particulier, franc-maçon notoire et connaisseur influent en matière d’art, assaillait Hoornaert dans les colonnes de cet hebdomadaire : « ce qui faisait son charme, tous les artistes sont de notre avis, était justement la teinte vieillotte, usée, colorée de ses façades ». À son tour, Hoornaert s’engagea dans la polémique et finit par l’emporter, Noë finissant même par faire volte-face.
Hoornaert avait pris conscience de la nécessité de construire un couvent au plein sens du terme, propice à une vie communautaire réelle, car les vieilles maisonnettes de professes ne s’y prêtaient guère. Le béguinage de Bruges était depuis la Révolution française la propriété de la Commission des hospices civils (et le restera d’ailleurs jusqu’en 1976, année où il passera à la municipalité brugeoise). En 1922, Hoornaert disposait d’un bail sur une année seulement, et sollicita en 1924 un bail emphytéotique (c’est-à-dire courant sur 99 ans), qui lui fut refusé ; cependant, on lui octroya un bail de 27 ans, ce qui lui parut suffisant pour entamer les travaux de construction.
La maison d’hôtes (au n°22a, sur le côté ouest de la place centrale), construite à neuf, mais dans le style vernaculaire traditionnel, fut achevée en 1926. Quatre mois plus tard, la maison no 3, où la fondation avait débuté, fut aménagée en noviciat. À partir de 1929, les travaux de rénovation furent menés vigoureusement. L’enclos central fut pourvu d’eau courante ; en décembre 1931, le beau réfectoire, couvert de lambris de chêne, était achevé et permit de prendre les repas en commun, première étape vers une véritable vie communautaire. En août 1931, une palissade en bois fut dressée sur le périmètre occidental, entre le verger et les maisons de la rue Oostmeers, signe que la nouvelle communauté entendait s’isoler du monde extérieur,.
En 1934, Hoornaert finit par obtenir son bail emphytéotique, dûment signé à la fois par la municipalité de Bruges, l’autorité provinciale, la Commission royale des monuments et des sites et par le roi Léopold III, et officialisé par arrêté royal. Hoornaert dut encore dissiper les rumeurs selon lesquelles le béguinage passerait en mains étrangères, ou qu’il deviendrait une recluserie interdite aux visiteurs et aux touristes.

##### Construction d’un nouveau couvent et financements

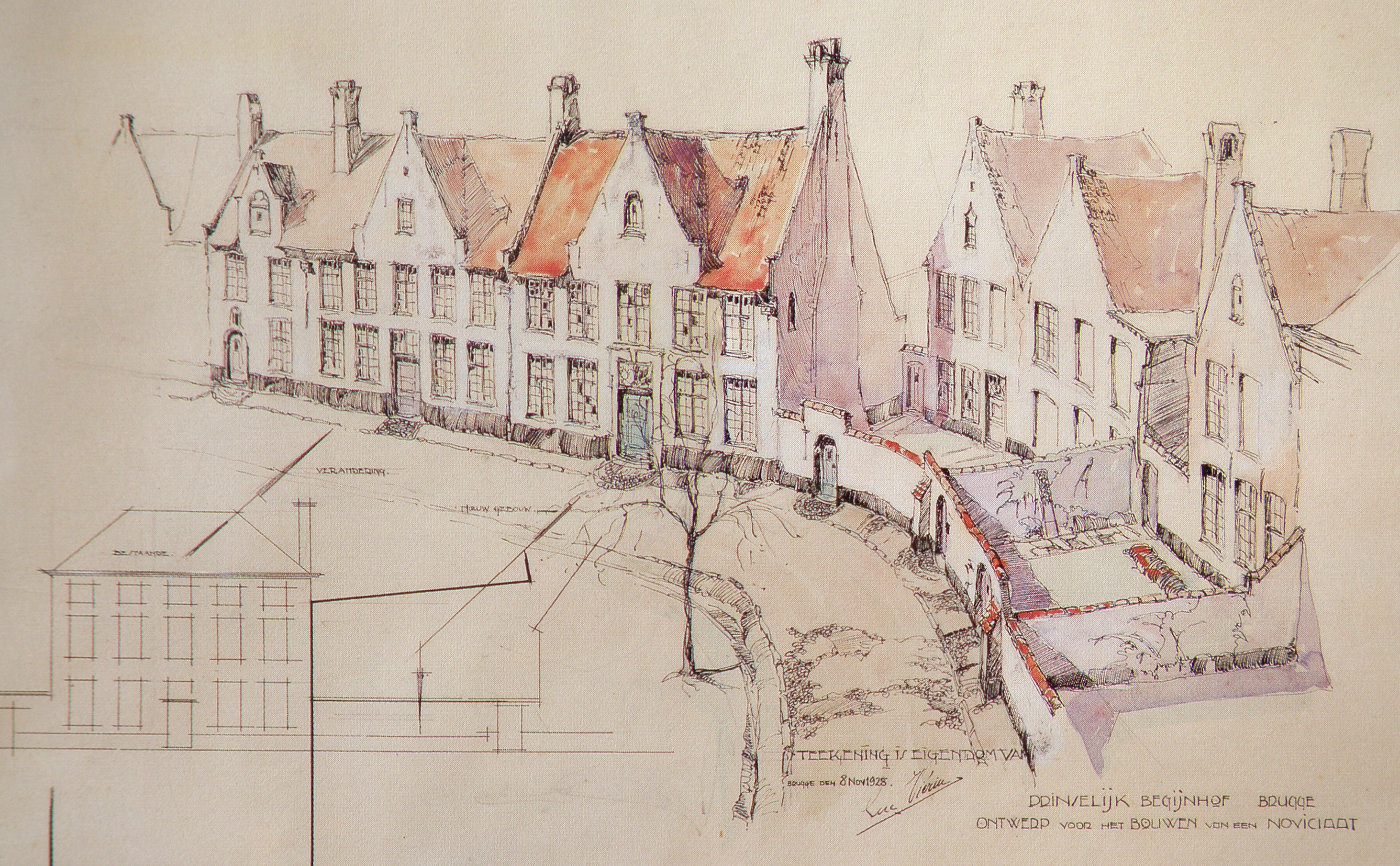
Plan par l’architecte Luc Viérin d’une maison neuve (« nieuw gebouw » : les deux lucarnes-pignons en haut au centre, représentant en fait un corps de bâtiment unique, l’actuel no 22), conçue dans le style vernaculaire traditionnel et destinée à se substituer à une maison néo-classique, figurée schématiquement en bas à gauche (« bestaande », = existant).

L’architecte Joseph Viérin, échevin des Travaux publics de la municipalité de Bruges, qui avait joué un grand rôle dans la reconstruction en un sens néo-traditionaliste et régionaliste des villes et villages belges ravagés par la Première Guerre mondiale, fut chargé par Hoornaert de livrer les plans du nouveau couvent. Celui-ci, d’allure néogothique (doté d’ogives etc.), mais fait avec des matériaux modernes, se dresserait sur le côté occidental de l’enclos central, derrière les anciennes façades, que (à l’exception de celle du n° 22a, qui fut démolie) l’on s’efforcerait de préserver en l’état. Les édifices proprement dits situés derrière les façades no 24 à 28 furent démantelés pierre par pierre, et l’on se fit un devoir de réutiliser le matériau ainsi récupéré, afin de cultiver le lien entre passé et présent. La première pierre du nouveau couvent fut posée en mars 1937. Quelques mois plus tard, sur les instances de Hoornaert, la reine Élisabeth daigna prendre l’enclos sous sa protection. En septembre 1937, le couvent était achevé et fut solennellement inauguré par Henricus Lamiroy, évêque de Bruges, lors d’une cérémonie à laquelle assista l’ensemble des autorités civiles et ecclésiastiques de la ville, et même un émissaire de la cour royale. Dans la foulée, Hoornaert entreprit de moderniser et d’agrandir la maison d’hôtes (la n°22a) ; Hoornaert voulut remanier sa façade bourgeoise dix-neuviémiste, dont il estimait qu’elle dénaturait l’aspect général de l’enclos, et la doter de pignons dans le style des autres façades. Une salle de réunion et une bibliothèque furent ajoutées. On installa partout l’éclairage électrique et le chauffage central. En 1938, Hoornaert reçut l’autorisation de faire édifier devant les maisons sises sur le côté nord de l’enclos (les no 8-20) un mur séparant de la place centrale leurs jardinets de devant, à l’effet de restaurer l’aspect médiéval et de soustraire les habitantes aux regards des visiteurs. La maison au no 1, attenant au portail d’entrée, fut aménagée en un Musée du béguinage.
Rodolphe Hoornaert prévoyait d’avoir besoin de deux millions de francs, somme que les subventions de la municipalité étaient insuffisantes à couvrir ; susciter les indispensables contributions privées sera l’objectif de ses nombreuses conférences, de ses brochures sur les Filles de l’Église, et de ses démarches auprès de diverses hautes personnalités. C’est dans ce même but que fut mise sur pied en 1935 l’association Les Amis du Béguinage/De vrienden van het Brugs Begijnhof en tant que comité de soutien et de propagande en faveur de la restauration du béguinage. L’on devenait Ami moyennant acquittement d’une somme de 500 francs. Certains membres assumaient la fondation de l’une des chambres de la maison d’hôtes, et se voyaient gratifiés d’oraisons dans le monastère. L’association avait un but uniquement artistique et architectural, et non religieux, ce qui permit d’impliquer aussi des notables brugeois d’autres conceptions philosophiques, et de s’assurer l’appui de tout l’éventail économique, intellectuel et politique de la société brugeoise. En particulier, l’homme politique socialiste Achille Van Acker, alors président de la Chambre, sut lui obtenir quelques surcroîts de subvention, et c’est sur sa recommandation qu’une série de six timbres-poste à l’effigie de Notre-Dame-de-la-Vigne fut éditée en 1954, dont les bénéfices allèrent intégralement aux travaux de restauration du béguinage.
En 1936, le béguinage dut céder une partie de son verger, situé à l’ouest de l’actuel couvent, sur ordre de la municipalité.
En février 1939, l’église et les bâtiments furent classés comme monument historique et l’ensemble du site au titre de paysage.

#### Deuxième Guerre mondiale et après-guerre
Pendant la campagne des dix-huit jours (du 1er au 28 mai 1940), l’enclos central du béguinage fut occupé sur toute sa superficie par des véhicules du service de brancardiers de l’armée française. Les brancardiers travaillaient dans l’hospice des Sœurs-de-la-Charité situé non loin. Les aumôniers célébraient leurs messes dans le béguinage, parfois jusqu’à quinze messes par jour. Les mois d’hiver, le noviciat dut être transféré vers le couvent, pour économiser le combustible.
En novembre 1940, trois sœurs de nationalité étrangère furent appréhendées par les Allemands ; si elles furent relâchées le jour même, après interrogatoire, elles durent ensuite se présenter quotidiennement à la police. L’occupant allemand s’appliquait à surveiller étroitement tout étranger arrivé à Bruges après 1936, en rapport avec de possibles activités d’espionnage. Sœur Marie-Jeanne, d’origine britannique, résidant dans le béguinage depuis 1926, mais néanmoins suspecte d’espionnage, connut un sort moins enviable. D’abord enfermée dans le camp de Beverlo en juin 1942, elle passa le reste de la guerre sous surveillance dans le couvent des franciscaines de Woluwe-Saint-Pierre, en compagnie d’autre religieuses britanniques.
En dépit des circonstances difficiles, les Filles de l’Église parvinrent à mener une vie conventuelle ordinaire. Le nombre de religieuses se stabilisa à 29. À la fin de la guerre, il y aura même deux fois autant de sœurs laïques qu’en 1940, et celles-ci tinrent leur première assemblée générale à Bruxelles en 1943.
Le centre historique de Bruges et le béguinage furent épargnés par les bombardements et les attaques aériennes, et l’église du béguinage échappa également à la réquisition de ses cloches par l’occupant allemand. La Vigne servit cette fois encore, comme pendant la Première Guerre mondiale, de refuge à différentes personnes, notamment à un petit groupe d’infirmières françaises, et en 1942 aux oblats de l’abbaye Saint-André. Cependant, en raison de la guerre, l’apostolat et l’acolytat fonctionnaient à très faible régime. Ce nonobstant, le couvent hébergeait une communauté désormais stabilisée, d’une trentaine de religieuses, la pratique chorale avait été rétablie, la règle de saint Benoît était fidèlement observée, et un édifice conventuel approprié se dressait dans l’ouest du béguinage.

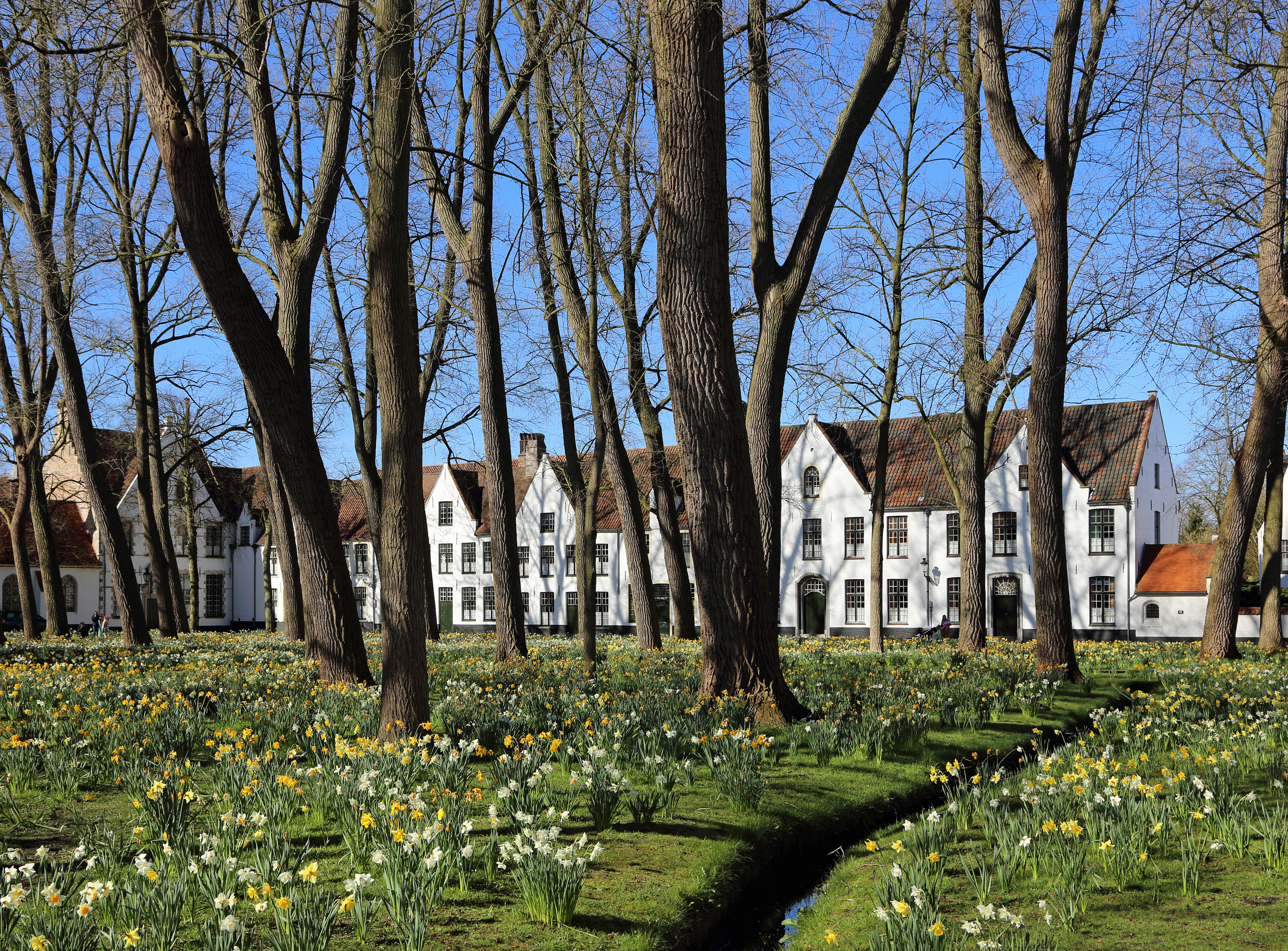
Aspect de l’enclos central : façades blanches, fenêtres à petits-carreaux et à guillotine, souches de cheminée monumentales, lucarnes à pignon, peupliers et jonquilles font partie de l’« image d’Épinal » du béguinage de Bruges.

C’est au moment de la libération, en septembre 1944, que le béguinage de Bruges vécut ses pires moments de guerre, lorsque les troupes canadiennes se mirent à assiéger la ville. Les Allemands, aux abois, firent sauter le 8 septembre à une près toutes les portes d’accès à la ville. L’explosion de la porte Sainte-Catherine fut d’une violence telle, que le béguinage en subit également des dommages : dans l’église, les hautes fenêtres du chœur partirent en éclats, et des blocs de pierre, qui s’étaient détachées du clocher, allèrent s’écraser sur la toiture de la sacristie. Un obus abattit une grosse branche d’un platane, qui s’abattit sur la bibliothèque.
En 1972, le béguinage devint propriété de la municipalité brugeoise, ce qui donna le signal de départ d’une campagne de restauration touchant l’intégralité du site et dont le coût se montera à quelque 5,5 millions d’euros. La municipalité avait alors fait le choix de procéder à une réhabilitation bâtiment par bâtiment, afin d’éviter de transformer en un vaste chantier le site tout entier. La restauration, conduite selon le projet de l’Agence (flamande) de conservation architecturale (Dienst Monumentenzorg) et des services compétents de la ville de Bruges, visait à introduire le confort moderne dans les édifices tout en veillant à respecter les parties patrimoniales et l’aspect général. Une restauration approfondie des maisons de professes sera en grande partie achevée en 2002, suivie de la restauration de l’église en 1990 et 1991. Le béguinage fut classé au titre des monuments historiques en février 1939, puis le site dans son ensemble en juillet 1996, en même temps que quatre autres monuments des environs, tous intégrés dans le site urbain protégé (beschermd stadsgezicht) Minnewater. En 1998, le béguinage de Bruges, aux côtés de douze autres Béguinages flamands représentatifs, fut inscrit sur la liste du Patrimoine mondial de l’Unesco.
Jusqu’à aujourd’hui, le béguinage est toujours occupé par les sœurs bénédictines, dont le mode vie, axé sur la prière et le travail, peut être considéré comme le prolongement de l’ancien idéal béguinal. Ten Wijngaerde est du reste le seul béguinage de Flandre où une telle continuité a pu être assurée.

## Description générale
Le béguinage, qui s’est constitué au sud (et extra muros) de la première muraille d'enceinte, forme un espace clos, un îlot de paix (selon l’expression de Silvia Panciera) dans la ville. Le site se compose d’une église à trois vaisseaux, qui a gardé en grande partie son plan au sol d’origine ; d’un couvent de la décennie 1920 ; d’une trentaine de maisons de béguines à façade blanche alignées presque toutes autour d’une grande place intérieure gazonnée et arborée, de forme vaguement carrée et d’une centaine de mètres de côté ;  sur le flanc sud, d’une ruelle nommée De Steert (littér. la Queue, de staart selon la norme néerlandaise moderne), fruit de l’extension du béguinage au XVIe siècle, et se terminant en cul-de-sac depuis 1890 ; et enfin, dans la partie occidentale et méridionale, un espace occupé par des potagers, des vergers, des jardins d’agrément etc. La présence concomitante de cette ruelle et d’une place centrale font appartenir le béguinage de Bruges au type mixte (alliant les caractéristiques du béguinage à rues et du béguinage à place centrale),, cependant il doit néanmoins être essentiellement catalogué comme béguinage à place centrale. Cet enclos central, vaste et herbu, était planté d’ormes jusqu’en 1928, mais se trouve depuis occupé par des peupliers du Canada. Grâce aux façades uniformément passées à la peinture blanche, le complexe apparaît assez homogène, et par là passe souvent pour le prototype du béguinage — apparence trompeuse, car, l’église mise à part, il ne subsiste rien de l’ancien bâti. Bon nombre de maisons remontent au XVIIe siècle, et beaucoup de façades datent du XVIIIe siècle. Les remaniements effectués au XIXe siècle ont été en partie, mais non totalement, révoqués ; il y eut ensuite la campagne de rénovation de grande ampleur impulsée par l’abbé Hoornaert, avec la collaboration de l’architecte et échevin des Travaux publics Joseph Viérin,. Quelques-unes desdites maisons renferment des cheminées gothiques, des plafonds anciens et des décorations du XVIIIe. Le portail d’entrée, de style néo-classique, date de 1776, année où fut également construit le pont de pierre à trois arches et à garde-fous métalliques qui y conduit en franchissant la rivière Reie. Ce portail, ainsi que l’autre, néo-gothique, sur le Begijnenvest, sont fermés chaque soir,.
Le périmètre de la paroisse béguinale était à l’origine plus large et englobait, sur son côté nord-est, sur la rive opposée de la Reie, le Walplein et la Wijngaardstraat, tandis que sur son flanc sud, elle s’étendait, par ses prés de blanchiment et sa douve, jusqu’à la deuxième couronne de remparts aménagée dans le dernier quart du XIIIe siècle. Le géographe Marcus Gheeraerts l'Ancien, sur son plan de Bruges de 1562, représente le site comme étant délimité par la Reie à l’est, et par des murs et des fossés ailleurs ; le terrain est traversé de part en part par un étroit canal courant du Kapucijnevest à l’ouest et débouchant dans la Reie à l’est ; l’aspect de la partie nord, avec l’église et la cour centrale gazonnée, coïncide à peu de chose près avec l’aspect actuel. La portion sud, par delà le pont, est figuré comme une succession de constructions bordant une placette de forme irrégulière et une ruelle appelée Koegat (littér. trou à vache), orientée vers l’ouest et aboutissant à la rue Oostmeers par un petit portail. Cependant, la carte cadastrale de Popp de 1865 ne relève plus, pour cette partie du site, que le tronçon doorgang van het begijnhof (« traversée du béguinage »). La Gasthuisstraat (rue de l’Hospice), aménagée vers 1890, rebaptisée Prof. Dr. J. Sebrechtsstraat, suit dans une large mesure le tracé de l’ancien Koegat ; en effet, le béguinage fut alors, sur décision de la municipalité, réduit à son extension actuelle, ceci expliquant la dénomination de steert donnée à la petite rue résiduelle. Vers la même époque, les champs de blanchiment, encore en activité jusqu’alors, furent accaparés par le nouvel hôpital nommé Minnewaterkliniek. Aujourd’hui (2018), le béguinage de Bruges est limité par : le Begijnenvest, le plan d’eau dit Minnewater et la Reie à l’ouest ; par la Prof. Dr. J. Sebrechtsstraat au sud ; par les jardins des maisons sises rue Oostmeers à l’est ; et par le Wevershof et une douve au nord. Cette dernière faisait partie d’une ceinture de douves qui cernait entièrement la partie nord du béguinage, mais qui a été intégré en partie dans le système d’égoûts de la ville.
La place centrale, typiquement gazonnée et parsemée de peupliers et de tilleuls, est traversée d’un sentier de terre et d’un ruisselet, et bordée sur tout le pourtour de chemins pavés. Les numéros 8 à 20, sur le côté nord, possèdent à l’avant des jardinets emmurés. Les numéros 32 à 40, sur le côté sud, constituent un ensemble clos à part, le couvent Dops (Dopsconvent). Dans la ruelle De Steert se dressent des tilleuls et des érables, et les numéros 13 à 17 ont des jardinets entourés de haies. Le béguinage est doté de réverbères en fer forgé, placés à intervalles réguliers. À mentionner encore les ponts Begijntjesbrug et Koepoortbrug, enjambant le canal et signalés sur la carte de Marcus Gheeraerts l'Ancien comme de simples ponts de bois, mais dont un fut empierré en 1692. Dans sa totalité, le site, entièrement cerné de murs, forme grosso modo un rectangle de 160 sur 230 mètres, avec un côté arrondi au nord.
Le bâti, assez homogène, composé de maisons de briques, d’un à deux niveaux, à plinthes peintes en noir, et à toiture en bâtière et à tuiles, date principalement des XVIe, XVIIe et XVIIIe siècles, avec des parties pouvant remonter jusqu’au XIIIe siècle. L’architecture, de style vernaculaire, est d’aspect sobre et se caractérise par des façades pignon ou gouttereau peintes en blanc, typiquement percées de fenêtres à croisée, souvent à guillotine et à petits-carreaux, et par des souches de cheminée à section polygonale. Quelques adaptations ont été effectuées au XIXe ; le numéro 7 constitue un exemple précoce de style néo-brugeois. Les adjonctions effectuées à la fin de la décennie 1930 ont été maintenues.

## Inventaire architectural

### Église Sainte-Élisabeth

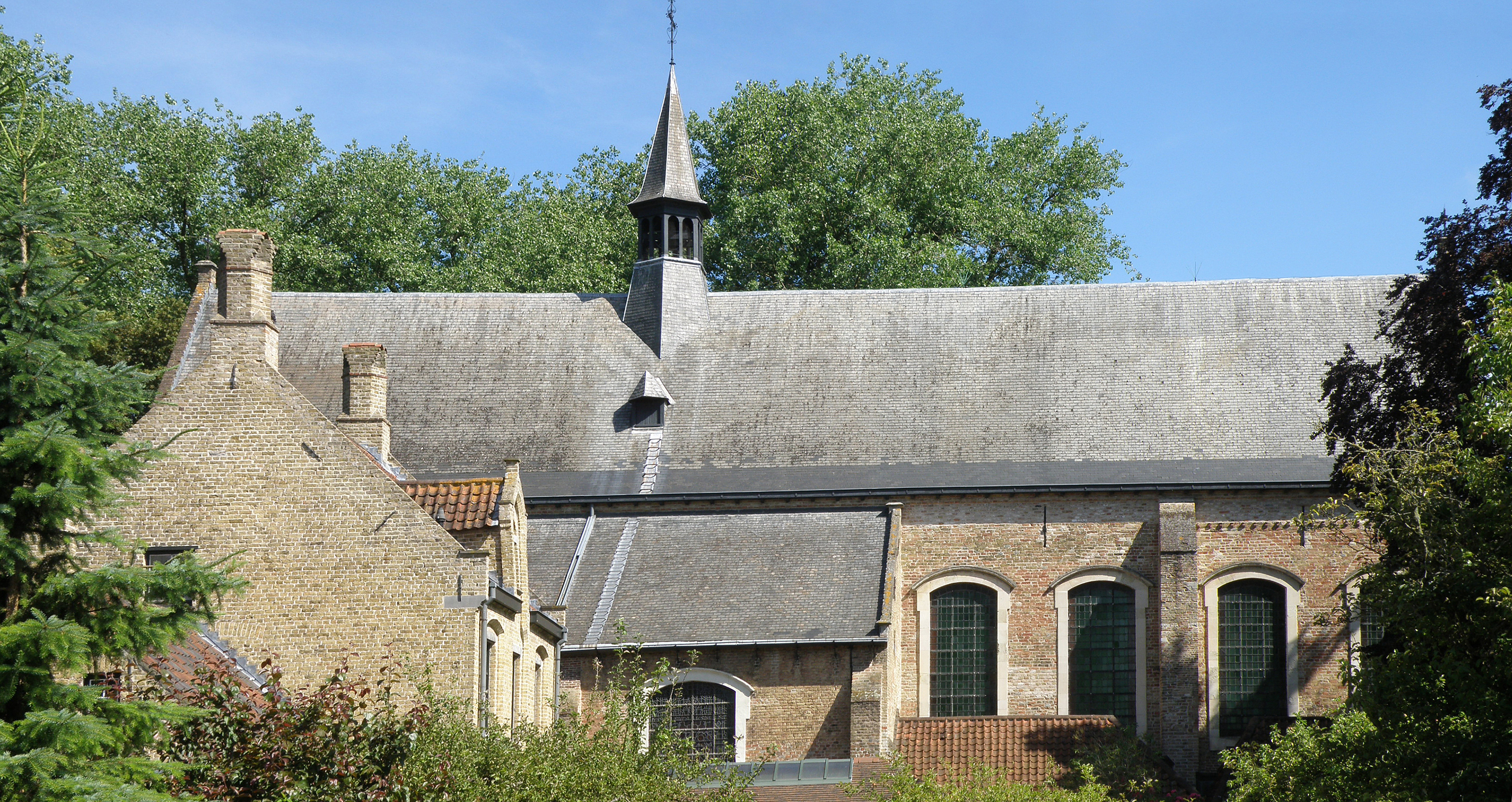
Église Sainte-Élisabeth-au-Béguinage, flanc méridional.

L’église actuelle, placée sous l’invocation de sainte Élisabeth de Hongrie, est une église pseudo-basilicale d’allure assez simple, sans transept, à nef de trois vaisseaux, orientée, avec un chœur sans bas-côtés se terminant par un chevet plat, et doté d’un clocheton chevauchant le faîte. L’église occupe le côté oriental de l’enclos central du béguinage, et le mur fermant le chœur s’élève au bord de la rivière Reie. Elle présente des caractéristiques gothiques et baroques, cependant son aspect actuel résulte en grande partie des remaniements effectués vers 1700. Le bâtiment et son intérieur ont été profondément restaurés en 1990-1991 par la ville de Bruges.

#### Histoire
La première église, qui fut transférée de la place du Bourg (en néerl. Burg) vers la Vigne (Vinea), avant même sa reconnaissance comme paroisse, remonte au milieu du XIIIe siècle et devait être un édifice de style roman tardif ou gothique précoce (selon les sources), dont la petite porte latérale dans le flanc nord pourrait constituer un vestige. Cette église originelle possédait des collatéraux plus bas que ceux actuels et une série d’oculus en guise de fenêtres-hautes dans les flancs de la nef centrale, ainsi qu’on peut l’observer sur la carte de Marcus Gheeraerts de 1562.

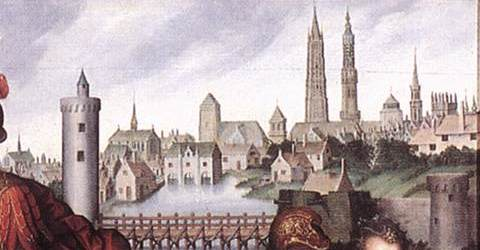
Extrait du tableau Mars entouré des Arts et Sciences vainc l'Ignorance d’Antoon Claeissins (vers 1605). L’église du béguinage est visible à gauche, entre la tour de guet dite Poertoren (qui servit aussi de dépôt de poudre, d’où son nom) et la maison éclusière (Sashuis) qui se dresse sur trois arcades au milieu des flots au centre-gauche. On distingue également le clocher de la cathédrale Saint-Sauveur (avec l’aspect rabougri qu’il gardera jusque dans les années 1850), le clocher de l’église Notre-Dame et le beffroi (alors encore coiffé d’un chaperon).

Plus tard, le bâtiment fut agrandi, et l’on donna une forme gothique aux fenêtres. La silhouette de cette église s’aperçoit à l’arrière-plan gauche du tableau de 1605 intitulé Mars entouré des Arts et Sciences vainc l'Ignorance d’Antoon Claeissins (~1536–1613). 
En 1584, l’église fut en grande partie réduite en décombres par un incendie, et seule la façade orientale en sortit indemne ; la reconstruction réalisée entre 1604 et 1609 fut probablement une reconstitution de l’ancienne église, à ceci près cependant que la nef centrale fut exhaussée. Dans une troisième phase, qui se prolongea du dernier quart du XVIIe siècle jusqu’au premier quart du XVIIIe siècle, ce fut au tour des vaisseaux latéraux d’être surélevés, par suite de quoi l’église présentait désormais une structure pseudo-basilicale, les oculus dans les flancs de la nef étant maintenant soustraits à la vue. Dans le même mouvement, les ogives furent remplacées par les arcs surbaissés actuels,.

#### L’édifice actuel
Le plan au sol fait apparaître un édifice à trois vaisseaux, long de trois travées, se prolongeant par un chœur oblong, d’un seul vaisseau, de quatre travées (plus étroites que celles de la nef), fermé par un mur plat, et flanqué au sud d’une sacristie et d’une salle de réunion datant de la première moitié du XXe siècle. L’édifice de briques est surmonté d’une part d’un toit à bâtière (commun à la nef centrale et au chœur), que chevauche, entre la deuxième et troisième travée, un clocheton doté d’un beffroi en bois et d’une flèche, et d’autre part de toits en appentis (pour les collatéraux). La façade occidentale (celle donnant sur la place centrale), bâtie entre 1604 et 1609, renferme un portail d’entrée à arc segmentaire, avec montant de porte orné, en bois, portant le millésime 1605 ; le portail est enserré dans une niche coiffée d’un arc tudor, dans le champ gris duquel a été pratiquée une niche à arc plein-cintre logeant une statuette figurant sainte Élisabeth ; le haut de la façade contient une grande baie ogivale de conception simple. Les façades nord et sud (les flancs latéraux de l’église) sont rythmées par des fenêtres à arc surbaissé, à chambranle recouvert d’un enduit, et séparées par des contreforts semblables. Sur la façade nord, les couches inférieures de la maçonnerie de briques datent de la première phase de construction, au même titre que le chambranle de la petite porte, qui remonte au XIIIe siècle, et se compose d’un arc en plein-cintre profilé, en briques, soutenu par des demi-colonnes à chapiteau, en pierre de taille. La façade orientale (celle tournée vers la Reie) est une façade pignon du XIIIe siècle, avec une vaste fenêtre ogivale aveuglée, autrefois remplage à entrelacs, sans doute oblitérée au début du XVIIIe siècle, et, tout en haut, une niche trilobée sur consoles, également aveugle. Sur le chevet a été apposé en 1991, en remplacement d’un exemplaire dix-neuviémiste, le panneau sacramentel portant l'inscription « ECCE PANIS/ANGELORUM » (littér. Voici le pain des anges) et la représentation d’un ostensoir. Enfin, dans le plan de la façade sud du chœur, contre laquelle est accotée la sacristie, se remarquent encore les séquelles des anciennes fenêtres ogivales.

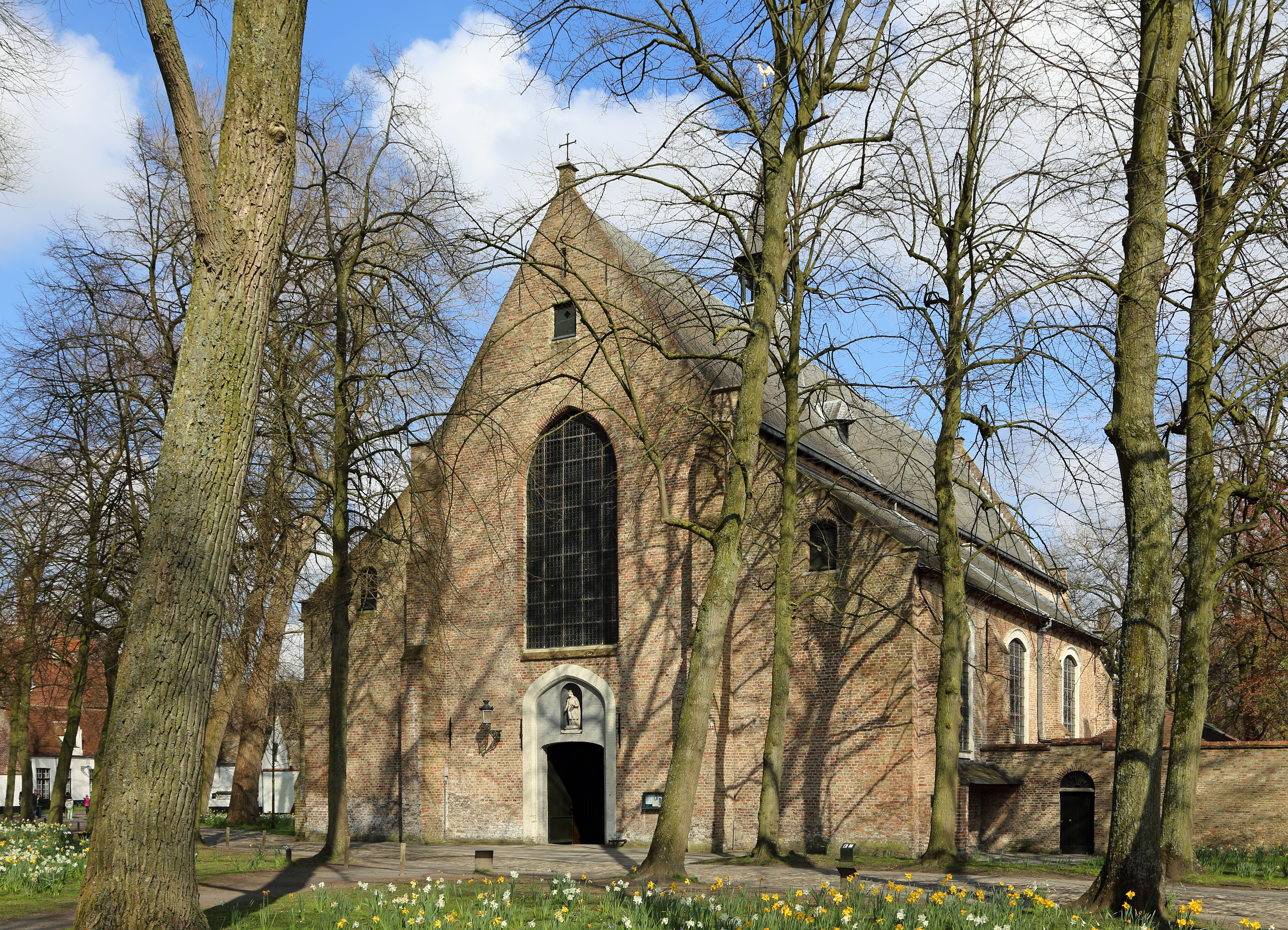
Façade occidentale, donnant sur l’enclos central.
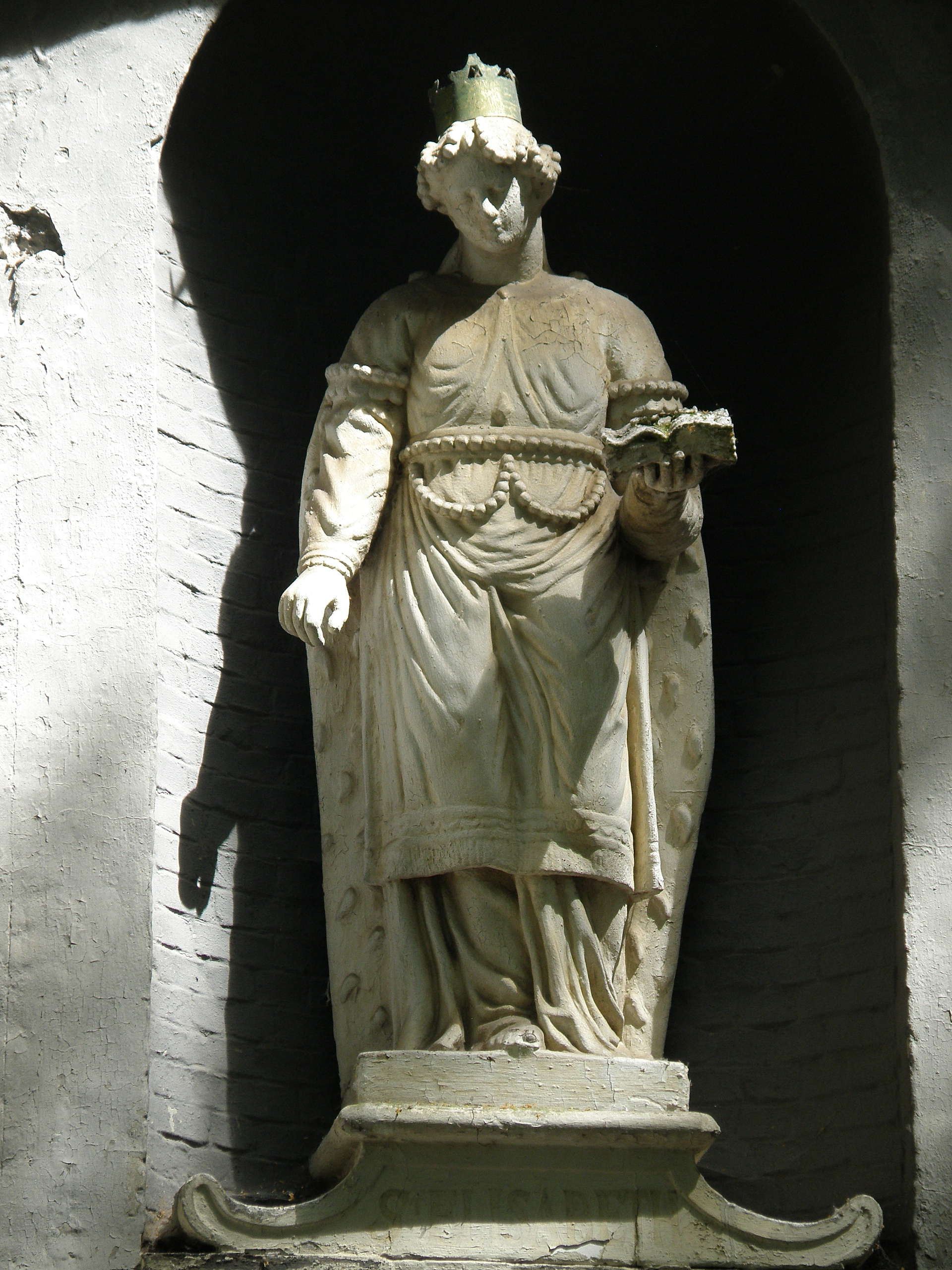
Statuette de sainte Élisabeth de Hongrie dans une niche de la façade.
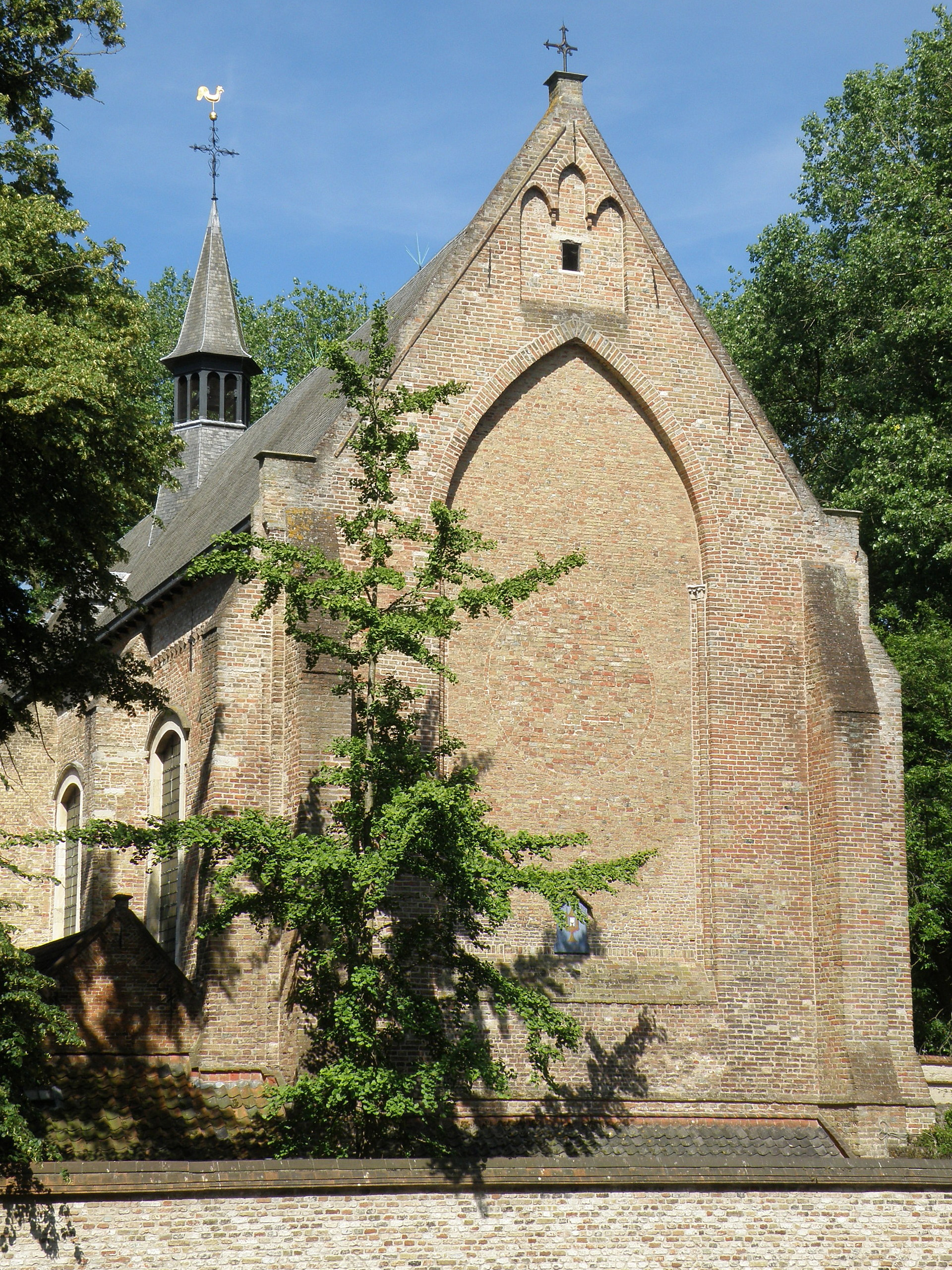
Chevet plat donnant sur la Reie.
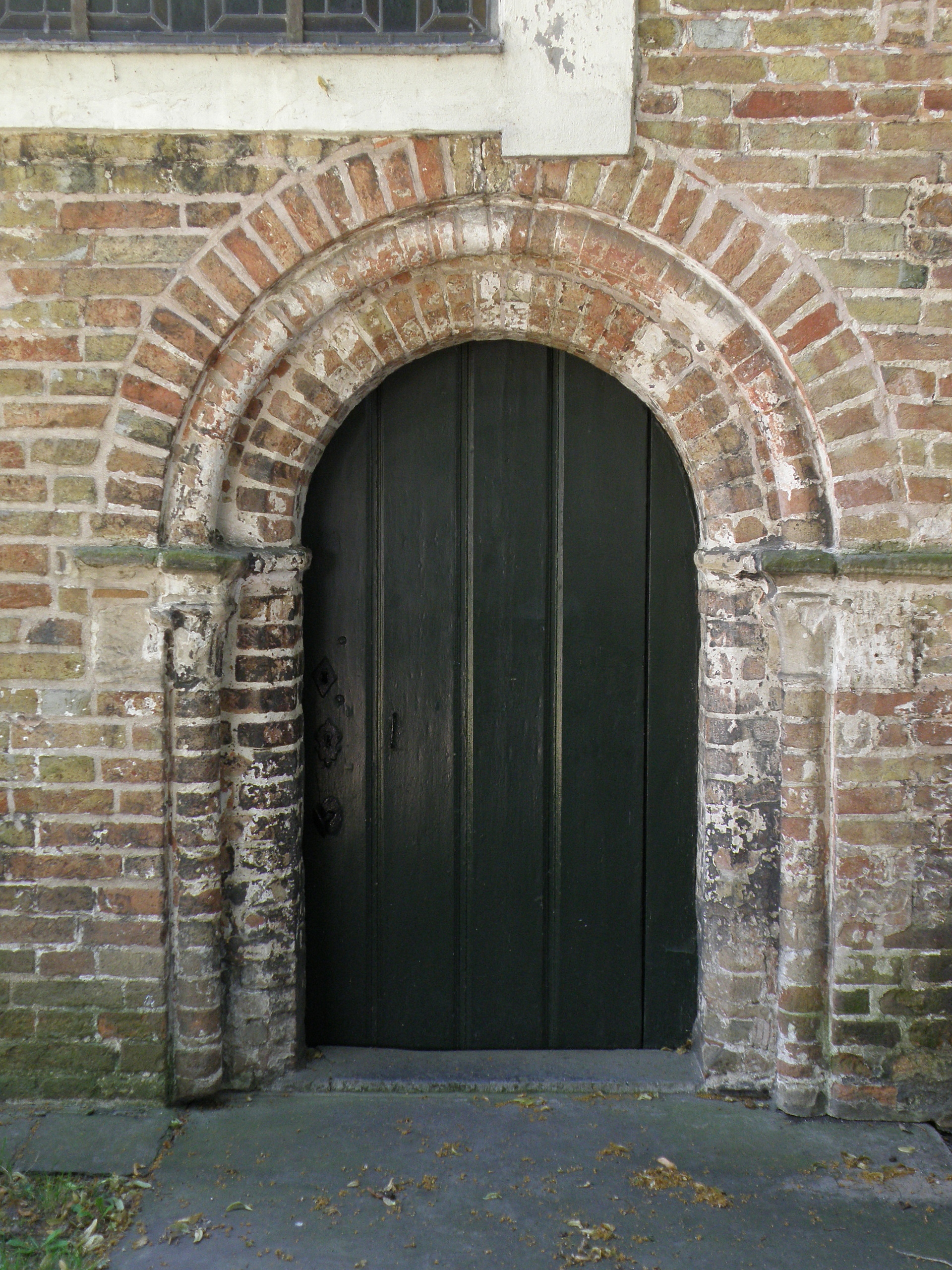
Petite porte dans le flanc nord, vestige de la première phase de construction.
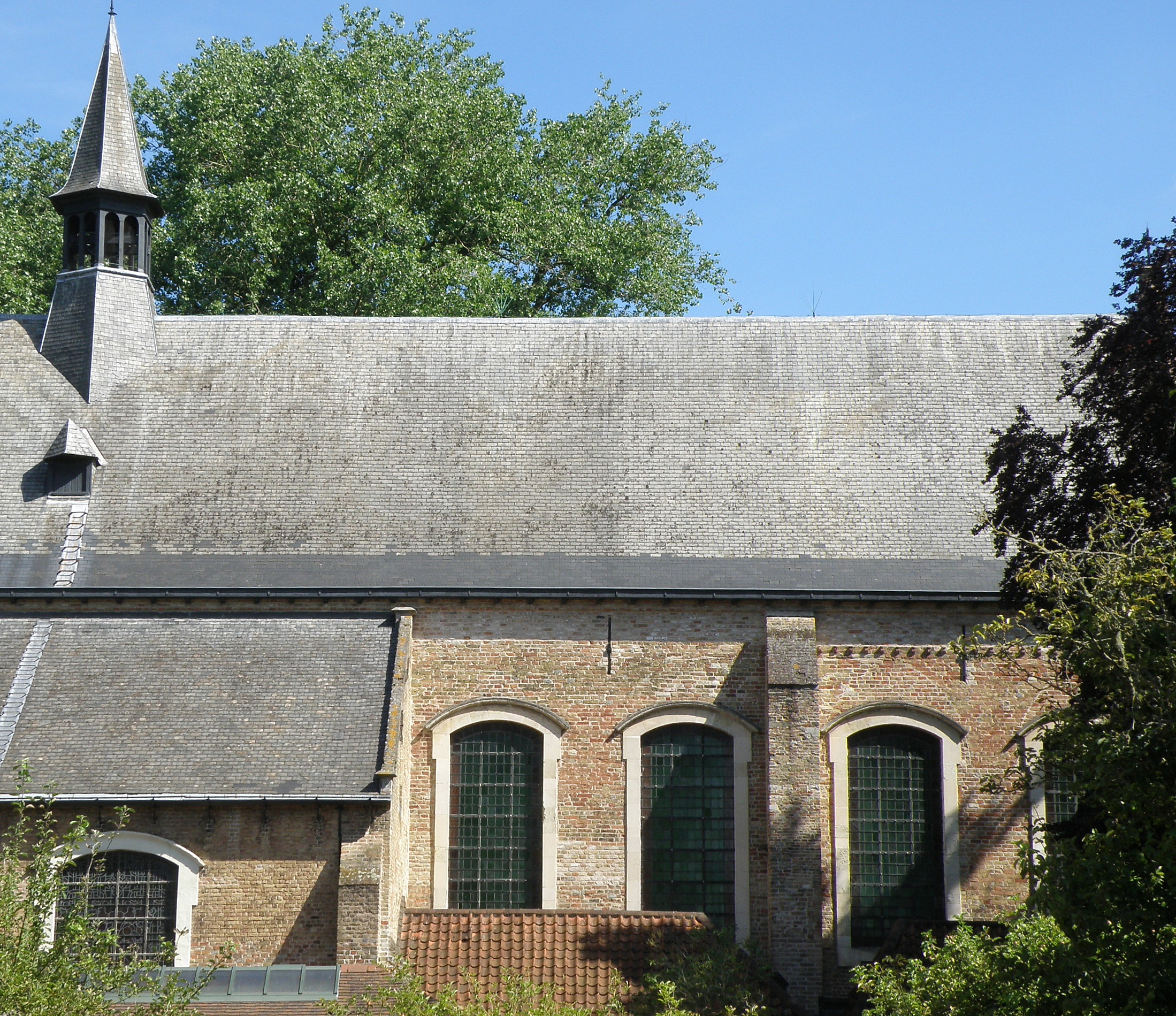
Fenêtres du chœur. Les traces des anciennes baies ogivales sont clairement visibles à droite.

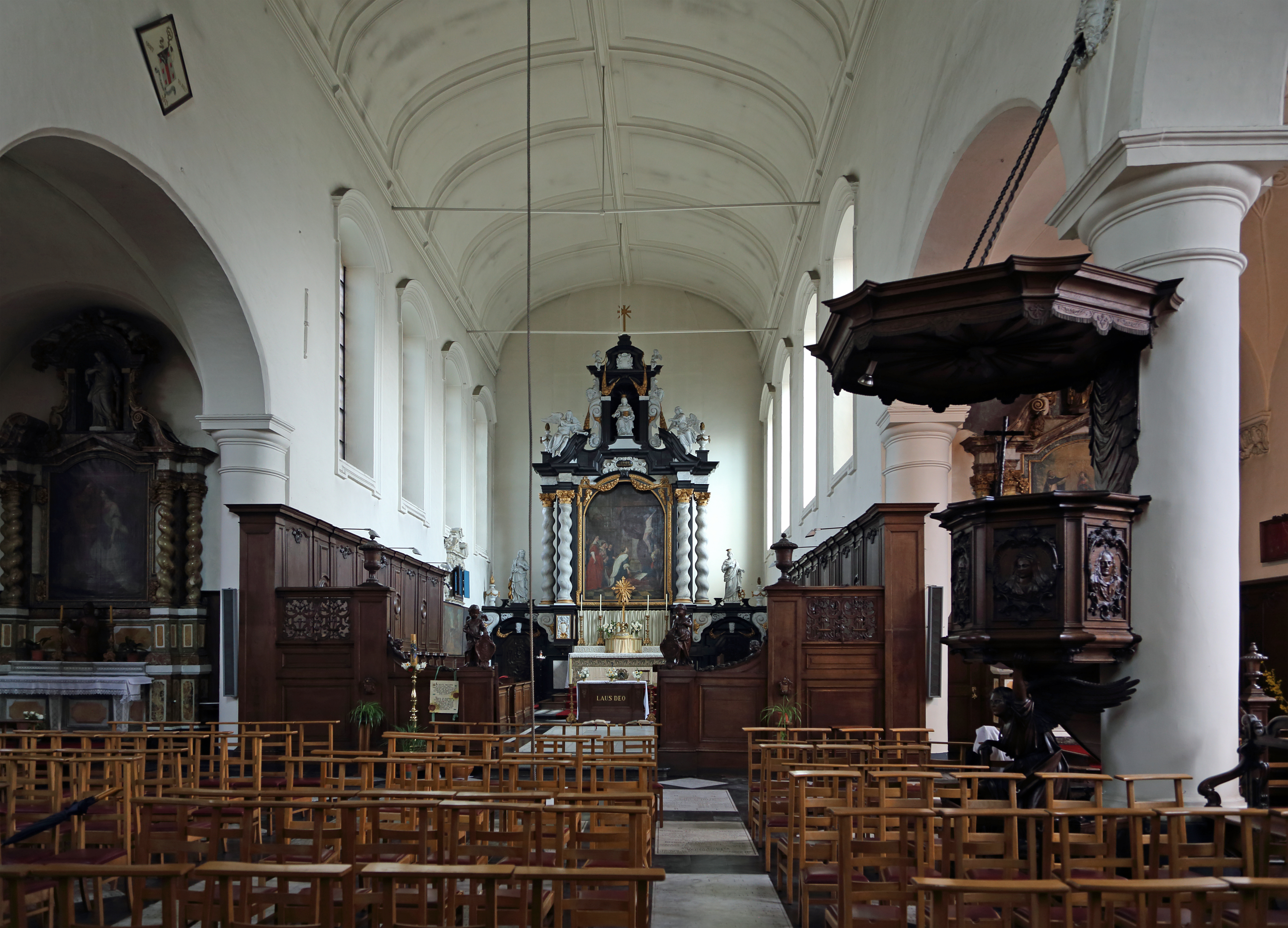
Vue intérieure de la nef (nous regardons vers le chœur).

L’intérieur, dont les parois sont couvertes d’un crépi peint en couleur ivoire, offre, nonobstant ses éléments baroques, une impression d’ensemble assez sobre et recueillie. Les grandes-arcades (séparant la nef et les bas-côtés), sont en anse de panier posés sur des colonnes. Le vaisseau central et le chœur sont voûtés en berceau, ornées de bandeaux et corniches d’une grande sobriété. Dans les collatéraux, les arêtes des voûtes reposent sur des consoles en têtes d’ange (on note la mention de l’année 1707 dans la travée orientale). La sacristie possède une voûte d’arêtes remontant à la première phase d’édification.

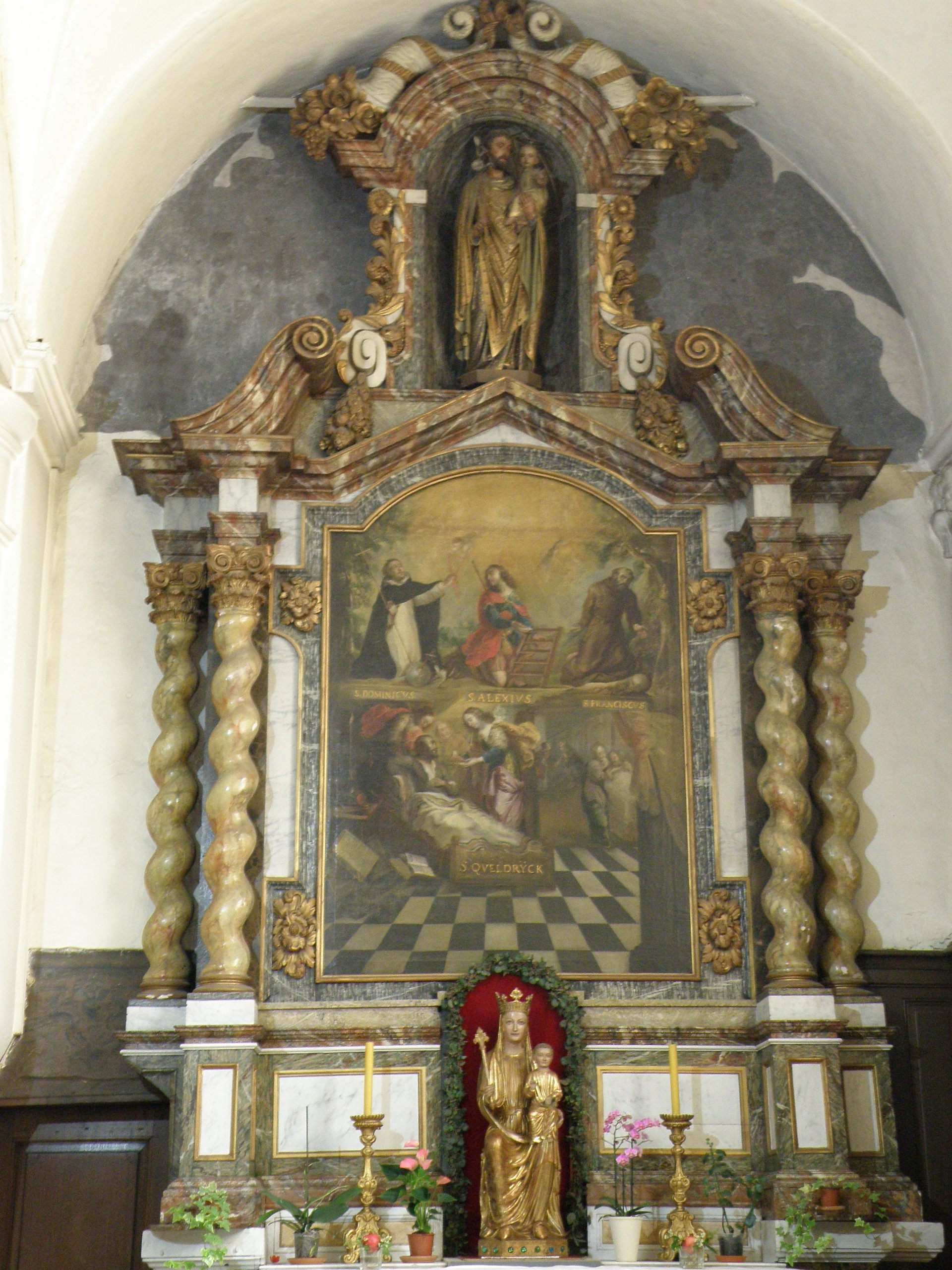
Autel latéral droit. Remarquer la statue de Notre-Dame-de-Spermalie (ou de Notre-Dame-de-Consolation, XIIIe siècle)

Sur le flanc sud, une salle fut mise en service en 1935 où les religieuses pouvaient enfiler leur habit de choriste et se préparer à l’office. C’est dans cet espace, qui est accessible au public chaque 8 septembre, que se trouve la célèbre statue de Notre-Dame-de-la-Vigne, haute de 140 cm, en chêne polychrome, d’un style gothique pur, remontant aux alentours de 1300, et dont l’auteur reste inconnu. La vierge est vêtue d’un manteau d’or à doublure bleu cobalt et tient en sa main droite une grappe de raisins. L’enfant Jésus serre dans ses bras un gravelot. Cette statue date sans doute de l’époque de la fondation du béguinage et survécut à l’incendie de l’église en 1584, et l’on suppose qu’elle avait été mise en sûreté dès avant le déferlement des iconoclastes. Vers 1700, lors d’une nouvelle restauration, les habits furent enlevés et la statue fut repeinte en blanc marmoréen. C’est dans cet état que, dans les années 1930, lors de travaux de restauration, elle fut finalement redécouverte dans une niche pratiquée haut dans le mur au-dessus de l’autel latéral droit. Les sept couches de peinture blanche qui la recouvraient furent alors enlevées, opération qui laissa apparaître la statue originelle, en partie même avec son ancienne polychromie, et dans la main droite de Marie, dont ne subsistait plus qu’un moignon, on replaça une grappe de raisins.
Sur l’autel latéral droit se dresse la statue de Notre-Dame-de-Spermalie (ou de Notre-Dame-de-Consolation), haute de 108 cm, en bois et plâtre polychrome, datant du XIIIe siècle. Provenant à l’origine de l’abbaye de Spermalie à Sijsele, elle fut offerte au béguinage vers 1840. La madone, assise, tient l’enfant debout sur son genou. De style roman, la statue est solennelle, assez austère, mais majestueuse. L’attention est attirée par le drapé ondoyant de la robe, élément annonciateur du style gothique. La statue fut assez maladroitement restaurée en 1903.
À signaler encore la statue en bois de saule de Notre-Dame-de-Bienveillance (en néerl. Onze-Lieve-Vrouw van de Goede Wil) : sculpture populaire, plutôt naïve, c’est l’une des sept copies de la statuette miraculeuse trouvée dans un tronc de saule par des enfants à Duffel (entre Malines et Anvers) en août 1637. La statue, qui aurait été confectionnée dans du bois provenant dudit saule de Duffel, représente la madone portant l’enfant Jésus sur le bras gauche et tenant un sceptre dans la main droite. Dans les chroniques du béguinage, des guérisons miraculeuses sont attribuées à la statue, et certaines ont été reconnues par l’Église. Au XVIIe siècle, le curé reçut l’autorisation de porter la statue en procession dans les rues environnantes.

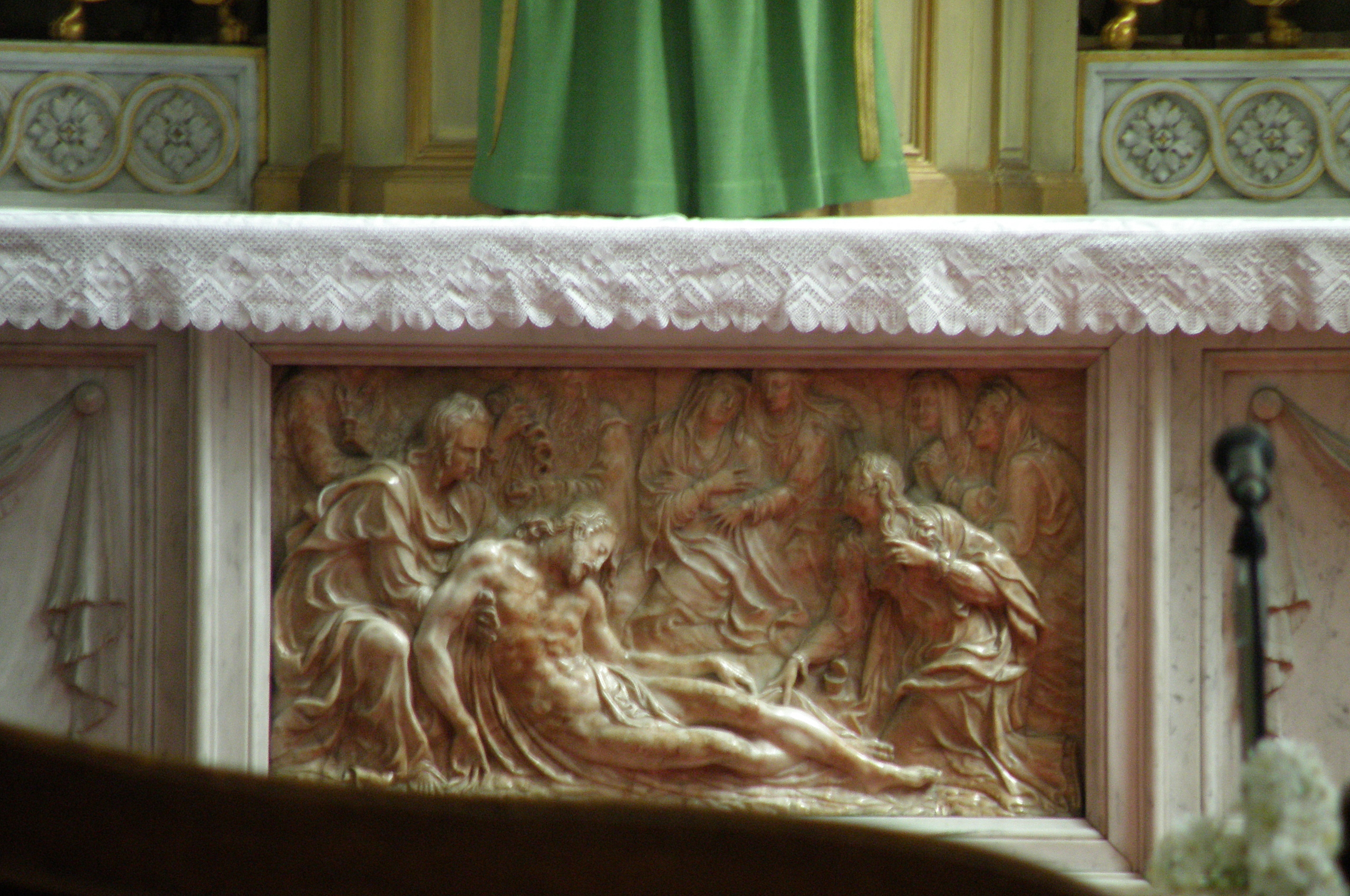
Antependium du maître-autel.

Dans le domaine de la peinture, il y a lieu de relever : dans la partie arrière de l’église, le tableau L’Assomption de Marie, de la main de Theodor Boeyermans, disciple de Murillo, datant de la deuxième moitié du XVIIe et provenant probablement de l’abbaye Nonnenbos à Zonnebeke près d’Ypres ; au-dessus de l’autel latéral gauche, un tableau figurant la visitation, œuvre du peintre brugeois Lodewijk de Deyster (~1656-1711) ; au-dessus du maître-autel, un tableau représentant sainte Élisabeth, agenouillée devant un crucifix, œuvre du peintre brugeois Jacob van Oost le Vieux (XVIIe), qui avait à l’origine fait figurer un petit chien au bas de la croix, mais que la grande-demoiselle, estimant malséant la présence de pareil animal profane, avait fait enlever (l’effigie d’Élisabeth revient encore au-dessus du retable et à plusieurs reprises dans les vitraux de l’église, et aussi dans le haut du portail d’entrée du béguinage).
Le maître-autel, en bois, de style baroque, remonte au XVIIe siècle. La chaire à prêcher, en style baroque tardif (vers 1735), de chêne, est attribué au sculpteur brugeois Jacobus Van Hecke. L’antependium du maître-autel, en albâtre, représentant La Déploration de Jésus-Christ, de style Renaissance tardif, présumément copie d’une œuvre du sculpteur français Germain Pilon, fut offert au béguinage en 1860 par son curé d’alors.
Le pavement, en marbre blanc et noir, est parsemé de dizaines de pierres tombales et plaques commémoratives de béguines ici décédées. L’orgue est l’œuvre du facteur brugeois Andries Jacobus Berger (1712-1774),. Les vitraux, réalisés en 1913 dans l’atelier du Brugeois Jules Dobbelaere, figurent diverses scènes centrées notamment sur sainte Élisabeth et de saint Dominique.
À signaler enfin : un autel baroque dans le collatéral nord, de la deuxième moitié du XVIIe siècle ; dans le chœur, stalles et jubé en bois de chêne, de 1740 ; lambris en chêne courant en continu dans le chœur et les bas-côtés, de 1763 ; confessionnal, de ~1735 ; porte d’entrée avec sas et tribune d’orgue, également en bois de chêne, de 1754.

### Pont sur la rivière Reie et portails d’entrée

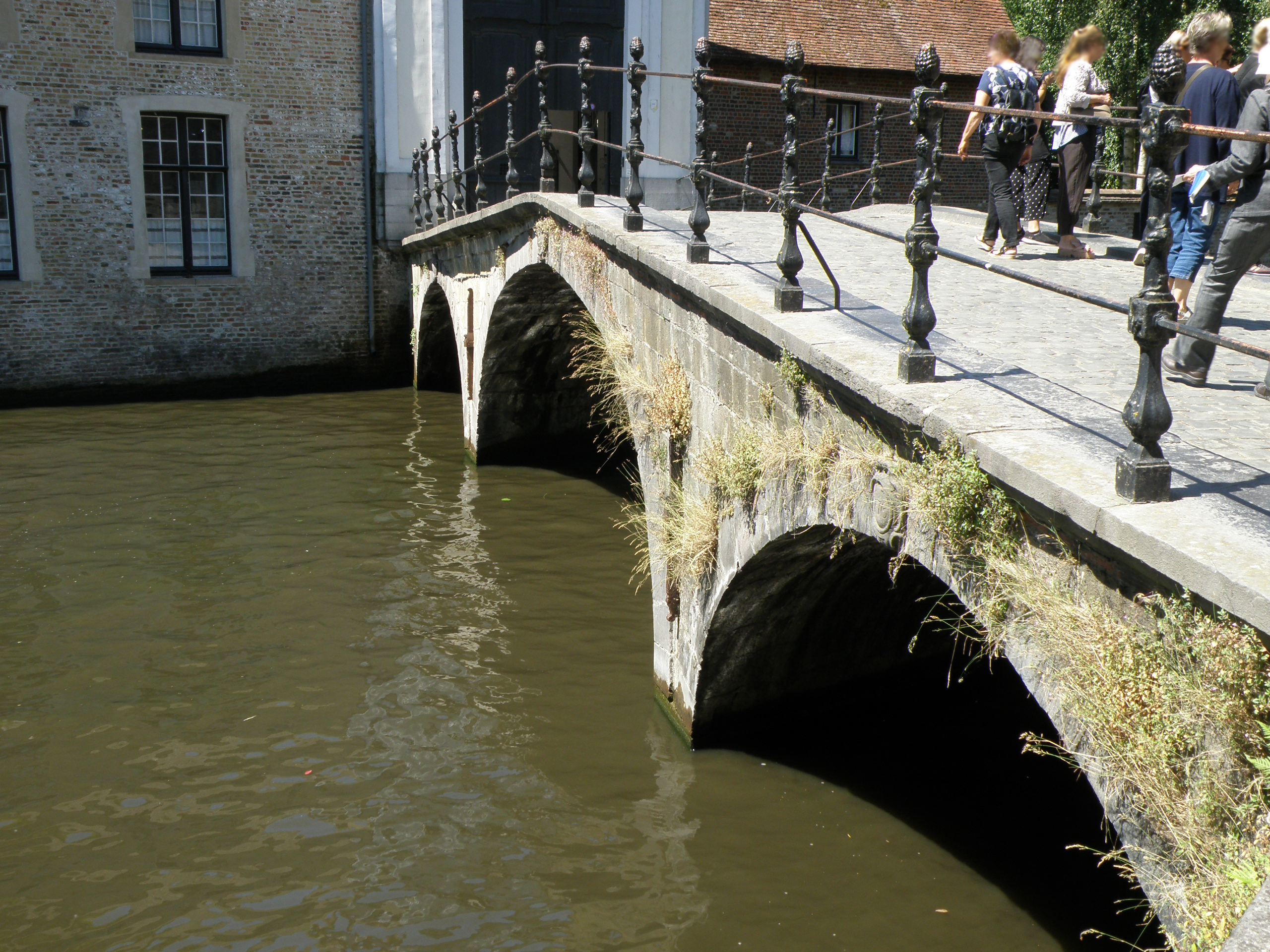
Le Wijngaardbrug (pont de la Vigne), pont à trois arches menant au portail d’entrée. Le panonceau ornant la clé d'arc à droite porte la date 1776.

Le pont à trois arches, en grès, qui enjambe la rivière Reie et précède le portail d’entrée, date de la même année que le portail lui-même, à savoir 1776, comme l'attestent les panonceaux du XVIIIe siècle sculptés sur les clefs d’arc et portant gravées les mentions « ANNO » et « 1776 ». Ce pont du Béguinage, nommé aussi pont de la Vigne (en néerl. respectivement Begijnhofbrug et Wijngaardbrug) est signalé en 1297 comme un pont de bois, et se trouve du reste représenté comme tel sur le plan de Bruges dressé par le cartographe Marcus Gheeraerts l'Ancien ; il fut remplacé en 1692 par un pont de pierre, préfiguration du pont actuel. Le garde-fou de fer forgé, réalisé en 1740 sur des plans de W. De Potter, est orné de grappes de raisin et de pampres, en rapport avec l’interprétation littérale (et étymologiquement erronée) du nom « ten Wijngaarden ».
Quant au portail monumental lui-même — sur le dessin de Marcus Gheeraerts, le portail apparaît encore comme une arcade d’une grande simplicité, précédée d’un pont de bois —, il présente l’allure sobre typique de l’architecture néo-classique, cependant tempérée ici par les jolis panneaux des battants de la porte et par les guirlandes et la statue qui ornent la façade. Daté « 17/76 », le portail se compose d’une seule travée et d’un seul niveau, repose sur une plinthe en granit, présente une façade de style classique tardif, couverte d’un crépi jaune pâle et gris clair (dont la polychromie a été restaurée en 1996), et est couronnée d’un fronton triangulaire. La porte est coiffée d’un arc en anse-de-panier et flanquée de deux pilastres. L’inscription « Sauvegarde » apposée au-dessus de l’arc de la porte renvoie au droit d’asile accordé au béguinage par le roi de France en 1299 ; la clef d’arc est en pointe-de-diamant et sépare les segments de mot « SAUVE » et « GARDE ». Un cartouche, portant l’inscription « SANCTA/ELISABETH/ORA PRO/NOBIS » (littér. « sainte Élisabeth prie pour nous ») et assorti sur ses deux côtés de festons peints en vert sombre, surplombe l’arc. Plus haut enfin, une niche, se terminant par un arc plein-cintre en forme de coquille de Saint-Jacques, et flanquée de volutes se muant vers le haut en figures d’hommes, accueille une statue polychrome de sainte Élisabeth de Hongrie (1207-1231), patronnesse du béguinage et gardienne des pauvres, raison pour laquelle elle est figurée distribuant des aumônes. La porte donne accès à un passage d’entrée qui perce la maison no 2 (voir ci-après) ; du côté du béguinage, le portail présente une sobre façade en brique, peinte en blanc, qui n’est autre en réalité que celle de l’aile sud de la maison de la concierge (no 2), percée d’un ample arc en anse-de-panier.

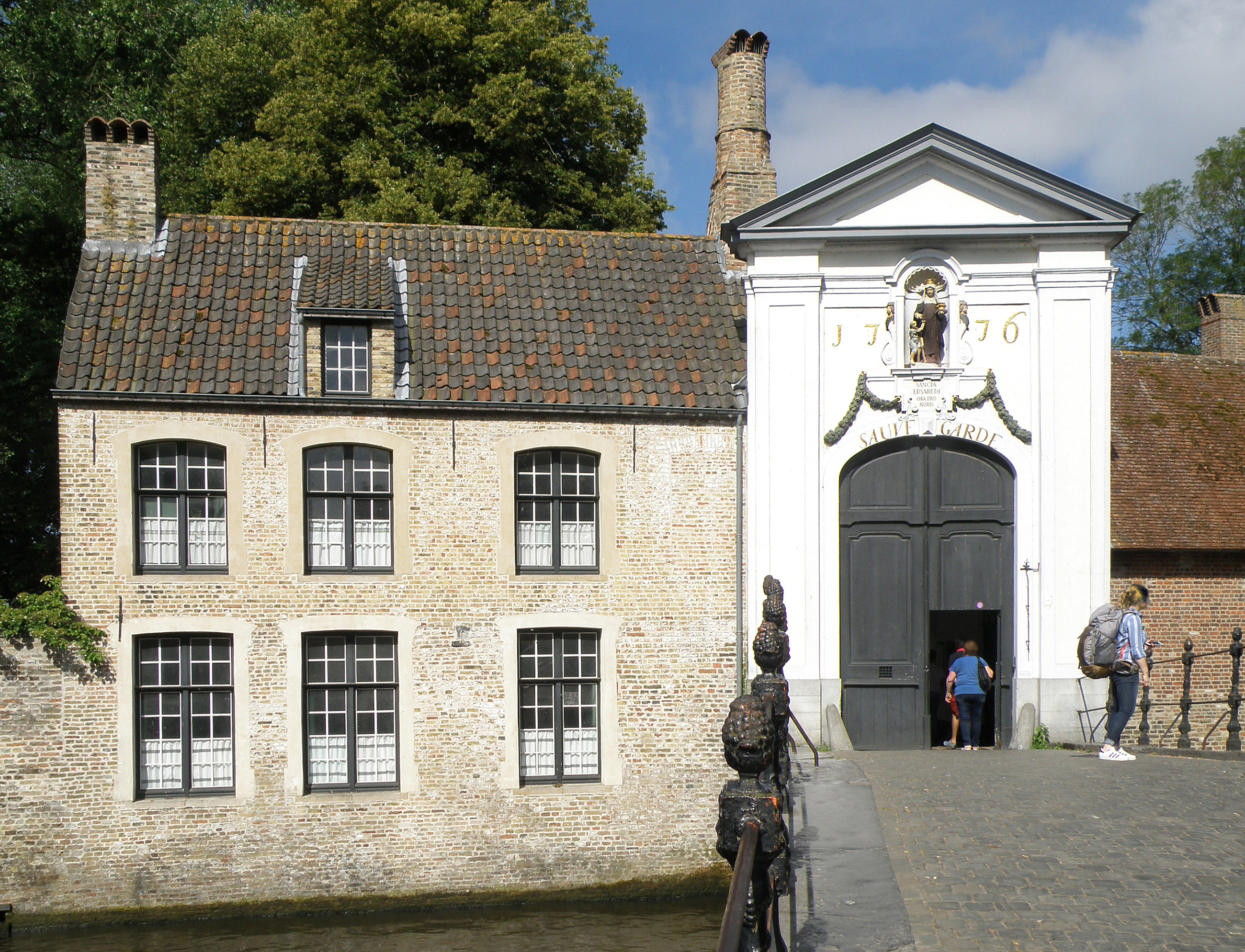
Portail d’entrée sur la Wijngaardplein, flanqué à gauche par la maison de béguines no 1 (aménagée en musée).
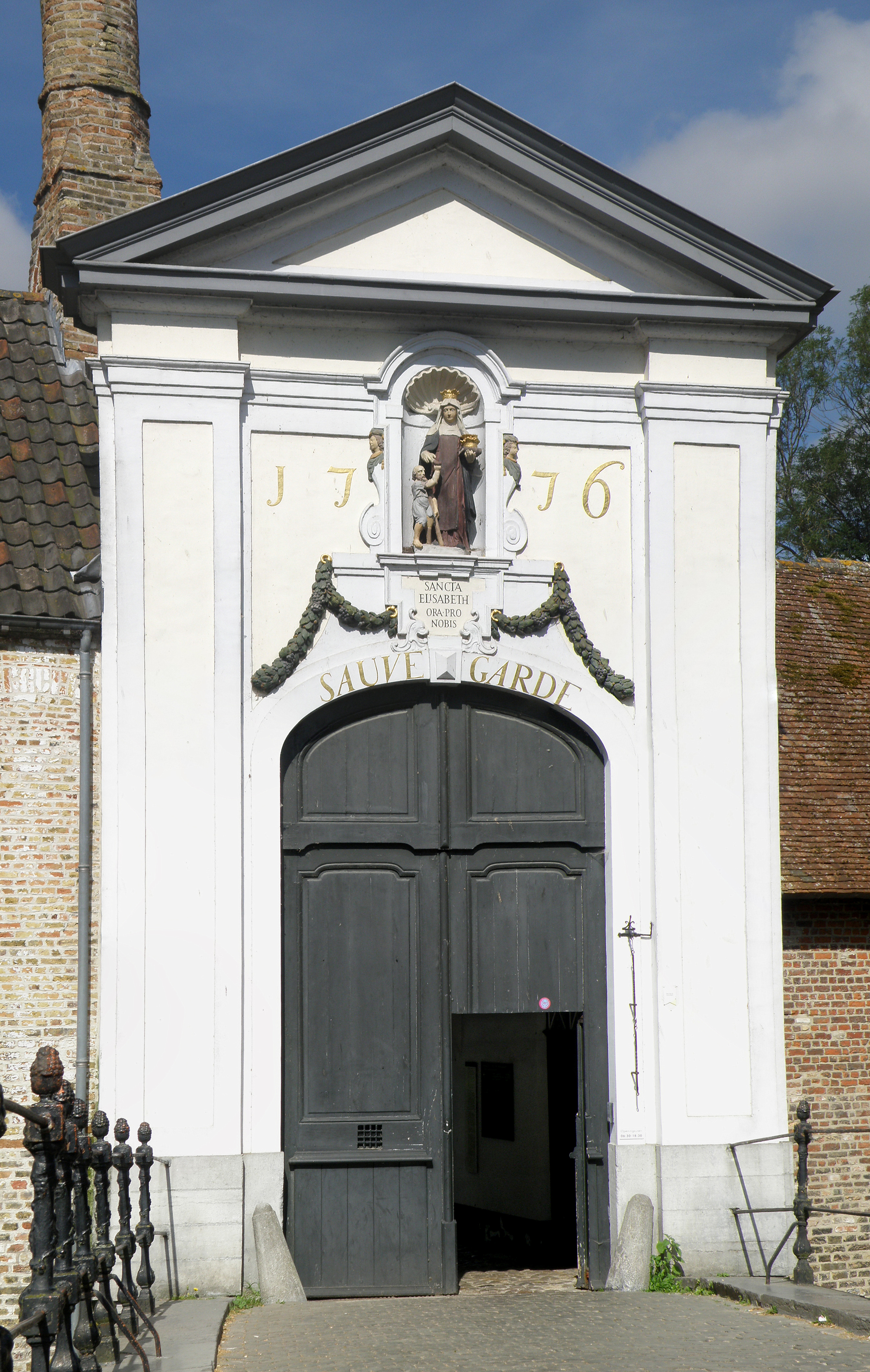
La façade néo-classique de 1776.
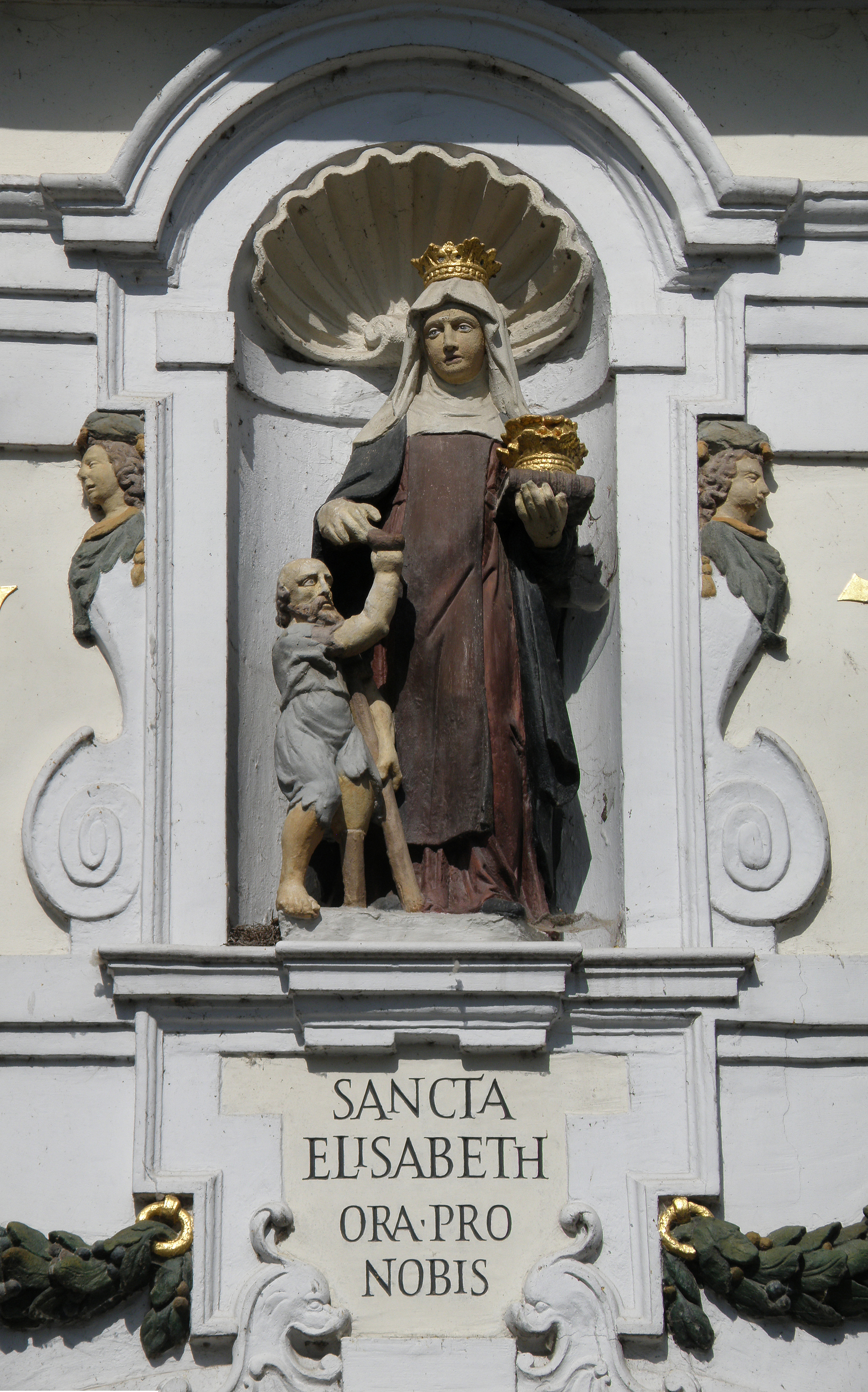
Statue figurant sainte Élisabeth de Hongrie distribuant des aumônes.
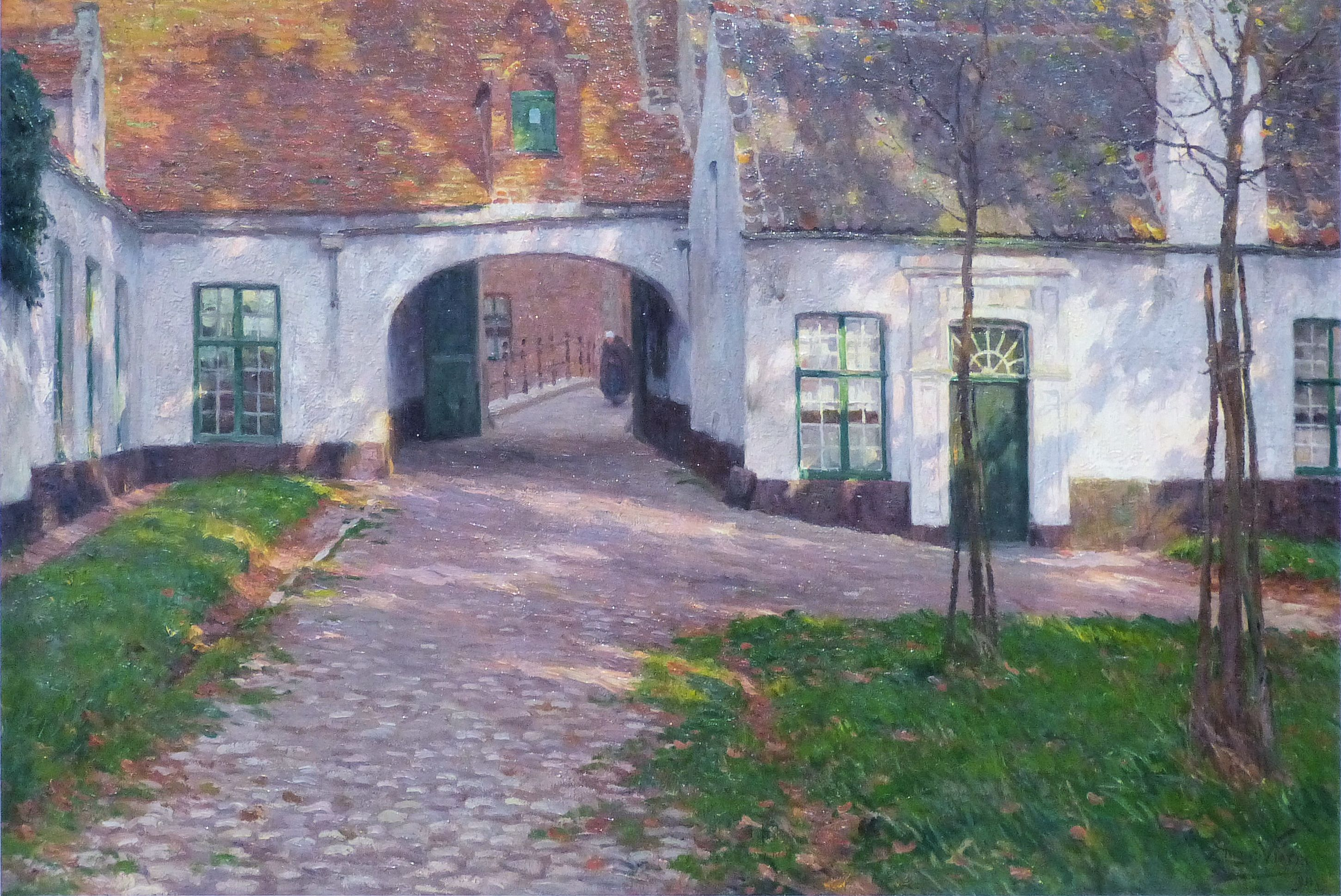
Vue sur la face arrière du portail. Le passage d’entrée traverse la maison de la tourière (no 2, à gauche) en longeant la maison no 1 (à droite). Toile d’Emmanuel Viérin (1911).
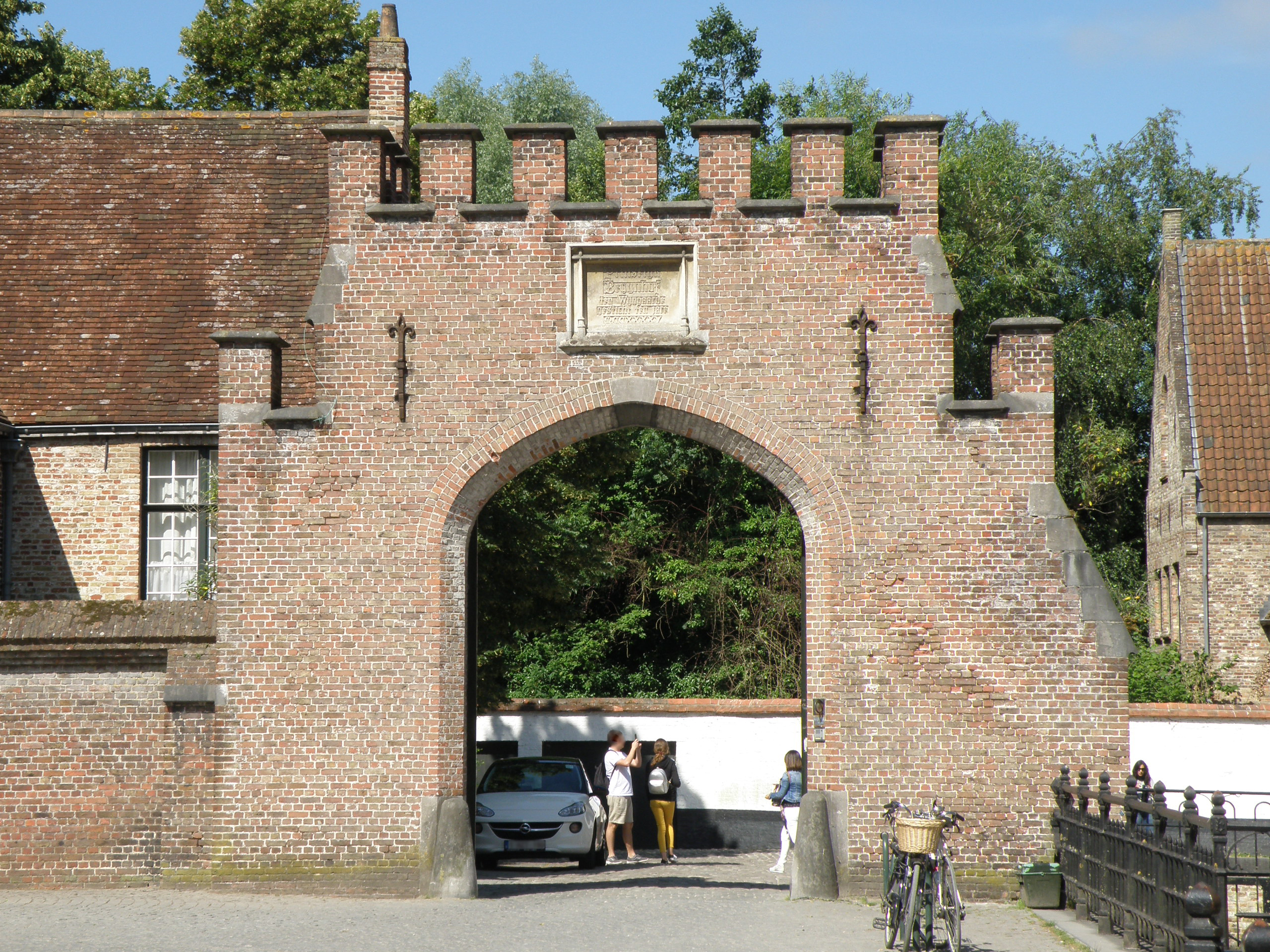
Le Saspoort, portail d’entrée néo-gothique à proximité du Sashuis (d’où son nom), édifié vers 1900 et donnant accès à la partie sud du béguinage.

Le deuxième portail d’entrée, auquel on accède également à partir de la place Wijngaardplein (place de la Vigne), mais plus au sud, par le pont du Sas (néerl. Sasbrug), c’est-à-dire à la limite nord du plan d’eau appelé Minnewater, est un portail néo-gothique de brique, crénelé, datant de fin XIXe, début XXe. Il s’agit d’une grande arcade, aux côtés biseautés, à arc brisé surbaissé (ou arc Tudor), dans le haut de laquelle une plaque dans le nu du mur porte l’inscription « PRINSELIJK/BEGIJNHOF/TEN WIJNGAARDE/GESTICHT TEN JARE/MCCXXXXV » (littér. « Béguinage/princier/À la Vigne/fondé en l’an MCCXXXXV »). Ce portail rappelle les portes du béguinage de Mont-Saint-Amand près de Gand, et le portail de l’hôpital Minnewaterkliniek proche.

### Ensemble formé par le logis de la Grande-Maîtresse, l’infirmerie et une chapelle

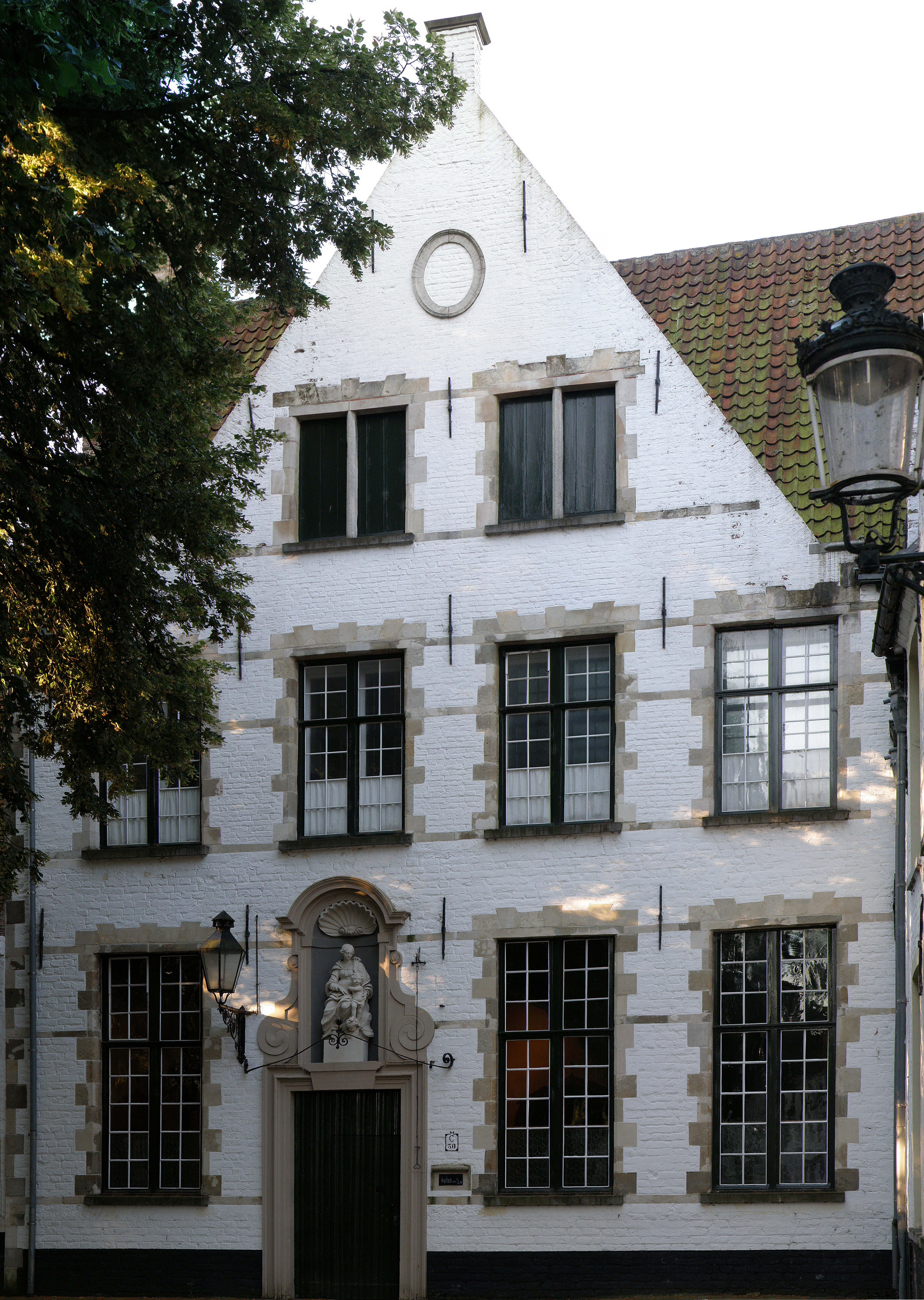
Demeure de la grande-demoiselle, dans l’angle sud-ouest de l’enclos central (XVIIe siècle).

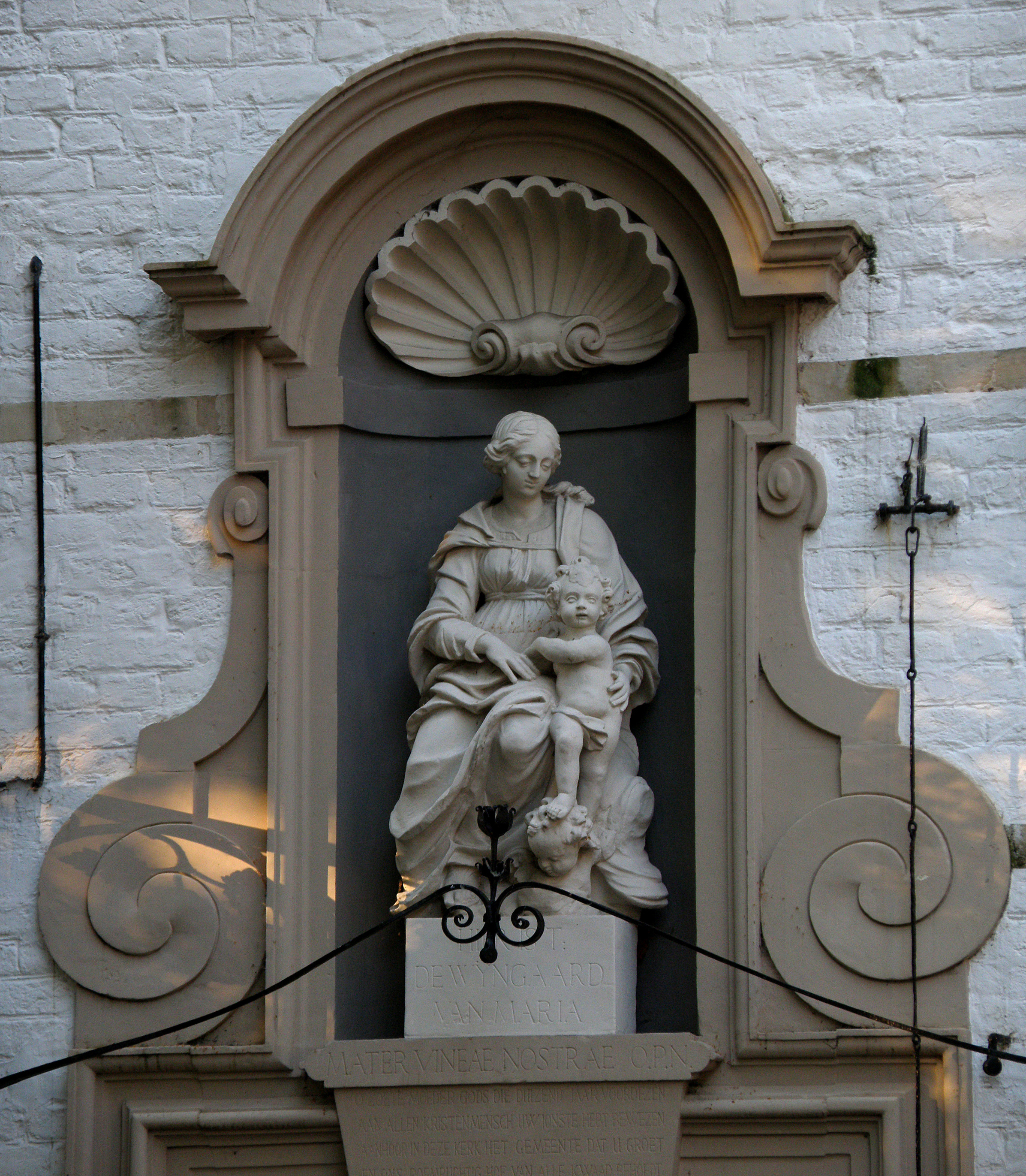
Niche dans la façade hébergeant une madone avec enfant.

L’ancienne Grand'Maison (Groothuis), autrefois logis de la grande-demoiselle, qui occupe l’angle sud-ouest de l’enclos central, sur le côté sud de celui-ci, et porte le no 30, fait actuellement office de maison capitulaire du couvent. C’est la plus grande des maisons du béguinage de Bruges. Sa façade sur l’enclos, en réalité une façade gouttereau porteuse d’une vaste lucarne-pignon, est à quatre travées et un étage, en plus d’un niveau sous les combles, et date du XVIIe siècle. À gauche (à l’est), contiguë à la maison, se trouve une chapelle, qui est la chapelle particulière de l’infirmerie et remonte à début du XIVe. L’infirmerie elle-même, qui date de 1645, forme avec la Grande-Maison un seul ensemble. Le petit portail à gauche de la chapelle donne entrée à la cour intérieure des anciens hospices Dops (ou Dopsconvent, aux no 32 à 40, voir ci-après), où vivaient les béguines ne disposant pas ou plus de leurs propres moyens d’existence,.
En réalité donc, il s’agit d’un édifice composite constitué de quatre corps de bâtiment, dont le plus ancien remonte au XIVe siècle ; l’ensemble a subi une dernière restauration en l’an 2000. Ces corps de bâtiment s’énumèrent comme suit :
- la maison de la grande-demoiselle (ou de la grande-maîtresse, de la grande-dame), dont la façade, évoquée ci-haut, donne sur l’enclos central, et qui est constituée en fait de deux corps de bâtiment parallèles, tous deux du XVIIe siècle, à deux niveaux et à toit en bâtière. La niche à arc plein-cintre au-dessus de la porte d’entrée est flanquée de volutes et se termine par une corniche ; le champ sous l’arc est occupé par un motif en coquille de saint Jacques. Les chambranles, tant de la porte d’entrée que des fenêtres, sont constituées de chaînes de grès harpées, et on remarque une chaîne d’angle à gauche. La pointe du pignon renferme un oculus. Dans une niche baroque surmontant la porte est logée une madone avec enfant[59], de style baroque tardif, portant l’inscription : « HIER IS 'T: / DE WYNGAARD / VAN MARIA » (littér. C’est ici la Vigne de Marie), tandis que sur le claveau central se lit l’inscription « MATER VINEAE NOSTRA O.P.N / O ZOETE MOEDER GODS DIE DUIZEND JAAR VOORDEZEN / AAN ALLEN KRISTENMENSCH UW JONSTE HEBT BEWEZEN / AANHOOR IN DEZE KERK HET GEMEENTE DAT U GROET / EN ONS ROEMRUCHTIG HOF VAN ALLE KWAAD BEHOEDT » (littér. Notre mère de la Vigne O.P.N. / Ô douce mère de Dieu qui mille ans avant cette heure / avez prouvé vos faveurs à tous les chrétiens / prêtez l’oreille dans cette église à la communauté qui vous salue / et préservez de tout mal notre illustre béguinage). La façade latérale est une façade à redens aveugle se terminant par une souche de cheminée. À l’intérieur, on rencontre d’abord un vestibule avec des portes donnant accès à la chapelle, à l’aile arrière et à la salle du chapitre (c'est-à-dire à l’ancienne infirmerie, voir ci-bas) ; toutes ces portes ont un encadrement à arc tudor en briques rouges, ornés des symboles de la foi, de l’espérance et de l’amour. Le plafond à poutres et la charpente du toit sont préservés. À gauche de ce corps de bâtiment principal, et contiguë à celui-ci, se dresse :
- la chapelle, datée du XIVe siècle, construction simple à vaisseau unique, de seulement deux travées séparées par un contrefort, et couvert d’un toit à deux versants que chevauche un clocheton à beffroi en bois et à flèche. La dernière restauration eut lieu en 2001. Les parois de la nef sont percées de baies ogivales, bigéminées côté enclos central, avec quelques entrelacs d’allure simple. La façade pignon orientale comprend une grande baie ogivale trigéminée, en tiers-point, avec réseau trilobé ; la façade sud est percée d’une petite fenêtre à arc brisé avec vitrail, et d’une petite porte à arc surbaissé[60]. La voûte de la nef est en berceau, avec quatre claveaux remarquables. La décoration comprend en particulier le tableau Les Noces mystiques de sainte Catherine, à dater des alentours de 1600 et attribué à un maître anversois anonyme ; l’enfant Jésus est assis sur les genoux de sa mère et glisse un anneau au doigt d’une sainte Catherine couronnée, devant un arrière-plan luxuriant de plantes, pommes et fleurs ; le tableau aurait été trouvé fortuitement par Rodolphe Hoornaert dans une ferme des environs et offert à la communauté religieuse en 1969[62].
- une aile perpendiculaire au bâtiment principal, située à l’arrière de celui-ci côté jardin, à étage, sous toit à bâtière, et remontant au XIVe siècle. Le pignon avant se termine par une souche de cheminée singulière (de section octogonale et arrondie au sommet). La façade pignon arrière est du XVIe et XVIIe siècles. L’intérieur possède une charpente préservée, remontant, sur la foi d’un examen dendrochronologique effectué en 2002, à une date située entre 1328 et 1338[60].
- une aile côté jardin, à étage et deux travées, parallèle et attenant au corps de bâtiment principal, ajouté au XVIIe. Au rez-de-chaussée se trouve la dénommée chambre du conseil, avec corps de cheminée du XVIIIe siècle, en stuc, dans le style Louis XVI[60].

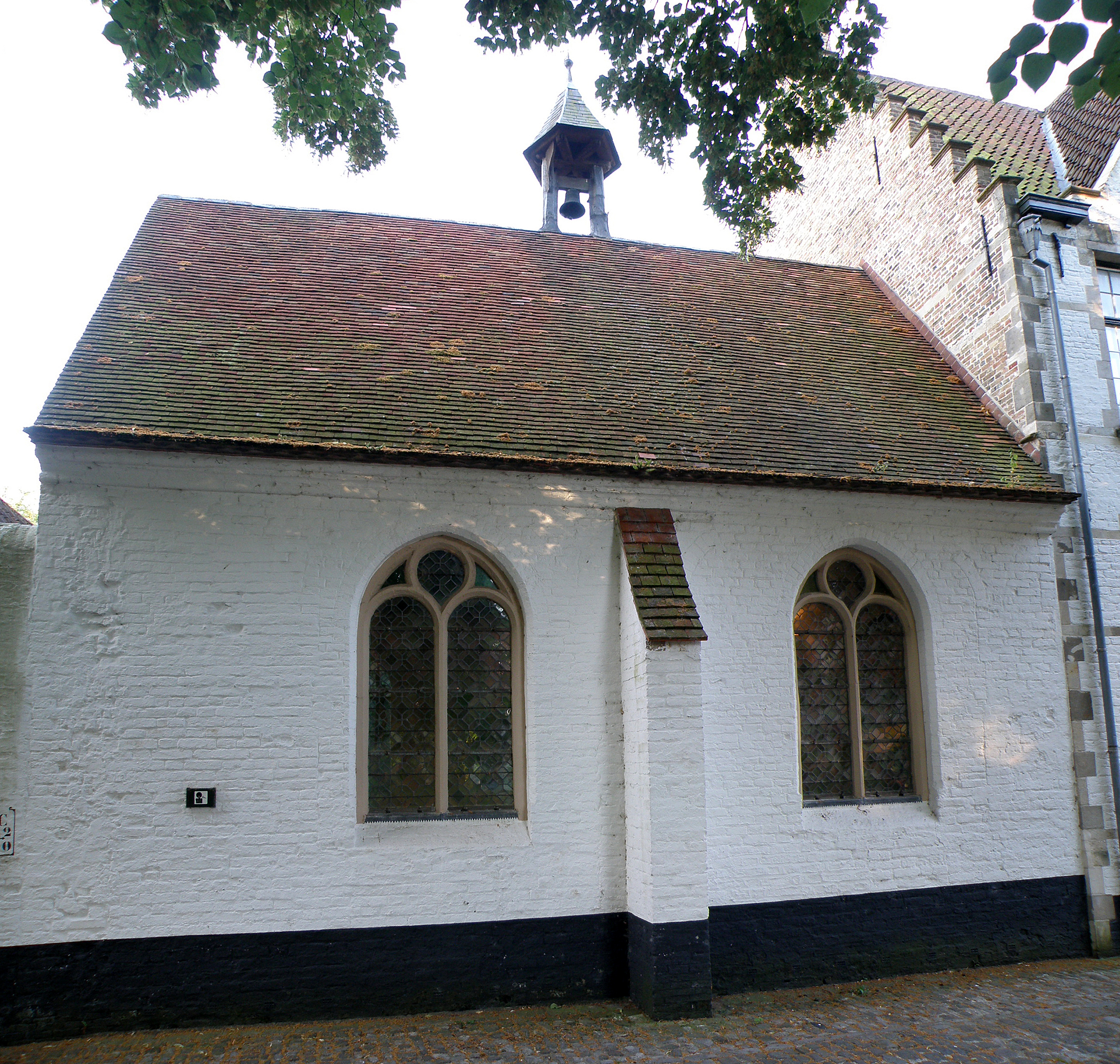
La petite chapelle domestique (XIVe siècle) de la grande-demoiselle, attenant au flanc gauche de sa demeure.

- enfin, l’ancienne infirmerie, bâtiment perpendiculaire au corps de bâtiment principal et situé à droite (à l’ouest) de celui-ci, daté de 1645, sans étage, comportant une salle surélevée servant actuellement (2018) de salle capitulaire[60], auquel on accède par un escalier depuis le vestibule de la maison de la grande-demoiselle. Ce corps de bâtiment, qui aurait fait office d’infirmerie dans des temps plus anciens, possède un jardin à part et donne sur l’enclos central par le biais d’une étroite travée qui forme le dernier pan de façade (c’est-à-dire la plus au sud) du côté ouest de cet enclos ; ce pan, s’il apparaît aujourd’hui aveugle, garde encore les traces d’une ancienne fenêtre, à présent obstruée, avec son arc de décharge encore perceptible, et se trouve surmonté d’une petite lucarne à pignon[60],[62]. À l’intérieur, une cave voûtée en berceau, et, au-dessus donc, la vaste salle surélevée, avec plafond et poutres conservées, cheminée de marbre et de stuc de style Louis XVI. La salle est ornée d’autre part de plusieurs peintures, dont des modernes, notamment un portrait de Rodolphe Hoornaert par José Storie (1899-1961) et des portraits de grandes-demoiselles, et quelques anciennes, notamment Notre-Dame-des-sept-douleurs, tableau attribué à Jacob van Oost l’ancien, et un tableau sur lequel sainte Élisabeth est figurée trois fois (à Eisenach ; aidant un mendiant ; et mise en présence du Christ ressuscité) et qui trahit l’influence du peintre anversois Michiel Coxcie[63].

### Maisons de professes

#### Sur le côté nord de l’enclos central
La première maison que l’on rencontre en passant le portail d’entrée est le logis de la tourière (= concierge d’un couvent), sis au no 2, au nord par rapport au portail d’entrée et y attenant. Large de cinq travées, d’un seul niveau, sous toits en bâtière, datant des XVIe, XVIIe et XIXe siècles, cette petite maison présente un plan au sol en forme de L, dont l’aile droite est percée d’une arche correspondant au passage du portail d’entrée décrit ci-dessus. La façade gouttereau sur l’enclos est dotée de lucarnes dont les fenêtres s’inscrivent dans des niches surmontées d’un arc en anse-de-panier. La façade sur la Reie a été restaurée en 2000. À l’intérieur, poutres et charpentes préservées.
La maison no 4 se compose de deux corps de bâtiment juxtaposés, à façade pignon, avec en outre une petite porterie à gauche, laquelle comporte une porte à arc tudor surmontée d’une niche à madone ; ces deux maisons et la porterie forment l’actuel Centre liturgique. L’ensemble date de la fin du XVIe siècle (?) ou du début du XVIIe siècle, mais a subi une vigoureuse restauration en 1957. La maison de gauche, de trois travées et à étage, présentait, jusqu’à la restauration de 1957, un pignon à rampants droits et sa façade comportait au centre une porte d’entrée couronnée d’entrelacs ; au-dessus des fenêtres du rez-de-chaussée, ces entrelacs avaient cependant disparu, et l’ouverture dans le pignon n’était qu’une fenêtre de grenier des plus simples. Le remaniement de 1957 transforma le pignon en pignon à escaliers, et au rez-de-chaussée la porte fut remplacée par une fenêtre, et les fenêtres à meneaux furent dotées de petits arcs plein-cintre géminés ; dans le pignon, désormais donc à redents, et à l’étage, les fenêtres s’inscrivent dans des renfoncements (dites travées brugeoises) à arc plein-cintre avec réseau trilobé. En 1999, façade et toiture furent à nouveau restaurées. Le corps de bâtiment de droite comporte deux travées et un seul niveau, avec pignon à rampants droits. À l’intérieur, le couvrement de poutres et la charpente ont été préservés.
La maison no 6, également à façade pignon, à étage et à quatre (au rez-de-chaussée) et trois (au premier étage) travées, à toit en bâtière, remonte aux XIIIe et XIVe siècles, mais fut remaniée à partir du XVIe et au cours du XVIIIe. Une restauration fut menée en 1998-1999 et en 2001-2002, impliquant notamment le remplacement, dans la deuxième travée, de la porte par une fenêtre. Les linteaux qui couvrent les fenêtres sont en léger retrait et sont surmontés par des arcs de décharge. La façade latérale gauche est remarquable en ceci que, jadis mur mitoyen avec une maison contiguë aujourd’hui disparue, elle présente des traces de poutres et de contreforts ; à l’étage, on aperçoit de petites niches, placées entre ces contreforts, destinées à recevoir des bougies. La façade arrière est une façade pignon de trois travées, présentant des traces d’anciennes ouvertures,. À l’intérieur, cave peu profonde voûtée en berceau. Au rez-de-chaussée, cheminée en grès de style gothique tardif, dont les montants sont ornés de têtes d’époux. À l’étage, cheminée de grès, mise à découvert pendant la restauration et présentant quelques vestiges de polychromie. La charpente est du milieu du XVIIIe.

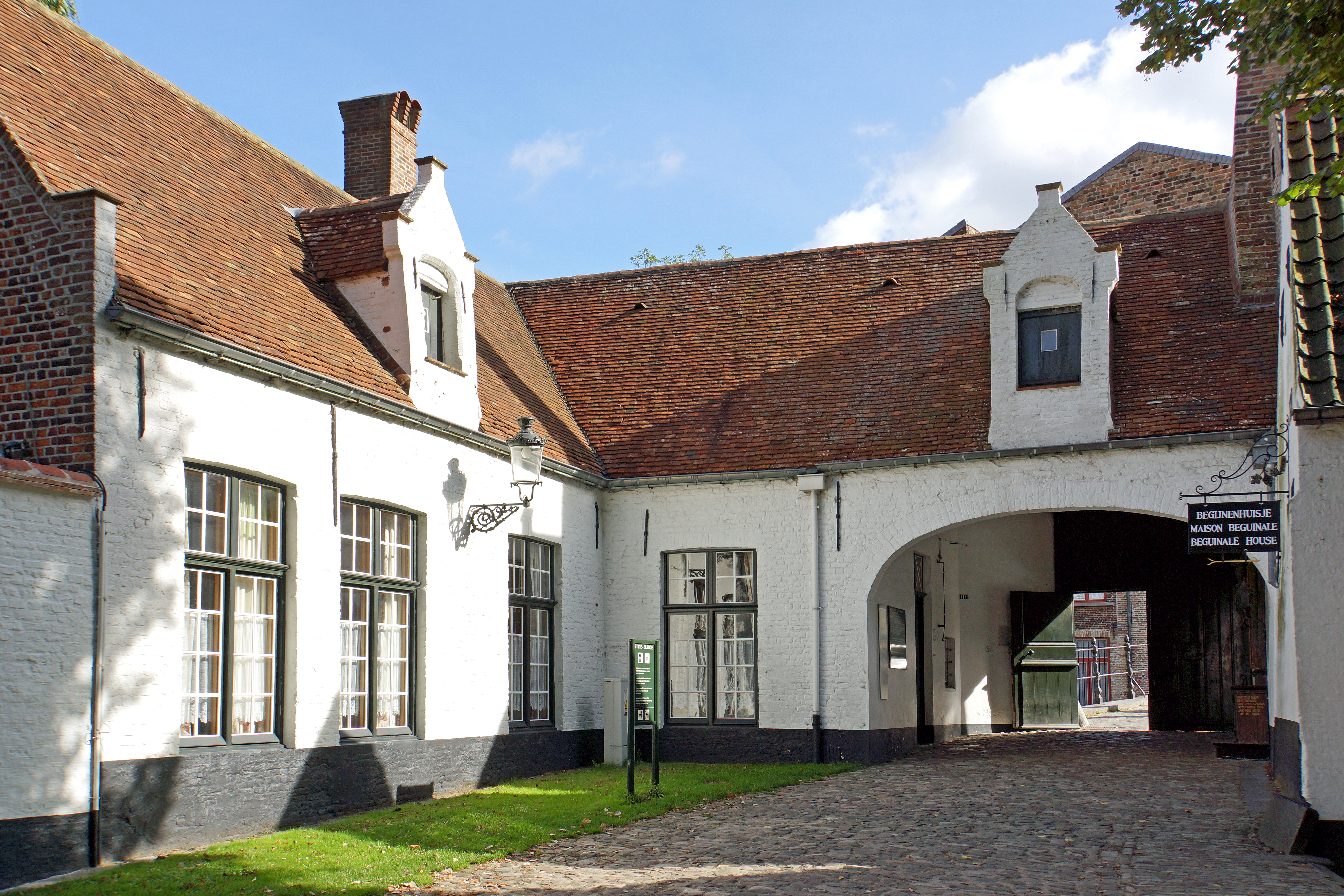
Logis de la tourière (maison no 2, XVIe, XVIIe et XIXe siècles). À droite, le passage couvert auquel donne accès le portail d’entrée.
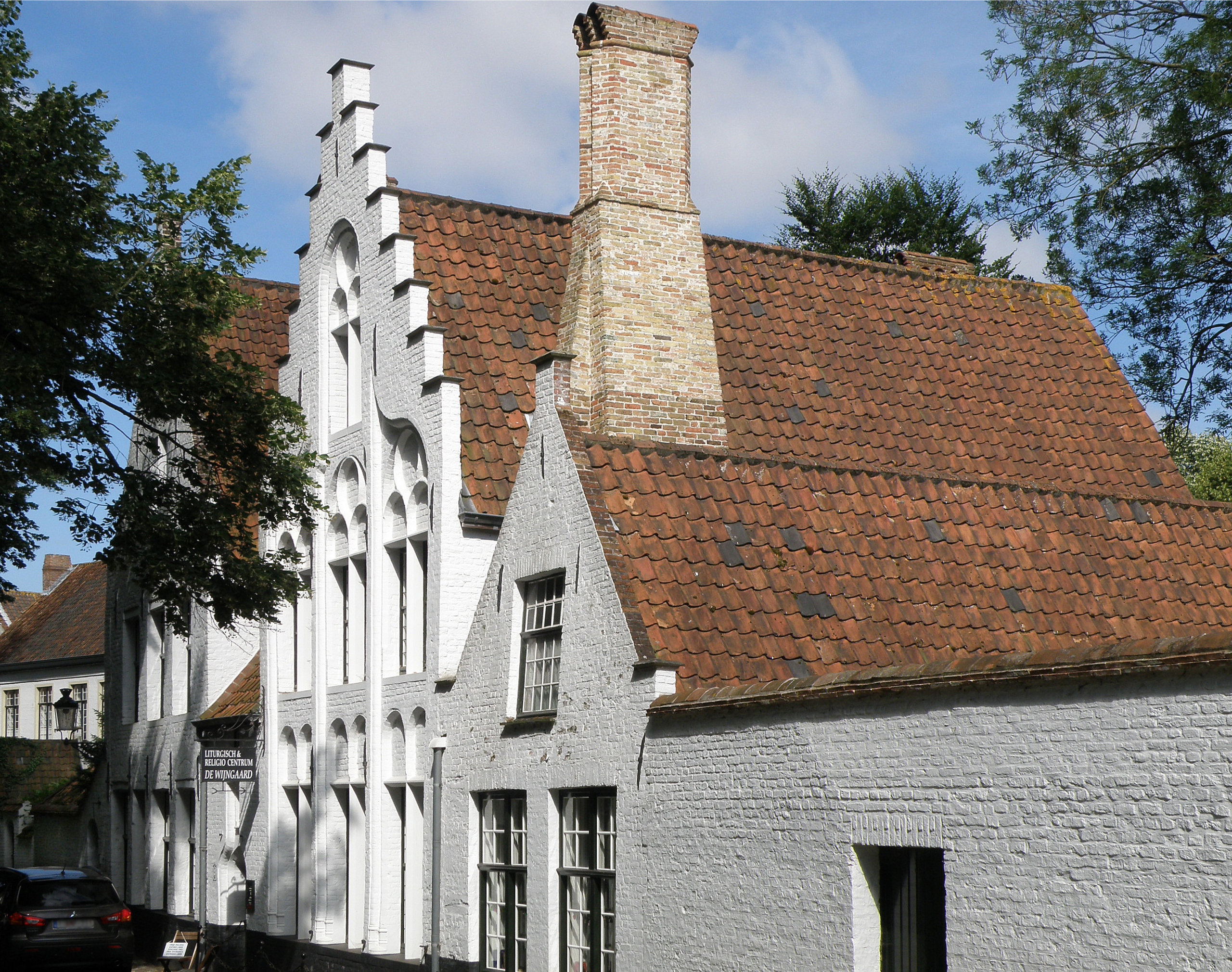
Les deux corps de bâtiment du no 4 (XVIe siècle ou début du XVIIe siècle).
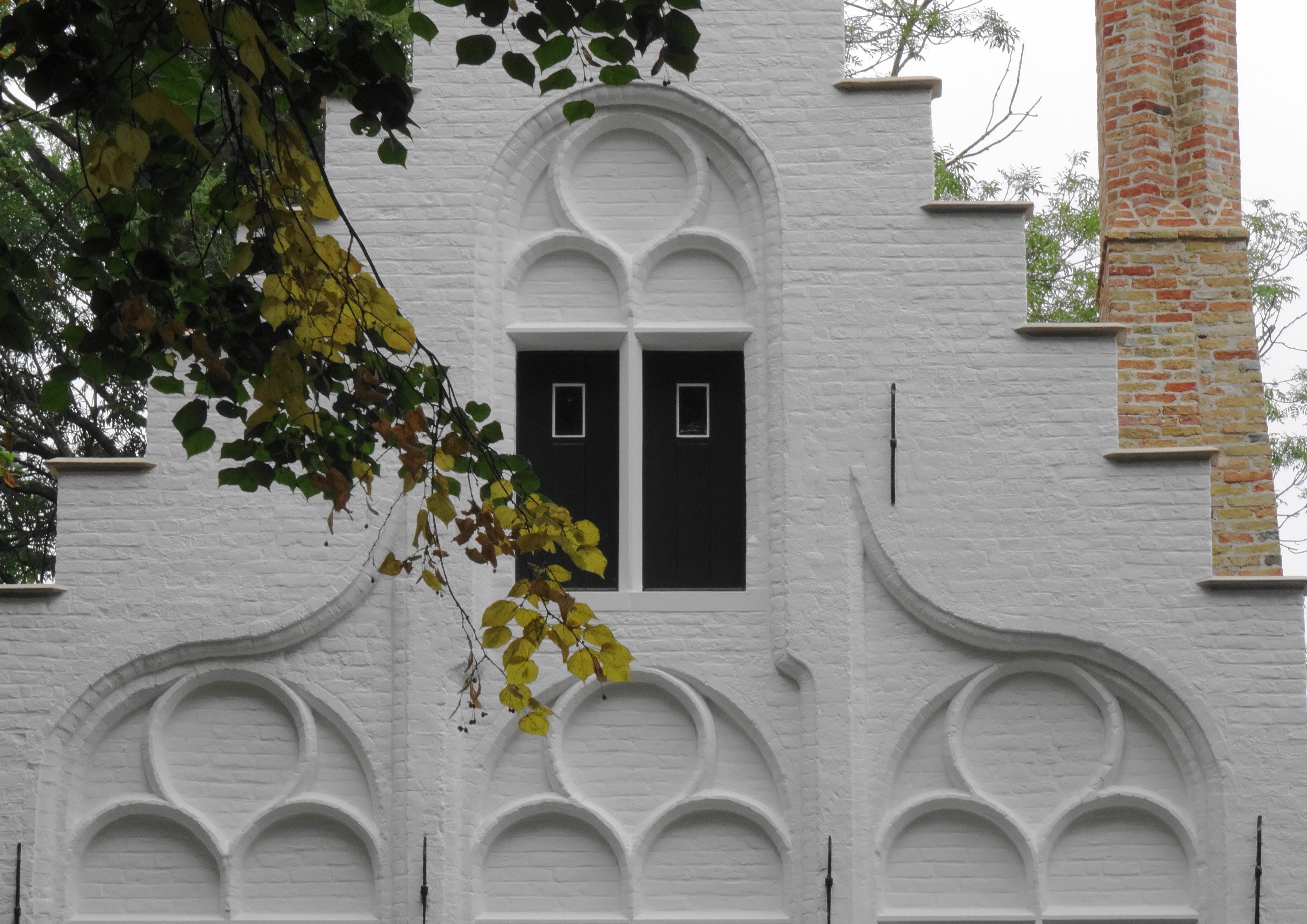
Gros plan sur les travées brugeoises inscrites dans la façade du no 4.
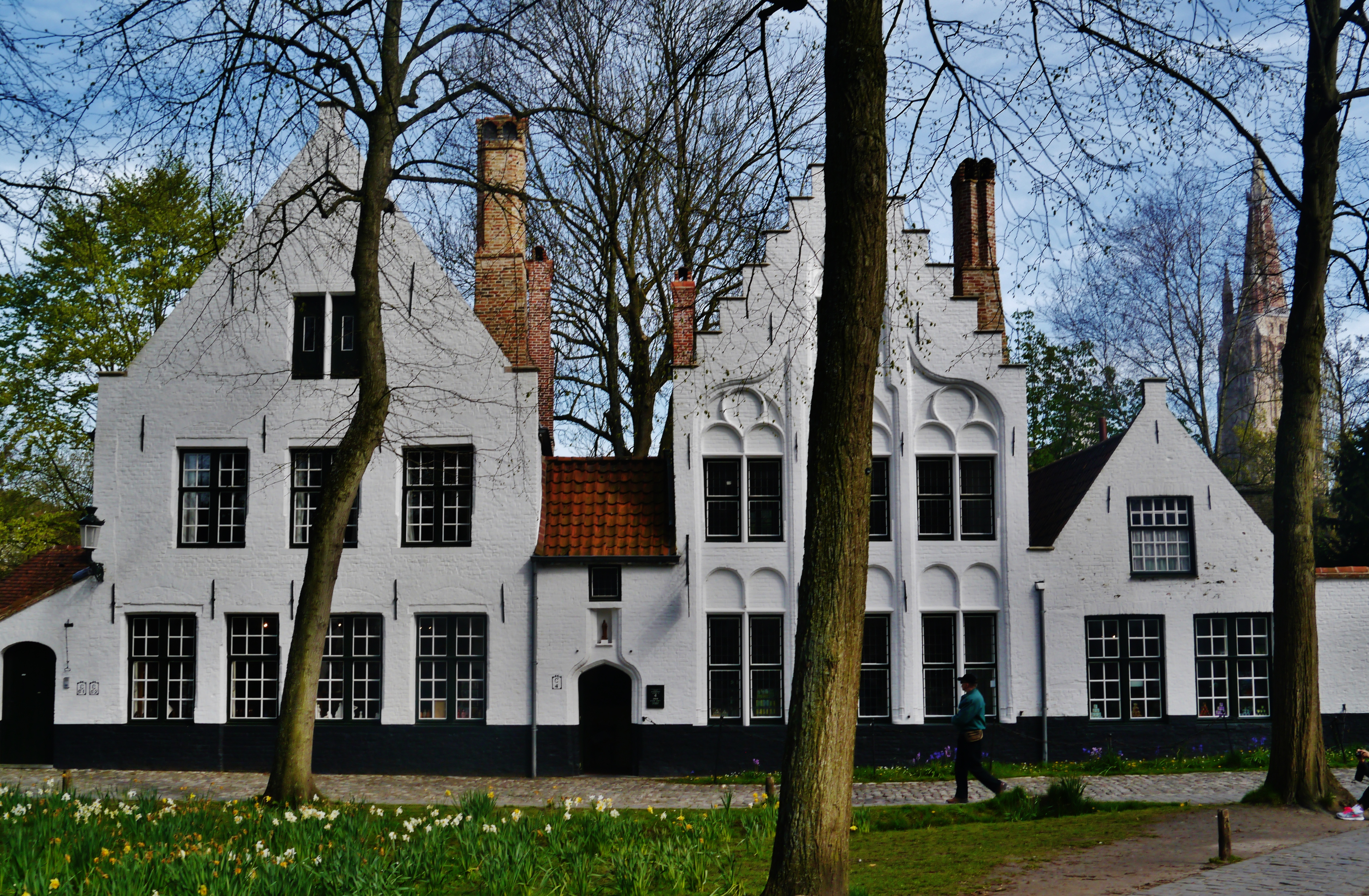
Façades des maisons no 4 (à droite) et no 6 (à gauche). Dans le fond à droite, flèche de l’église Notre-Dame.
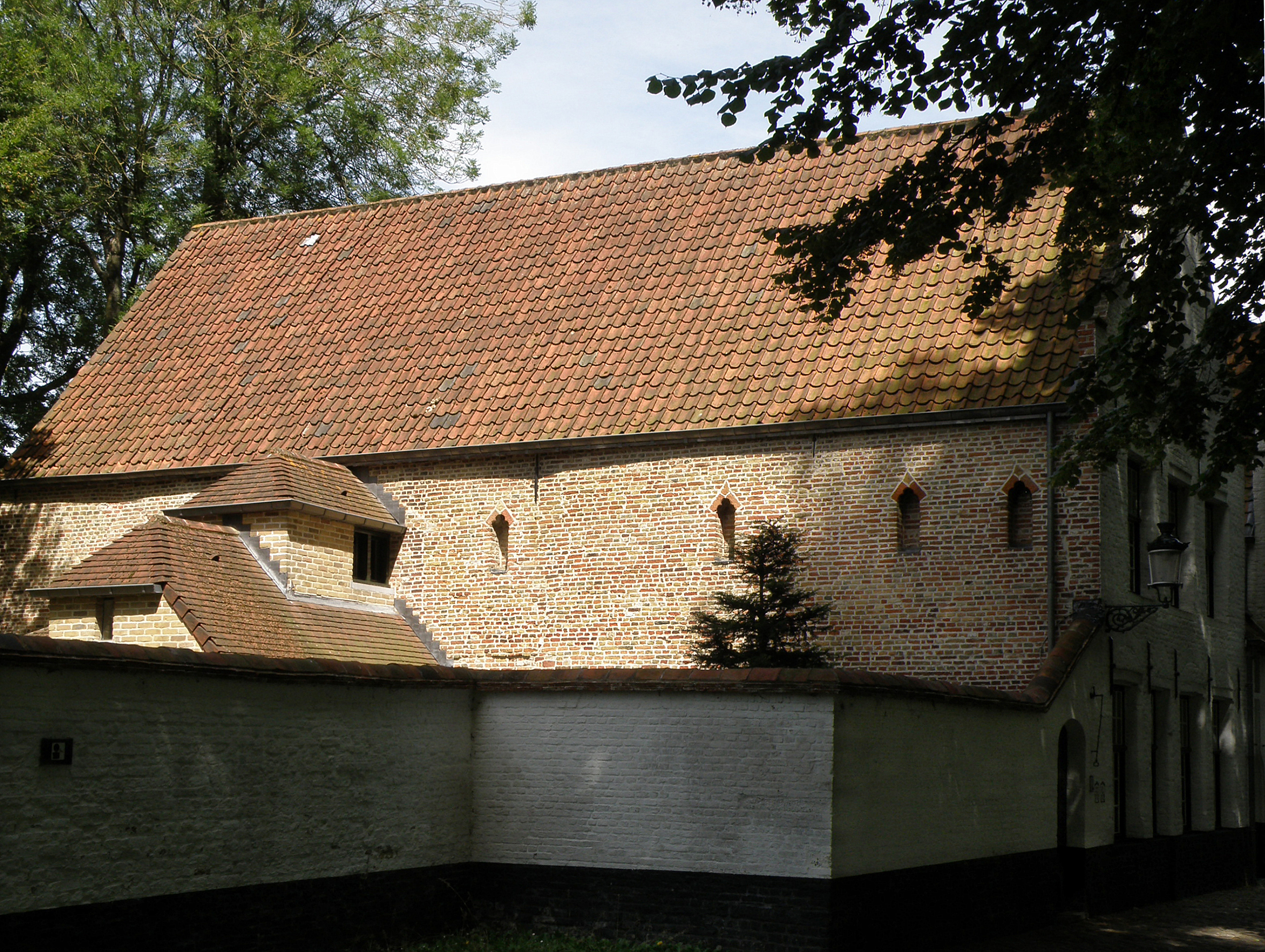
Façade latérale gauche du no 6. Le mur fut autrefois mitoyen, d’où la présence de niches à bougeoirs pratiquées dans la paroi.

Les maisons no 8 à 20 comportent chacune à l’avant un petit jardinet séparé de l’enclos central par des murs de brique érigés entre 1937 et 1939, et accessible par le biais de petits portails en anse-de-panier. Entre les no 10 et 12 se dresse un pittoresque pigeonnier d’un seul niveau et à toit en bâtière. À noter au-dessus de l’entrée du no 14, là où le mur de clôture est rehaussé, une niche logeant une madone avec enfants.

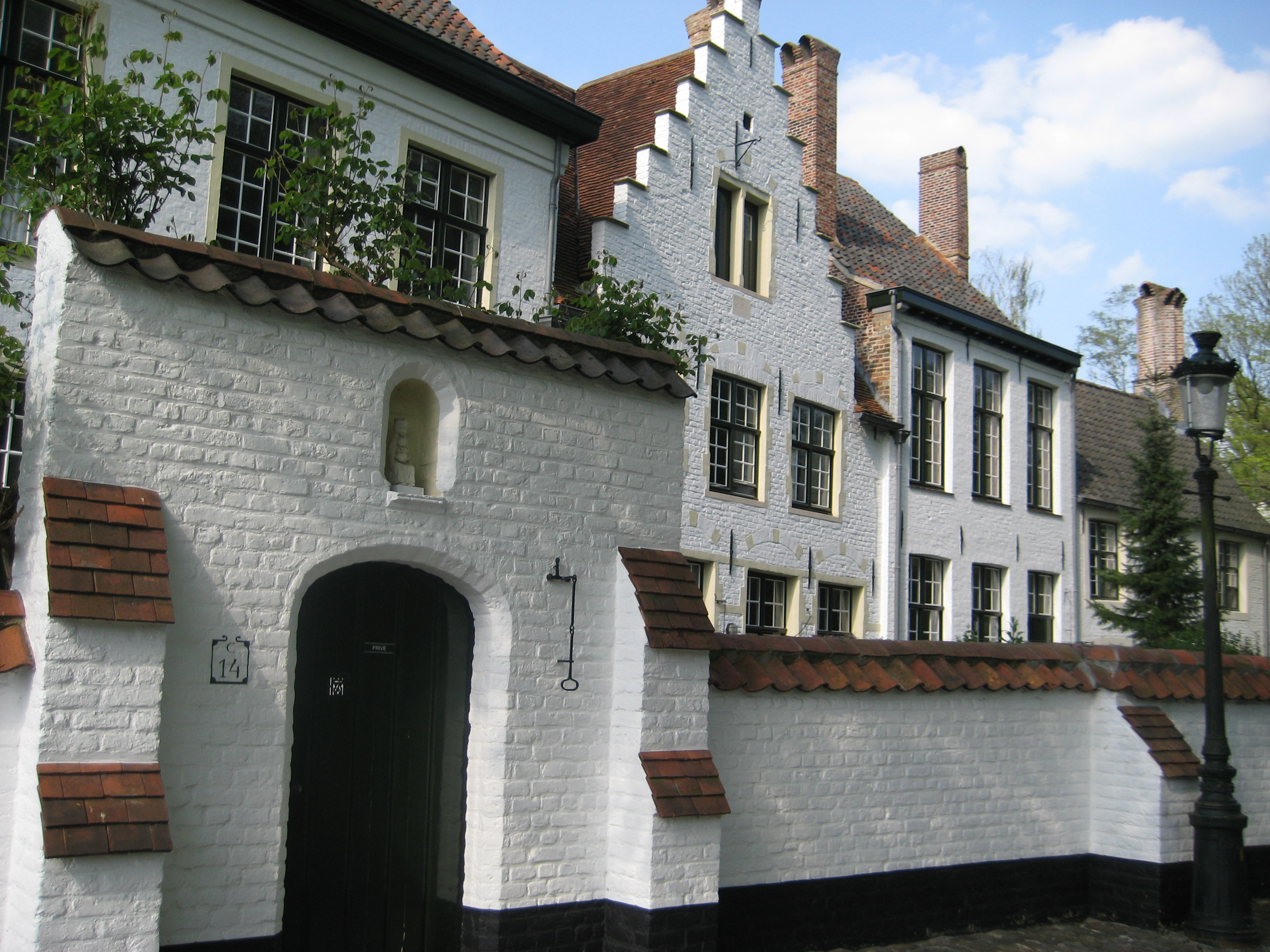
Les maisons portant (de gauche à droite) les no 14, 12, 10 et 8.

À la maison no 10, à façade gouttereau, à trois travées et étage, sous bâtière, du début XIXe, succède la no 12, également à façade gouttereau, à quatre (au rez-de-chaussée) et trois (à l’étage) travées, mais comportant une vaste lucarne pignon à gradins. Cette maison, qui date du XVIIe, fut restaurée en 1995. Chacune des fenêtres est dotée d’un arc de décharge. Un cartouche récent, de 1995, encastré dans la façade, porte l’inscription « HERSTELD / PAX / MCMXCV » (Ravalé / PAX / MCMXCV). À l’intérieur, les poutres et solives du plafond et la charpente sont préservées.
Les no 14 et 16 sont des maisons à façade gouttereau. La no 14, de cinq travées et à étage, sous toit à bâtière, date du début du XIXe siècle, où elle vint remplacer une maison plus ancienne, et fut restaurée en 1993-1994,. La no 16 comprend deux corps de bâtiment, celui donnant sur l’enclos, à façade gouttereau, large de cinq travées, couvert d’un toit en croupe, se prolongeant perpendiculairement à l’arrière (imperceptiblement, car d’égale largeur) par un autre corps de bâtiment, sous toit à bâtière ; l’ensemble est millésimé en façade « APRIL 1854 ».
Les trois maisons suivantes (quand on se déplace d’est en ouest) sont les no 18 et 20, qui forment un alignement de trois pignons à rampants droits datant des environs de 1600. Toutes trois ont gardé leur ancien appareillage de maçonnerie. La no 18, de trois et deux travées et à étage, sous bâtière, date des XVIe et XVIIe siècles (les ouvertures rectangulaires datant du XIXe). Dans le pignon, on remarque une fenestrelle dans une niche en anse-de-panier. L’intérieur garde son ancien couvrement de poutres. La no 20 se compose de deux corps de bâtiment parallèles comptant ensemble six travées avec étage, couverts chacun d’un toit à deux versants se terminant à l’arrière par une croupe. L’ensemble date des XVIe et XVIIe, et fut restauré en 2001. Dans le pignon de gauche se note une fenestrelle s’inscrivant dans une niche surmontée d’un arc en accolade. À l’intérieur, poutres de plafond et charpentes anciennes préservées. Dans l’angle sud-est du jardinet, accoté à la maison no 22 (la maison d’hôtes, sur le côté ouest de l’enclos), se trouve une petite chapelle, datant de 1938-1939, de style historisant,.

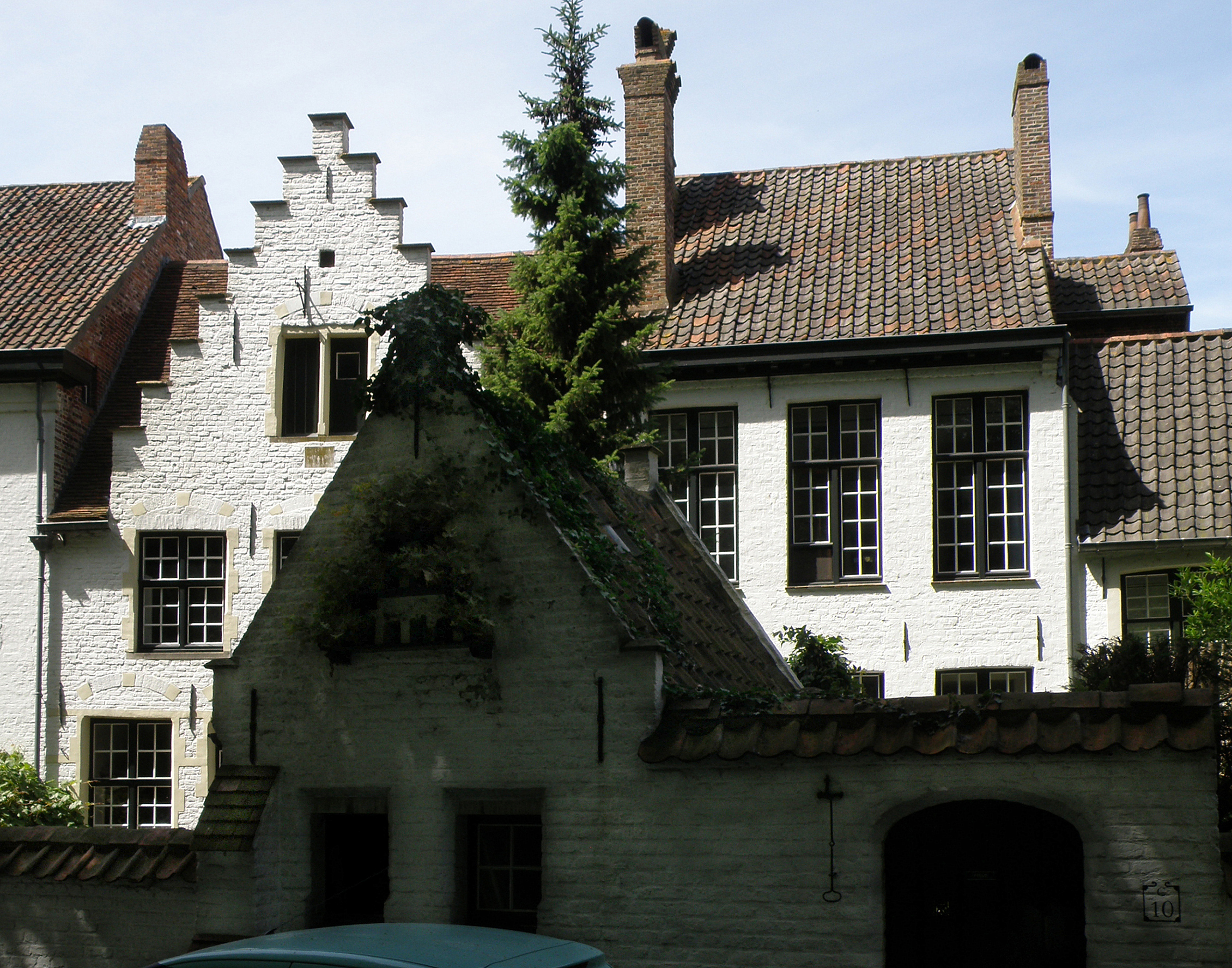
Les maisons no 10 (à droite, début XIXe siècle) et no 12 (à gauche, au pignon à gradins, XVIIe siècle). À l’avant-plan, apparaissant sombre sur la photo car à l’ombre des peupliers, le pigeonnier.
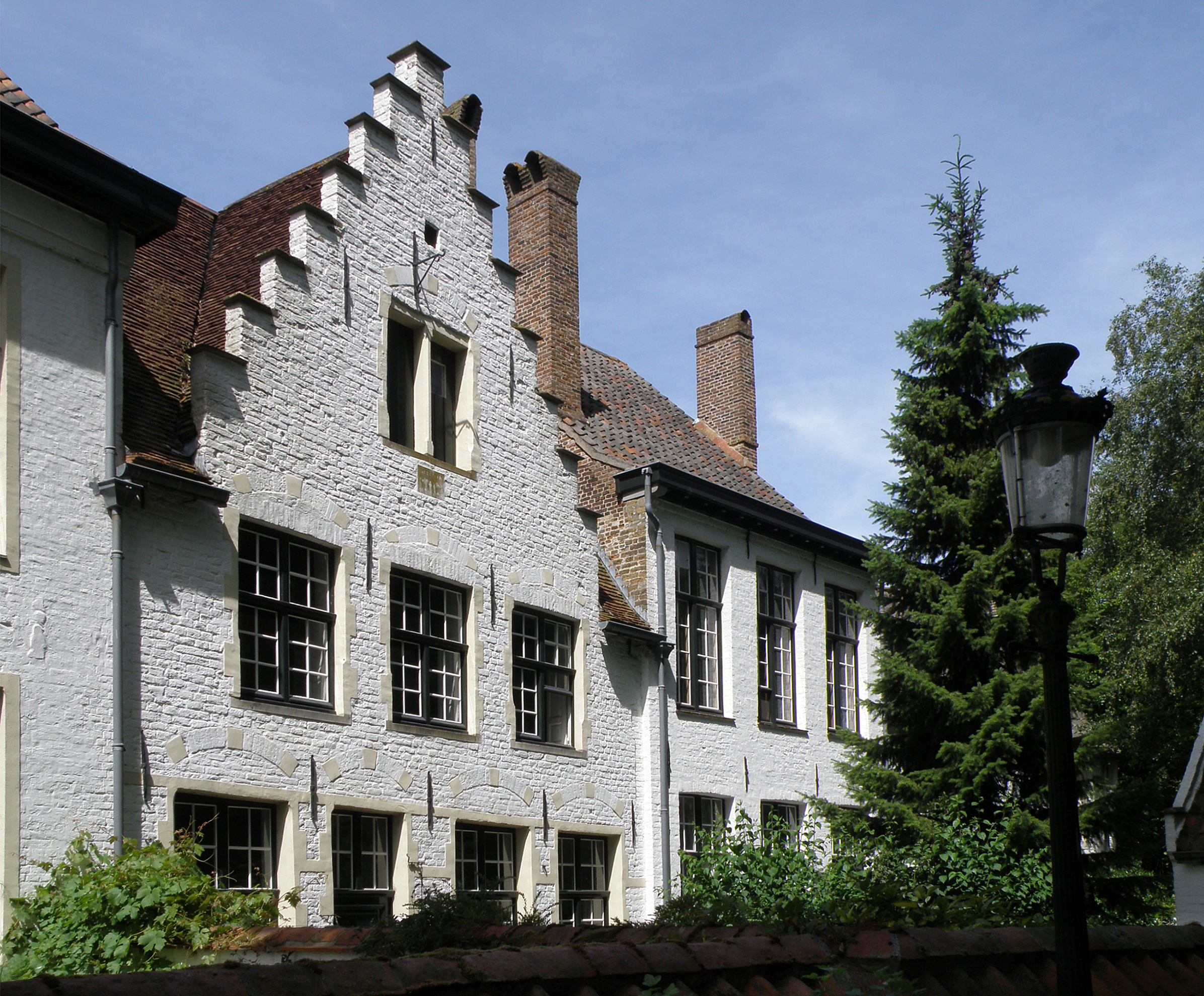
Autre vue sur les maisons no 10 et 12. À l’avant-plan, chaperon du mur par lequel les jardinets de devant des maisons sont séparés de l’enclos central.
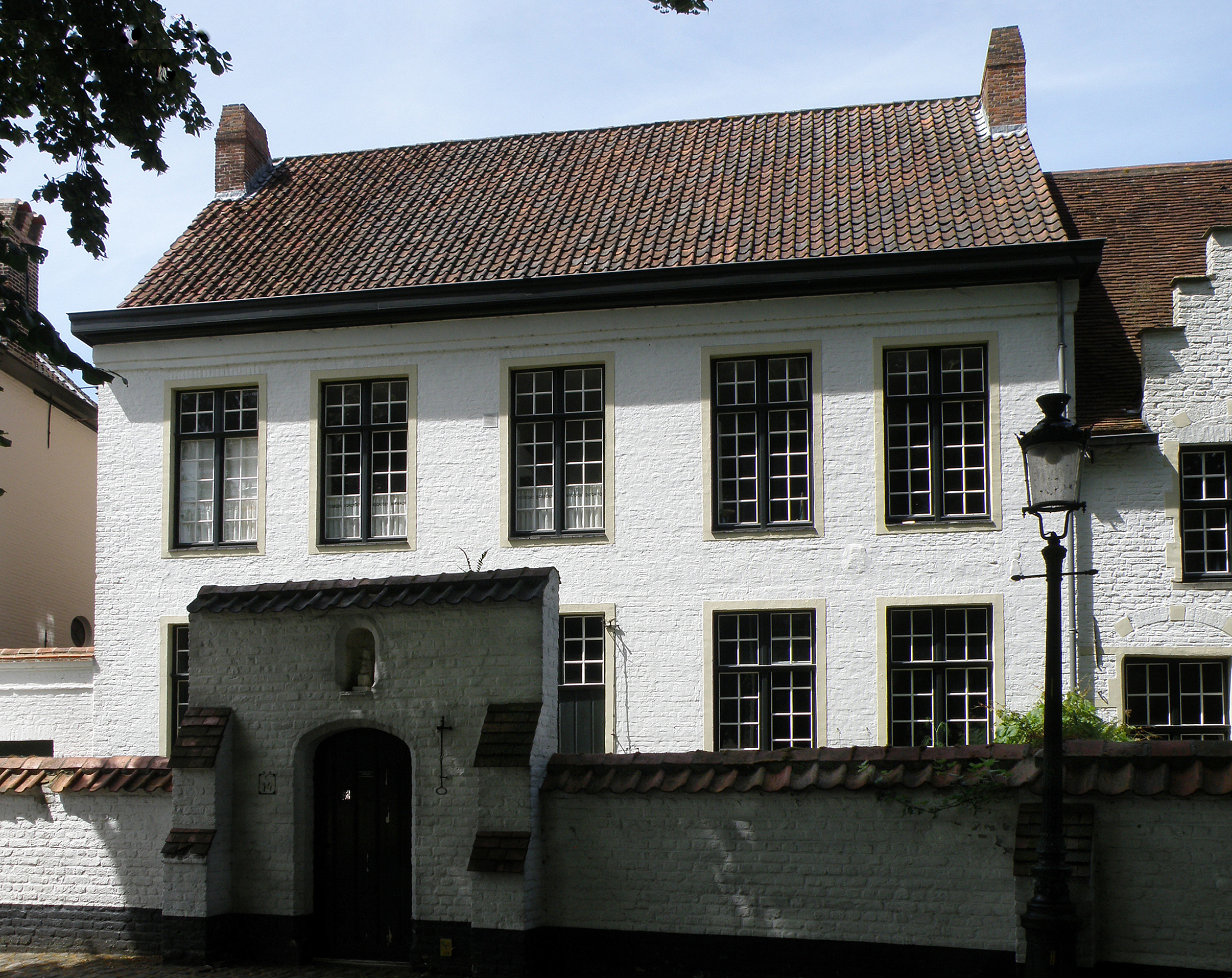
Maison béguinale no 14 (début du XIXe siècle).
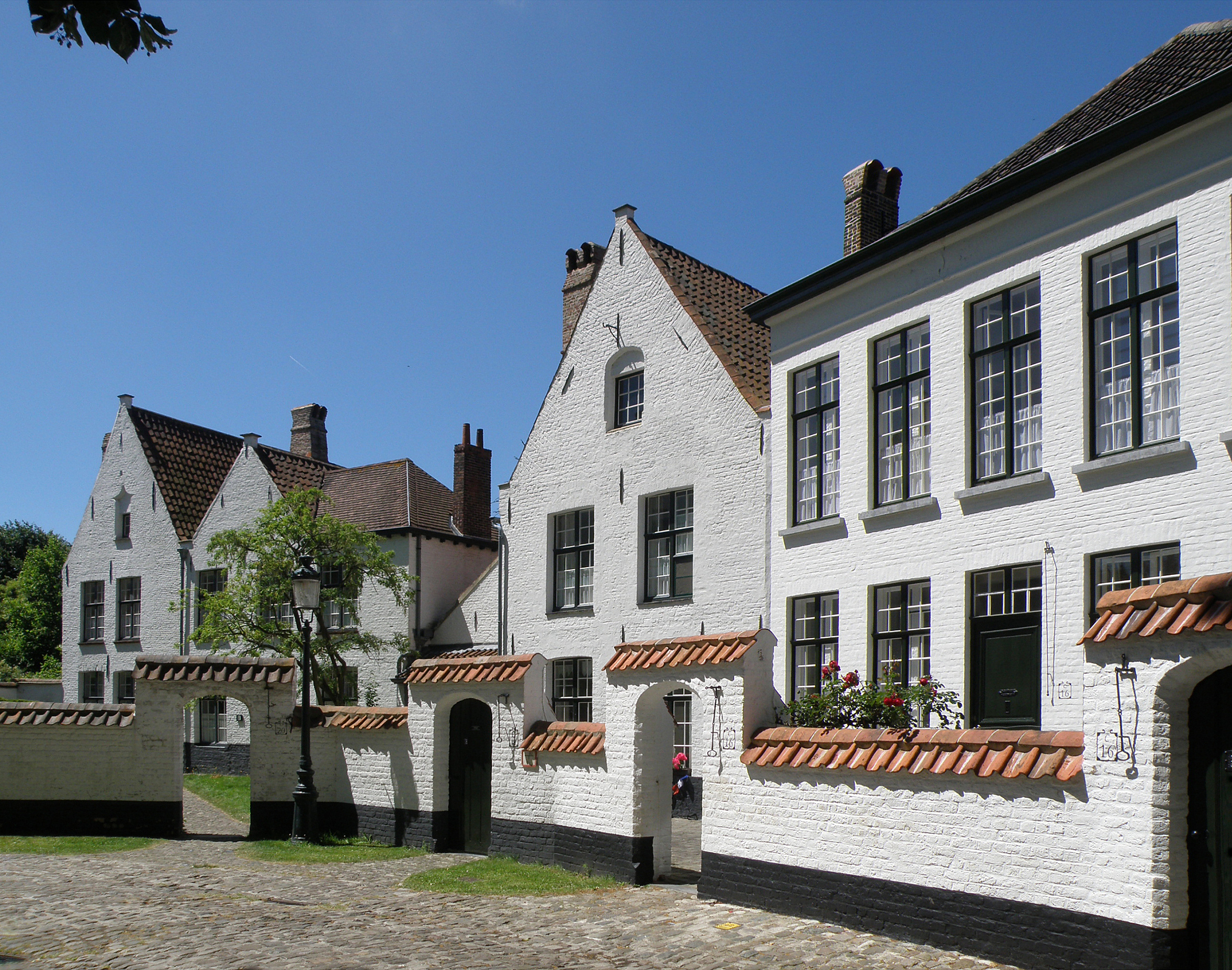
Maisons no 16 (à droite, millésimé 1854 en façade), no 18 (au centre, XVIe et XVIIe siècles) et no 20 (double pignon de gauche, également des XVIe et XVIIe). Le mur de séparation entre jardinets des maisons et enclos central est bien visible.
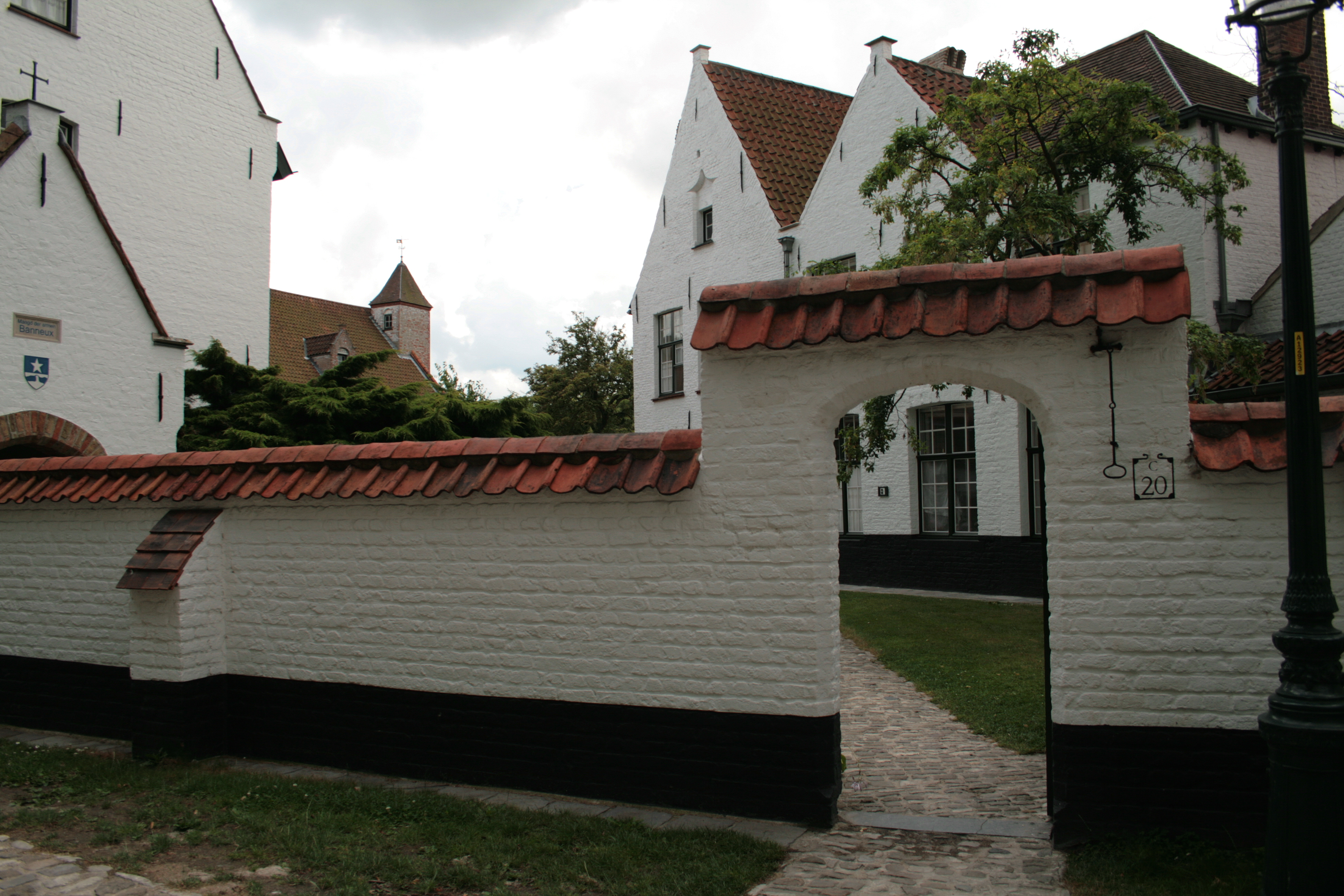
Les deux pignons de la no 20 avec à gauche la chapelle accotée à la façade latérale du complexe no 22 (bordant le côté ouest de l’enclos central). Plus loin, au centre gauche, bâtiments du couvent de bénédictines avec sa tour carrée.

#### Sur le côté ouest de l’enclos central
L’enfilade de maisons et de pignons sur le côté occidental de l’enclos central ne forment plus aujourd’hui qu’un seul ensemble et portent les no 22 à 30. Derrière ces quelque cinq façades soit ravalées soit bâties à neuf par l’architecte Joseph Viérin sur commande de Rodolphe Hoornaert se trouve le centre névralgique de l’actuelle communauté de religieuses bénédictines. À l’arrière (à l’ouest), non visible depuis la place centrale, se trouve le couvent lui-même, ou Monastère (Monasterium en néerlandais), avec son cloître, érigés entre 1937 et 1939, et dont le style s’inspire de l’architecture traditionnelle de la plaine côtière flamande. Ce complexe conventuel est contigu aux maisons dont les façades donnent sur la place, lesquelles façades présentent entre elles une claire parenté stylistique et peuvent toutes être datées grosso modo entre 1600 et 1700, à l’exception toutefois de la façade de la no 22, la première maison à compter de l’angle nord-ouest (arrondi) de l’enclos central ; cette façade, qui comporte deux pignons (en réalité deux lucarnes-pignons), mais correspond à un même corps de bâtiment, est une création de Viérin et est venue remplacer une façade néo-classique du XIXe. Ce no 22 abrite maintenant la maison d’hôtes (en néerlandais gastenverblijf ou gastenkwartier) du Monastère.

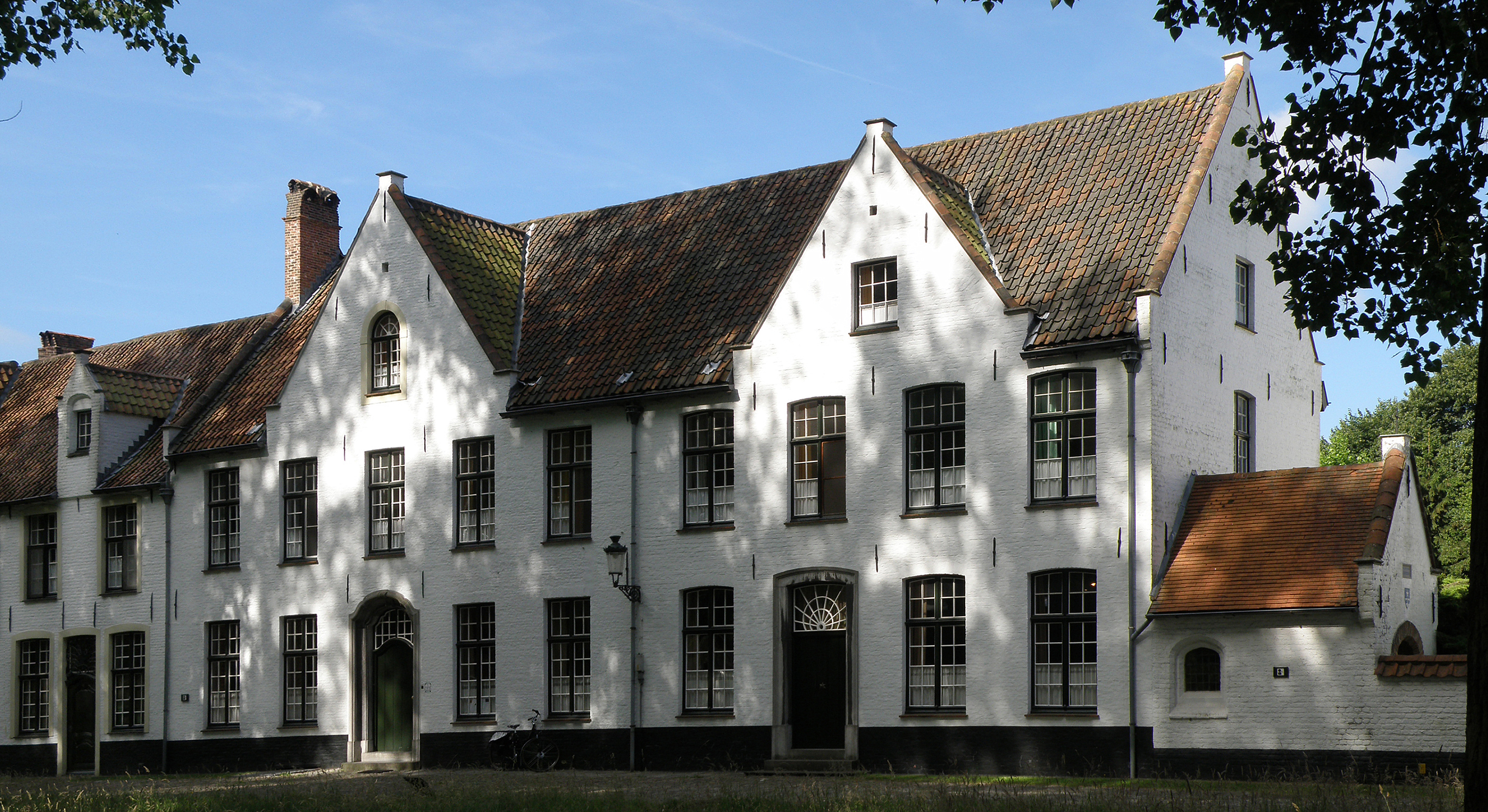
Les deux façades à lucarne-pignon au centre (correspondant à un seul corps de bâtiment) datent de 1938. À droite, la petite chapelle dans le jardin du no 20 (angle nord-ouest de l’enclos central). À gauche, l’étroite façade à 2 ou 3 travées (ne portant pas de n°, mais faisant partie du 22), remonte au XVIIIe siècle.

Le complexe conventuel (le Monasterium), qui date de 1937-1938, se compose de deux ailes semblables (longs d’une dizaine de travées, à étage, à toit à deux versants avec lucarnes), disposées en L, l’une parallèle, et accolée, aux maisons alignées sur l’enclos, et l’autre, perpendiculaire à la première, se terminant par une petite tour carrée sous toit en pavillon qui lui est accotée ; dans l’angle de ce L a été construit un cloître, dans le même style régional traditionnel. Au couvent jouxte un vaste jardin, cerné d’un mur, traversé d’un étroit canal (au cours est-ouest, débouchant dans le Minnewater), partagé entre jardins d’agrément, potagers, pelouses, serres, parterres de fleurs, vergers etc., et qui occupe toute la partie sud-ouest du béguinage. Un petit portail s’ouvrant sur la Professor Dr. J. Sebrechtsstraat, sous arc tudor, doté d’un cartouche portant l’inscription « KLOOSTER / TEN WIJNGAARDE » (klooster = couvent), remaçonné en 2002, donne accès à ce jardin.

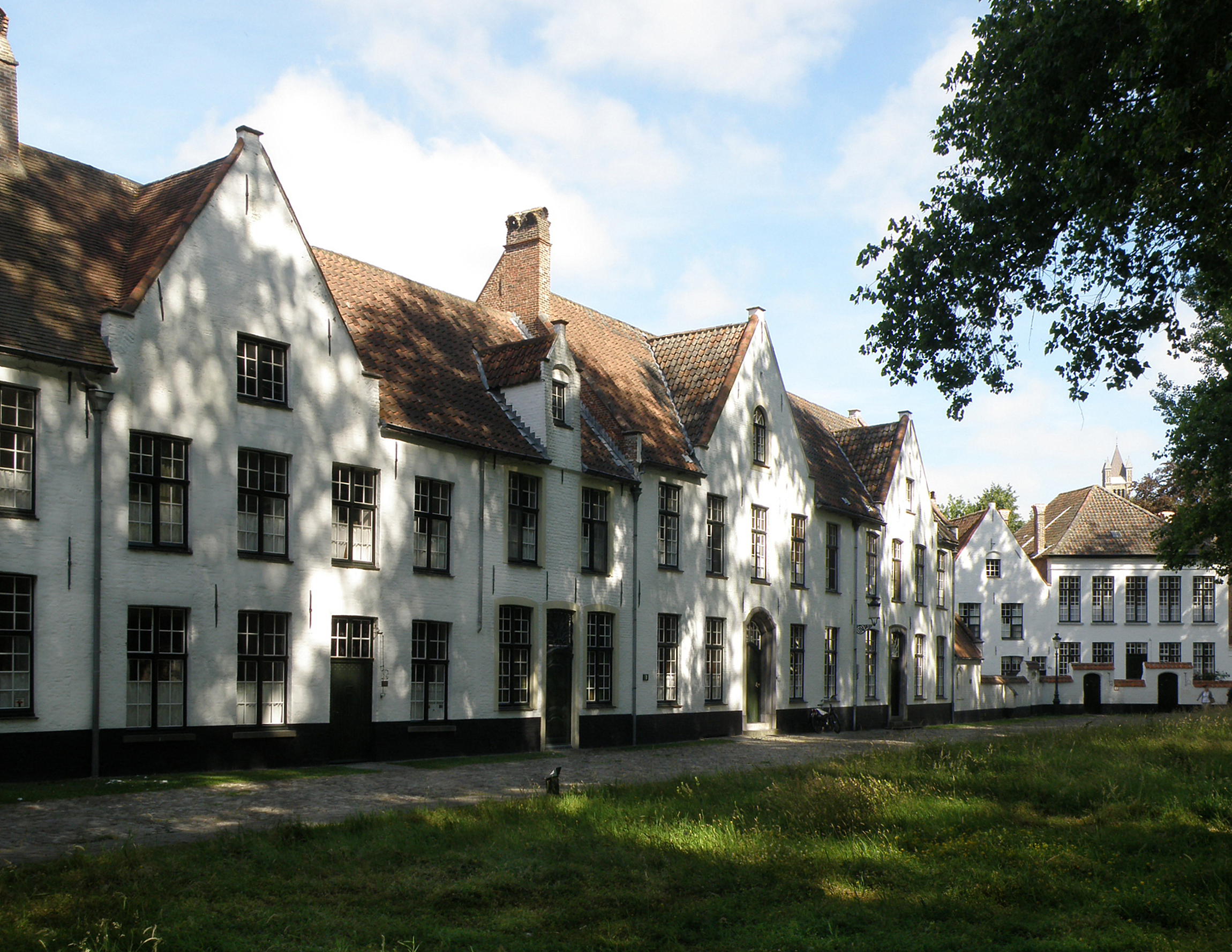
À gauche, enfilade de façades sur le côté ouest de l’enclos central, nommément les no 24 (pignon de gauche) et 22 (les deux lucarnes-pignons de droite). Au-delà, dans l’angle nord-ouest (arrondi) de l’enclos, les no 18 (pignon de gauche) et 20 (gouttereau de droite). Dans le fond à droite, clocher de la cathédrale Saint-Sauveur.

La maison d’hôtes (no 22), qui a l’aspect de deux corps de bâtiment jumelés (avec chacun sa lucarne-pignon) mais n’en constitue en fait qu’un seul, est donc venue se substituer à la demeure dix-neuviémiste de style néo-classique, qui avait déplu à Viérin, et compte en tout neuf travées sur deux niveaux, couvertes par un toit à bâtière, édifié selon des plans de Viérin entre 1937 et 1938 dans un style historisant. Les chambranles (encadrements) des portes d’entrée sont en granit, de style rococo (selon le modèle du milieu XVIIIe) et, quant à leur envergure, quelque peu inhabituelles pour le béguinage. À noter que ces chambranles consistent en pierres de remploi, c’est-à-dire provenant d’autres maisons anciennes, et réutilisées. L’une de ces portes comporte un jour d’imposte avec un élégant éventail en fer forgé. Le legs De Man (voir ci-après), cédé au béguinage en 1959, a été hébergé dans cette maison.
La maison suivante, qui ne porte pas de numéro, mais constitue un corps de bâtiment distinct de ses voisines, est une maison à façade gouttereau datant du XVIIIe, de deux/trois travées et à étage, avec possiblement des parties plus anciennes. La porte d’entrée du XVIIIe a gardé son vantail d’origine et possède un jour d’imposte en fer forgé. La façade est surmontée par une lucarne à pignon et à crossettes, avec fenêtre inscrite dans une niche anse-de-panier. À l’intérieur, les poutres et charpentes ont été préservées. Le rez-de-chaussée comprend le réfectoire du Monasterium.
La no 24 est une maison à façade gouttereau avec lucarne-pignon, de quatre travées et à étage sous bâtière, datant des XVIe et XVIIe siècles, restaurée en 1997. À l’intérieur, les solives et poutres du plafond et la charpente ont été préservées également. La salle de récréation renferme une cheminée en style gothique tardif orné d’une Annonciation à Marie transférée d’un autre immeuble du béguinage. C’est par cette maison que l’on a accès au couvent (Monasterium) situé derrière.

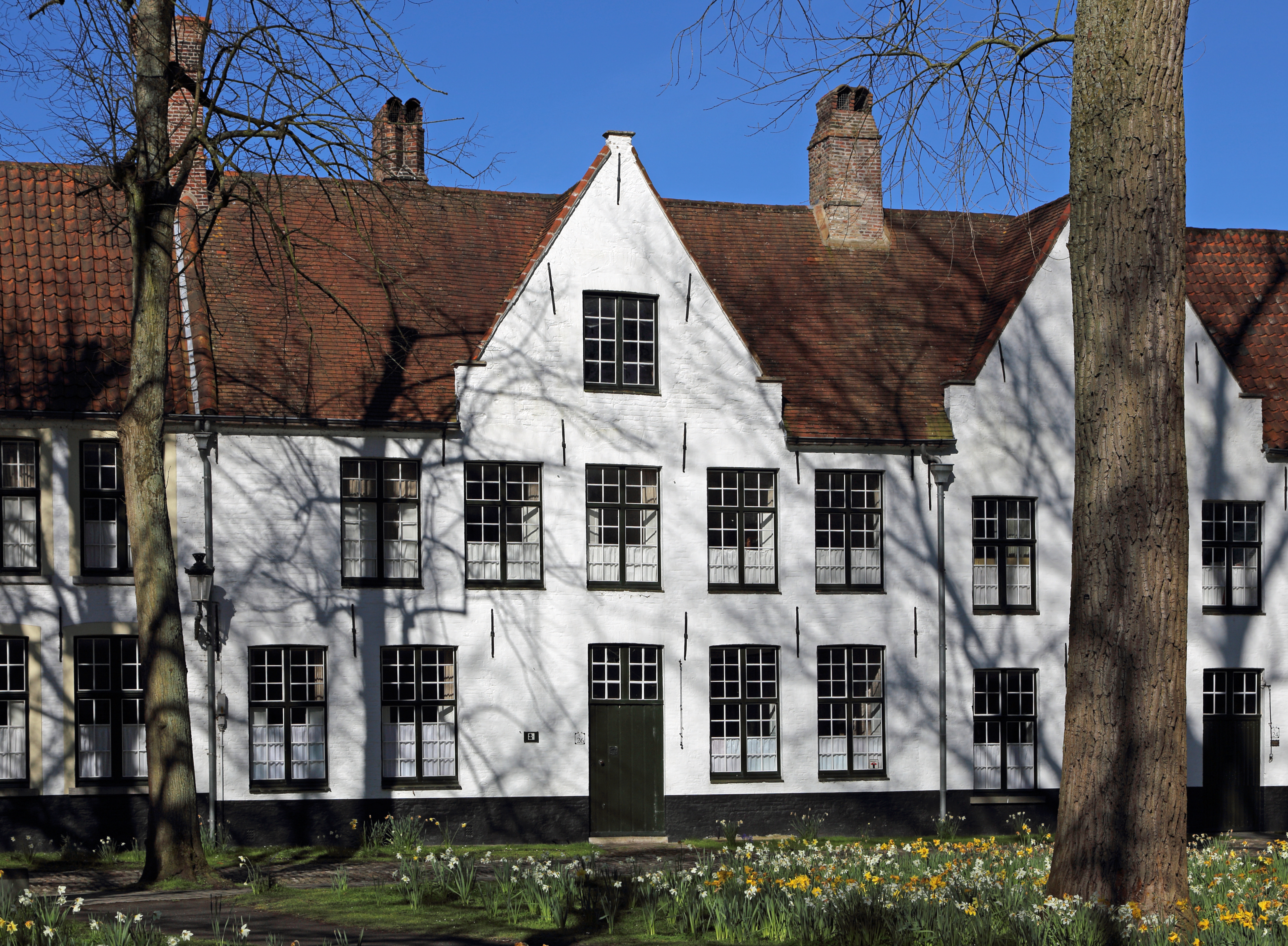
La maison no 26.

La no 26, se présente, ainsi que la précédente, comme une maison à façade gouttereau avec lucarne-pignon, de quatre travées et à étage, sous bâtière, datant des XVIe et XVIIe siècles, également restaurée en 1997. Certaines fenêtres à l’étage sont surmontées d’arcs de décharge. La porte, au vantail ancien, comporte un petit judas en fer forgé avec monogramme marial. Charpente préservée.
La maison no 28 enfin, dernière de la rangée, est elle aussi une maison à façade gouttereau avec lucarne-pignon, à étage, sous toit à bâtière, mais de six travées. Datant de même des XVIe et XVIIe siècles, elle subit des remaniements au XVIIIe, et fut également restaurée en 1997. La porte d’entrée, datant de la mi-XVIIIe, en bois joliment ouvragé, est encadrée en arc surbaissé et comporte un jour d’imposte renforcé d’une grille de fer forgé en forme de coquille saint Jacques. Porte d’entrée et fenêtres centrales de l’étage sont surmontées d’un arc de décharge. À l’intérieur, système de poutres et charpente sont également d’époque, la maison du reste partageant son comble avec la no 26. Au rez-de-chaussée comme à l’étage se trouvent deux corps de cheminée du XVIIIe avec décoration en stuc.

#### Sur le côté sud de l’enclos central

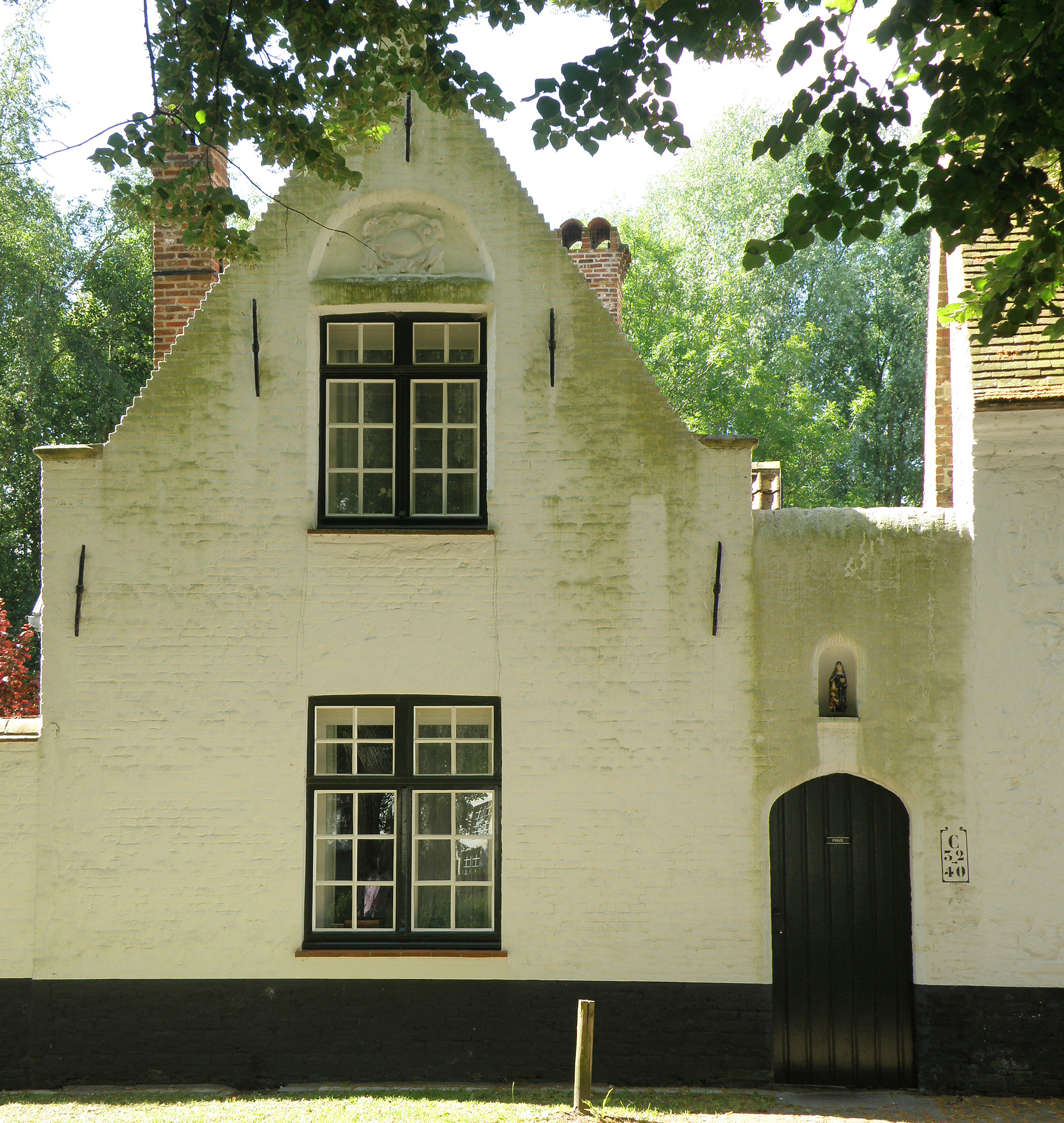
L’habitation collective (convent) Dops, fondé en 1338 par Maria Dops. Remarquer au-dessus de la petite porte d’entrée une niche logeant une statuette de sainte Élisabeth de Thuringe ou d’Adélaïde de Villich.

La première maison de l’alignement sud, la no 30, demeure de la grande-maîtresse, a déjà été décrite ci-haut. L’ensemble suivant, qui fait suite à la chapelle domestique de ladite demeure, est le Dopsconvent, sis aux no 32-40, logement collectif fondé en 1338 par Maria Dops à l’intention des béguines nécessiteuses. Il s’agit d’une sorte de courée, que borde une succession de cinq logis identiques à pièce unique, sous toit à bâtière, datant des XVe et XVIIe siècles, et à laquelle donne entrée une petite porte s’ouvrant sur l’enclos central. Les maisonnettes, restaurées en 1987, consistent en deux travées chacune, sont dépourvues d’étage, et possèdent chacune, à l’exception de la première, une lucarne à pignon du XVIIe. Les fenêtres rectangulaires sont surmontées d’arcs de décharge. À droite de la façade sur l’enclos, au-dessus de la petite porte d’entrée, on remarque une niche à arc plein-cintre logeant une statuette de sainte Élisabeth de Thuringe ou d’Adélaïde de Villich. Les intérieurs des logements, auxquels donnent accès des portes encadrées en anse-de-panier, ont gardé leur couvrement de poutres et leur charpente, et renferment des cheminées en style gothique tardif ornés de têtes sculptées.

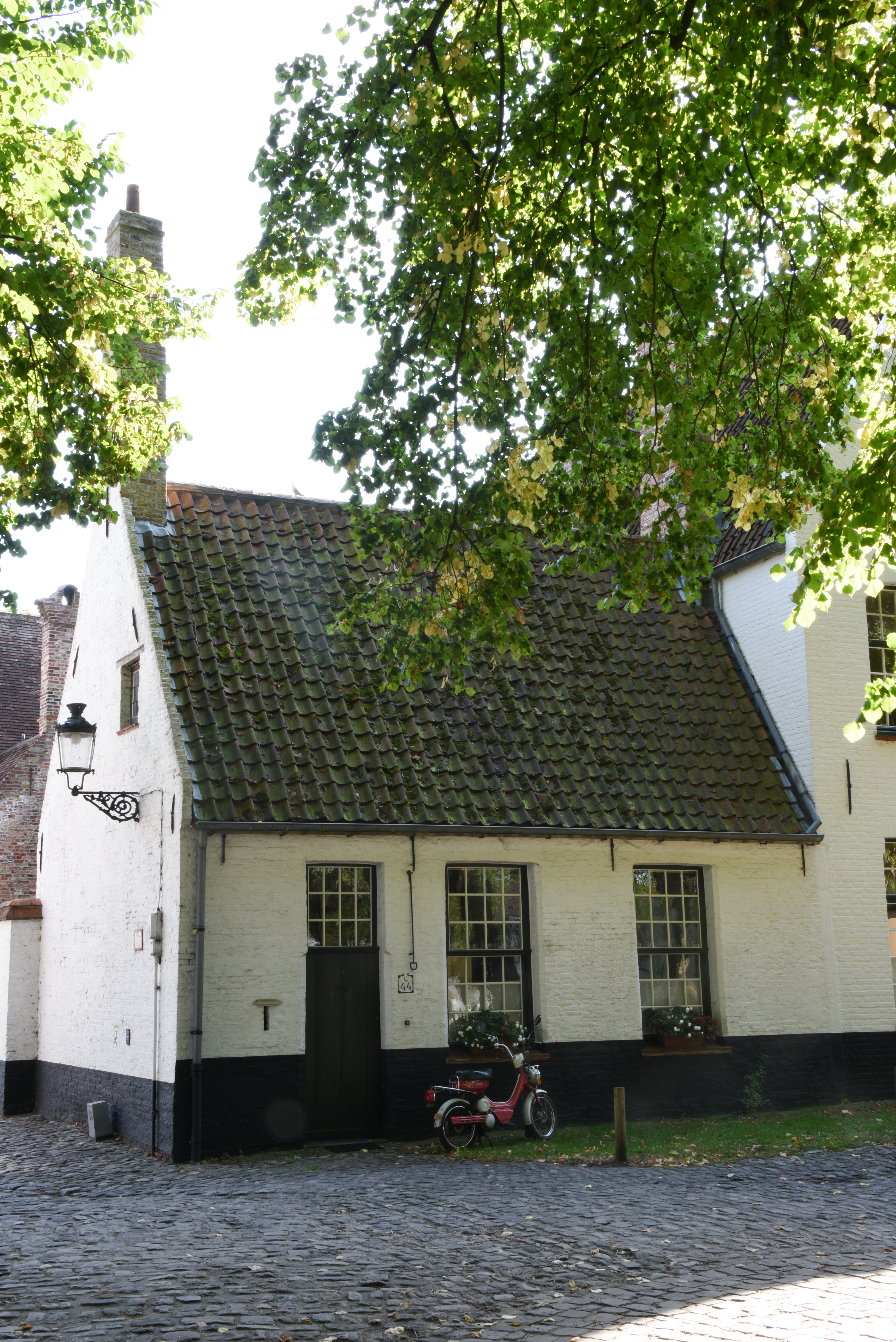
Maisonnette de béguines no 44.

La maison de béguines au no 42 est une maison à façade pignon à crossettes, de trois travées et à étage, sous toit à bâtière, qui fut substituée dans le premier quart du XXe siècle à une maison dix-neuviémiste de style néo-gothique. La façade gouttereau latérale compte une dizaine de travées (deux corps de bâtiment ?).
La maisonnette no 44 présente sur l’enclos central une façade gouttereau de trois travées sans étage sous toit à bâtière, et date du XVIe – XVIIe siècle (restauration en 1994). La façade latérale est un pignon dentelé se terminant par une souche de cheminée. L’intérieur conserve des poutres et une charpente anciennes, et renferme une cheminée de style gothique tardif avec têtes d’époux et une autre remontant au XVIIIe siècle.
La maison no 11, à façade pignon de cinq (au rez-de-chaussée) et de trois (à l’étage) travées sous toit à bâtière, date probablement du XVIIIe siècle, les adjonctions sous appentis ajoutées de part et d’autre datant du XIXe et XXe, pour celle de gauche, et (probablement) du XVIIIe, pour celle de droite. Des rénovations ont été effectuées en 1983, puis en 1993-1994. À l’intérieur sont notables : une cave ancienne voûtée en berceau ; plafonds et poutres préservés ; cheminée et escalier du XVIIIe.
La maison no 9, la plus à l'est sur ce côté de la place centrale, se dresse une vingtaine de mètres en retrait par rapport au pourtour de l’enclos et borde le petit canal qui court au sud. Il s’agit de deux corps de bâtiment contigus, à façade pignon, de longueur inégale, se côtoyant parallèlement, et auxquels on accède du côté de l’enclos par une porte à gauche de la no 11. Les deux corps de bâtiment datent des XVIe, XVIIe et XVIIIe siècles, avec quelques parties remontant au XIIIe, et ont été rénovés en 1981. La plus grande des deux constructions (celle de droite) compte (dans sa façade pignon) deux à trois travées avec étage sous toit à bâtière, et se trouve flanquée de part et d’autre par des ajouts de date plus récente sous toits en appentis. Les baies sont du XVIIIe, notamment la porte d’entrée encadrée en anse-de-panier ; la façade pignon arrière (sud) donne sur le canal. La construction plus petite (celle de gauche, c’est-à-dire à l’est) ne comporte pas d’étage, et présente au nord une façade pignon aveugle, tandis que la façade latérale orientale est percée de deux baies rectangulaires ; la façade arrière est à gradins avec une fenêtre bigéminée, à linteaux en pierre de taille et à arc de décharge. À l’intérieur sont à noter une cave ancienne voûtée en berceau et, au rez-de-chaussée, dans le mur latéral droit, une baie du XIIIe siècle avec meneau en pierre blanche de Tournai et à chapiteau, surmonté d’un vestige d’arc ; ouvertures en arc brisé au rez-de-chaussée et à l’étage, cheminée du XVIIIe.

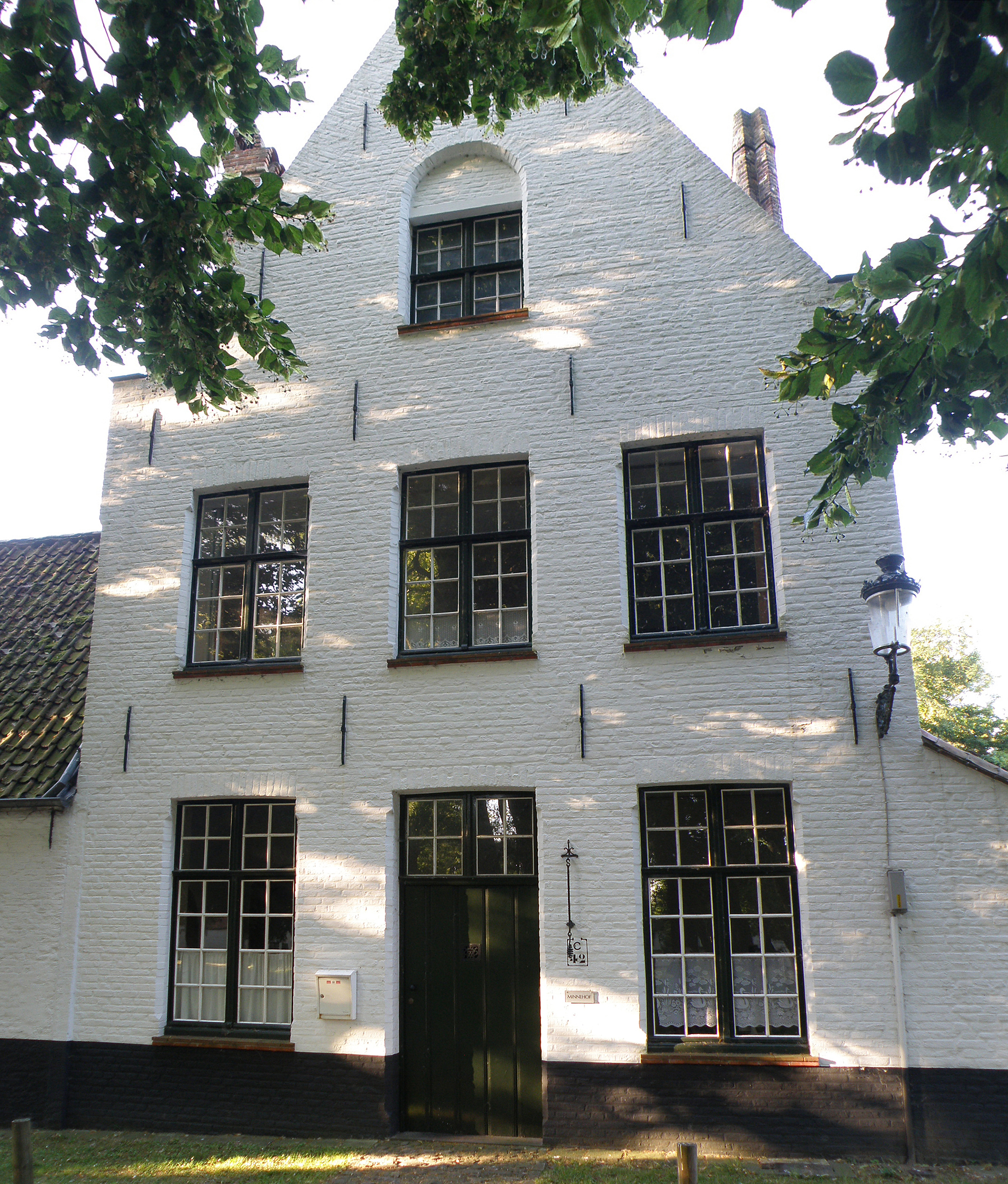
Maison béguinale no 42 (XXe siècle).
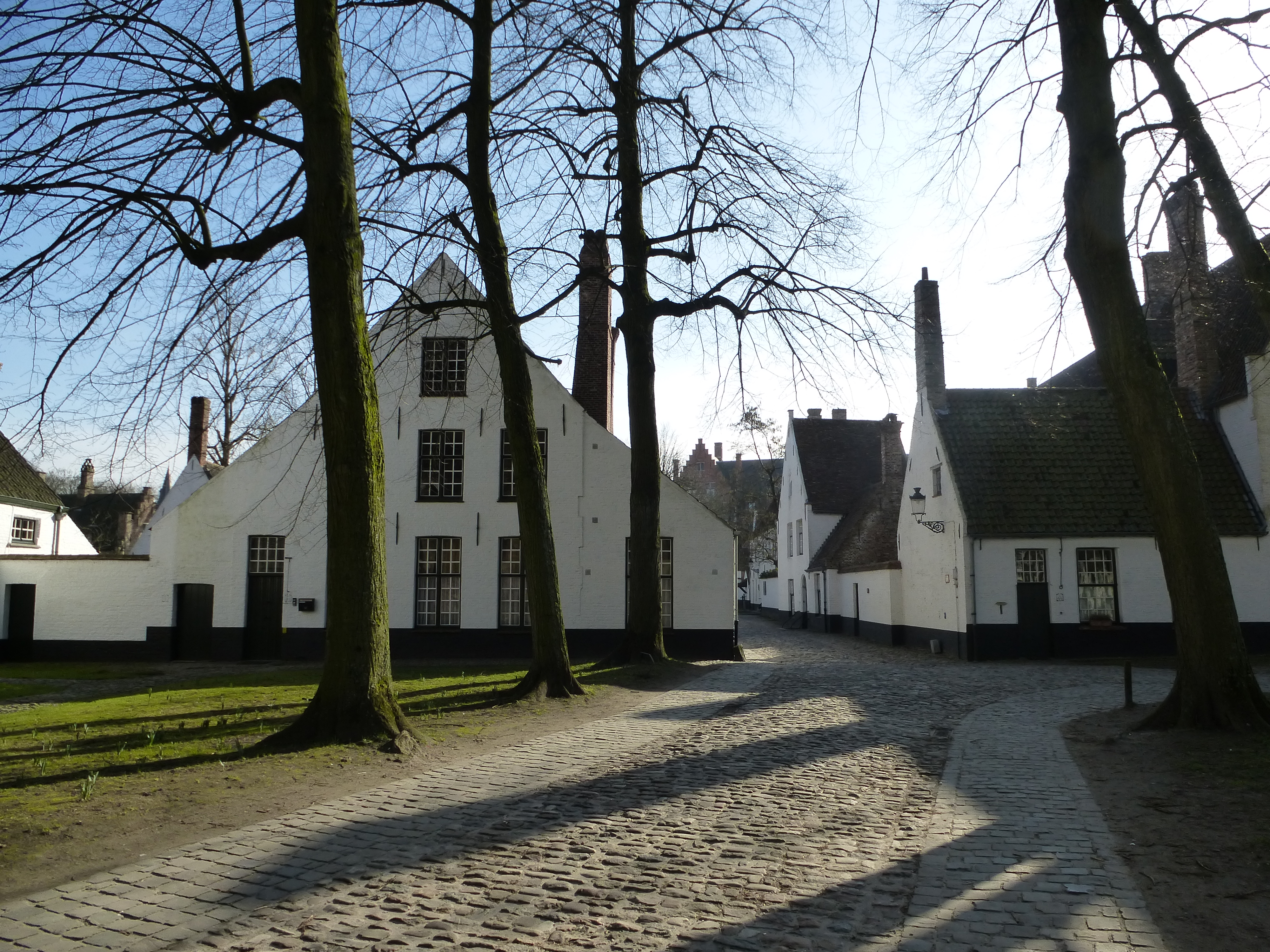
À gauche, maison no 11, façade sur l’enclos central (la maisonnette de droite est la no 44).
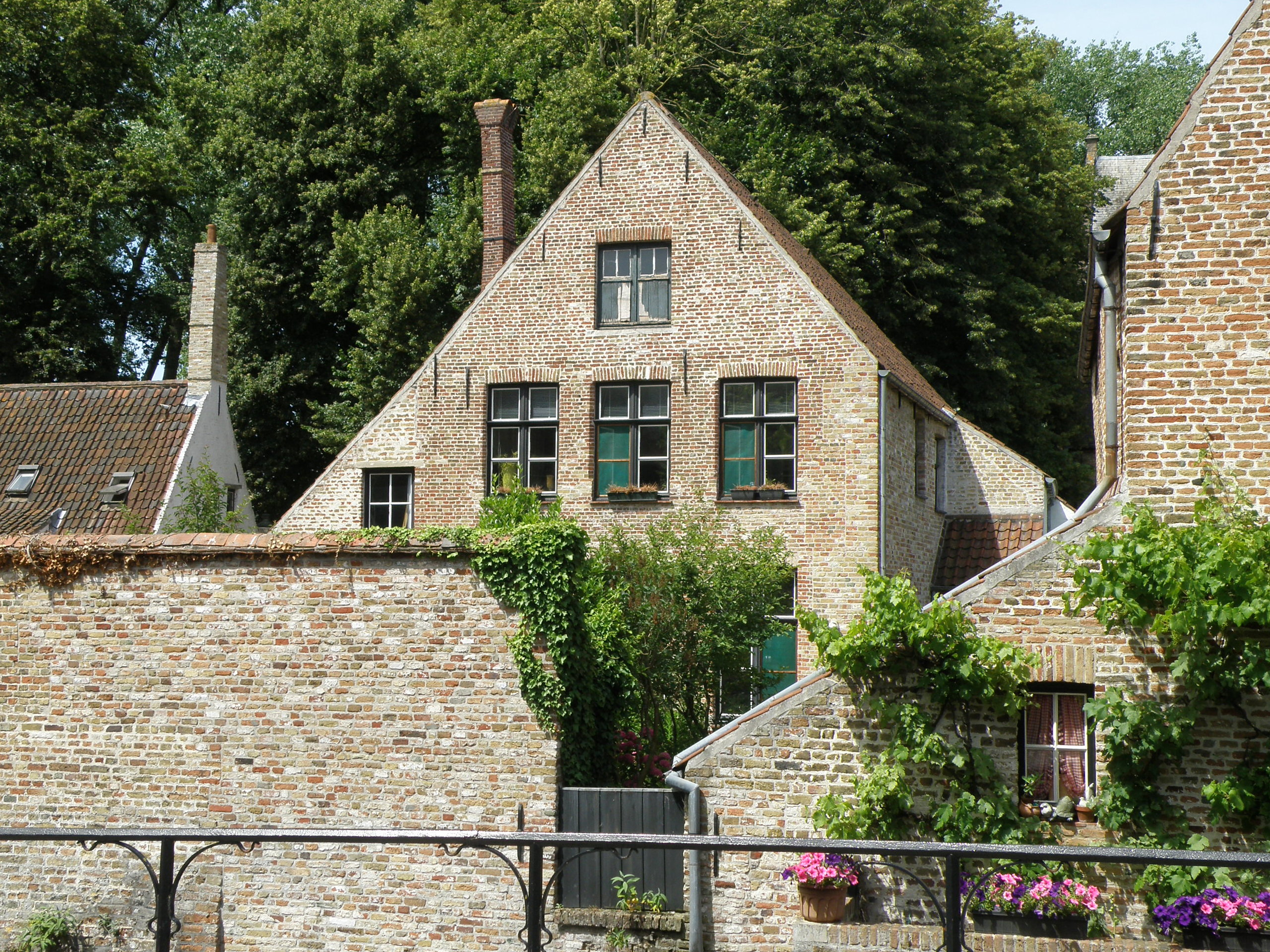
Maison no 11 (datant probablement du XVIIIe siècle ; les adjonctions sous appentis datent du XIXe et XXe, pour celle de gauche, et probablement du XVIIIe, pour celle de droite).
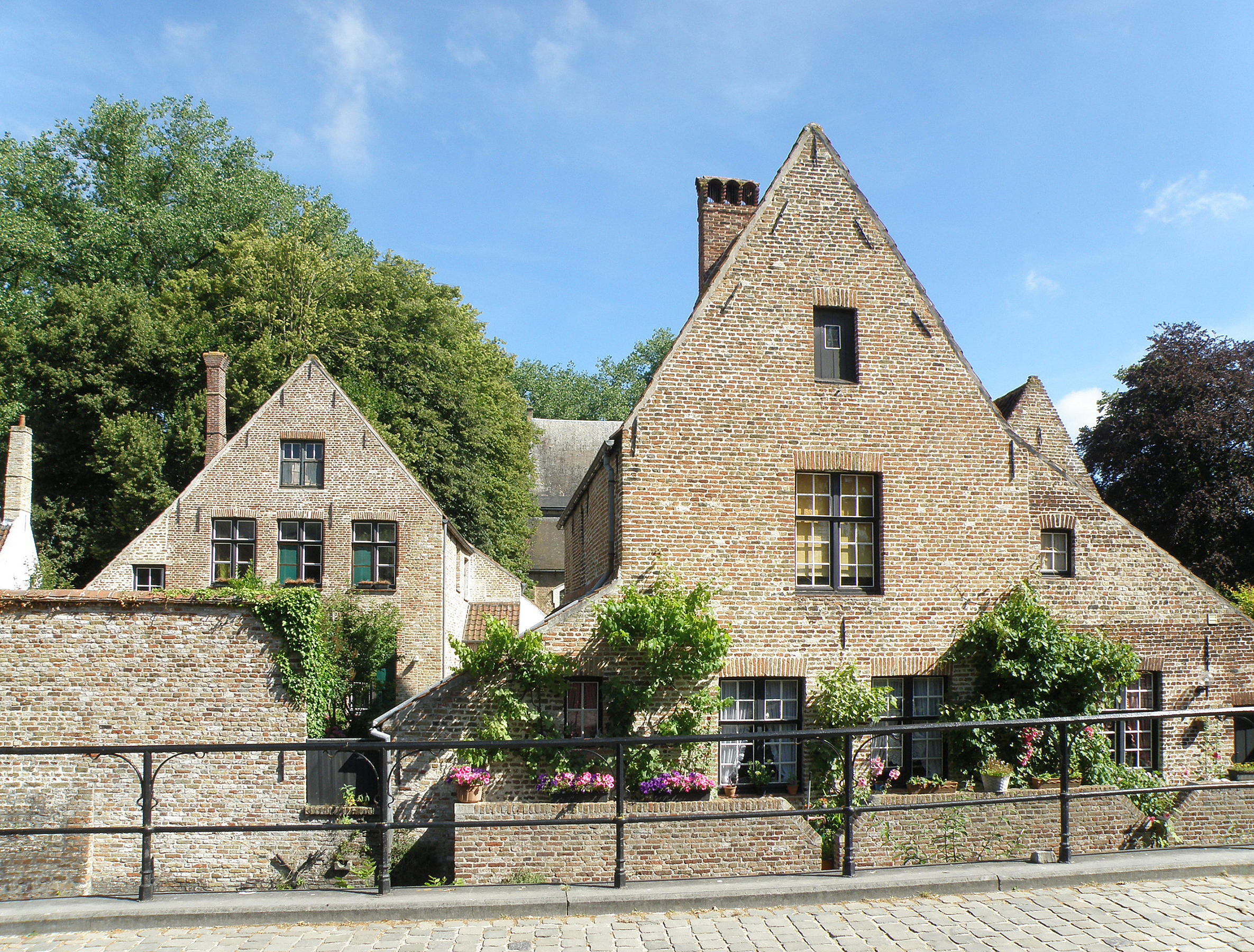
Les façades arrière des maisons no 11 (à gauche) et no 9 (à droite).
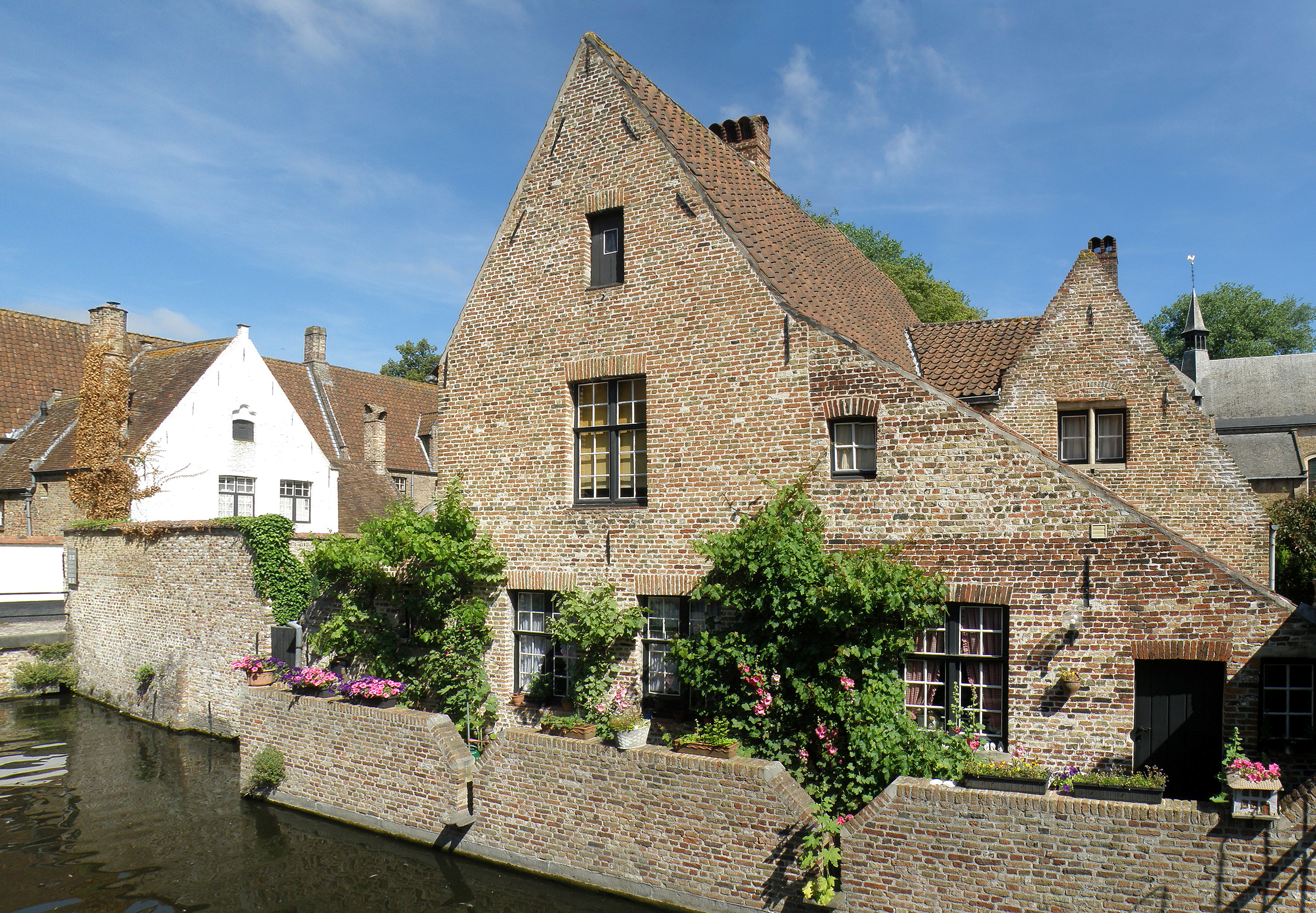
Façade arrière de la maison no 9, dont on distingue bien les différents corps de bâtiment : le principal (au centre de la photo) et celui à droite sont du XVIe, XVIIe et XVIIIe siècles ; les appentis sont de date plus récente. À l’avant-plan, l’étroit canal qui traverse le béguinage. La façade-pignon blanche à gauche appartient au no 46.

#### Sur le côté est de l’enclos central

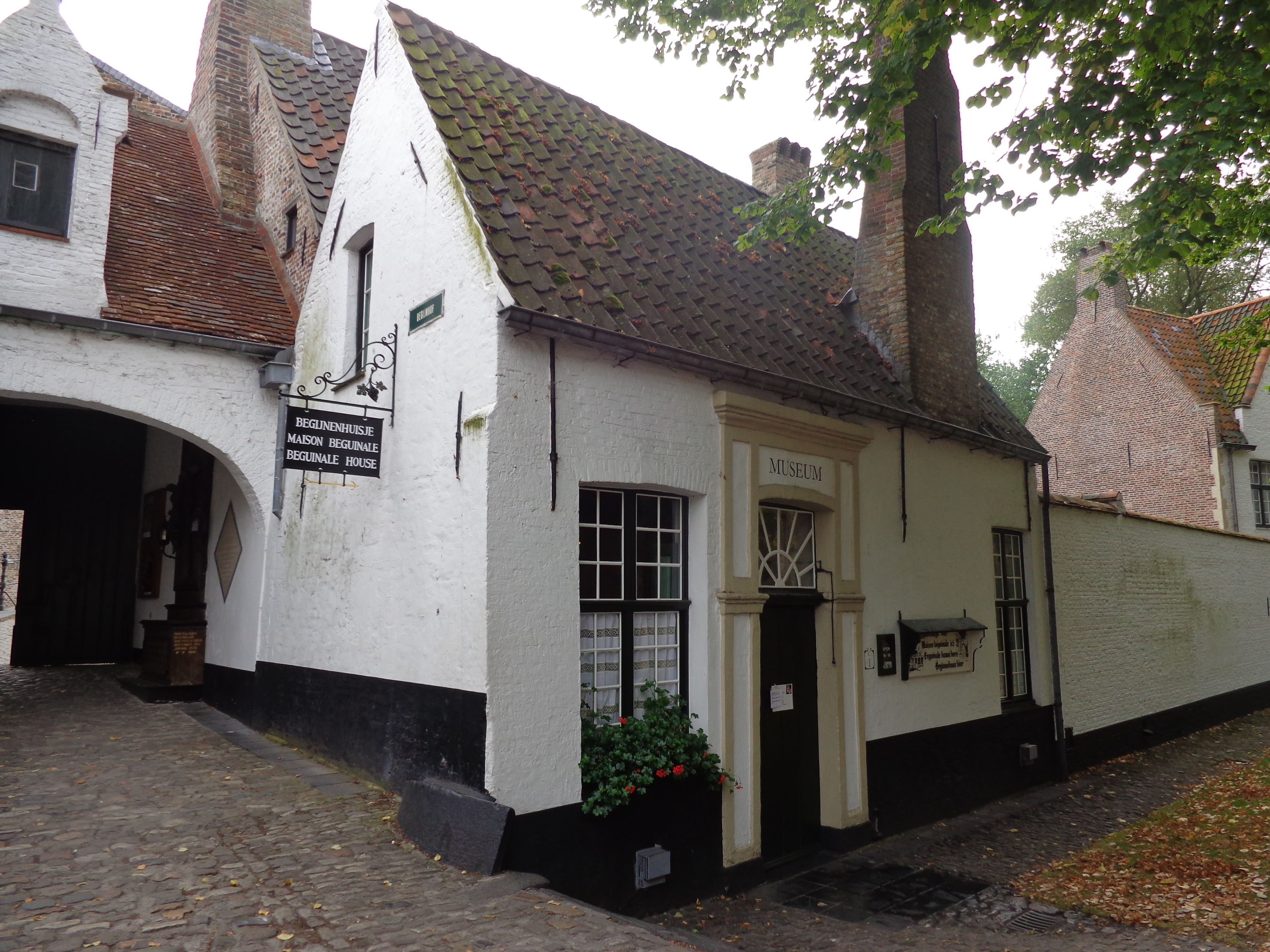
Maison de professes no 1 (XVIIIe siècle), façade sur l'enclos central. Actuellement, la maison abrite un musée.

La maison qui porte le no 1, qui est attenante au portail d’entrée sur son côté sud, se compose de deux corps de bâtiment plus ou moins parallèles et date probablement du XVIIIe siècle, avec des parties plus anciennes. Une sorte de petit cloître enserrant un jardinet, création des années 1930, a été ajouté sur son côté sud et fait la jonction avec la maison suivante, la no 3. L’ensemble a été restauré en 1997. Le corps de bâtiment de devant, de trois travées sans étage, sous toit à bâtière, comprend une porte rectangulaire qui est remarquable en ceci qu’elle est encadrée de pilastres peints, avec entablement, datant du XVIIIe, et qu’elle est coiffée d’un jour d’imposte en forme d’éventail. Les ouvertures sont à arc surbaissé. Le corps de bâtiment de derrière, plus vaste et plus haut, présente sur la Reie une façade gouttereau de trois travées et à étage (la subdivision en travées a été modifiée début XIXe), percée de fenêtres encadrées en arc surbaissé ; la lucarne rampante est du XIXe. L’intérieur est aménagé en maison de béguines avec vestibule, cuisine, salle de séjour, salle à manger, salle de couture et chambre à coucher. Poutres du plafond et charpentes ont été préservées. La cuisine dans le corps de bâtiment de devant contient une cheminée en grès du XVIe, de style gothique tardif, ornée de deux têtes d’époux en guise de chapiteaux, et de carreaux de faïence de Delft du XVIIIe. La salle de séjour dans le corps de bâtiment de derrière possède une cheminée remontant, avec son revêtement, au XVIIIe. Le jardin « pittoresque », avec son puits rond en brique, et son cloître, construction en brique sur arcades en anse-de-panier, sous toit en appentis, date des années 1930 et fut conçu et construit par Joseph Viérin dans le même style que celui du couvent de bénédictines dans la partie occidentale du béguinage. Dans le jardin encore se dresse une statue du Christ souffrant, haut de deux mètres, création moderne du sculpteur belge Charles Delporte, exécuté en maillechort, et inauguré en novembre 1989. Aménagée en musée en 1935, au début conjointement avec la no 3, cette maison offre une bonne reconstitution de l’intérieur d’une maison de professe. Elle arbore une enseigne en fer forgé figurant une grappe de raisins, symbole du monastère de la Vigne. Parmi le mobilier et les objets de collection, signalons : une pendule du XVIIe, un tableau naïf de 1880 représentant une Procession du saint Sacrement dans le béguinage, et un chauffe-pieds que les béguines avaient coutume d’emporter à l’église ; dans le salon, une collection de dentelles anciennes de Valenciennes et de Chantilly, un rouet, du matériel de dentellière, objets renvoyant aux activités habituelles des béguines, et des chaises et une table Renaissance ; dans la chambre à coucher, une alcôve à baldaquin ; dans la salle à manger, meubles anciens et sculptés de l’époque Renaissance, et de la vieille porcelaine de Tournai et de Bruxelles.

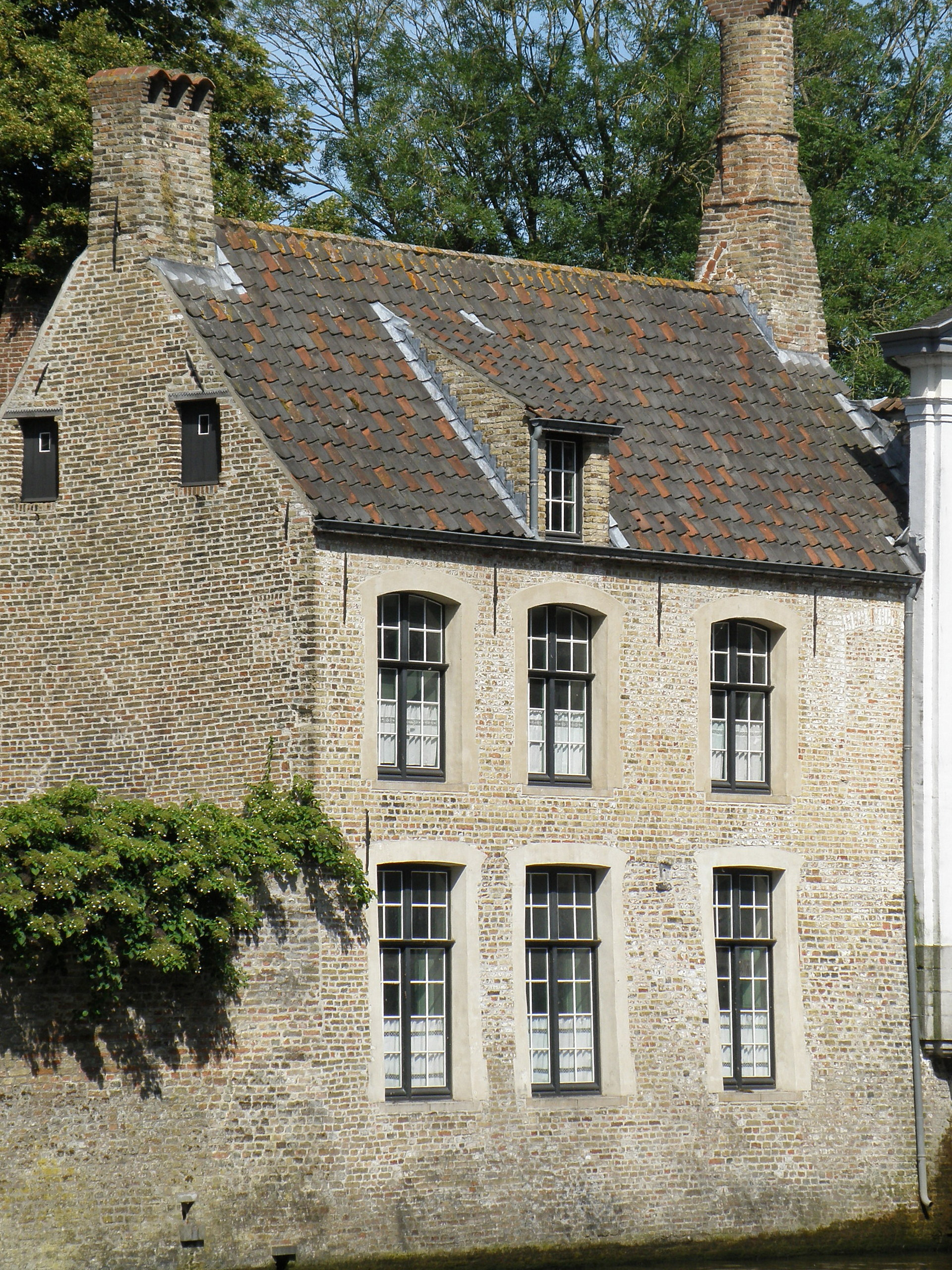
Maison no 1, façade (orientale) sur la Reie.
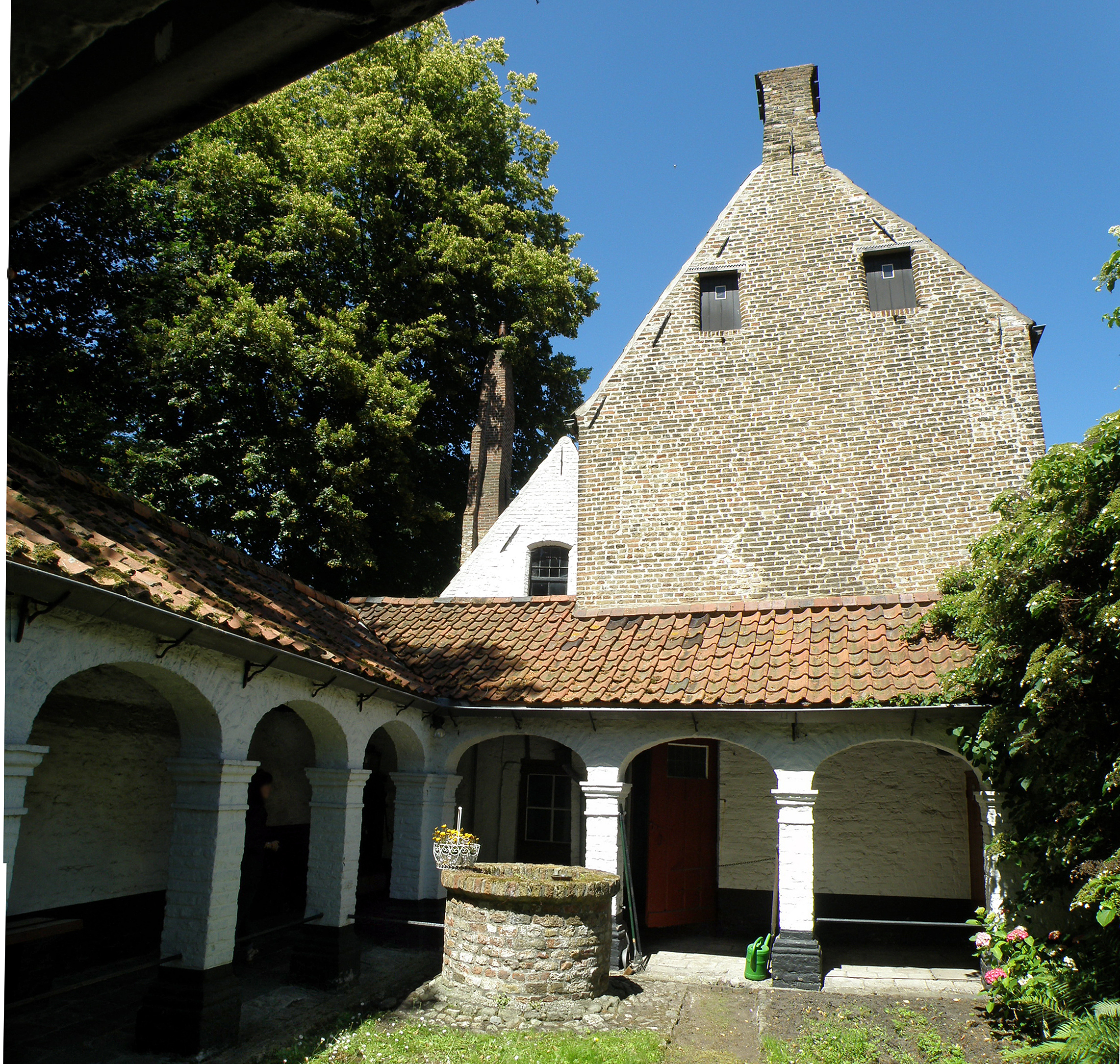
Le petit cloître, création des années 1930. Derrière, les deux corps de bâtiment de la maison no 1.
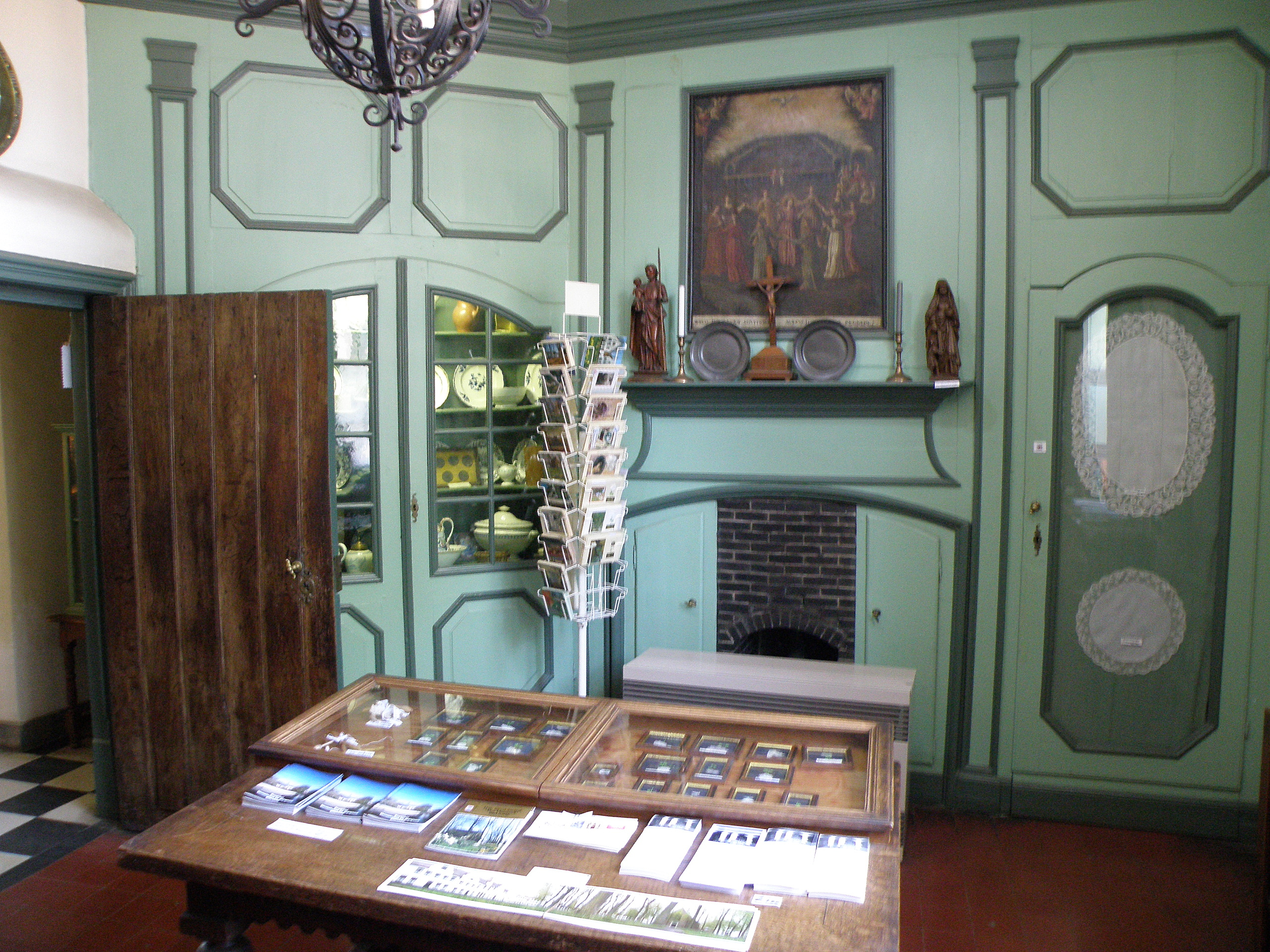
L’une des pièces de la maison no 1 aménagée en musée.
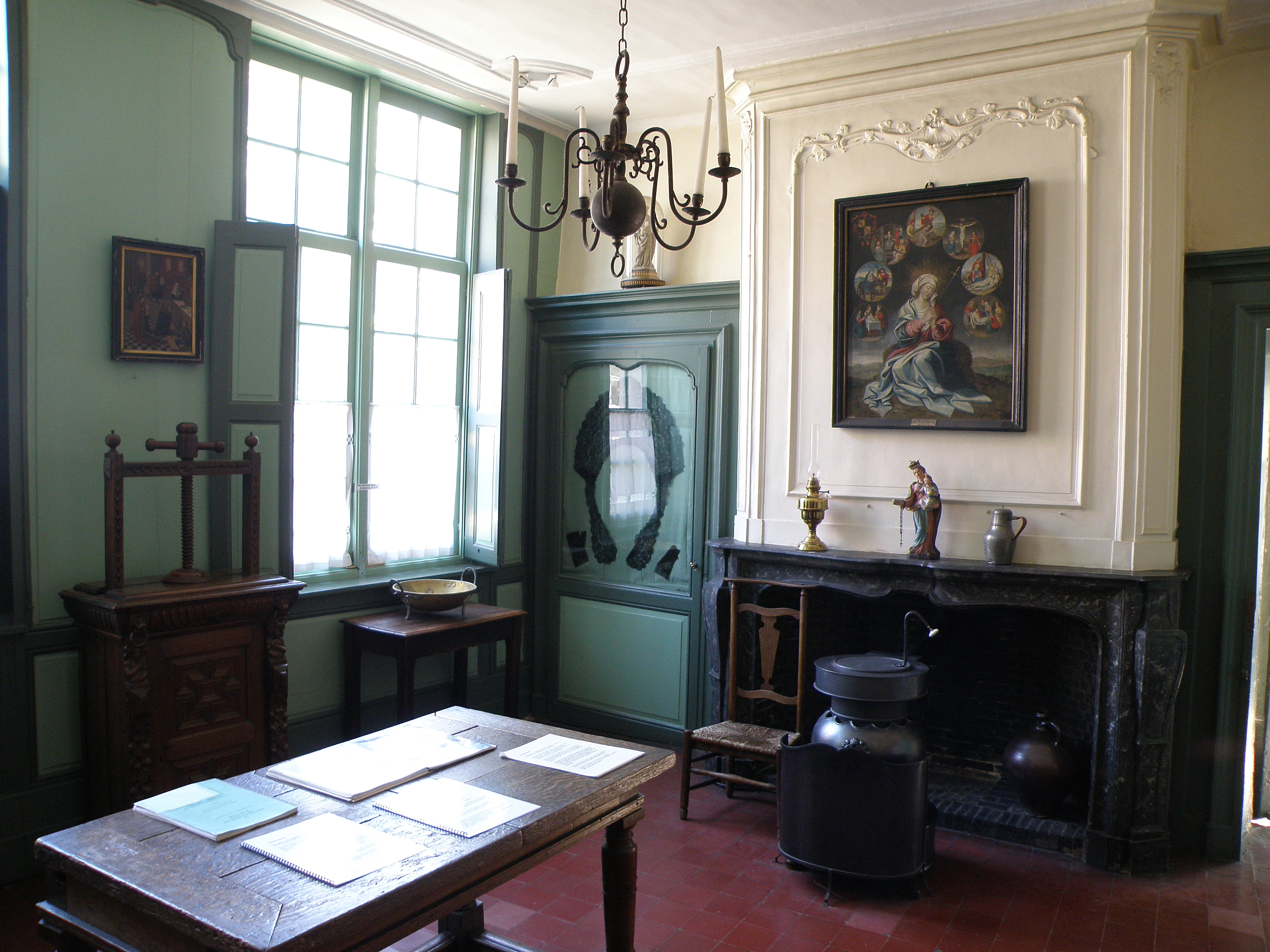
Salle de séjour avec matériel de dentellière etc.
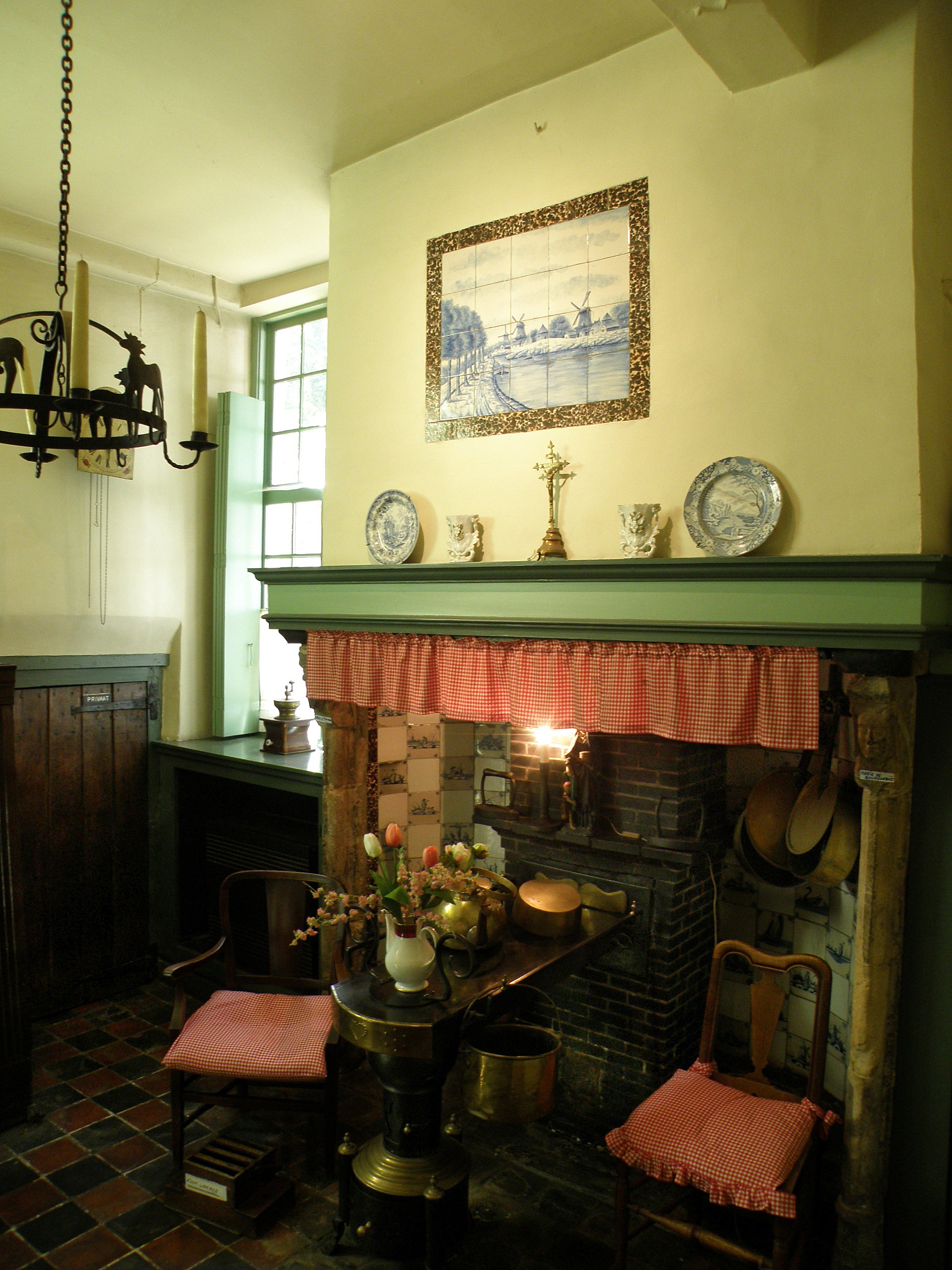
Cuisine, avec  cheminée en grès du XVIe et carreaux de faïence de Delft du XVIIIe.

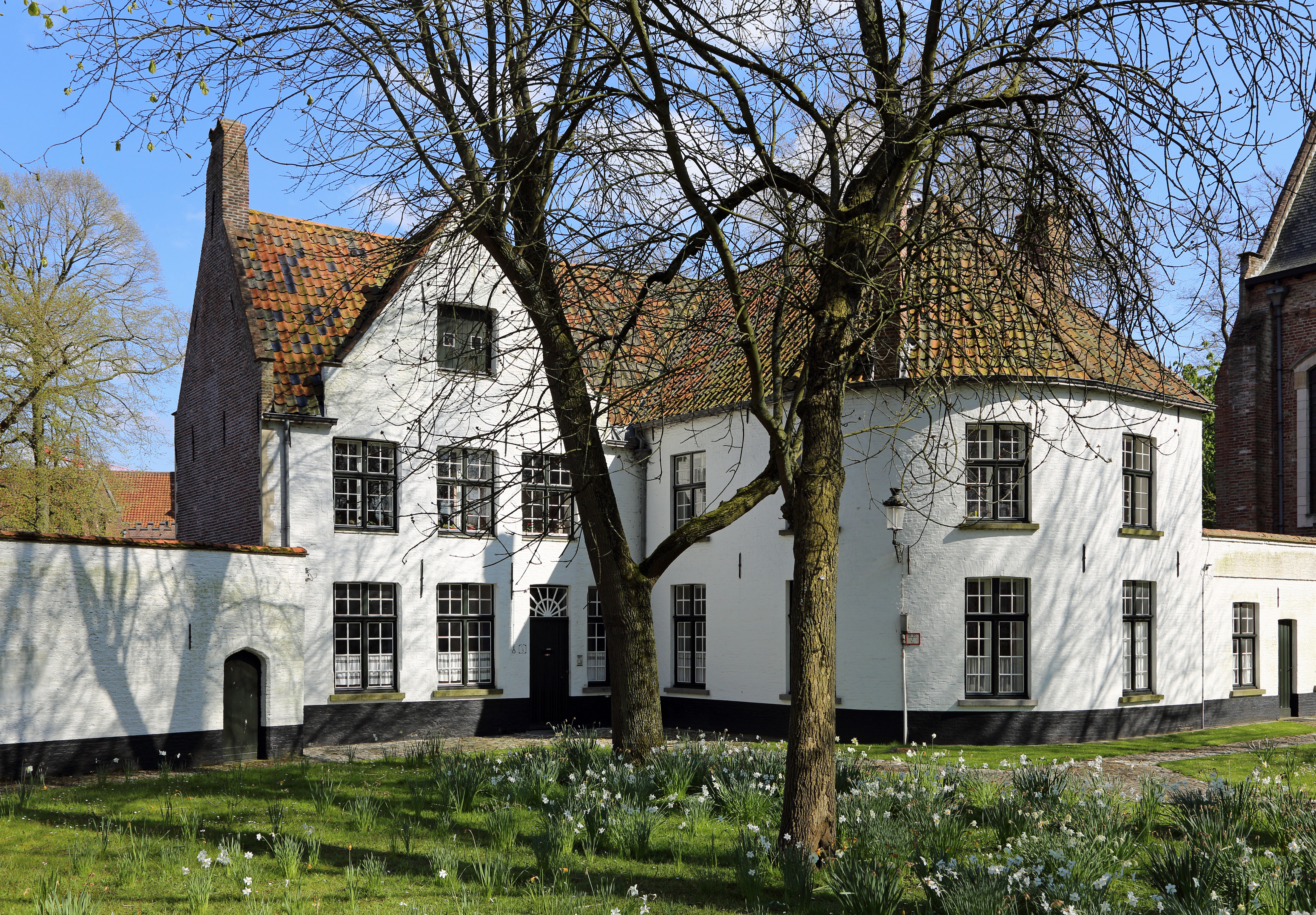
Maison de professes no 3. L’aile de gauche est du (XVIIe siècle, celle de droite du XVIIe et du XIXe.

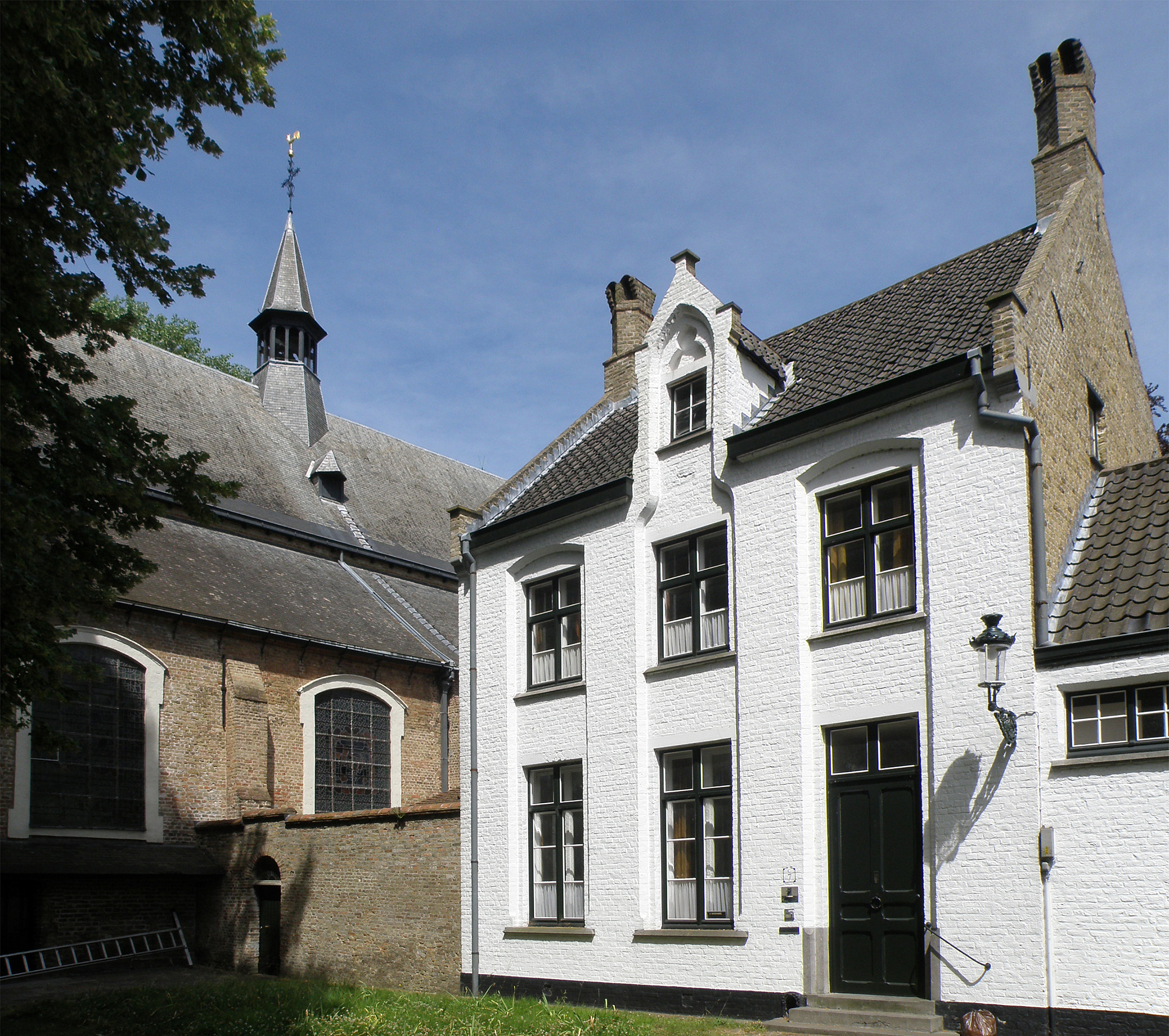
Maison no 7, l’un des premiers exemples de construction néo-gothique à Bruges. À gauche, église Sainte-Élisabeth.

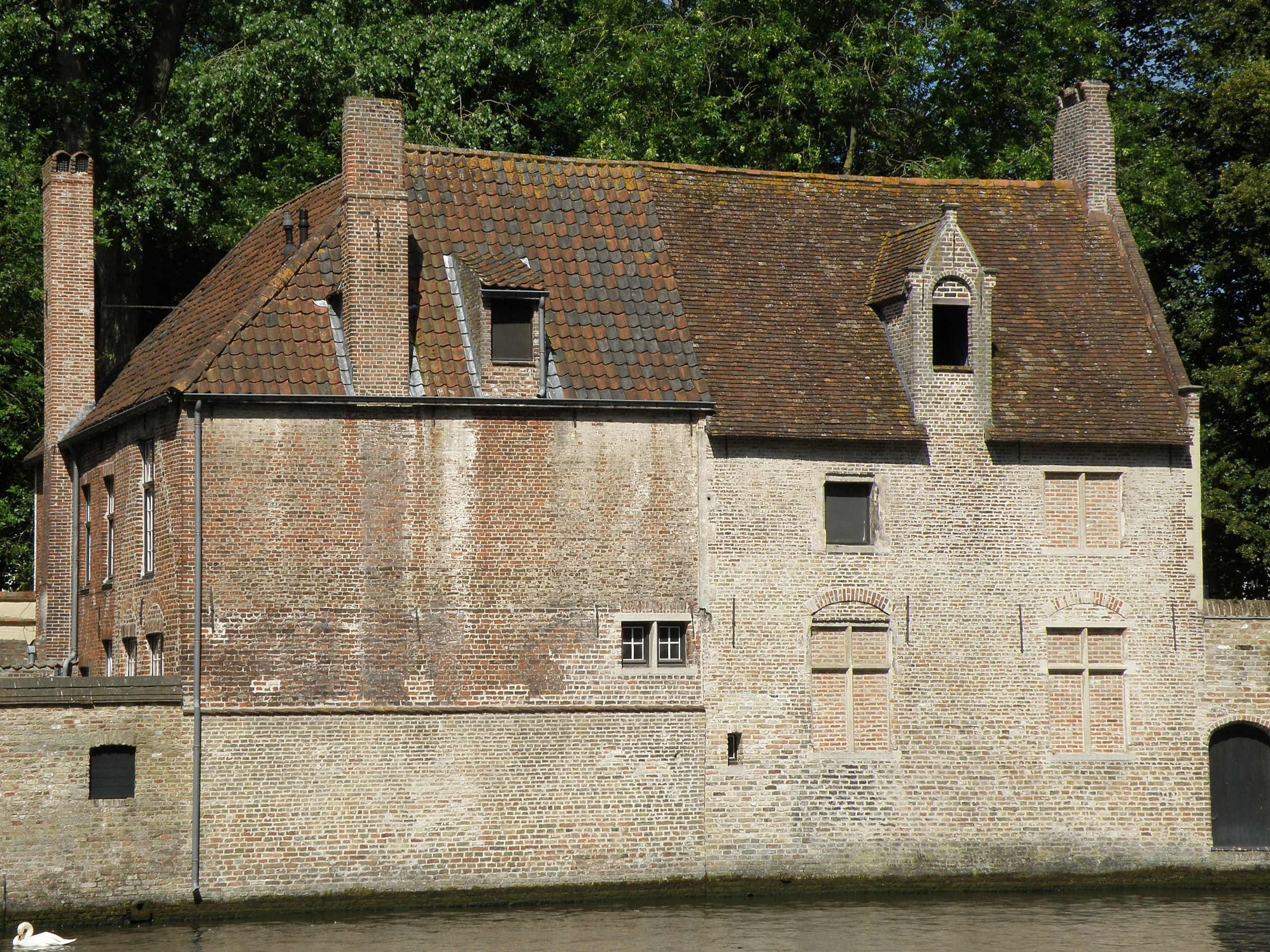
Maison no 3, façades arrière (orientales) donnant sur la Reie.

Le maison no 3 se compose de deux ailes d’habitation, à étage et à toit en bâtière, disposées en retour d’équerre. L’aile parallèle à la Reie (et donc au pourtour de la place centrale du béguinage), présente une lucarne-pignon et date du XVIIe, tandis que l’aile perpendiculaire à la Reie, dont un des angles est arrondi et dont la toiture se termine par une croupe côté enclos, remonte aux XVIIe et XIXe siècles. Des restaurations ont été effectuées en 1989 (souche de cheminée) et en 1997 (façades et toitures, et notamment mise au jour de fenêtres dans la façade gouttereau — de quatre travées — sur la Reie, suivie de leur aveuglement). La façade gouttereau sur l’enclos central (à lucarne-pignon) est percée d’une porte avec jour d’imposte en forme d’éventail et de fenêtres rectangulaires à petits-carreaux.

La façade latérale de l’aile perpendiculaire, à peine visible de l’intérieur du béguinage (mais que l’on voit mieux de la rive opposée de la rivière), est une façade gouttereau de quatre (au rez-de-chaussée) et trois (à l’étage) travées, à fenêtres rectangulaires à petits-carreaux, surmontées (pour celles du rez-de-chaussée) d’arcs de décharge. Les façades sur la Reie, de brique, sont quasi aveugles, et présentent à gauche une lucarne rampante du XIXe, et à droite une lucarne à pignon avec fenêtre inscrite dans une niche à arc plein-cintre. Les poutres et charpentes sont anciennes.
Enfin, dernière maison béguinale sur le côté oriental, la no 7 (le no 5 est l’église Sainte-Élisabeth), qui représente l’un des plus anciens exemples de construction néo-gothique à Bruges. C’est une maison à façade gouttereau, de trois  travées et à étage, sous toit à bâtière, millésimée 1855 en façade. Incarnation précoce du style néo-brugeois, sa façade comporte de typiques travées dites brugeoises (renfoncements dans le nu de la façade s’étendant sur plusieurs étages) se terminant en arc segmentaire pour les deux travées latérales, et en ogive pour la travée centrale, laquelle se prolonge jusqu’au fin haut de la petite lucarne à pignon, par-dessus une petite niche trilobée. La façade arrière, visible de la Wijngaardplein, est presque identique, mais non blanchie. La maison a été restaurée en 1999.

#### La rueDe Steert
La rue De Steert, aujourd’hui une impasse, est le vestige d’une extension du béguinage vers le sud, laquelle extension, nommée Koegat (littér. Trou à vache), comprenait autrefois, comme le démontre la carte de Marcus Gheeraerts de 1562, outre De Steert, une placette avec puits et une autre rue courant vers l’ouest et aboutissant au petit portail arrière du béguinage, appelé Koepoort. Cette extension fut en grande partie démantelée dans les années 1890 pour faire place à la Minnewaterkliniek. La ruelle est bordée d’une dizaine de maisons de professes, que nous parcourrons du nord au sud.

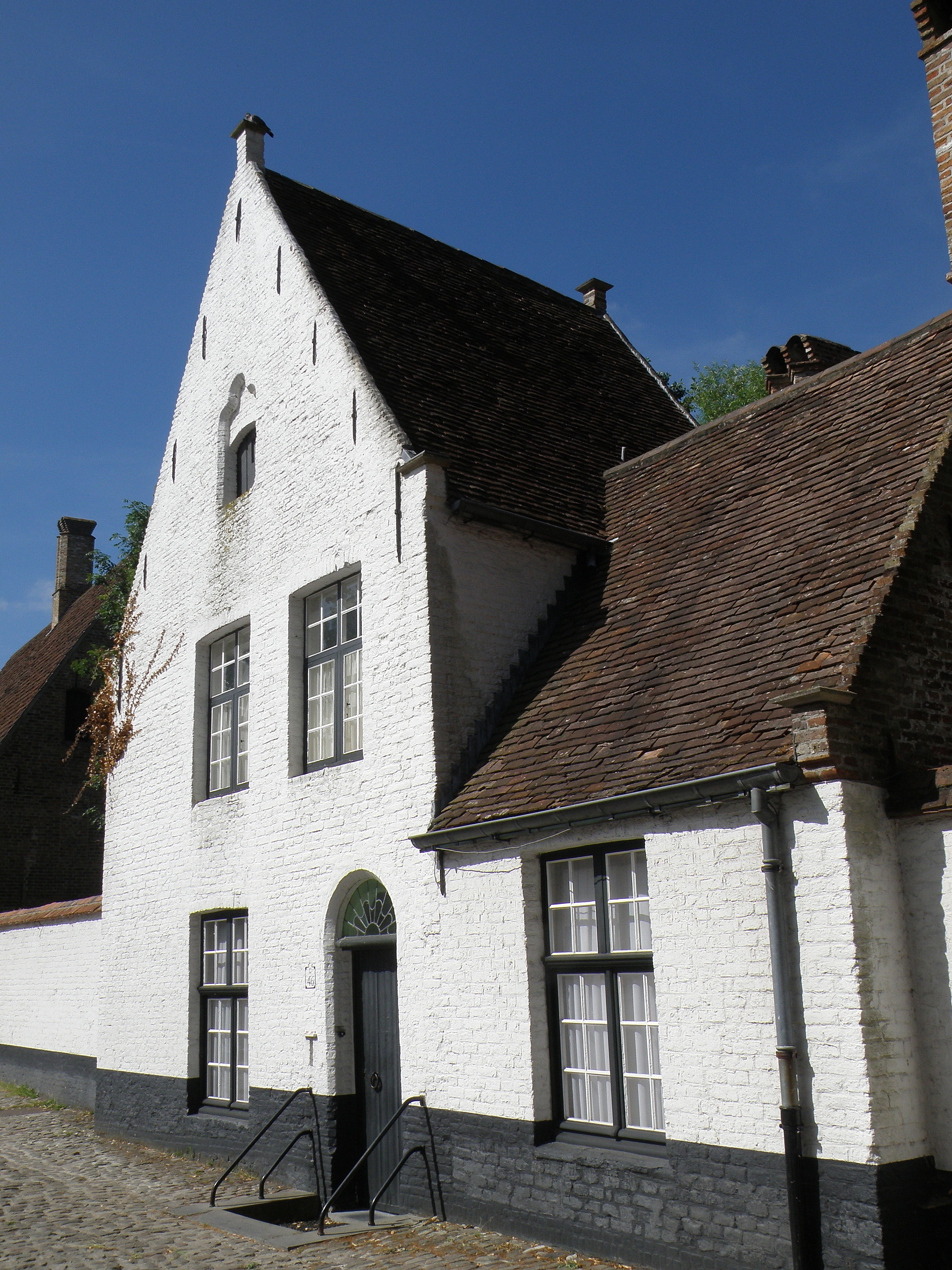
Maison béguinale no 46.

(La dénomination De Steert n’a pas d’existence officielle. Pour la poste et le cadastre sont seules officielles les adresses Begijnhof 15, Begijnhof 46, Begijnhof 54 etc.)

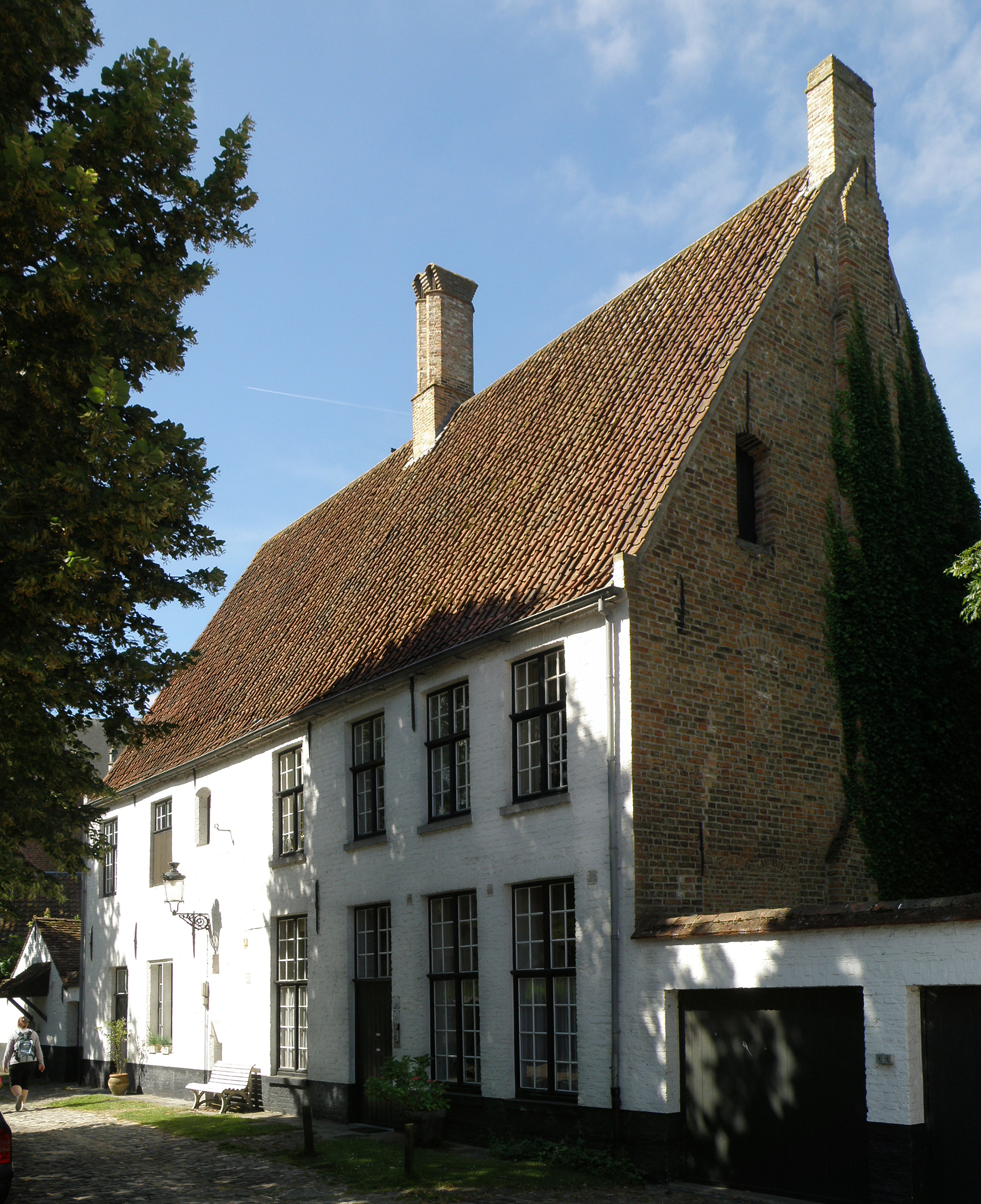
Maisons no 48 et 50 (probablement).

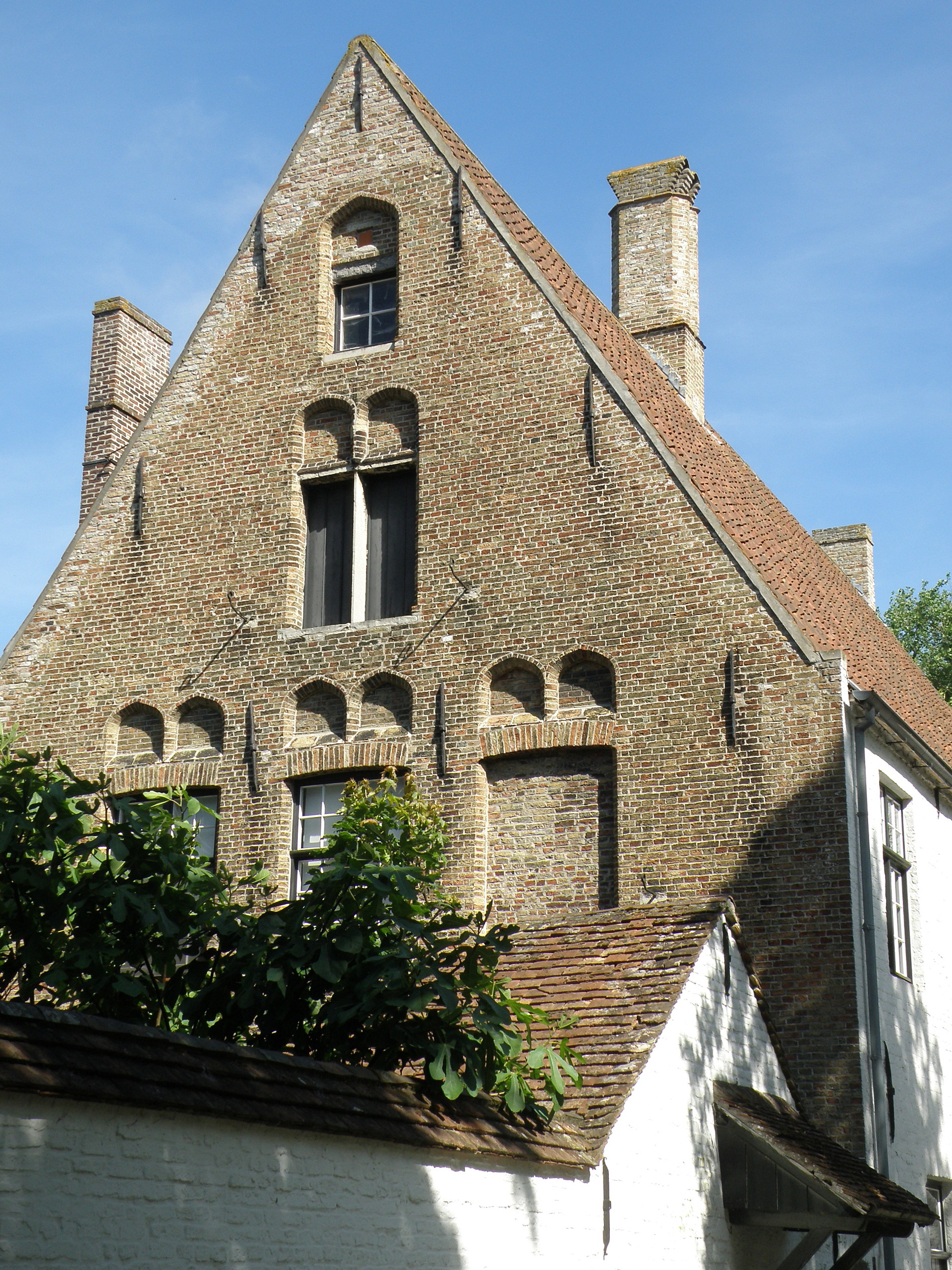
Façade latérale de la no 50, avec ses fenêtres surmontées de niches bigéminées.

La no 46, sise à quelques dizaines de mètres de l’enclos central, est une petite maison à façade pignon, de deux travées et à étage, prolongée à l’arrière et dans son axe par un corps de bâtiment plus bas. À droite lui a été accolée une aile à façade gouttereau d’une seule travée sans étage. Les trois parties sont couvertes de toits à bâtière, datent toutes du XVIe et XVIIe siècles, et ont été restaurées en 1989. La fenestrelle dans le pignon est inscrite dans une niche trilobée. La porte d’entrée comporte un jour d’imposte en plein-cintre consistant en un vitrail en forme d’éventail datant probablement du XIXe. La façade latérale gauche, de deux travées, non passée à la chaux, est surmontée d’une souche de cheminée assez monumentale du XIXe ; la cheminée appartenant à l’aile arrière comporte deux conduits à section hexagonale et remonte aux XVIe et XVIIe siècles. L’intérieur a conservé ses poutres et charpentes, et présente trois corps de cheminée de style gothique tardif, ornés de têtes sculptées figurant des couples d’époux.
Les no 48 et 50 sont deux maisons à façade gouttereau juxtaposées, respectivement de quatre (celle de droite) et deux/trois (celle de gauche) travées et à étage, sous toit à bâtière commun ; du reste, les deux maisons formaient au Moyen Âge un seul corps de bâtiment, remontant probablement aux XIIIe et XIVe siècles, mais séparées et remaniées ultérieurement, probablement vers 1600. Une profonde restauration des façades latérales a été menée au début du XXe, puis le bâtiment a de nouveau été restauré en 1994. La façade sur rue du no 48 fut remaniée au XVIIIe/XIXe et portée alors à quatre travées ; la façade du no 50 en revanche garde les traces des phases de construction antérieures, notamment à l’étage une fenestrelle à arc segmentaire, vestige de la phase la plus ancienne, un soupirail grillagé, et la porte d’entrée. La façade latérale gauche, non blanchie, à pignon, comporte trois travées et fut restaurée au XIXe et début XXe. Les ouvertures, à arc segmentaire, sont surmontées de niches bigéminées en arc brisé surbaissé (dit arc tudor) ou en anse-de-panier. Dans la façade latérale droite, petite ouverture en arc segmentaire, résidu de la phase d’édification la plus ancienne, dont témoignent aussi d’autres ouvertures, en particulier le soupirail aveuglé grillagé à arc brisé. La façade (gouttereau) arrière est le produit d’importantes transformations et combine vestiges de fenêtres de la première phase de construction et ouvertures plus récentes. L’intérieur a préservé ses alignements de solives. À l’étage, on note plusieurs niches à bougeoir trilobées. Le comble est commun aux deux maisons, avec charpente probablement du XIVe. La no 48 est dotée d’un corps de cheminée de style gothique tardif avec têtes sculptées.
Les maisons no 13, 15 et 17 forment une série sur le côté oriental de la ruelle. La no 13 se compose de deux ailes, l’une, à façade gouttereau de cinq travées et à étage, donnant sur la rue, date du début du XVIIe siècle, et l’autre, attenant et perpendiculaire à la première, est du XIXe, tous deux sous toit à bâtière. La travée centrale de l’aile de devant est porteuse d’une lucarne à pignon assez inhabituelle s’inscrivant dans une niche à arc plein-cintre dont l’espace sous l’arc est décoré d’entrelacs non ajourés. Les baies rectangulaires remontent au XVIIIe. Une restauration a été accomplie en 1984. À l’intérieur, les poutres et les solives sont anciennes. Disposition des pièces et ornementation sont du XVIIIe, notamment les cheminées et les placards. L’escalier, à vis, est du début XIXe.
La no 15 comprend deux ailes disposées en L, dont celle de devant est à façade gouttereau à trois travées et à étage sous toit à bâtière, et date des environs de 1600, les ouvertures rectangulaires cependant sont du XVIIIe. L’aile de derrière, dépourvue d’étage, fut ajoutée aux XVIIe et XVIIIe siècles. Une restauration a été effectuée en 1984. Une lucarne sur la travée centrale, en saillie par rapport à la façade, repose sur deux arcades en anse-de-panier jumelées, elles-mêmes s’appuyant sur trois consoles. La façade arrière est une façade pignon à crossettes, à deux travées ; les fenêtres ont des linteaux et meneaux en grès et sont surmontées d’arcs de décharge. À l’intérieur, on note, outre les poutres et solives préservées : une porte à arc tudor profilée du début XVIIe, ornée sur le haut d’une console à tête d’ange, également du XVIIe ; au rez-de-chaussée et à l’étage, des corps de cheminée en grès de style gothique tardif, avec têtes figurant un couple d’époux ; et boiseries anciennes des portes. Un troisième petit corps de bâtiment, serré entre les ailes arrière des no 13 et 15, sans étage, présente une façade pignon à crossettes et un oculus dans la pointe, et renferme à l’intérieur une charpente d’origine et une cheminée de conception simple, du XVIIIe.
La no 17, à façade gouttereau de cinq travées sans étage, sous toit à bâtière, n’est pas moins ancienne que la no 15 (XVIIe-XVIIIe, mais avec des parties du XVe et XVIe), cependant sa façade fut remaniée au milieu du XVIIIe. La maison comprend un deuxième corps de bâtiment à façade gouttereau, parallèle au précédent, à trois travées sans étage, datant du XVIIIe, avec ici aussi des parties plus anciennes. Le tout fut restauré en 1984. À l’avant, le débord suffisamment large du toit a permis de se passer de gouttière. Les deux lucarnes ont des pignons à crossettes. La porte d’entrée, d’un style rococo fort sobre, est dotée d’un jour d’imposte à petits-carreaux. L’intérieur du logis a gardé, de sa première phase d’édification, des niches-lavabos de style gothique tardif ornés de têtes sculptées, une niche à bougeoir et une cheminée en grès avec têtes d’époux, et des carrelages du XIXe dans l’âtre. Solives et charpente sont anciennes. On trouve plusieurs éléments du XVIIIe : plafonds et cheminées à corniche. Le corps de bâtiment de derrière, parallèle au principal, comprend une salle par-dessus une cave ; ouvertures en arc surbaissé, trace d’une petite porte en anse-de-panier ; l’intérieur recèle une cheminée du XVIIIe, dotée d’une corniche de conception simple.

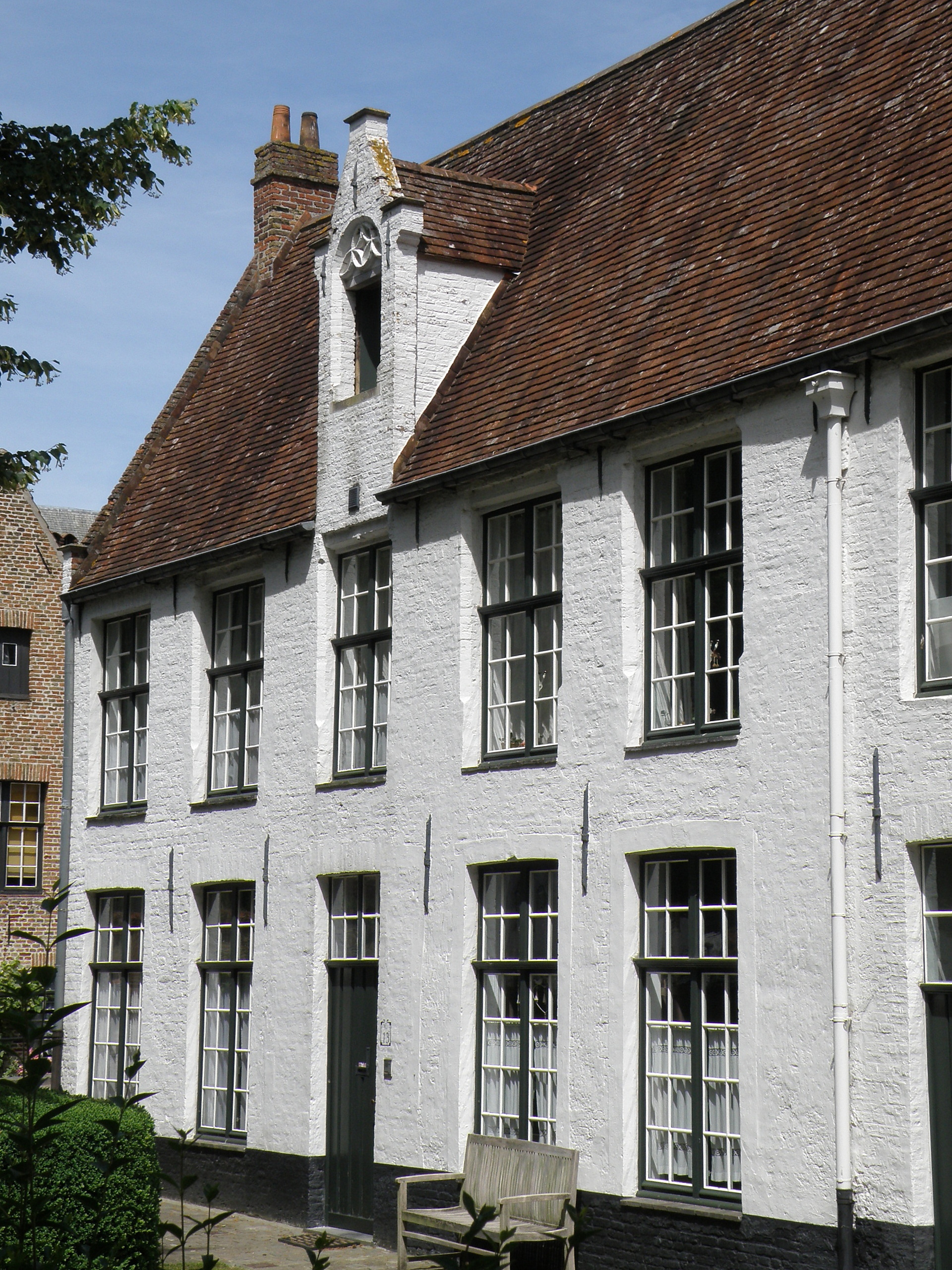
Maison no 13, façade sur rue (début du XVIIe siècle, aile de devant).
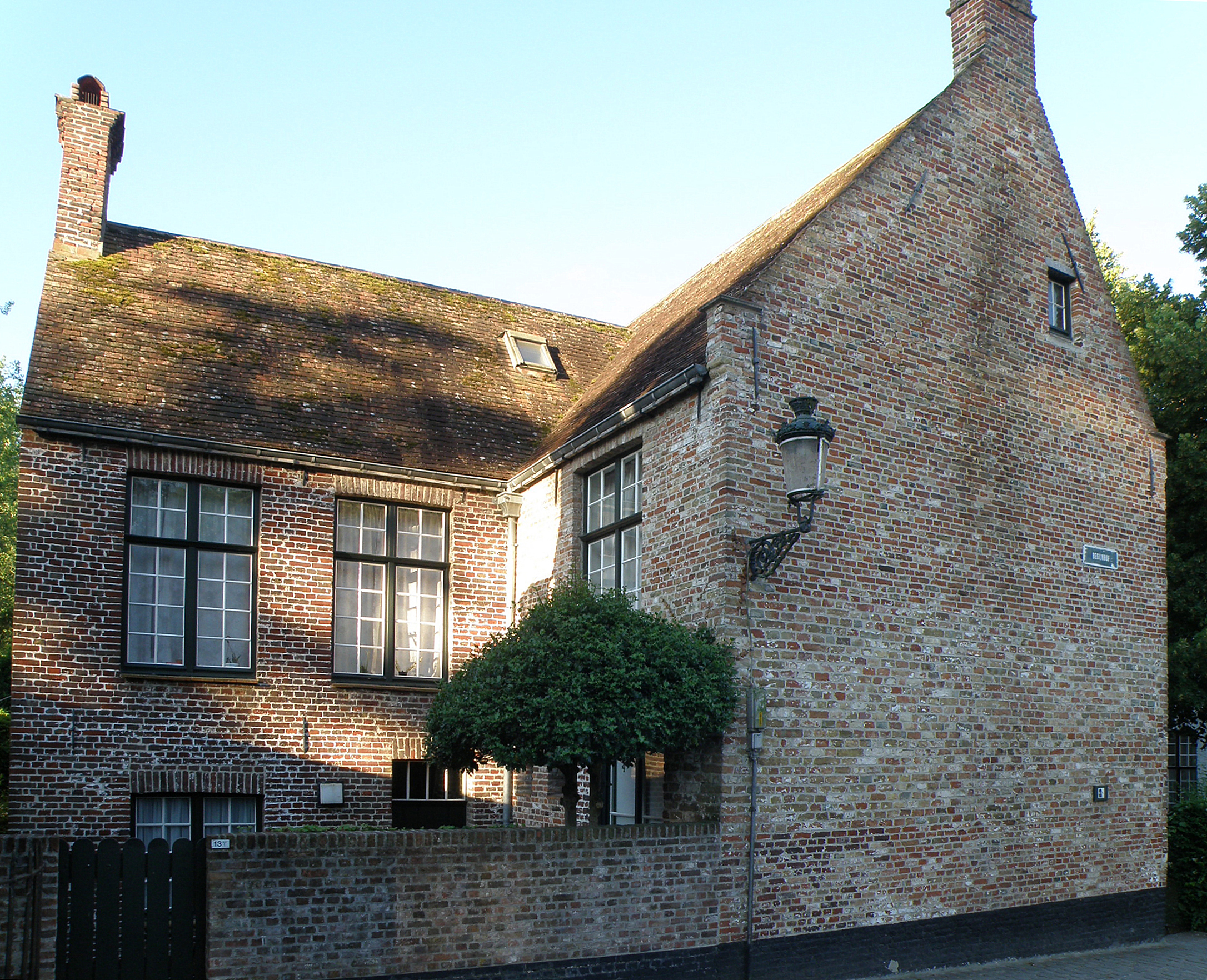
Les deux ailes en retour d’équerre de la no 13. L’aile de derrière est du XIXe.
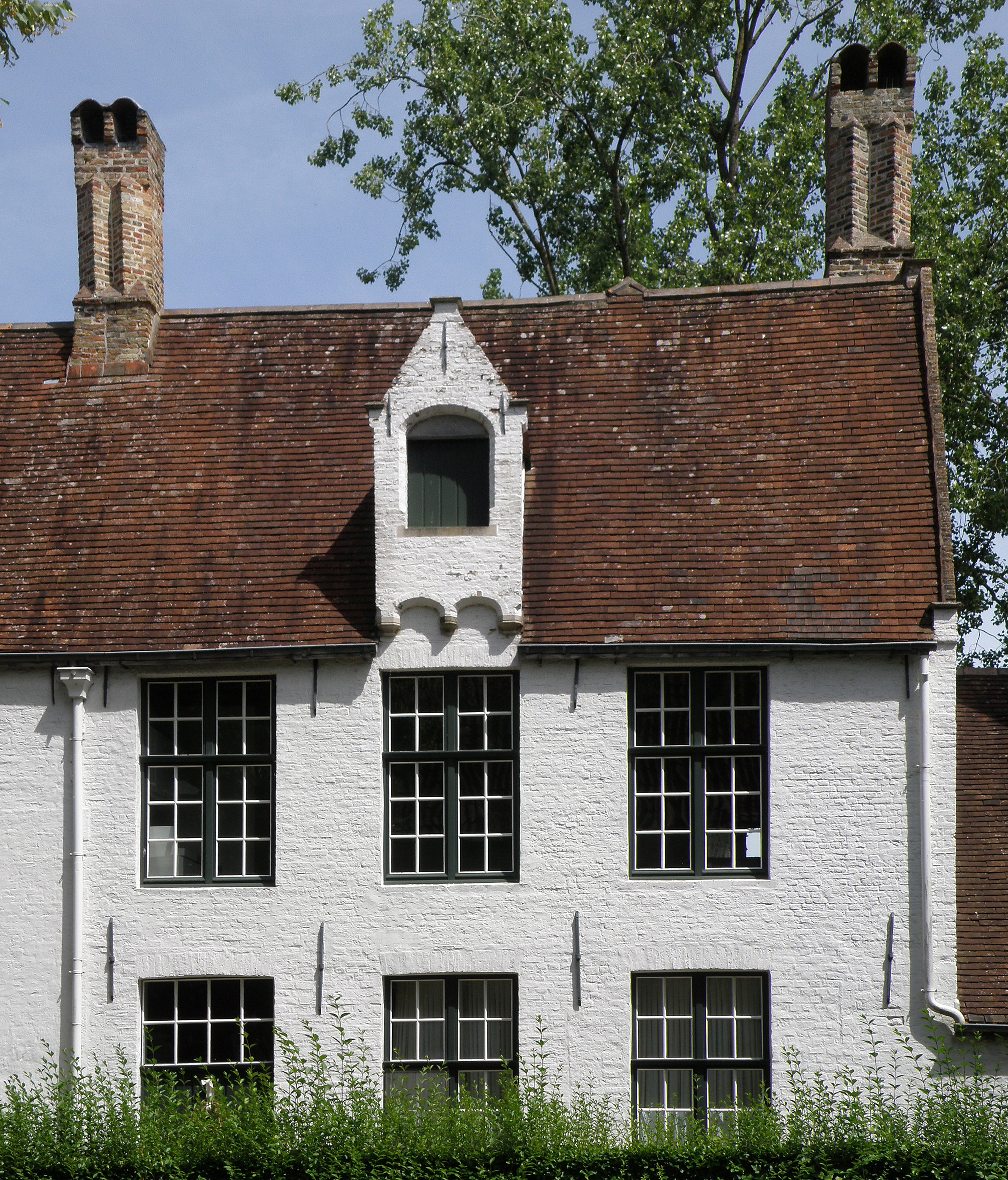
Maison no 15 (vers 1600), avec sa lucarne sur la travée centrale.
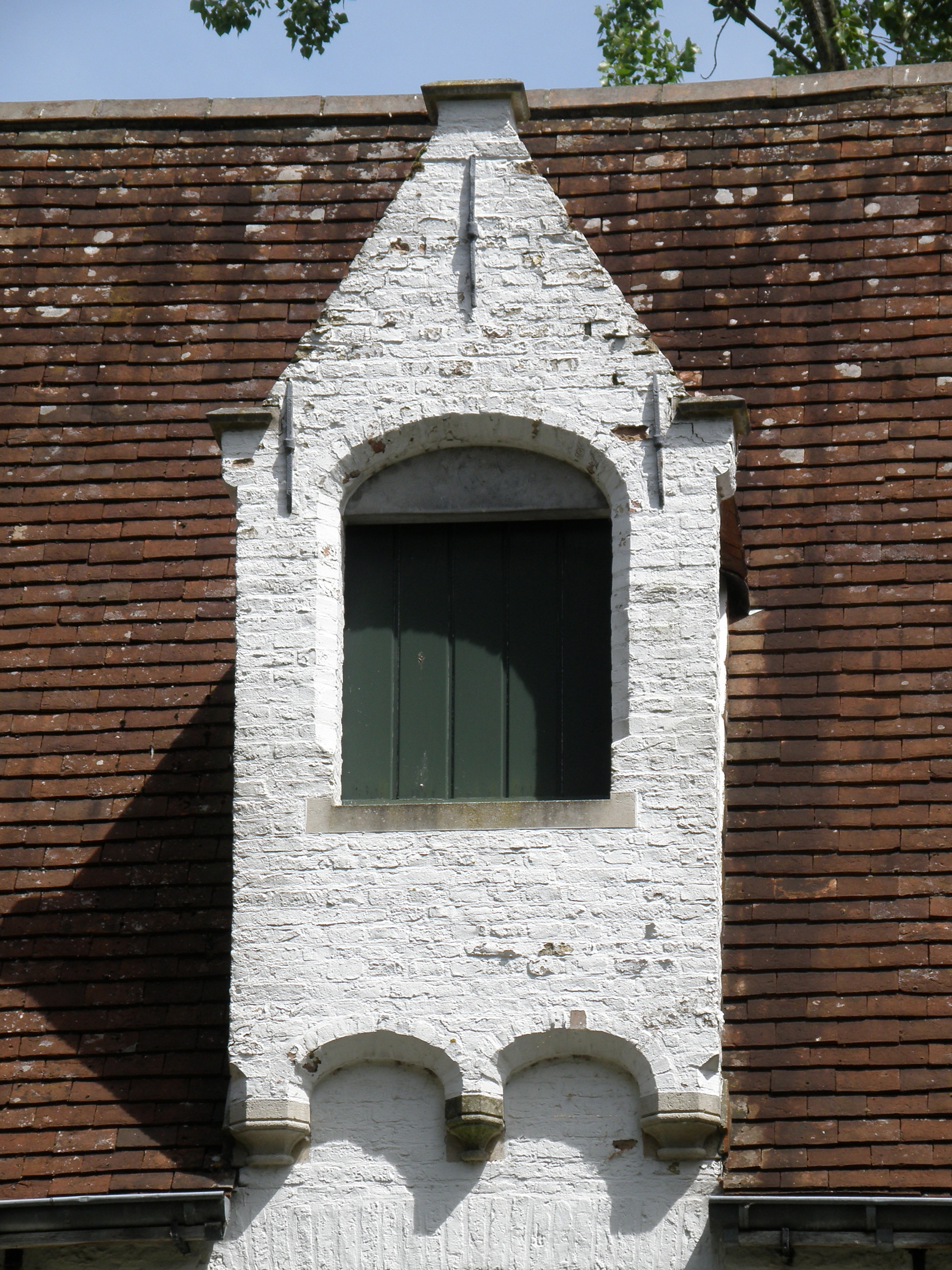
Gros plan sur la lucarne, en saillie par rapport à la façade et reposant sur trois consoles et deux arcades.
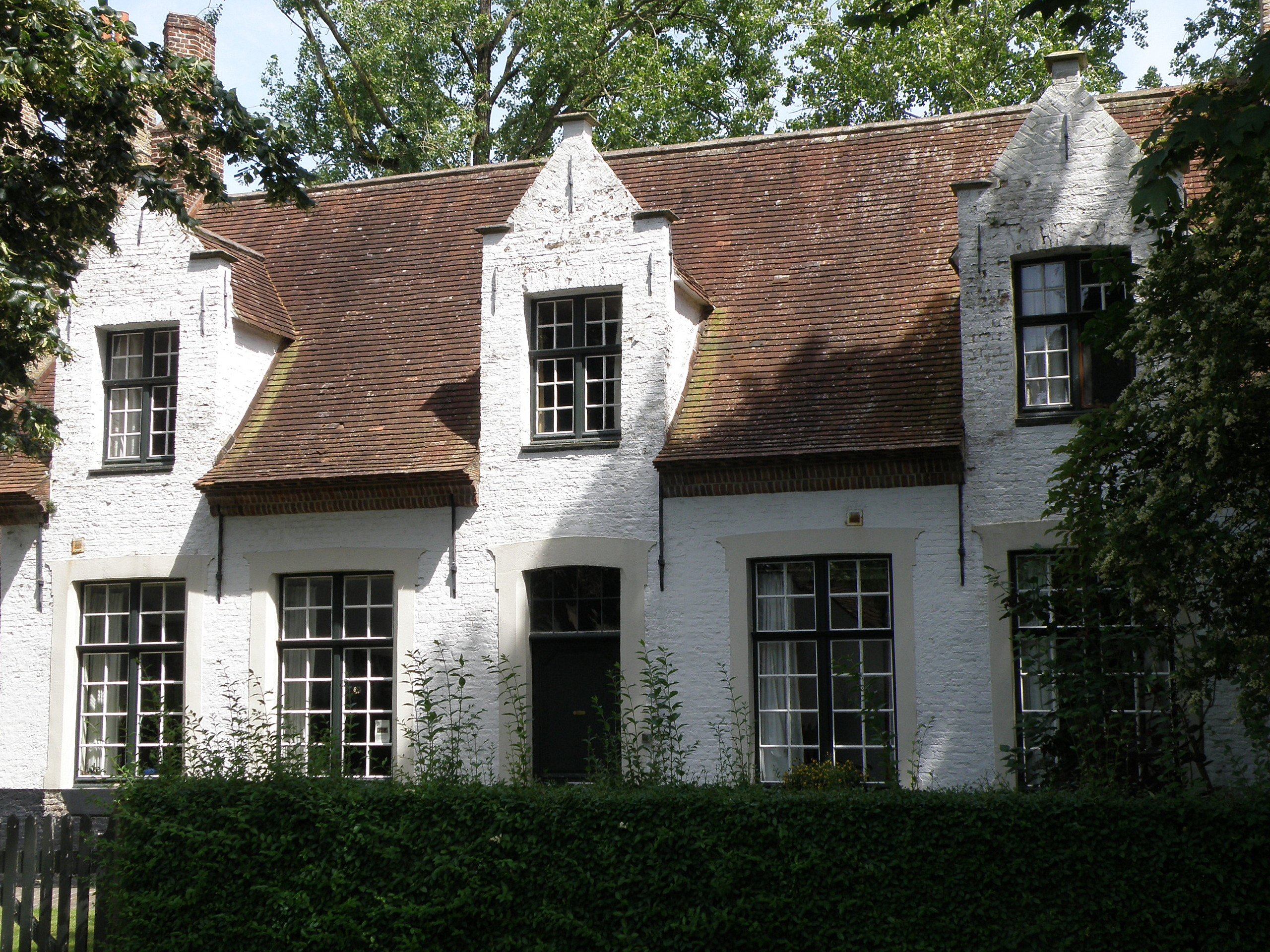
Maison no 17 (XVIIe-XVIIIe, mais avec des parties du XVe et XVIe).

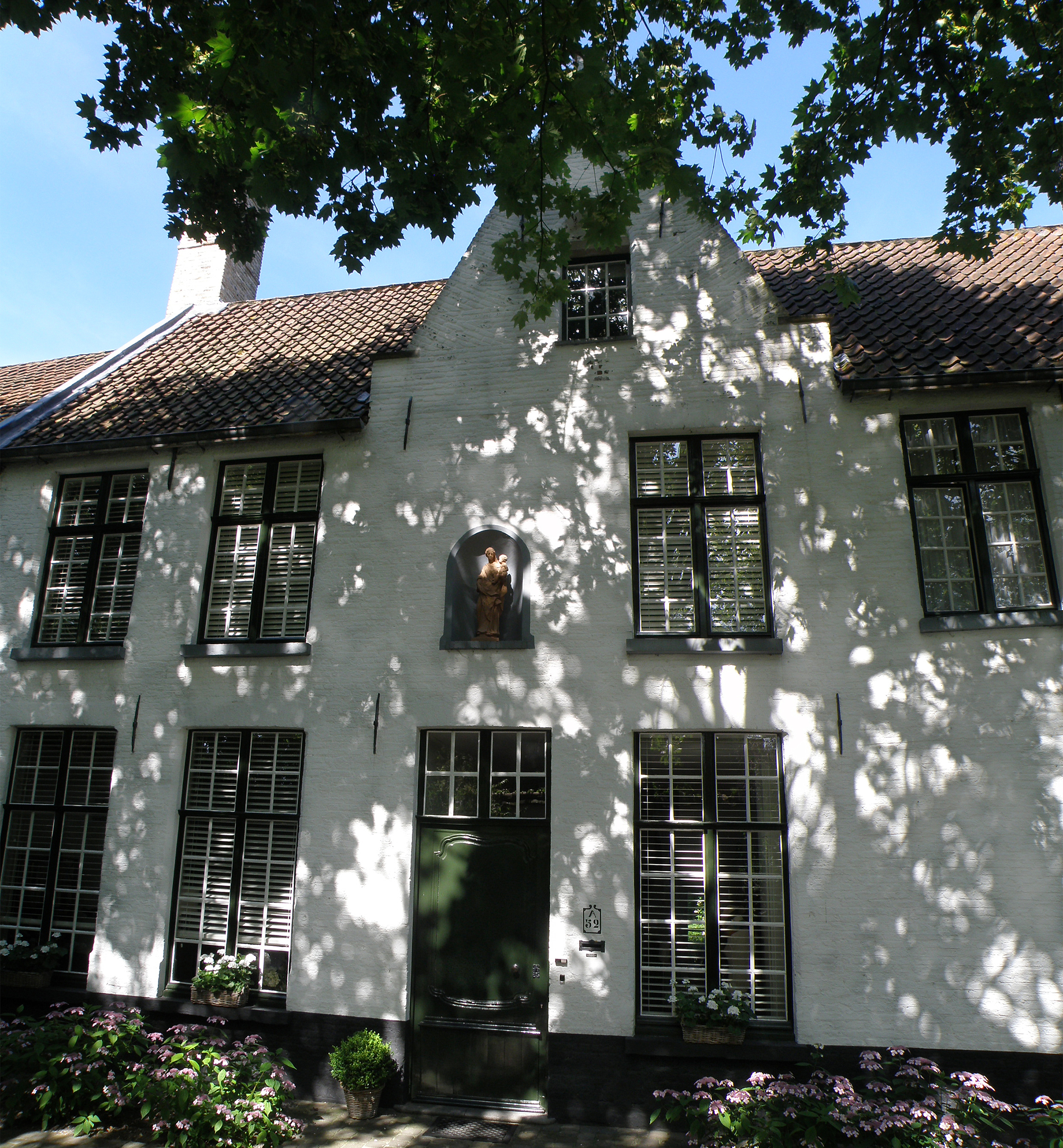
Maison no 52 (XVIIe, XVIIIe et XIXe). Remarquer la niche logeant une madone.

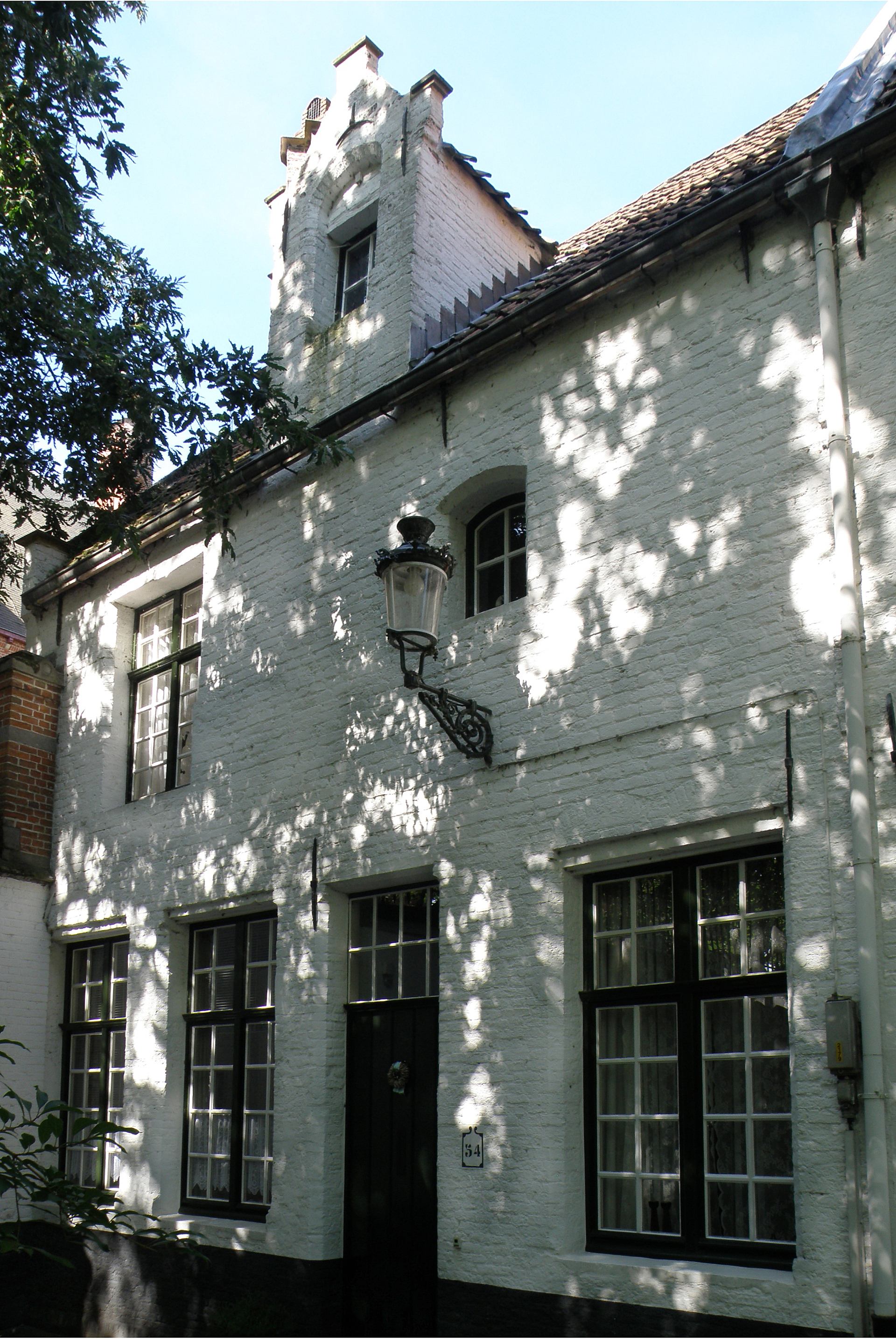
La no 54 (XVIe siècle), dernière maison du béguinage.

Au bout de la rue De Steert, sur le côté opposé (c’est-à-dire occidental), se trouvent deux maisons encore, contiguës, les no 52 et 54, toutes deux à façade gouttereau. (La grande demeure néogothique, appelée Huize Minnewater, située dans l’angle déterminé par la Professor Dr. J. Sebrechtsstraat et la rue Begijnenvest, au sud-est du béguinage, n’appartient pas à celui-ci, mais à l’hôpital Minnewaterkliniek.)
La no 52 comporte six travées et un étage sous toit à bâtière, avec des parties remontant aux XVIIe (probable), XVIIIe et XIXe siècles. L’ajout à droite, d’une travée, est du XXe. Une lucarne-pignon à crossettes, contenant une fenêtre inscrite dans une niche en anse-de-panier, s’élève au-dessus des deux travées centrales. Une restauration a été menée en 1986. La porte d’entrée, dotée d’un jour d’imposte, a gardé son vantail du milieu XVIIIe ; au-dessus, au niveau de l’étage, a été pratiquée une niche en arc plein-cintre où loge une statuette de terre cuite figurant la vierge Marie avec enfant. Dans la façade arrière, l’on note entre les baies rectangulaires quelques traces d’ouvertures plus anciennes, et aussi une petite lucarne rampante. L’intérieur du logis, qui fut réaménagé au XVIIIe et décoré avec simplicité, présente des solives, poutres et charpentes anciennes, et un escalier en colimaçon du début XIXe.
La no 54 enfin est à façade gouttereau de quatre travées et à étage, sous toit à bâtière, et remonte au XVIe siècle. Une des fenêtres du rez-de-chaussée présente des arcs de décharge jumelées. L’étage ne compte qu’une fenêtre rectangulaire et une petite fenestrelle en arc surbaissé. La lucarne à pignon comprend une fenêtre enserrée dans une niche en anse-de-panier. La maison a été restaurée en 1986. Dans la façade latérale gauche, qui autrefois (jusqu’au percement de la Prof. Sebrechtsstraat en 1890) était mur mitoyen avec une autre maison, est aujourd’hui une façade pignon avec des ouvertures aveugles en anse-de-panier et en arc brisé. La façade gouttereau arrière présente, entre les ouvertures rectangulaires, des vestiges d’autres plus anciennes. À l’intérieur : poutres et charpentes anciennes, deux corps de cheminée, l’une de style gothique tardif, de facture simple, et l’autre datant du XVIIIe siècle.

### Presbytère du béguinage

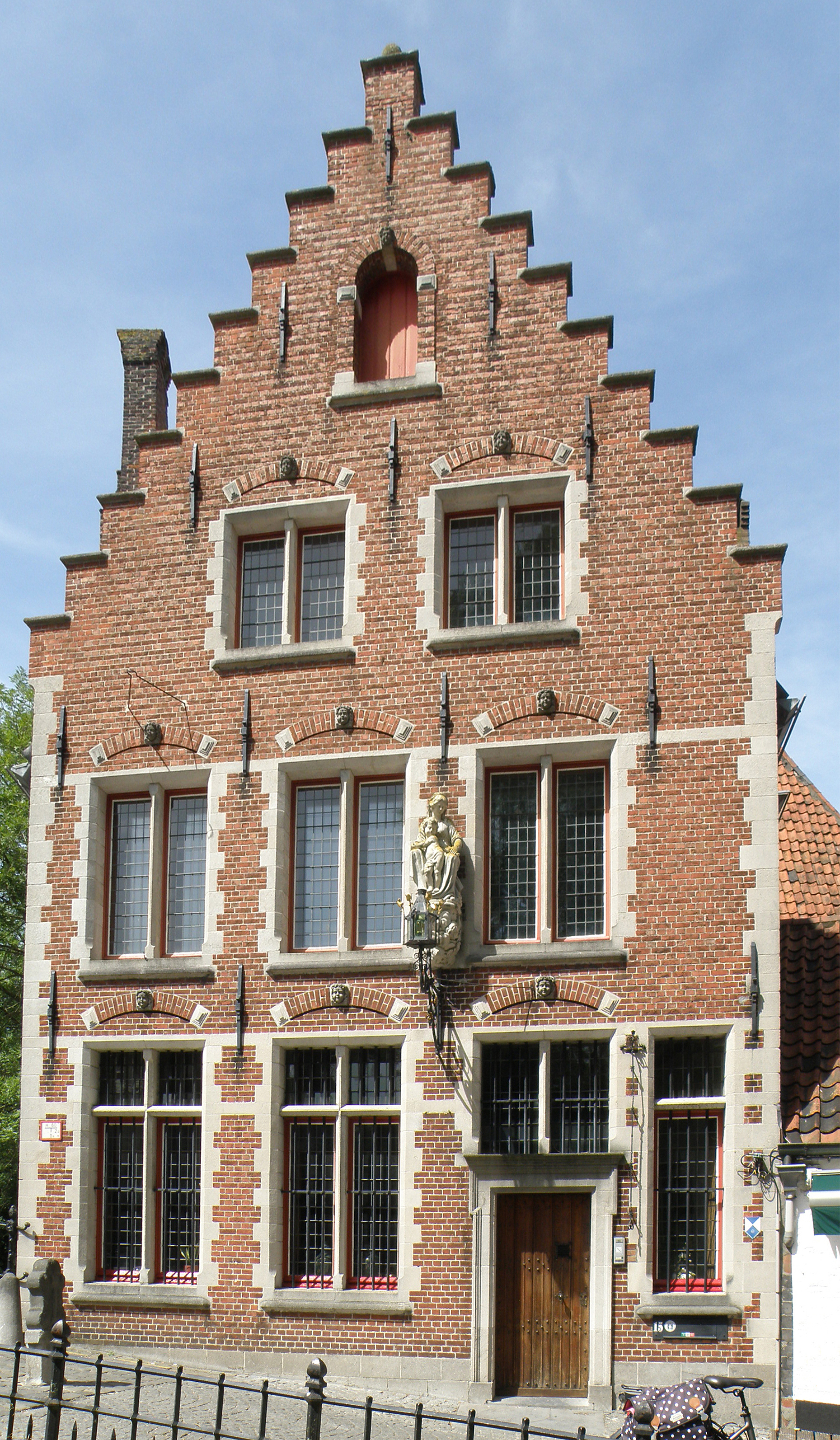
Presbytère sur la Wijngaardplein, sur la rive opposée de la Reie, près du portail d’entrée du béguinage. Façade de 1905.

Conformément à l’usage, l’ancien presbytère du béguinage (ou maison cruriale, selon l’indication sur la carte de Popp de 1865) — rappelons que le béguinage de Bruges fut érigé en paroisse au XIIIe siècle — se trouvait hors du périmètre du béguinage, mais en l’espèce tout proche du portail d’entrée, sur la rive opposée de la rivière Reie. Il s’agit d’une maison d’angle, à deux ailes disposées en retour d’équerre, dont la façade pignon donnant sur la place de la Vigne (Wijngaardplein) comporte quatre travées, tandis que la façade goutereau de l’aile de derrière compte cinq travées de largeur inégale. Le tout est couvert d’un toit à bâtière, mais découpé en croupe à l’extrémité droite de l’aile arrière. Si la demeure remonte originellement au XVIIe siècle, la façade avant (donnant sur la place) en fut cependant démantelée en 1905, puis reconstruite selon une « reconstitution artificieuse », d’après des plans de l’architecte brugeois Louis Delacenserie. Elle est ainsi devenue une façade néo-baroque, à pignon en escalier (de huit degrés), avec mise en œuvre de pierre d’Euville pour les plinthes et les éléments décoratifs, notamment pour les chaînes d’angle typiques, pour les jambages, les chambranles de la porte d’entrée et des fenêtres (qui sont à petits-carreaux), les bandeaux et les meneaux. Les arcs de décharge qui surmontent chaque ouverture sont ornés de mascarons. La porte d’entrée, encadrée d’un chambranle profilé en pierre, avec crossettes, est surmontée d’un jour d’imposte en deux parties séparées par un meneau. Entre deux fenêtres de l’étage, une statue de la vierge avec enfant, du XVIIe et XVIIIe siècles, se dresse sur un cul-de-lampe historié. Sous le socle de la statue a été fixée une lanterne de fer forgé. La façade latérale sur la Reie, plus ancienne, est percée de quelques fenêtres, est dotée de deux imposantes souches de cheminée, et comporte des traces de phases d’édification antérieures. Une plaque commémorative y a été apposée qui comprend un bas-relief figurant Hector Hoornaert (avant-dernier recteur — ou curé — du béguinage) et porte l’inscription « HECTOR HOORNAERT PASTOR / 1851-1922 », œuvre signée Frans Huygelen. La façade latérale opposée est porteuse d’une lucarne à pignon. L’aile de derrière, qui est de la première moitié du XIXe siècle, porte dans sa façade principale (nord) une petite lucarne rampante et une vaste baie centrale en arc plein-cintre.

## Legs De Man et bibliothèque patrimoniale

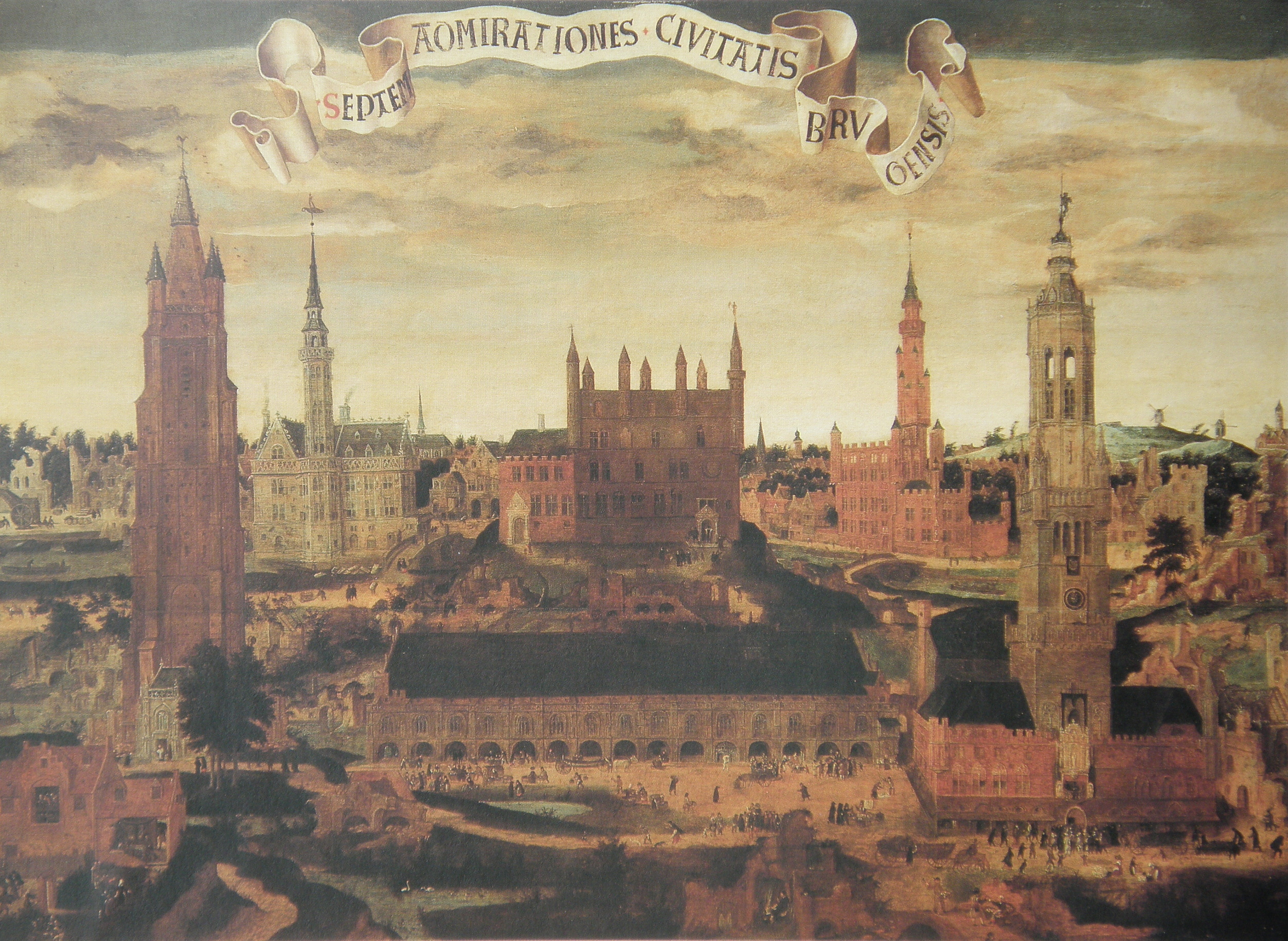
Les Sept merveilles de Bruges, pièce maîtresse du legs De Man.

Pendant la Deuxième Guerre mondiale, l’on abrita aussi des œuvres d’art dans le béguinage de Bruges, appelées plus tard collectivement le legs De Man (en néerl. legaat De Man). Ensuite, en 1959, mademoiselle Jeanne De Man (1868-1969), originaire de la commune de Varsenare, fit don à la communauté religieuse du béguinage d’un ensemble de 35 tableaux : 20 portraits de famille et six vues de la ville de Bruges. Les portraits de famille sont des œuvres anonymes, peints entre environ 1560 et 1725 et présentent surtout une valeur généalogique et héraldique.
Parmi les vues de Bruges figure notamment le tableau Les Sept merveilles de Bruges (Septem Admirationes Civitatis Brugensis), la pièce vedette de la collection. Daté de 1550 environ, si le tableau n’est pas signé, il est généralement admis qu’il est de la main de Pieter Claeissens l'Ancien.
La bibliothèque, qui fait partie du couvent de bénédictines, et se situe donc dans la partie ouest du béguinage, renferme environ 10 000 volumes. La collection comprend aussi une vingtaine de manuscrits anciens et plusieurs incunables issus des presses de Plantin et de Verdussen à Anvers.

## Spiritualité

### La règle béguinale ancienne
Le mode de vie dans le béguinage de Bruges était défini par la règle fixée vers l’an 1300. Cette règle comportait l’obligation de mettre au centre de la vie béguinale l’oraison, le travail et l’abnégation (orare, laborare, pati) et de respecter les consignes évangéliques de chasteté et d’obéissance. Aucune mention toutefois n’était faite du vœu d’indigence ; néanmoins, dans le béguinage de Bruges, l’esprit de pauvreté était sauvegardé, en ce sens que les prescriptions, en dépit de l’absence de vœu, organisaient de fait la pauvreté volontaire, prévoyant en particulier le travail manuel et encourageant la mortification par l’instauration de périodes de jeûne. Cet esprit de pauvreté et de détachement se traduisait par une tenue vestimentaire et un mobilier des plus sobres.
Cette première règle de vie définissait également l’organisation interne de la communauté elle-même. À sa tête se trouvait la grande-maîtresse (« magistra »), assistée des maîtresses, qui dirigeaient les sept convents (logements collectifs) que comptait le béguinage en 1354. Chaque béguine avait l’obligation de se faire admettre dans l’un de ces sept convents. Le fait qu’il y avait dès avant 1320 au bas mot quatre chapellenies (avec les prébendes qui s’y rattachaient) laisse supposer que le béguinage avait connu un certain épanouissement.
L’infirmerie, qui existait dès 1245, recueillait les béguines malades et nécessiteuses. Les offices étaient assurés par un sacristain et une sacristaine, par un curé et par des béguines qui figuraient au titre de schola cantorum dans le chœur de l’église.
La charte fondatrice du béguinage de mai 1245 portait : « […] afin que les pieuses résidentes de ce clos se vouent en toute liberté à la prière et s’adonnent à la contemplation ». Le but était d’isoler le plus possible les béguines du monde extérieur afin de leur permettre de mieux se consacrer à la prière et à la contemplation. La piété béguinale traditionnelle, née du mysticisme, consistait dans l’ascèse et dans l’oraison. Les assemblées capitulaires et les châtiments qu’elles prononçaient devaient assurer que cette forme de vie ascétique fût respectée. Mais davantage que l’ascèse, c’est la vie de prière qui restera la pierre angulaire de la piété béguinale. L’accent était placé surtout sur la dévotion au Christ, l’eucharistie et le culte marial.
Quant à la règle fixée vers 1300, elle met clairement en avant l’idéal contemplatif de prière et de silence d’une part, de jeûne et de discipline d’autre part. La règle prévoyait de nombreux jours de jeûne et de tempérance, et l’observance de ces préceptes était discutée chaque soir avant d’aller se coucher. Les fautes commises en public ou ayant provoqué le scandale ou la diversion étaient châtiées publiquement dans le convent de la coupable ou dans tous les convents à la fois. Les complies étaient récitées chaque soir. Dans l’église, l’Office romain (grand office) était chanté ou prié ; pour qui n’était pas capable de réciter l’Office romain était prévu l’office de la Sainte-Vierge (ou petit office). Les béguines ne sachant pas lire ou accaparées par leurs travaux récitaient une série d’Ave Maria et quelques psaumes.
Un autre élément important était le silence. Le grand silence quotidien commençait le soir aux complies et se terminait le matin en semaine par le chant des matines, et le dimanche après la messe. Le travail de la journée était lui aussi placé sous le signe de l’esprit contemplatif et devait s’accomplir autant que possible en silence. Toute activité était du reste subordonnée à l’idéal contemplatif. Dans beaucoup de béguinages, l’apostolat, en particulier le soin aux malades, occupait une place importante.
Au XVe siècle, l’activité chorale prit dans le clos de la Vigne une place de plus en plus considérable, par suite du recrutement croissant de béguines dans les milieux aisés. Dorénavant, la liturgie allait occuper une place centrale dans la spiritualité du béguinage de Bruges, et la vie tout entière était à présent suspendue au saint office, l’Office romain. Cependant, cette évolution était de nature à bouleverser le style de vie des béguines, une distinction s’étant en effet instaurée entre béguines choristes et béguines auxiliaires. Les choristes se faisaient nommer « mademoiselle », la grande-maîtresse « grande-dame » ou « grande-mademoiselle ». Les béguines tendirent ainsi à s’écarter de plus en plus d’une vie quasi-monastique pour dériver lentement mais sûrement vers les usages propres aux chanoinesses séculières. Progressivement, les convents et la vie en collectivité disparurent presque totalement. Les demoiselles vivaient pour la plupart seules et disposaient d’un haut degré d’indépendance ; elles pouvaient aller et venir à leur gré et ne devaient être présentes que pour les réunions du chapitre et pour les offices — en somme, la même liberté de mouvement que les prêtres séculiers.

### Spiritualité nouvelle (XXesiècle), sous l'impulsion de Rodolphe Hoornaert

#### Dépérissement de la spiritualité béguinale

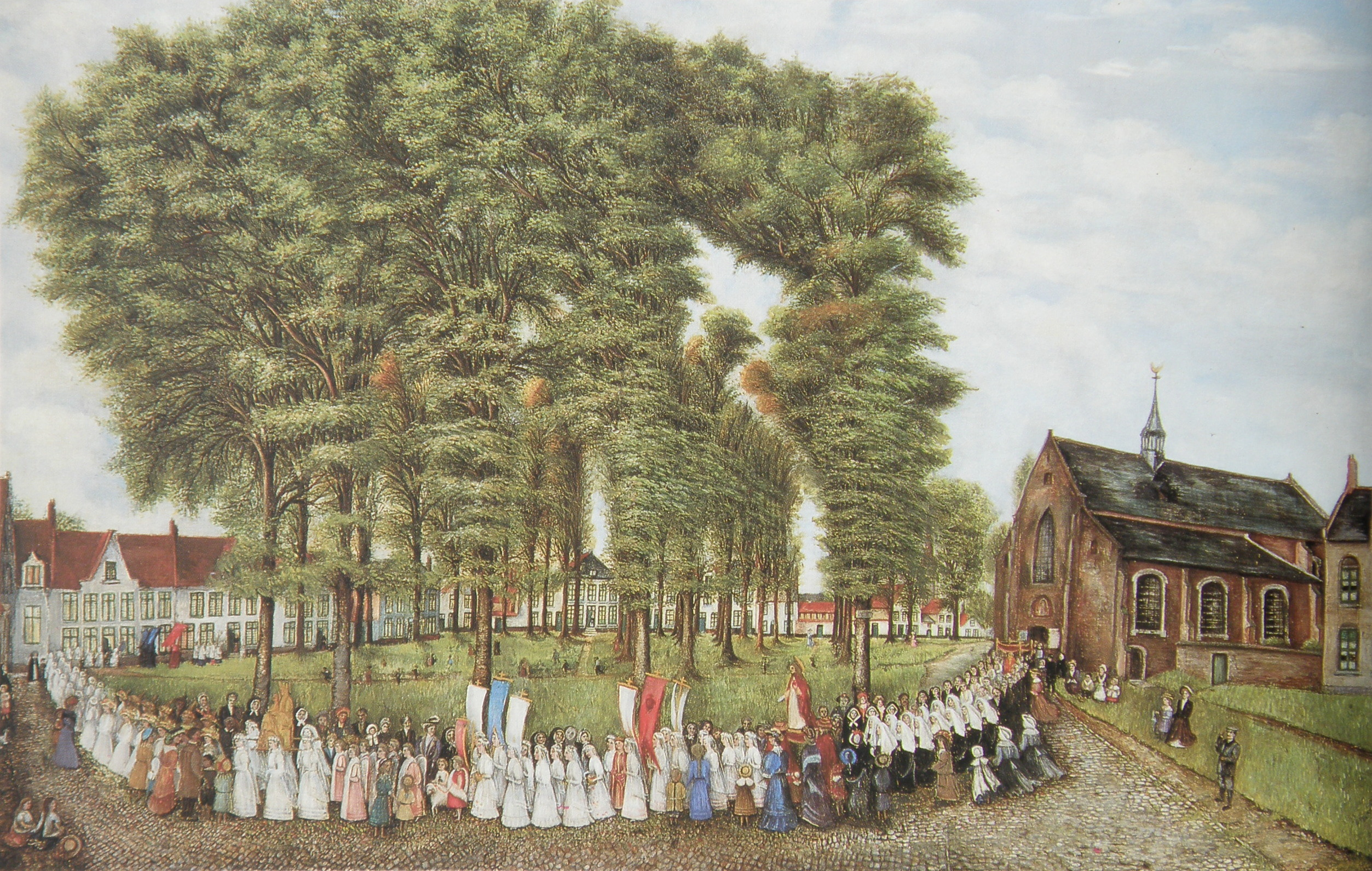
Procession du sacrement dans le béguinage de Bruges, peinture naïve (vers 1880, conservée dans le musée du béguinage). Remarquer au centre gauche la maison néo-classique (à façade bleue) que Hoornaert et Viérin firent démolir en 1928. Remarquer également, contre le bord gauche de l’image, que l’étroit pan de mur par lequel l’infirmerie donne sur l’enclos central comportait alors une fenêtre.

Au XIXe siècle, les autorités ecclésiastiques se désolaient de voir dépérir le béguinage de Bruges, redoutant que la fin des béguines ne signifiât que l’enclos, y compris l’église, fût affecté à des destinations profanes, et il ne manquait d’ailleurs pas d’idées et de projets en ce sens (transformation en un quartier ouvrier, en une cité pour gendarmes à la retraite, en hospice pour infirmières etc.). Le dernier curé (« recteur ») du béguinage de Bruges, Rodolphe Hoornaert, fut l’artisan, dans les décennies 1920 et 1930, d’un renouveau spirituel et matériel du béguinage brugeois. Neveu d’Hector Hoornaert, avant-dernier curé de la Vigne, nommé à ce poste en 1900, Rodolphe subit l’influence de son oncle. Celui-ci voua ses dernières années à la rédaction d’écrits mystiques et ascétiques. En 1921 parut son maître-livre, Ce que c’est qu’un béguinage, où il se révéla comme un prêtre ultramontain et antimoderne, dans la droite ligne de Génie du christianisme de Chateaubriand. Il agit vigoureusement contre les acquis de la Révolution française et contre les principes matérialistes du socialisme, qui selon lui conduisaient à la décadence morale et intellectuelle et à la confusion sociale,. Hector Hoornaert voulut appliquer au béguinage de Bruges, alors à l’agonie, les principes qu’il professait dans son ouvrage, et espérait pouvoir le faire revivre en lui rendant sa prospérité matérielle. Il lui paraissait significatif qu’en dépit de la Réforme et de la Révolution française les béguinages avaient persisté dans leur existence, ce qui prouvait leur force vitale et leur nécessité sociale. Le renouveau chrétien dont Hoornaert escomptait qu’il adviendrait à son époque allait selon lui donner un regain de vie aux béguinages. Au lendemain de la Première Guerre mondiale, il ira jusqu’à voir une analogie entre les premières béguines (résultat de l’excédent de femmes à la suite des croisades) et les béguines modernes ; beaucoup de filles restées seules après la guerre pourraient être recueillies dans les nouveaux béguinages. Son neveu Rodolphe Hoornaert, désigné curé du béguinage de Bruges en 1922, crut également, dans les premières années de son sacerdoce dans la Vigne, à une renaissance possible de la vie béguinale, mais s’aperçut après trois ans que pour sauver le béguinage en tant que communauté religieuse, une autre formule serait nécessaire.
Rodolphe Hoornaert, qui avait une connaissance approfondie du mysticisme flamand et espagnol (il avait soutenu une thèse de doctorat sur sainte Thérèse d’Avila), laissa une abondante production écrite, presque entièrement en rapport avec l’ascétisme et le mysticisme. Estimant que la valeur artistique et historique du béguinage et sa signification religieuse étaient indissociables, il s’opposa immédiatement aux projets de réaffectation du site envisagés par la municipalité. Il était convaincu qu’une réforme vigoureuse de l’institution était nécessaire pour éviter que le complexe de bâtiments ne fût soustrait à la tutelle de l’Église et fut en cela soutenu par son évêque. Il comprit que la vie de béguine à l’ancienne ne présentait plus guère d’attrait pour ses contemporains, et qu’il était impératif de songer à une autre forme de vie religieuse. Il prit finalement le parti, après bien des hésitations, de fonder un nouveau couvent. Les archives de Rodolphe Hoornaert indiquent que celui-ci crut au début à une résurgence de l’ancien béguinisme, témoin le fait qu’il avait imaginé d’organiser un congrès où les supérieures des béguinages subsistants se rencontreraient pour débattre sur les moyens de susciter de nouvelles vocations et, s’il y a lieu, sur une modernisation des statuts béguinaux ; les dominicains, les patrons des béguines, eussent aussi été conviés à ce congrès. Afin d’obtenir des appuis à son projet de réforme, il avait rédigé des livres en ce sens, dont une brochure intitulée Het Brugsch begijnhof (1926), dans laquelle il appela les curés de paroisse à favoriser des vocations pour le béguinage, et prononcé une série de conférences. En particulier, dans sa conférence Question féminine et Béguinage, il s’était encore obstiné à défendre le béguinat ancienne manière : « cette idée reste extrêmement souple et se laisse excellemment adapter à la vie moderne », y avait-il déclaré ; le déclin du béguinage de Bruges, pensait-il alors, n’était pas imputable à une règle de vie surannée, mais aux événements et situations consécutifs à la Révolution française.

#### Abandon de l’idée de béguinage

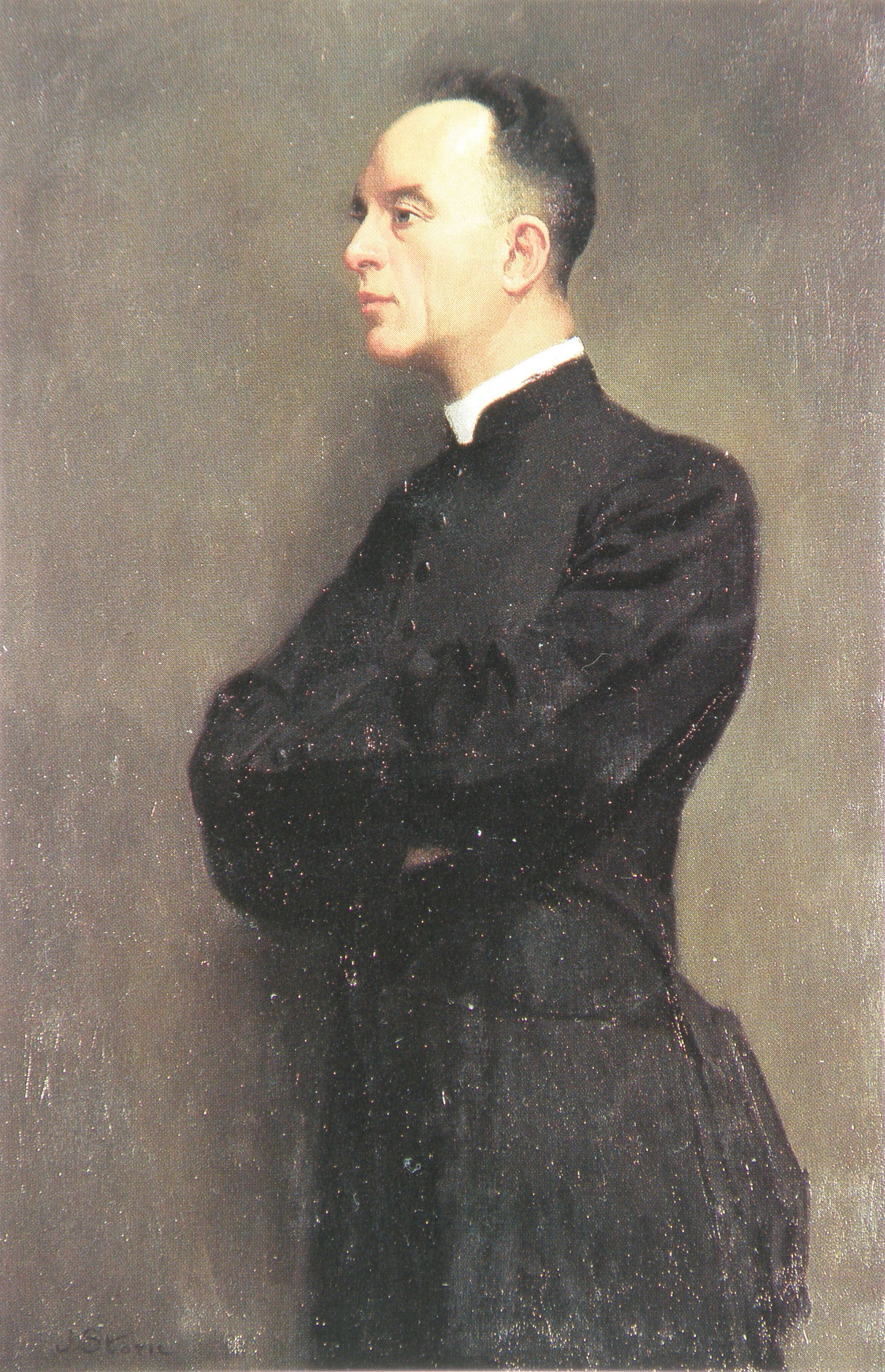
Portrait de Rodolphe Hoornaert par José Storie.

Cependant, la vision de Rodolphe Hoornaert finit par changer, et il jugea en définitive que le formule conventuelle serait la solution la plus propice à un renouveau matériel et spirituel de la Vigne. Il nota :
Rodolphe Hoornaert avait à l’esprit un programme clair :

« ici doit renaître un centre de vie spirituelle intense dans la belle tradition mystique du XIVe siècle flamand. […] Et au départ de ce centre, des apôtres ardents devront partir qui annonceront dans le monde la connaissance et l’amour de la prière liturgique, qui se voueront dans les paroisses à la beauté du culte comme moyen d’action sur les âmes, et qui dans cette tâche difficile seront finalement au service de ceux qui, de par leur office, ont à porter la responsabilité »

Hoornaert voulut donc restaurer dans la Vigne l’esprit mystique originel du XIVe siècle. Il se proposait de réunir un groupe de femmes autour des trois grands courants qui déterminaient la vie religieuse catholique de l’entre-deux-guerres : la contemplation, la liturgie et l’apostolat. L’orientation contemplative découle de la règle des débuts du béguinisme, telle que fixée dans la charte fondatrice ; il s’agissait de faire du béguinage un « centre ardent de vie contemplative ». Quant à l’orientation liturgique, elle allait devenir un trait spécifique du béguinage de Bruges. Depuis le XVIIe siècle, l’office choral avait été le fait central à la Vigne, ce que Hoornaert entendait faire revivre. Enfin, la communauté à fonder devait se vouer à l’apostolat. Quoique celui-ci ne fût que peu pratiqué au béguinage de Bruges dans les siècles passés, Hoornaert souhaitait intégrer le béguinage dans le mouvement missionnaire qui caractérisait l’Église catholique d’alors ; toutefois, le béguinage aurait à exercer un « apostolat caractéristique », que Hoornaert envisageait comme un « apostolat de la paix ». Pour la nouvelle communauté qu’il avait en vue, il opta pour l’« apostolat liturgique », ce qui lui permettrait à la fois de renouer avec la règle de vie contemplative et liturgique des anciennes béguines et de s’arrimer au Mouvement liturgique de sa propre époque moderne.

#### Les filles de saint Benoît
En 1924, Rodolphe Hoornaert rédigea, à l’intention de la future communauté béguinale, la dénommée notice abrégée, version remaniée et modernisée de l’ancienne règle de vie. Cette nouvelle communauté serait destinée à se vouer à la prière, à la méditation et à l’apostolat, soit un schéma de vie plus strict, appuyé sur le grand office : prière chorale, alternant avec la méditation personnelle et le travail. La notice était assez proche de l’esprit et du mode de vie des béguines du XVIe siècle, cependant avec une place plus grande, quoique limitée encore, accordée à l’apostolat. Les nouvelles professes que Hoornaert avait à l’esprit étaient des femmes qui se sentaient attirées par la vie conventuelle, mais ne se sentaient pas de taille à se soumettre au régime austère du Carmel ou des Clarisses. Elles devaient trouver au béguinage un milieu adapté à la pratique de la prière, de l’étude et de l’ascèse. Le régime aristocratique, avec sa distinction entre religieuses choristes et auxiliaires, serait maintenu. Ces deux groupes devaient faire vœu de chasteté et d’obédience, mais, à l’instar des anciennes béguines, le vœu de pauvreté ne leur serait pas prescrit.
Rodolphe Hoornaert commença ensuite une campagne visant à remettre le béguinage au centre de l’intérêt public, dans le but d’attirer des candidates professes et de lever des fonds nécessaires à la restauration de l’enclos. En août 1925, il organisa à cet effet les Journées historiques, impressionnante évocation fictive de la fondation du béguinage en 1245 ; en même temps fut célébrée la pérennité des béguines, présentes pendant 700 ans sur le site de la Vigne. S’adressant aux couches nanties, donc susceptibles de faire des dons au béguinage, la brochure détaillée qui accompagnait les festivités était rédigée en français seulement. Bientôt tout ce qui avait un nom à Bruges s’était déclaré prêt à soutenir le projet.
Il n’en manquait pas cependant pour critiquer le projet, notamment le prêtre flamingant Michiel English (nl), qui se dit perplexe de voir « l’invétérée aristocratie francophone de Bruges œuvrer en faveur d’une institution flamande démocratique par excellence » et attribua le déclin du béguinage à son régime aristocratique, qui l’avait fait dévier de son but originel et délaisser les vertus de travail, pauvreté et fraternité, conditions indispensables à la floraison des communautés monastiques, la richesse, l’esprit de caste, et la recherche du confort étant au contraire les symptômes du déclin proche.

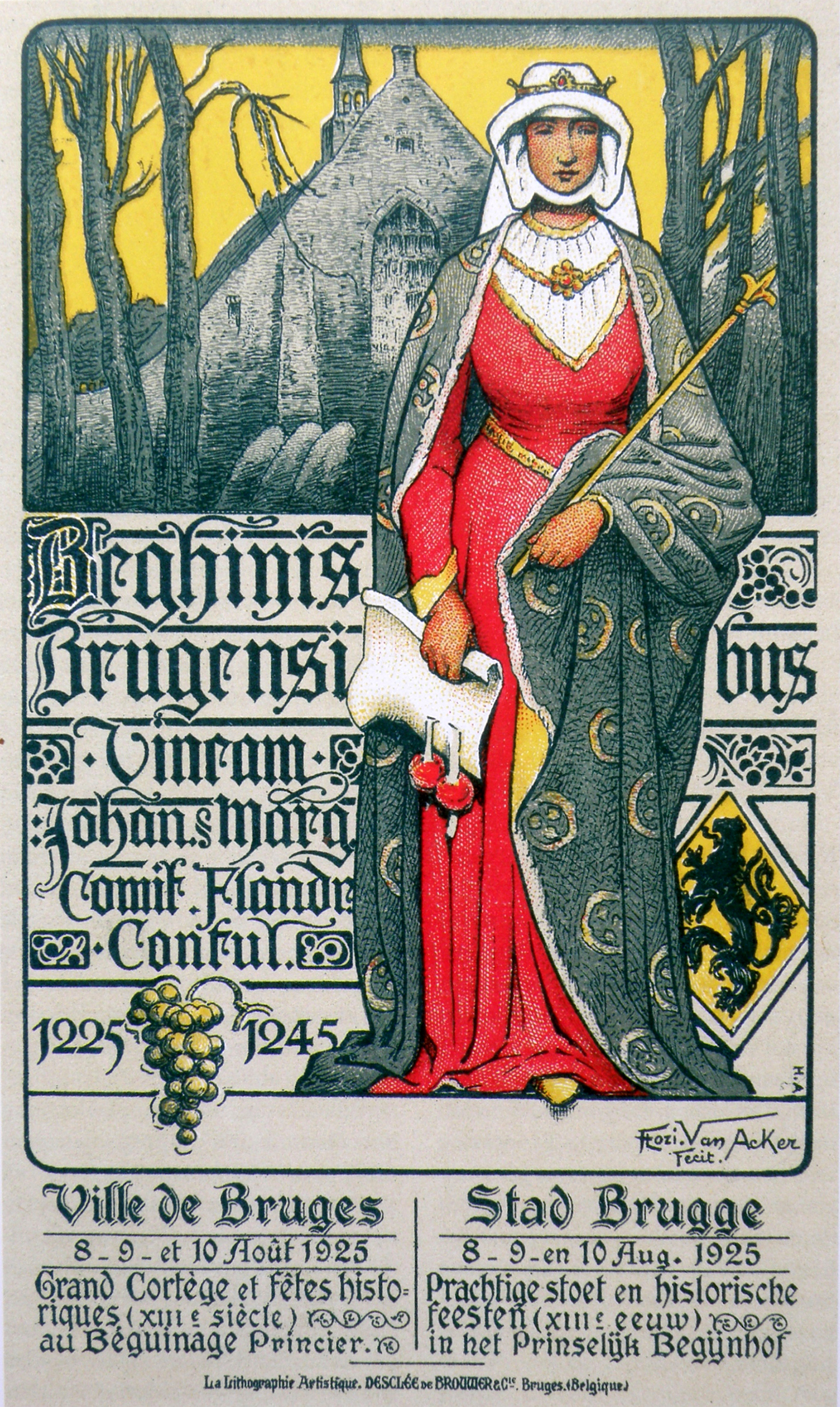
Affiche annonçant les festivités du 7e centenaire du béguinage, opération promotionnelle conçue par Hoornaert en 1925.

En vue de recruter de nouvelles béguines, Hoornaert prononça des dizaines de conférences, toutes structurées en trois parties : histoire des béguines et de la Vigne ; évocation poétique de l’enclos et démonstration de sa valeur artistique et architecturale ; et signification religieuse actuelle de la vie béguinale. Ces efforts eurent un certain résultat : 20 ans après l’adhésion de la dernière béguine, Hoornaert sut rassembler autour de lui un groupe de quatre femmes, qui prirent leurs quartiers dans la maison vacante no 3, dans des conditions de logement plutôt primitives. Avec ces femmes, et les anciennes béguines, Hoornaert tenta de réorganiser la vie dans le béguinage, ainsi que l’activité liturgique. D’autres postulantes arrivèrent en 1925, et en mai 1926, l’office de la Sainte-Vierge fut à nouveau récité dans le chœur de l’église.
Hoornaert se rendit compte bientôt que cela ne suffisait pas. Devenu entre-temps oblat de saint Benoît, et participant à ce titre aux retraites dans l’abbaye Saint-André, un peu au sud de Bruges, il lui fut donné de rencontrer Gaspar Lefebvre, qui venait de fonder un groupe de filles de Saint-Benoît dans la ville française de Nîmes, lesquelles, se disposant à se consacrer à l’apostolat, étaient en quête d’un logis où recevoir leur première formation. Il faut rappeler que dans le dernier quart du XIXe siècle, les couvents de bénédictins avaient connu un regain de vitalité, dans le sillage du renouveau catholique général. En 1872 fut fondée l’abbaye de Maredsous, suivie de celle du Mont-César (Keizersberg) à Louvain en 1899, puis la même année l’abbaye Saint-André à Bruges. L’ordre dépêchait des missionnaires au Brésil et fondait des monastères au Congo, en Inde et en Chine. Dom Gaspar stimula l’apostolat liturgique et publia son célèbre missel, traduit en huit langues. Les abbés Prosper Guéranger et Placide Wolter avaient la conviction que les femmes, affranchies des obligations pastorales, pouvaient mener plus facilement que les moines eux-mêmes une véritable vie bénédictine. Le noyau central de la spiritualité bénédictine était double : « ora et labora » (prie et travaille). La prière était la première préoccupation tant des sœurs missionnaires que de leurs consœurs de réclusion, d’où le rôle de premier plan joué par l’Office. Mais les bénédictines déployaient aussi une activité sur nombre d’autres terrains. Si en effet la règle de saint Benoît prescrit le travail, elle reste fort souple quant à la manière de donner corps à ce précepte.
La fondation des Filles de saint Benoît en 1926 se situait dans la droite ligne de ce large éventail d’activités proposées. Dom Gaspar Lefebvre avait l’intention de les former à devenir des auxiliaires de la spiritualité paroissiale, d’abord dans le diocèse de Nîmes. Pur produit des idées qui avaient cours dans l’abbaye Saint-André, les Filles de saint Benoît menaient une vie contemplative, mais étaient aussi investies d’une mission pastorale et missionnaire, plus précisément l’apostolat liturgique. Elles n’étaient pas cependant de véritables moniales, n’ayant pas fait de vœux solennels et ne vivant pas dans un reclus. Dom Lefebvre voulait les constituer en deux branches, les membres internes, qui devaient mener la vie d’un couvent bénédictin, lire le bréviaire et accomplir un travail spirituel, et des sœurs ordinaires, qui réciteraient le rosaire et effectueraient un travail manuel domestique, en plus des oblates, qui resteraient chez elles et seraient mises à contribution pour le travail pastoral dans les paroisses. L’apostolat liturgique se manifesterait concrètement par l’organisation de cours de musique et de chant, la mise sur pied de cercles de couture et d’ateliers d’art ecclésiastique, l’enseignement des formules de prière etc.

#### Les Filles de l’Église

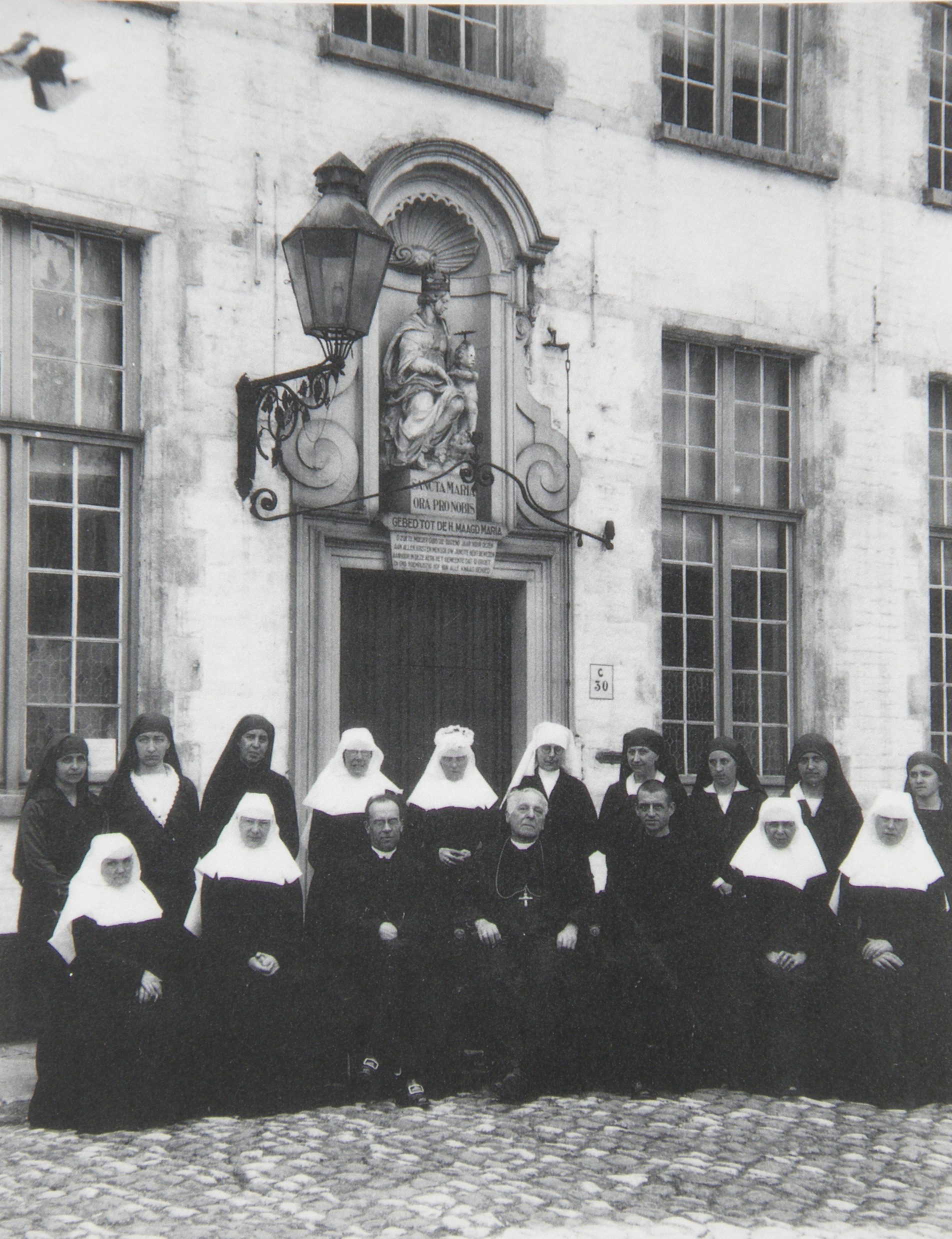
Réunion en 1926 des béguines de Bruges et des Filles de saint Benoît de Nîmes, rassemblées autour de trois prélats (Don Gaspar Lefebvre à gauche, Rodolphe Hoornaert à droite, et un prélat britannique au centre) devant la demeure de la grande-maîtresse (maison no 30), en vue de la création d'un nouveau couvent de bénédictines sur le site du béguinage.

Dom Gaspar Lefebvre recherchait pour sa communauté une maison où les femmes pourraient recevoir leur première formation et qui pût servir de base d’opérations pour leur apostolat. Rodolphe Hoornaert, comme oblat de saint Benoît, flairant une chance unique, et au courant de ce que Gaspar Lefebvre risquait de devoir fermer son centre nîmois en raison de difficultés financières, songea aussitôt au clos de la Vigne et décida en octobre 1926 de se rendre à Nîmes pour y observer de près le fonctionnement des Filles de saint Benoît. Il fut bientôt résolu de faire fusionner cette communauté avec la sienne propre, et avec l’assentiment de l’évêque de Bruges, la fusion devint réalité à l’été 1927. En juin, le groupe de Nîmes arriva à Bruges, tandis que dans le même temps Hoornaert admettait sept nouvelles recrues. Quatre Filles de saint Benoît encore, établies en dehors de Nîmes, vinrent renforcer le groupe, fort à présent de seize sœurs. La grande-maîtresse du béguinage et les béguines restantes prirent le scapulaire monastique, devenant ainsi des religieuses conventuelles. La coiffe blanche et l’habit des béguines furent cependant maintenus, pour signaler leur rattachement à une tradition séculaire.
Les religieuses approuvèrent à l’unanimité la proposition de Hoornaert d’appeler la nouvelle communauté Filles de l’Église (en néerlandais Dochters van de Kerk). Elles chanteraient dans le chœur non l’office monastique, mais le Grand Office romain, qui fut réinstauré intégralement en septembre 1928, et vivraient pour le reste comme des bénédictines. Le mode de vie de la nouvelle communauté serait en grande partie calquée sur celle des Filles de saint Benoît : une partie des religieuses demeureraient dans le couvent pour y mener une vie contemplative ; l’autre partie s’adonnerait à l’apostolat liturgique dans les paroisses, et se constituerait, après sa formation à la Vigne, en petits groupes épars.
À sa fondation, les filles de l’Église reçurent, sur recommandation de l’évêque Waffelaert, le statut d’association pieuse, statut moins sévère que celui d’une congrégation religieuse de plein droit. Selon ce statut, les membres ne devaient prononcer, lors de la profession (à l’issue de six mois de postulat et une année de noviciat), que deux vœux : obéissance et chasteté, vœux de surcroît ordinaires, et non solennels. Quant au troisième vœu, la pauvreté, il n’était pas impératif ; les sœurs en contrepartie promettaient de vivre sobrement à tous égards, mais elles pouvaient continuer à disposer de leurs biens. Trois formules étaient prévues : le droit de disposer de tous ses biens, moyennant observance de tous les préceptes en matière de la vertu d’indigence ; vivre de son propre travail, notamment l’artisanat d'art, la dentelle, cours privés ; cession d’un trousseau suffisamment conséquent pour financer l’entretien au béguinage ou acquitter une contribution annuelle. Les femmes pouvaient ainsi, le cas échéant, quitter le groupe plus facilement après une période d’essai. Ces statuts, basés sur la Notice abrégée de Hoornaert de 1924, comprenant des éléments puisés tant dans la règle bénédictine (prière, travail, humilité) que dans l’ancien régime béguinal (y compris la distinction aristocratique entre choristes et auxiliaires), furent approuvés par l’évêque en mars 1928.
Le maintien du distinguo aristocratique, qui du reste existait aussi dans d’autres couvents, fut défendu par Hoornaert pour trois raisons. D’abord, il s’agissait d’une donnée historique dans le clos de la Vigne ; ensuite, la situation sociologique de l’époque, où la scolarité obligatoire venait seulement d’être instaurée, faisait que beaucoup de jeunes femmes n’avait que peu d’instruction, alors que la connaissance du latin était indispensable à la pratique si essentielle de la prière chorale ; enfin, une raison pratique tenant à la longueur des offices, rendant nécessaire le travail des aidantes, des petites sœurs (Hoornaert ne souhaitant pas faire appel à des aidants laïcs). Les petites sœurs, dont le statut ne sera définitivement fixé qu’en 1934, n’avaient pas voix au chapitre et se voyaient assigner une place séparée dans le chœur. Leur vêture était plus simple et elles répétaient leurs vœux annuellement au lieu de prononcer des vœux perpétuels. Après la guerre cependant, les deux catégories de religieuses n’en formeront plus qu’une.
L’autorité émanait de l’évêque de Bruges, et son représentant, Rodolphe Hoornaert, fut nommé recteur (curé) de la petite paroisse béguinale. À la tête du groupe de religieuses se trouvait la prieure, qui garda dans un premier temps son titre de grande-demoiselle ; à ses côtés se tenaient une vice-supérieure et quatre dames conseillères, ainsi qu’un chapitre conventuel.
Deux ans après la fondation, le couvent comptait 26 sœurs, la pauvreté était réellement observée dans la pratique, et il y régnait un régime religieux et communautaire strict. C’est pourquoi Henricus Lamiroy, successeur de Waffelaert, introduisit à Rome une demande d’institution canonique, demande qui ne sera toutefois agréée que onze ans plus tard.

##### Mode de vie et tensions au sein de la communauté
Les filles de saint Benoît, en tant que membres de la communauté bénédictine, s’étaient destinées à l’apostolat liturgique, et considéraient donc leur séjour à la Vigne comme temporaire, le temps de suivre une formation, avant d’essaimer vers les paroisses, sous réserve de revenir de temps à autre au béguinage de Bruges en vue d’une formation, d’une retraite etc. Rodolphe Hoornaert cependant mettait avant tout l’accent sur une vie monastique stable, centrée sur l’oraison vocale dans l’église sous la forme du bréviaire romain quotidien dans le chœur. Non moins important était à ses yeux la prière mentale intérieure, sous-tendue par une vie de contemplation silencieuse et d’abnégation ; l’apostolat liturgique, qui devait viser à instiller un esprit liturgique chez les croyants, devait être un produit dérivé ultérieur de ces attitudes fondamentales. « Le premier but est l’être religieux, ce n’est qu’après que l’on pourra faire toutes sortes de travaux », déclara-t-il. Il y reviendra en 1947 encore : « Il reste beaucoup à faire ; nous ne sommes pas encore suffisamment forts. Nous devons d’abord nous tenir plus fortement encore, avoir une base solide. Quelque jour, nous essaimerons, mais il faut d’abord que de nouvelles recrues nous viennent ». Certes, quelques années après la fondation, Hoornaert créa un autre groupe, les addicten van de Wijngaard, oblates qui jouissaient d’une plus grande latitude, avaient le loisir de donner un coup de main dans les paroisses et pouvaient même vivre dans le siècle. Les filles de Nîmes cependant, frustrées de ne pouvoir faire de l’apostolat, quittèrent le béguinage une à une ; des onze Nîmoises, seules deux resteront comme religieuses à Bruges. On peut remarquer que, dans les premiers temps, une ambivalence, ou dichotomie, semblable caractérisait le mouvement béguinal lui-même (avant qu’il ne fût subordonné à une règle fixe et avalisée par l’Église), les béguines primitives en effet désirant à la fois développer une spiritualité propre et détachée, à forte propension de mysticisme, et garder néanmoins le contact avec la société environnante, sous la forme de l’apostolat, compris comme une vie associant indigence, prière, travail, existence itinérante, chasteté, connaissance des Écritures et efforts de conversion des pécheurs, à l’image de François d’Assise et des apôtres.
Dans le clos de la Vigne, l’on vivait comme dans une abbaye de bénédictins : grand office, messe conventuelle, trois demi-heures de méditation axées sur la dévotion à la sainte Trinité. Les Filles de l’Église mettaient leur vie intérieure au diapason du cycle de prières officiel de l’Église. Grand cas était fait de la prière chorale, pour laquelle il était fait appel au bréviaire romain. Tous les matins à sept heures moins le quart, la communauté célébrait l’eucharistie. La messe et la prière chorale occupaient toujours une place centrale dans la spiritualité de la Vigne. Le recteur Hoornaert était sur ce point un perfectionniste, exigeant des sœurs ponctualité et excellence. Non moins importantes étaient la méditation personnelle et l’oraison contemplative, et à trois occasions chaque jour (le matin avant la messe, midi et soir) une demi-heure lui était consacrée. Ce type de méditation en réalité renouait avec l’école mystique flamande du XIVe siècle et, par là, avec les racines du béguinisme, à savoir Ruusbroeck, Gerlach Peters (1378-1411) et plus particulièrement l’Imitation de Jésus-Christ de Thomas a Kempis. Les trois temps de l’oraison silencieuse sont consacrés respectivement au Père (matin), au Fils (midi) et au saint Esprit (soir). La prière et la liturgie enfin étaient alimentées par des lectures spirituelles et par des retraites. Chaque mois, les sœurs assistaient à une conférence donnée par le recteur, un autre prêtre ou un moine bénédictin. La prieure donnait elle aussi chaque semaine une allocution lors des habituelles séances de réprimande pendant le chapitre. Chaque mois, une journée de recollection était organisée, et chaque année, les sœurs participaient à une retraite de huit jours, à l’occasion de laquelle elles renouvelaient leurs vœux.
En principe, les sœurs étaient tenues d’observer le silence durant toute la journée, sauf pendant les moments de détente et lorsque le travail demandait que l’on se concertât. On se rendait en silence à l’église, et les repas se passaient également en silence. Le grand silence nocturne commençait à l’angélus le soir et se prolongeait jusqu’à la messe du matin. Dans la droite ligne du béguinisme, et en accord avec l’esprit de saint Benoît, qui reconnaissant la valeur de la vie d’ermite, la prieure pouvait, après consultation de son conseil et du chapitre, accorder à une religieuse la permission de se retirer dans une vie plus solitaire pour un laps de temps déterminé. La règle de la clôture (c’est-à-dire l’interdiction d’accès aux non religieuses de certains espaces réservés) était de rigueur pour les bâtiments conventuels et tous les bâtiments de la congrégation, y compris le monastère et le noviciat. Les sœurs ne pouvaient quitter l’enclos qu’avec l’autorisation expresse de la prieure, et une autorisation était également requise pour passer la nuit au dehors. Les sœurs devaient éviter de quitter le béguinage aux jours de fête et les dimanches ou pendant les recollections et les retraites, et s’appliquer en tous cas à être de retour pour les offices. En pratique, et nonobstant ces préceptes sévères, il était généralement permis aux sœurs de se vouer à d’autres tâches, en particulier aux travaux apostoliques. Rodolphe Hoornaert a lui aussi toujours interprété ces règles assez librement. Chaque sœur se voyait confier une tâche déterminée, à accomplir entre prière, méditation et offices ; chaque année, au premier dimanche de l’avent, la prieure répartissait les tâches en concertation avec son conseil.

##### Travaux apostoliques
Une série d’initiatives sur le plan de l’apostolat aboutit à ce qu’il y eut bientôt un apostolat spécifique aux Filles de l’Église. Selon les mots de Hoornaert, « cet apostolat consiste à faire connaître partout la beauté et l’utilité de la prière liturgique, d’en enseigner la formule officielle, surtout dans les paroisses, et de venir en aide aux curés de paroisse ». L’apostolat pouvait revêtir deux formes : l’apostolat interne (sur le site même de la Vigne) et externe (dans les paroisses) ; dans les premiers temps de la communauté, l’accent reposait sur la première forme. Parmi ces travaux apostoliques, signalons la confection de vêtements liturgiques. Un cercle de couture missionnaire existait dans le béguinage de Bruges dès avant la fondation des Filles de l’Église. Une quarantaine de dames et demoiselles brugeoises se réunissaient régulièrement à la Vigne, dans la maison au no 11 pour produire des vêtements à l’usage des missions outre-mer, tant à l’intention des ecclésiastiques sur place que de la population indigène. Chaque été, une grande exposition était organisée, où une partie des objets fabriqués étaient offerts à la vente. Ce cercle de couture continuera d’exister jusqu’en 1975. Citons également l’Atelier Fra Angelico, qui vit le jour en 1931 et dont la mission était de pratiquer les arts plastiques à des fins liturgiques, produisant des affiches, des images pieuses, et des patrons de couture pour vêtements religieux, exécutés ensuite par le cercle de couture. L’animatrice de l’atelier, sœur Marie-Agnès (Antoinette Widerhorn), était par ailleurs l’auteur d’ouvrages d’histoire de l’art, écrivait la chronique du couvent, remplissait l’office d’archiviste, et entretenait une correspondance avec Jacques Maritain.
Un aspect important de l’apostolat à l’intérieur du couvent était l’acolytat et le lectorat. Le Centre de formation des acolytes vit le jour en 1935. Hoornaert récusait le terme d’enfant de chœur, estimant que la place de l’acolyte est auprès de l’autel, non pas dans le chœur, et institua un âge minimum de 14 ans pour cette fonction. Cette formation des acolytes eut bientôt un retentissement national et international. Après une interruption pendant la Seconde Guerre mondiale, une journée diocésaine des acolytes fut instituée, qui, en 1952 p. ex., réussit à rassembler 580 acolytes et 50 prêtres, avec la pleine collaboration des Filles de l’Église. L’initiative fut encouragée par le pape Pie XII en 1954, et aboutira en 1966 à la création du Coetus Internationalis Ministrantium (CIM), avec en 1967 des représentants de 13 pays, et présidé par Rodolphe Hoornaert, auquel succédera en 1969 Jean-Marie Maury, évêque de Reims.
Une des premières initiatives prises par Hoornaert après la fondation de son prieuré fut de l’équiper en vue d’accueillir des hôtes. En 1926 fut créée un centre de retraites, où l’on pouvait (et où l’on peut encore) observer les activités et étudier la spiritualité du prieuré, suivre une formation liturgique, s’initier au chant grégorien, ou passer quelques jours dans l’isolement. Pour diffuser la connaissance de la liturgie, le prieuré lança plusieurs publications, notamment, à partir de 1930, les Cahiers du Béguinage de Bruges, rebaptisé Cahiers de la Vigne de Bruges en 1933, auxquels contribuaient, outre Rodolphe Hoornaert lui-même, Gaspar Lefebvre et quelques moines de l’abbaye Saint-André. Les Cahiers de la Vigne, qui toutefois furent bientôt accaparés et édités par ladite abbaye, paraîtront au rythme trimestriel jusque fin 1991. Le prieuré cependant voulut avoir aussi ses propres capacités éditoriales, à l’effet de quoi furent mises sur pied Les Éditions de la Vigne en 1935.

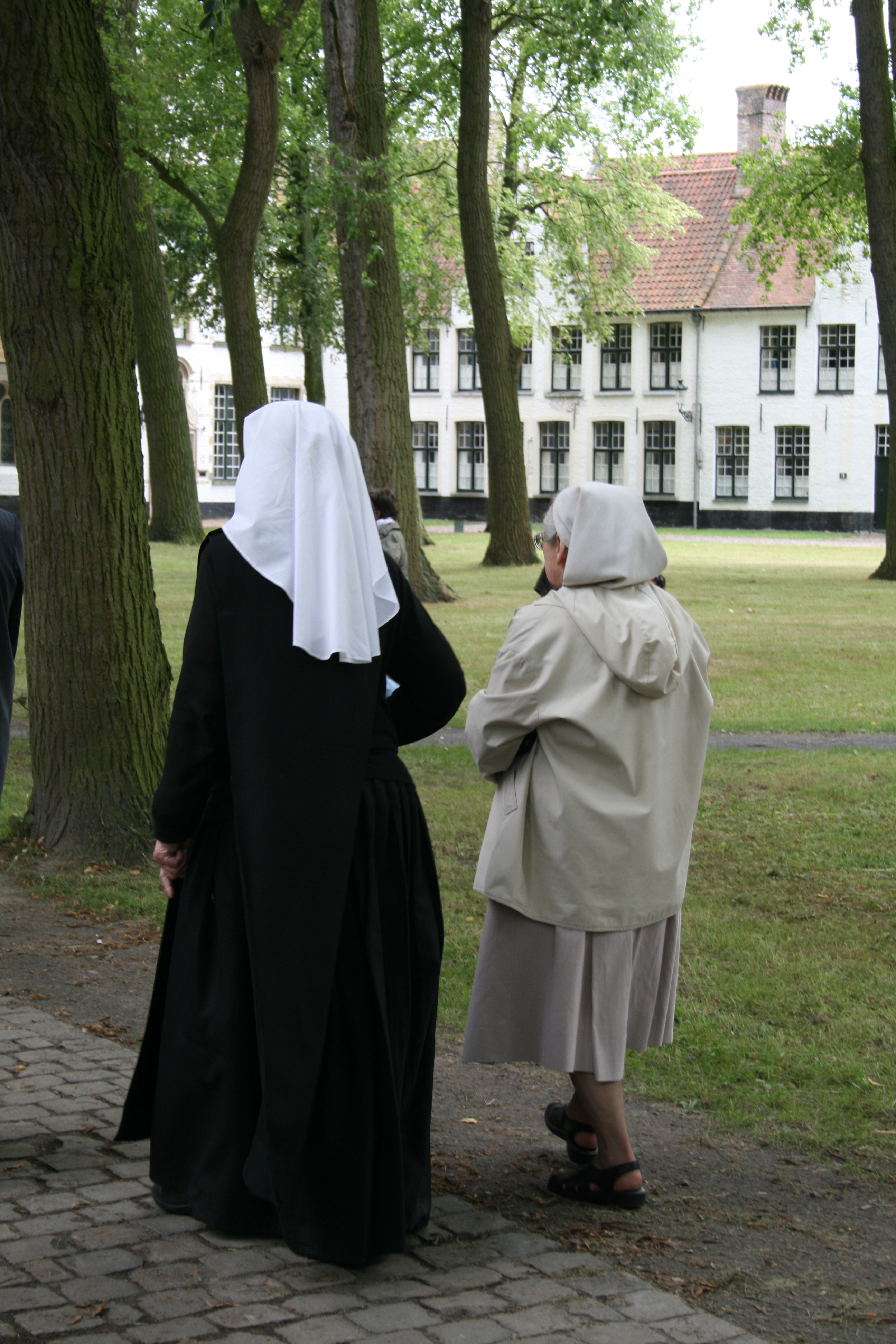
Religieuses bénédictines résidantes du Monastère.

À signaler encore, dans l’ordre de l’apostolat interne, la fondation en 1929 du Cercle de lecture François de Sales, qui fut ensuite confié aux soins des Filles de l’Église et qui compta plus de trois centaines de membres en 1935. Dans les années 1930, une coordination de ces différentes activités apostoliques s’imposant, le Centre d’études et d’action liturgiques (CELA) fut créé, dont le cœur était le Secrétariat d’information liturgique, qui informait gratuitement les prêtres, marguilliers, laïcs etc. sur des sujets liés à la liturgie, en collaboration avec l’Abbaye du Mont-César (Keizersberg) de Louvain. Actuellement, le centre, renommé Centre de documentation et d’action sur la bible, la catéchèse, la liturgie et l’œuvre pastorale, puis tout simplement Centre liturgique, est hébergé au no 4 du béguinage.
Dans le domaine de l’apostolat externe, il convient de souligner le rôle proéminent des sœurs laïques de la Vigne, dont le groupe fut créé trois ans après la fondation des Filles de l’Église, avec un règlement approuvé en 1930 par l’évêque Waffelaert. Il s’agissait en particulier de jeunes filles qui pour diverses raisons (santé précaire, obligations familiales et autres…) n’étaient pas aptes à la vie conventuelle, mais désiraient y participer autant que faire se pouvait. Ces sœurs laïques étaient destinées à jouer le rôle de branche apostolique de la Vigne, le trait d’union entre la vie monastique, où l’idéal chrétien était vécu de la manière la plus parfaite possible mais où l’on était assez éloigné des véritables obligations chrétiennes, et la masse des chrétiens, souvent trop absorbés par les préoccupations du quotidien. Il y eut dès le départ des sœurs laïques régulières (résidant de façon permanente au couvent) et les sœurs laïques séculières (continuant à vivre dans leur famille et dans la paroisse, mais s’efforçant de réaliser dans leur milieu la vie pleine et entière de leur famille spirituelle). À côté de leur travail dans la paroisse, les sœurs laïques séculières étaient tenues d’assister activement à l’eucharistie, de réciter le bréviaire et de prier et de méditer pendant au moins une demi-heure quotidiennement, en plus de la retraite annuelle et des trois assemblées générales à l’occasion de l’avent, du carême et du 8 septembre (fête de la Nativité de la Vierge Marie). À l’issue d’une période de préparation, d’une durée variable, les sœurs laïques prononçaient des vœux équivalant à la profession. Les effectifs des sœurs laïques s’élevaient à huit en 1935 (dont sept séculières), à 14 en 1940, et à 24 en 1944 (dont 20 séculières).
Après une interruption pendant la guerre, le couvent ne tarda pas à renouer avec l’apostolat externe, dépêchant des religieuses vers la paroisse de mineurs de houille de Saint-Hubert à Liège (sise au pied du mont Saint-Martin, et où il y eut jadis un béguinage) et vers d’autres paroisses liégeoises, où elles se rendirent utiles dans la vie paroissiale en dispensant des cours de catéchisme, en travaillant à la bibliothèque, en faisant les préparatifs des cérémonies liturgiques, en assurant le secrétariat etc. Une même activité fut déployée dans la paroisse anversoise du Kiel (1955) et à Néchin, à la frontière française. Sur les instances de l’évêque Stourm d’Amiens, quelques sœurs se rendirent en 1960 dans la paroisse Saint-Martin de cette ville, où elles accomplirent les tâches paroissiales sur le modèle brugeois. Cette institution se développa ensuite en un prieuré situé rue Millevoye qui prit nom de La Vigne Saint-Benoît.

##### Reconnaissance au titre de congrégation et incorporation dans l’ordre bénédictin

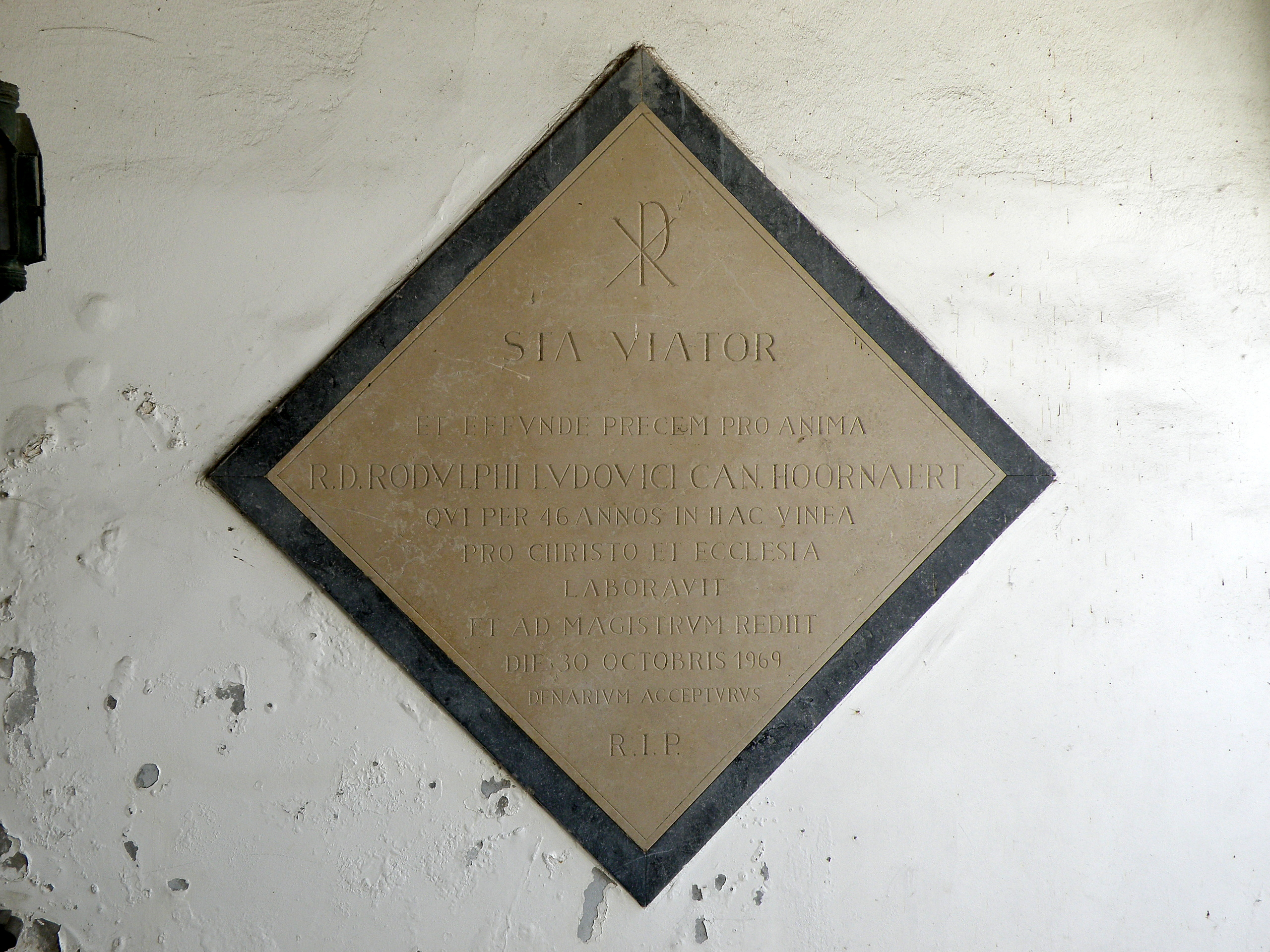
Plaque commémorative en l’honneur de Rodolphe Hoornaert dans le portail d’entrée du béguinage.

En avril 1948, Rodolphe Hoornaert obtint finalement la reconnaissance par le Vatican des Filles de l’Église au titre de congrégation de droit diocésain. En février 1949, monseigneur Lamiroy procéda, par une cérémonie solennelle, à la fondation canonique des Filles de l’Église, où les sœurs renouvelèrent leurs vœux, et où celles qui ne les avaient pas encore prononcées, le firent à cette occasion, d’après une nouvelle formulation comportant la promesse de chasteté, d’obéissance et de pauvreté.
Les Filles de l’Église étaient de facto des bénédictines, étaient soutenues par l’abbaye Saint-André et vivaient selon la règle de saint Benoît, et désiraient aussi être officiellement reconnues comme telles. Les premières démarches en ce sens ne furent pas entreprises avant 1953. Une nouvelle loi canonique prévoyait la possibilité pour des moniales bénédictines, assujetties à la juridiction d’un évêque local, de s’affilier à la Confédération bénédictine, à condition de vivre et de travailler sous l’autorité d’un abbé ou d’un monastère selon l’esprit bénédictin, et d’en adresser une demande au primat. La demande fut introduite, et approuvée, en août 1962. En septembre 1990 enfin, les constitutions rénovées des Filles de l’Église. Sœurs paroissiales bénédictines seront agréées par monseigneur Roger Vangheluwe, évêque de Bruges.
En décembre 1968, Rodolphe Hoornaert fut mis à la retraite par l’évêque De Smedt, eu égard à son grand âge (82 ans), après avoir été recteur de la Vigne pendant 46 ans. Il put continuer à habiter son logis près du pont. Son successeur, le chanoine Paul François, vint prendre ses quartiers dans la maison no 9 du béguinage. Hoornaert mourut l’année suivante.
L’association De vrienden van de Wijngaard, créée en septembre 1983, fait paraître depuis août 1984 le trimensuel Wijngaardberichten. On y lit entre autres que les sœurs participent régulièrement à des semaines d’étude monastique, à des congrès liturgiques, à des réunions bénédictines, diocésaines etc. Le monastère reçoit la visite d’autres abbayes et prieurés bénédictins, mais aussi de personnes cherchant à la Vigne recueillement et ressourcement.

##### Les habitantes du béguinage
Au rebours des époques antérieures, Rodolphe Hoornaert voulut élargir la zone de recrutement de ses religieuses, socialement aussi bien que géographiquement. En 1927, les Filles de l’Église avaient commencé à seize : onze filles de Saint Benoît, et cinq recrues de Hoornaert lui-même. En 1935, le couvent comptait, malgré la défection de la plupart des filles de Saint Benoît, 22 religieuses, et en 1940, trente. Il s’agissait d’un groupe équilibré, avec une grande diversité de talents et d’extraction sociale. Beaucoup de sœurs venaient de France, conséquence de la fusion avec les filles de Saint Benoît, desquelles finalement ne resteront que deux, dont Marie-Geneviève, la future prieure. Le béguinage avait aussi quelques habitantes privées, qui ne vivaient pas dans le couvent lui-même, mais dans les maisons de professes autour de la place centrale. N’étant pas conventuelles, ces femmes pieuses ne doivent pas participer aux exercices religieux, mais sont néanmoins tenues de respecter les heures de fermeture de l’enclos et la consigne de silence. Jusqu’à aujourd'hui (2018), il n'y a pas d’autres habitants dans le béguinage de Bruges.

## Le béguinage de Bruges dans la littérature et sous la plume des écrivains

### Georges Rodenbach

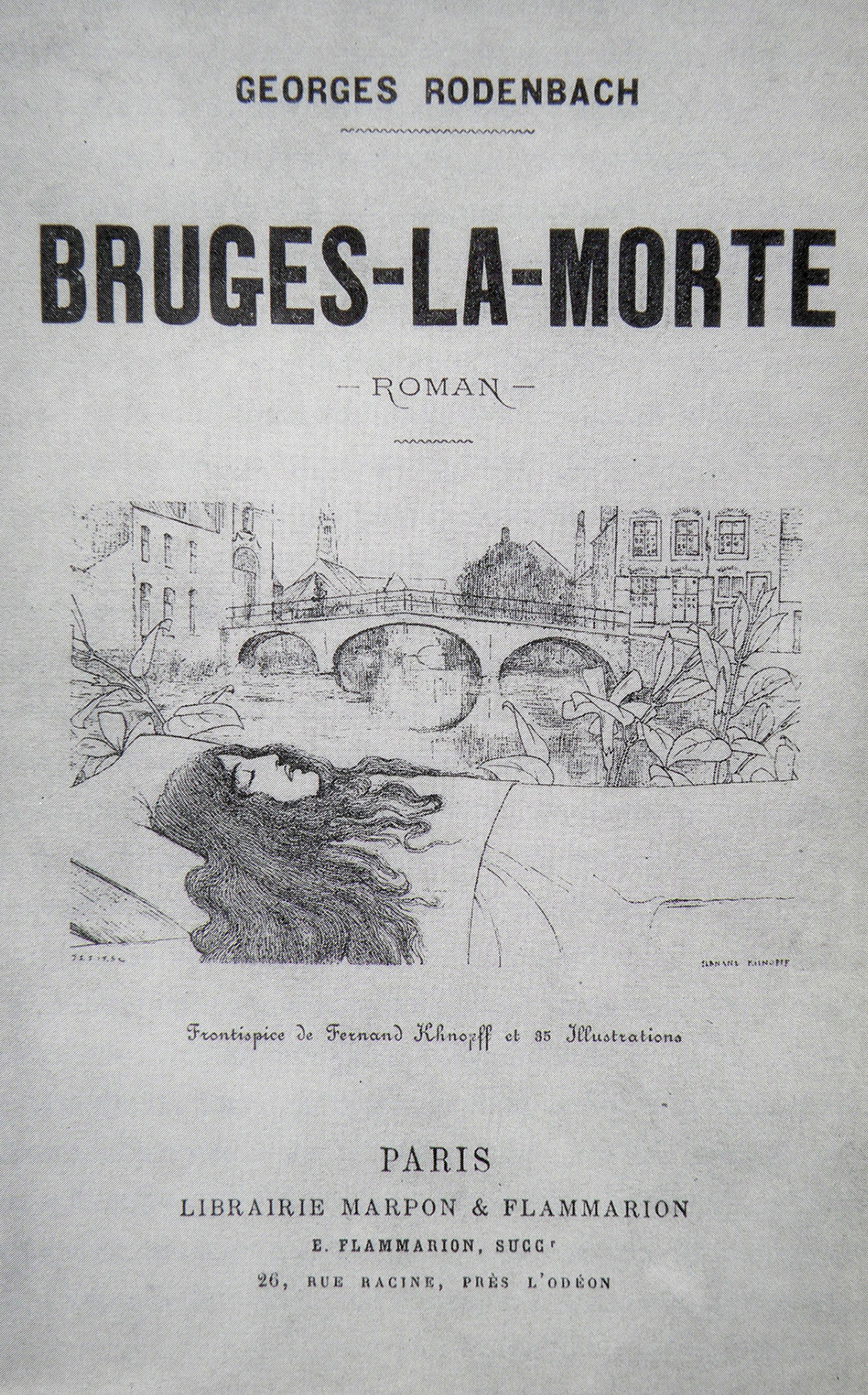
Frontispice de Bruges-la-Morte par Fernand Khnopff.

En 1892 parut à Paris le roman Bruges-la-Morte de Georges Rodenbach, récit symboliste qui apporta la gloire à son auteur et contribua à la renommée mondiale de la ville de Bruges. Celle-ci fait figure de personnage à part entière, de « personnage essentiel, associé aux états d’âme, qui conseille, dissuade, détermine à agir », ainsi que l’auteur le souligne dans un avertissement à l’orée de l’ouvrage. Le personnage central, Hugues Viane, veuf depuis cinq ans, et inconsolable, est venu se fixer à Bruges « non pour chercher quelque remède à son mal », mais au contraire « des analogies à son deuil dans de solitaires canaux et d’ecclésiastiques quartiers »,. Viane s’évertue ainsi à tisser une relation métaphorique et métonymique entre la morte et Bruges, cette dernière étant chargée, dans sa fonction de ville-miroir, de représenter, du moins dans un premier temps, l’image du couple parfait qu’il formait avec son épouse. La ville sert de support à la préservation du souvenir de la morte, et l’univers de Viane est de la sorte « entièrement dominé par les ressemblances, analogies, équations, identités, identifications, calques, reflets, conformités, parallèles » ; l’identification de la morte avec le gisant de Marie de Bourgogne dans l’église Notre-Dame n’est qu’une seule parmi une foule de ces analogies. Ce rôle de support au souvenir sera ensuite assumé par un sosie de la morte, rencontré fortuitement dans la rue. À côté de cette relation métaphorique et métonymique qui unit Bruges à la morte, se superpose le rapport analogique entre l’âme de Viane et la ville où il a choisi de résider pour y vivre son veuvage ; le héros est à l’unisson avec son environnement, qui lui sert de caisse de résonance. Dans ce tissage analogique et métaphorique, le béguinage n’est qu’une pièce de l’assemblage parmi un ensemble d’autres, telles que les clochers de Notre-Dame et de la cathédrale, à « l’ombre lourde et impérieuse », la tour du beffroi, les canaux aux eaux stagnantes, les rues tortueuses, les « quais mortuaires au long desquels l’eau soupire », etc. Pourtant, le béguinage sera appelé à jouer un rôle de premier plan (peut-être annoncé déjà par certaines expressions imagées dans le premier tiers du livre, telles que « fenêtres embéguinées » et « avec une curiosité de béguines ») quand, après que le héros a engagé une liaison avec le sosie de la morte, liaison réprouvée et raillée par les Brugeois, il se heurte désormais à la ville en tant qu’« instance coercitive et vindicative » :

« Or la ville a surtout un visage de Croyante. Ce sont des conseils de foi et de renoncement qui émanent d’elle, de ses murs d’hospices et de couvents, de ses fréquentes églises à genoux dans des rochets de pierre. Elle commença à gouverner Hugues et à imposer son obédience. Elle devint un personnage, le principal interlocuteur de sa vie, qui impressionne, dissuade, commande, d’après lequel on s’oriente et d’où l’on tire ses raisons d’agir. »

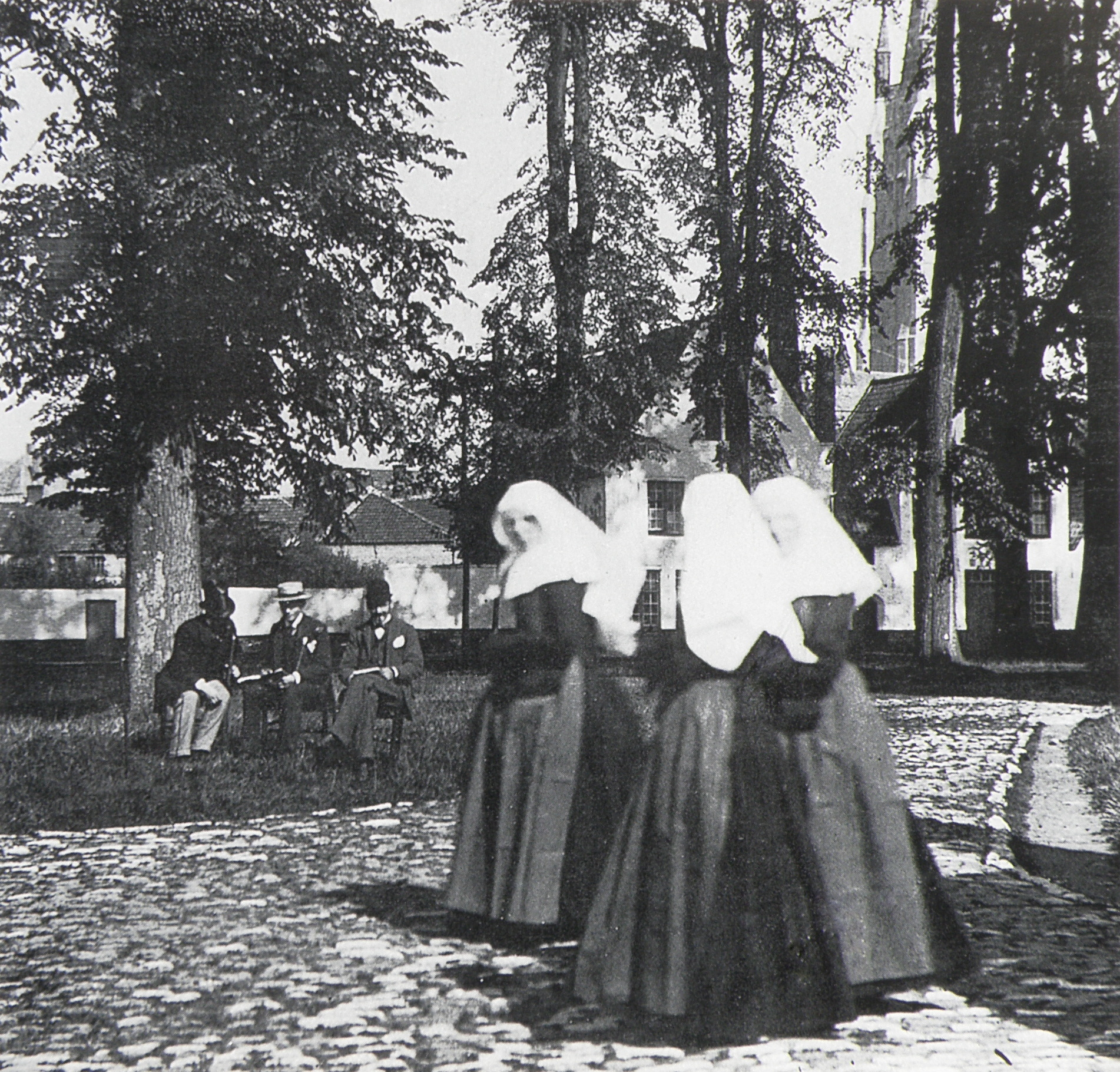
Georges Rodenbach dans le béguinage (l'écrivain est, dans le groupe de trois hommes à gauche, celui du milieu).

Cette ville croyante s’incarne au premier chef dans les cloches péremptoires, « nombreuses et jamais lassées », mais aussi bientôt dans le béguinage, sous les espèces de la servante Barbe, dont la sœur Rosalie est une béguine, et qui est elle-même candidate à prendre le voile béguinal, préparant, en vue de sa future profession, le nécessaire trousseau d’entrée (« Elle y avait plusieurs amies parmi les béguines, et rêvait, pour ses très vieux jours, quand elle aurait amassé quelques économies, d’y venir elle-même prendre le voile et finir sa vie comme tant d'autres — si heureuses ! — qu’elle voyait avec une cornette emmaillotant leur tête d'ivoire âgé »). Or Barbe se voit enjoindre par Rosalie de démissionner de son emploi de servante à cause de l’inconduite de son maître. Cette injonction lui est faite pendant le repas à l’issue du saint office auquel elle assiste dans le béguinage ; c’est à cette occasion que l’enclos de la Vigne est décrit comme suit par l’auteur (il y a lieu de noter ici que la topographie correspond assez peu à la réalité, puisque l’auteur semble évoquer un béguinage de type urbain, c’est-à-dire constitué d’un réseau de rues, ce que n’est pas le béguinage de Bruges, qui s’organise autour d’un enclos central, certes pourvu d’un appendice sous la forme de la rue dite De Steert, du reste toute droite ; il n’est donc nullement question dans le béguinage de Bruges de rues qui « tournent, obliquent et s’enchevêtrent ») :

« C'est pourquoi l’esprit obscur de la vieille servante s’extasiait par avance aux pompes des saints offices, tandis qu’elle franchissait le pont arqué du Béguinage et pénétrait dans l’enceinte mystique.

Déjà, ici, le silence d’une église ; même le bruit des minces sources du dehors, dégoulinées dans le lac, arrivant comme une rumeur de bouches qui prient ; et les murs, tout autour, des murs bas qui bornent les couvents, blancs comme des nappes de Sainte Table. Au centre, une herbe étoffée et compacte, une prairie de Jean Van Evck, où paît un mouton qui a l’air de l’Agneau pascal.
 
Des rues, portant des noms de saintes ou de bienheureux, tournent, obliquent, s’enchevêtrent, s’allongent, formant un hameau du moyen âge, une petite ville à part dans l’autre ville, plus morte encore. Si vide, si muette, d’un silence si contagieux qu’on y marche doucement, qu’on y parle bas, comme dans un domaine où il y a un malade.
 
Si par hasard quelque passant approche, et fait du bruit, on a l’impression d’une chose anormale et sacrilège. Seules quelques béguines peuvent logiquement circuler là, à pas frôlants, dans cette atmosphère éteinte ; car elles ont moins l’air de marcher que de glisser, et ce sont plutôt des cygnes, les sœurs des cygnes blancs des longs canaux. Quelques-unes, qui s’étaient attardées, se hâtaient sous les ormes du terre-plein, quand Barbe se dirigea vers l’église d’où venait déjà l’écho de l’orgue et de la messe chantée. Elle entra en même temps que les béguines qui allaient prendre place dans les stalles, en double rang de boiseries sculptées, s’alignant près du chœur. Toutes les coiffes se juxtaposaient, leurs ailes de linge immobilisées, blanches avec des reflets décalqués, rouge et bleu, quand le soleil traversait les vitraux. Barbe regarda de loin, d’un œil d’envie, le groupe agenouillé des Sœurs de la communauté, épouses de Jésus et servantes de Dieu, avec l’espoir, un jour aussi, d’en faire partie...
 
Elle avait pris place dans un des bas côtés de l’église, parmi quelques fidèles laïcs également : vieillards, enfants, familles pauvres logées dans les maisons du Béguinage qui se dépeuple. Barbe, qui ne savait pas lire, égrenait un gros rosaire, priant à pleines lèvres, regardant parfois du côté de sœur Rosalie, sa parente, qui occupait la deuxième place dans les stalles après la Mère Révérende. »

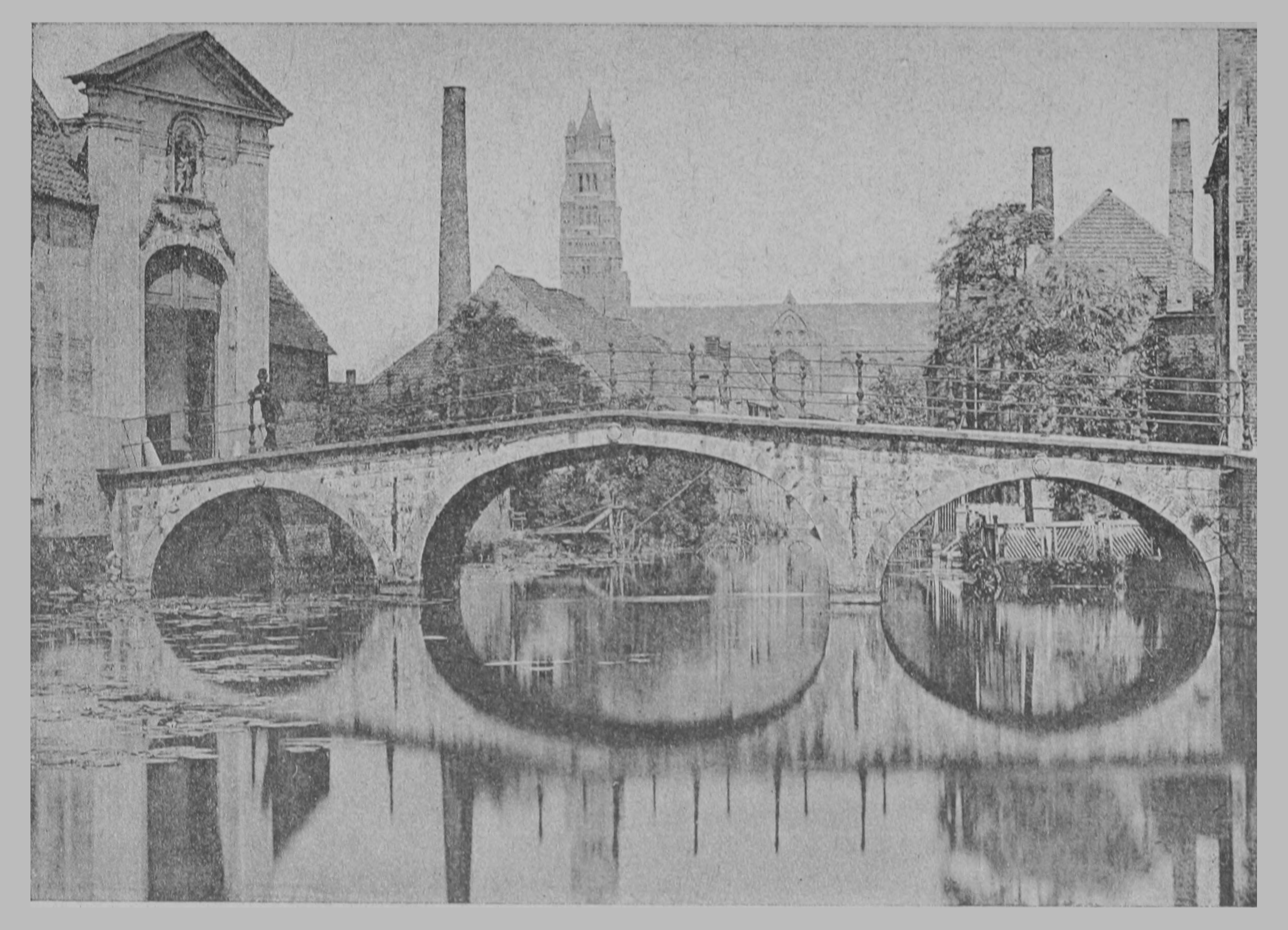
L'une des photographies du béguinage dans la première édition du roman en 1892.

Le roman parut d’abord en feuilleton dans le Figaro (du 4 au 14 février 1892, en dix livraisons), avant d’être édité en volume par la librairie Marpon & Flammarion quatre mois plus tard. Cette première édition était dotée d’un frontispice de Fernand Khnopff représentant le personnage de Jane Scott (le sosie) étendue inanimée, avec en arrière-plan le pont d’entrée du béguinage. C’est probablement aussi sur suggestion du même Khnopff, fervent adepte de la photographie, que le livre fut illustré de 35 vues photographiques de la ville de Bruges. Ces vues, qui n’avaient pas été faites expressément pour le livre, mais tirées du fonds Lévy et Neurdein et ajoutées a posteriori, sont sans rapport direct avec le texte et ne sont du reste jamais légendées, mais « font merveille pour évoquer une Bruges spectrale, ville fantôme dépeuplée ou même abandonnée, qui se mire dans les eaux mortes de ses canaux ». Selon le décompte de Christian Berg, sur les 35 photos, onze évoquent le beffroi ; quatre d’entre elles représentent le béguinage, photographié de différents angles de vue, mais toujours du sud, avec l’objectif orienté au nord, et montrent le pont et le portail d’entrée, avec ou sans le presbytère ou les maisons béguinales du côté oriental de l’enclos. Nulle vue ne donne à voir l’intérieur du béguinage.
Dans le recueil de poésie la Jeunesse blanche de 1886 figure un poème portant le titre Béguinage flamand, dont voici les deux premières strophes :

« Au loin, le béguinage avec ses clochers noirs,

Avec son rouge enclos, ses toits d'ardoises bleues
 
Reflétant tout le ciel comme de grands miroirs,

S'étend dans la verdure et la paix des banlieues.
Les pignons dentelés étagent leurs gradins
 
Par où montent le Rêve aux lointains qui brunissent,

Et des branches parfois, sur les murs des jardins,

Ont le geste très doux des prêtres qui bénissent. »

### Rainer Maria Rilke
Le béguinage de Bruges a aussi été chanté par le poète autrichien Rainer Maria Rilke : son recueil Neue Gedichte, de 1907, renferme deux poèmes sur Bruges, l’un sur le béguinage et l’autre sur le quai du Rosaire, tous deux écrits à Paris en juillet 1907, soit environ un an après que, sur les conseils notamment d’Auguste Rodin, de Maurice Maeterlinck et d’Émile Verhaeren, il avait visité Bruges, mais aussi Gand et Furnes,. Le poème sur le béguinage s’intitule Béguinage Sainte-Élizabeth, Brügge, dont voici trois des six strophes qui le composent :
| Das hohe Tor scheint keine einzuhalten, die Brücke geht gleich gerne hin und her, und doch sind sicher alle in dem alten offenen Ulmenhof und gehn nicht mehr aus ihren Häusern, als auf jenem Streifen zur Kirche hin, um besser zu begreifen warum in ihnen so viel Liebe war. [...] Und gehen dann, verhangen und verhalten, auf jenem Streifen wieder überquer – die Jungen ruhig, ungewiß die Alten und eine Greisin, weilend, hinterher – zu ihren Häusern, die sie schnell verschweigen und die sich durch die Ulmen hin von Zeit zu Zeit ein wenig reine Einsamkeit, in einer kleinen Scheibe schimmernd, zeigen. [...] Was aber spiegelt mit den tausend Scheiben das Kirchenfenster in den Hof hinein, darin sich Schweigen, Schein und Widerschein vermischen, trinken, trüben, übertreiben, phantastisch alternd wie ein alter Wein. | Le haut portail n’en semble retenir aucune, qui sur le pont aime aller autant que venir, et pourtant toutes sont à coup sûr dans le vieil enclos-aux-ormes ouvert et ne sortent plus de leurs maisons que pour aller sur cette sente vers l’église, afin de mieux comprendre pourquoi tant d’amour en elles il y avait. [...] Et s’en vont alors, enveloppées et réservées sur cette sente retraversant — les jeunes posées, mal assurées les vieilles et une grisonnante à l’arrière, s’attardant — vers leurs maisons, qui vitement les couvrent de silence et qui à travers les ormes de temps à autre se montrent l’une à l’autre un peu de pure solitude, dans une petite vitre scintillant. [...] Qu’est-ce donc que reflète de ses mille carreaux la baie d’église vers l’intérieur de l’enclos, dans quoi silence, reflet et miroitement se mêlent, s’imbibent, troublent, renchérissent vieillissant féeriquement comme un vin vieux ? |

### Christine Busta
La poétesse autrichienne Christine Busta était l’auteur de poésies mélodieuses, mélancoliques et, pour certaines, à portée religieuse. Dans son recueil Die Scheune der Vögel (littér. la Grange aux oiseaux), de 1953, figure un poème intitulé In Flandern (littér. En Flandre), constitué de trois strophes de quatre vers chacun, dont le dernier évoque le béguinage de Bruges :
| Drüben in Brügge, im Hof der Beginen, klöppelt Vergessen mit hölzernen Ton, summen die Glockenstunden wie Bienen golden auf lautlosen Wassern davon. | Là-bas à Bruges, dans l’enclos des béguines, l’oubli se fait dentelle au son des fuseaux de bois, et les heures carillonnées comme des abeilles s’envolent bourdonnantes au-dessus d’insonores eaux. |

Le deux autres strophes du poème chantent la mer du Nord et ses métamorphoses ; le recueil comporte un deuxième poème se rapportant à la Flandre, Flandrischer Sonntag, qui décrit l’atmosphère matutinale dans quelque lieu de la campagne flamande.

### Paul Claudel

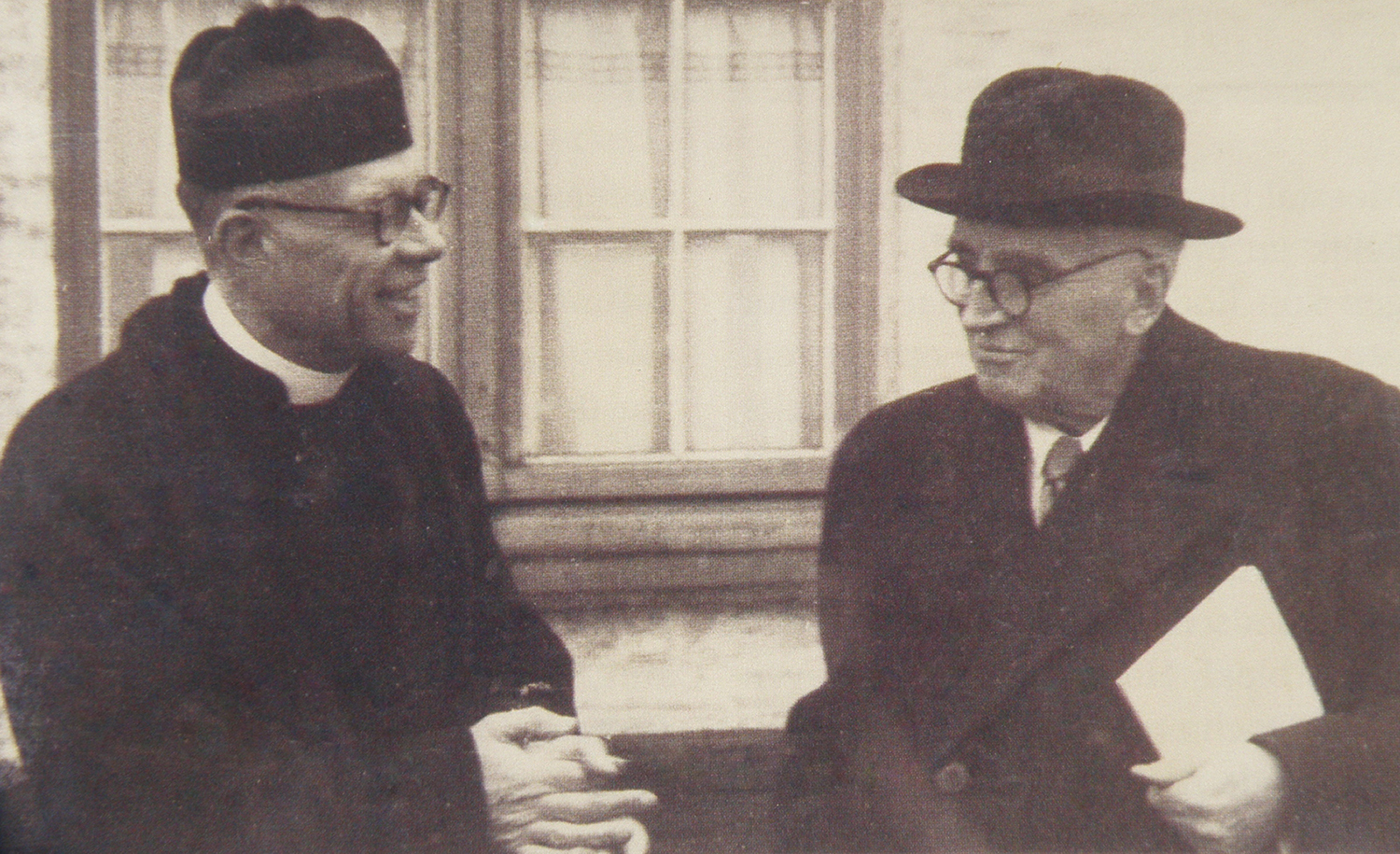
Paul Claudel (à droite) conversant avec Rodolphe Hoornaert dans le béguinage de Bruges en 1930.

Paul Claudel se rendit plusieurs fois à Bruges (en 1929, 1930, 1933, 1935 et 1946), où il s’était lié d’amitié avec Antoinette de Widerhorn (sœur Agnès pour le béguinage, qui publia en 1945 un ouvrage sur Claudel sous le titre Claudel et la liturgie), avec le recteur Rodolphe Hoornaert, ainsi qu’avec l’abbé et les frères de l’abbaye Saint-André. À propos du béguinage de Bruges, Claudel consigna ce qui suit dans son journal :

« 1930. Le béguinage. Profession d’Antoinette Widerhorn, sœur Agnès, le 8 septembre.
 Procession, les 152 moniales en voile blanc. Offertoire 3 fois à Dieu les bras en croix. Conversation sous les arbres dans le petit jardin monacal avec les moniales.

Impression de paradis.
1933. 15 octobre. Dimanche. Voyage à Bruges pour voir Antoinette Widerhorn au béguinage. Elle me dépeint cette espèce de transfiguration qui s’est faite en elle le jour de ses vœux perpétuels quand elle est devenue l’épouse de Jésus-Christ. Elle déborde de joie et d’enthousiasme. »

### Camille Mauclair
L'essayiste François Vermeulen note à propos de Camille Mauclair : 

« Mais il est un écrivain français qui aima Bruges comme on aime une femme : elle vous donne le coup de foudre, on s’attache à elle, on la quitte, on lui dit adieu, puis on revient avec un beau cadeau pour se faire pardonner. Le parisien Camille Mauclair a découvert Bruges en 1893, il avait vingt-et-un ans et se passionnait pour les poètes symbolistes, Mallarmé, Laforgue, Maeterlinck, et pour les peintres impressionnistes. Il trouva le long des canaux et dans la fraîcheur du béguinage le climat favorable à l’inspiration. Combien de temps s’imprégna-t-il de l’atmosphère de Bruges ? Son séjour fournit la matière de son volume Au pays des blondes (1907), un recueil de trois nouvelles ; l’héroïne de la première, Minna Van Daele, était brugeoise et, comme il se doit, dentellière et béguine. [...] Dix ans plus tard, le 8 décembre 1937, son amour [pour Bruges] est toujours aussi vivace : je reviens une fois de plus dans votre chère et admirable ville, qui a été et reste depuis quarante ans un des grands amours de ma vie ; bien que j’aie vu tant de pays d’Orient, et que j’aie goûté aux tentations du désert, de la mer et du soleil méditerranéens, Bruges m’apparaît toujours plus douce et plus parfaite. [...] Son volume le Charme de Bruges, érudition et poésies mêlées, a placé Bruges parmi les cités où souffle l’esprit. »

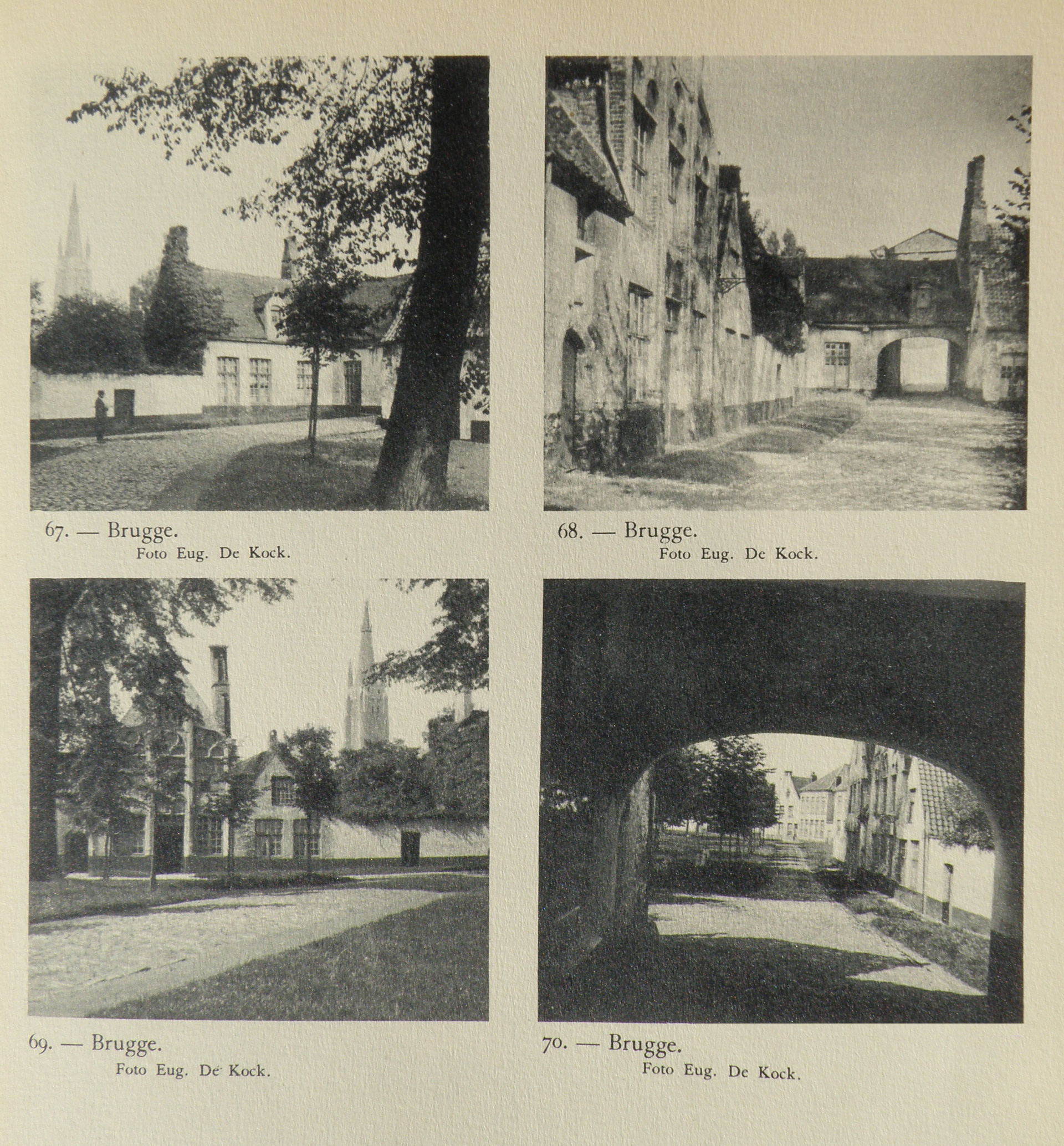
Le côté nord du béguinage au début des années 1930.

À Mauclair lui-même nous devons le passage suivant, tiré de le Charme de Bruges (1938) et intitulé Sortie de l’office du soir :

« L’église qui s’élève au centre de cet hémicycle de maisons candides [= le béguinage] est bien modeste. Elle est trapue, avec un petit clocheton, faite de briques dont le rouge a tourné au brun, et assez pareille à une carène renversée. Elle est très vieille, fondée au milieu du XIIIe siècle. Pendant les grandes luttes entre les Espagnols catholiques et les Flamands protestants, les Gueux héroïques et brutaux en firent un grenier à blé et un dépôt de fourrages. Le feu s’y mit. Alors, en 1605, on reconstruisit, et on rendit à l’édifice son caractère sacré. Du XIIIe siècle, il ne reste que la petite porte du nord. Sur le maître-autel, Jacques Van Oost le Vieux a peint une sainte Élisabeth, patronne de l’église, et, dans les bas-côtés, un saint Joseph, auprès d’une Visitation, de Louis de Deyker, et d’une Assomption de Boeyermans, œuvres frigides de la décadence flamande.

Mais les béguines aiment leur vieille nef, et il faut les y voir prier, les bras étendus, agenouillées sur les dalles dans l’écroulement des plis de leur mantes noires. Parfois, les plus jeunes soutiennent les bras d’une aînée. Elles sortent lentement, dans leurs vêtements endeuillés, avec leur coiffe d’un blanc immaculé. Elles longent les pelouses et rentrent, isolément ou par groupes, dans leurs maisons.

Celle de la supérieure, de la « Grande Dame », au fond, à gauche, est plus haute, plus vaste et plus ornée que les autres. Une petite chapelle de la fin du XVe siècle y est attenante, et on peut visiter, en étant assuré d’une accueil très affable, les quelques tableaux et meubles anciens qui décorent ce logis.

Mais le vrai tableau, et combien exquis ! c’est le béguinage lui-même, à l’heure où l’on voit moins clair, où tout s’argente, où les ombres montent, où les blancs restent blancs tandis que tout se fonce, où un dernier rayon se traîne sur l’herbe, où une première lumière frémit derrière une fenêtre à croisillons.

Quelle magie y a-t-il donc dans ce décor ? Il n’est que modestie et simplicité. Deux étages, des murs passés au lait de chaux au-dessus de plinthes brunes, des baies carrées aux vitres verdâtres, aux rideaux lisses, des toits de tuiles couleur de géranium, et, çà et là, posés à terre, un seau bleu, un pot de cuivre. Au-dessus des cheminées, les silhouettes de Saint-Sauveur et du beffroi entrevues parmi les branchages. Et dans ces harmonies de demi-teintes, regardons bouger ces formes noires et blanches qui vont, effarouchées, se confondre avec l’obscurité montante, rentrer chez elles, retrouver leur collation frugale, leurs prie-Dieu et leurs lits étroits, et ne rien savoir de ce qui nous oppresse, et dormir sans rêves peut-être, dans le calme total de leur enviable, de leur suave ignorance… »

### Anton Van Wilderode
Le prêtre-poète Anton van Wilderode, fort attaché à la culture flamande et engagé à lutter pour sa pérennité, publia en 1983, en collaboration avec le photographe paysagiste Jan Decreton, un recueil de poésies intitulé Daar is maar één land dat mijn land kan zijn (littér. Il n’est qu’un seul pays qui puisse être le mien pays) et illustré de 115 photographies, dans lequel sont célébrées la Flandre, ses villes et ses campagnes. Le poème suivant, Begijnhof te Brugge, est extrait de cet ouvrage.
| Paaszondag voor de hoogste populieren die Brugge ziet. Muziek beneden boven van losgewoelde vogels uit de hoven die ongebondener verloving vieren. Het gras veerkrachtig voor de voet langdurig losbandig rond de nardus van narcissen, het zonlicht tekent in de vensternissen met wit en zwart de ebbe van de uren. Een god van licht loopt langs de open deuren het koper tegemoet boven de schabben, de spiegels, de pendule en de gladde geboende vloeren die als peper geuren. | Dimanche de Pâques devant les plus hauts peupliers que Bruges voit. Musique en bas en haut d’oiseaux soudain dépêtrés surgis des courettes allant célébrer de plus désinvoltes accordailles. L’herbe sous le pied rebondissant tenace échevelée autour du nard des narcisses, le soleil dessine dans les cadres de fenêtre, en noir et blanc le jusant des heures. Un dieu de lumière court le long des portes ouvertes au-devant des cuivres sur les étagères les miroirs, la pendule et les sols étals passés à l’encaustique fleurant le poivre. |

### Maurice Barrès
Maurice Barrès prononça en novembre 1891 une conférence à Bruges devant le cercle d’étudiants Excelsior, sur le thème des Antinomies de la pensée et de l’action. L’extrait qui suit est tiré d’un récit intitulé les Deux Femmes du bourgeois de Bruges qu’il écrivit à l’attention de la revue dudit cercle et qui sera repris plus tard, en 1894, dans le recueil de nouvelles Du sang, de la volupté et de la mort.

« L’autre femme vécut fort longtemps dans le béguinage où elle s’était retirée. J’y suis allé chercher leur mémoire. Rien ne saurait, que la douceur mouillée de ce mot béguinage, évoquer ces eaux qui entraînent des algues, ces saules déchevelés, ce tiède soleil adoucissant la teinte des briques, le souffle léger de la mer, le carillon argentin et la tristesse de cet enclos où elle continua sa pauvre vie qui n’avait jamais été qu’une demi-vie. Par-dessus les maisons basses, rien ne pénètre cet endroit, ni les appels de la volupté, ni les bruits de l’opinion. Mais de l’amour et de la vanité emplissant le monde, qu’avait-elle jamais su ? Rien ne fleurissait en son âme qui fût plus compliqué qu’en la cour du béguinage, carré irrégulier tendu d’un tapis vert serré que coupent d’étroits sentiers et d’où montent, comme des palmes de Pâques piquées dans la mousse, de longs peupliers frêles. »

### Michel Ciry
Le peintre-graveur, écrivain et compositeur Michel Ciry nota plusieurs fois dans son Journal ses impressions sur Bruges, en rapportant ses conversations avec Jan Vercammen et Maurice Carême.

« 20 avril.
   
Bruges. 

Aller en ville sans aussitôt franchir le porche de son béguinage équivaudrait à mes yeux à quelque impudent irrespect, à une trahison, à un impardonnable outrage. Les jonquilles y pointent leur fraîche ferveur dans la paix d’un paysage inspiré. J’assiste au début d’un office. Les religieuses répondent à l’appel de la cloche par un glissement silencieux ; prenant place dans la nef, elles s’abîment aussitôt dans l’Amant dont elles sont assurées de ne jamais être déçues.
30 avril.

Plus de jonquilles au béguinage, mais le joli bruissement des jeunes pousses dont la minceur n’altère pas encore le dessin des branches. Encore quelques jours et c’en sera fini de cette vibrante transparence. Assis sur l’herbe humide, je rêve de posséder une des humbles maisons qui ceinturent ce lieu béni. Il semble que d’y vivre rendrait autre, tant la bénéfique magie du recueillement sourd de toutes parts et se saisit délicieusement de vous dès qu’est franchi le porche de cet endroit inspiré. Bruges, malgré ce qu’on en dit, n’est pas morte ; elle ne fait que dormir d’un très joli sommeil. »

### Armand Lanoux
Le roman le Rendez-vous de Bruges, qu’Armand Lanoux fit paraître en 1958, prend pour sujet un drame psychiatrique ; un patient de la clinique Mariakerke, qui se trouve entre Bruges et Ostende, se met en danger de mort en ingérant une surdose de médicament après qu’il a appris que sa femme le trompe, et succombe quelques jours après. Un journaliste français et sa femme se rendent à Bruges, sur l’invitation d’un ami médecin, pour suivre cet événement. Le béguinage entre en scène à la fin du récit :

« Ils traversèrent le pont [proche du Sashuis], suivirent la Wijngaardplaats, la place de la Vigne, un terre-plein dont le gazon verdissait entre les plaques de neige, et atteignirent le pont du béguinage. Ils reconnurent aussitôt le décor célébré par le film et l’affiche, le pont à trois arches, les cygnes familiers dont certains s’étaient réfugiés sur la berge, les bâtiments médiévaux, parfaitement équilibrés.

[...] Ils y entrèrent [dans l’enclos du béguinage], à reculons dans le passé. Le Begijnhof n’était guère animé, ce matin-là. La Begijnhofkerk pointait sa toiture triangulaire et son tout petit clocheton, si petit qu’on eût pu le prendre dans le creux de la main. Entre les arbres décharnés, les maisons basses s’alignaient sagement, blanches et vertes, vaguement, lointainement bretonnes. Ils firent lentement le tour. Par une fenêtre au verre limpide, penchée sur son coussin de dentellière, une petite vieille aux cheveux blancs sous le bonnet noir, les regardait avec la curiosité de toutes les petites vieilles du monde, qui voient passer la vie après avoir vécu la leur. »

### Anton Erwich
Moins illustre, et traînant un passé sulfureux (membre du Zwart Front, mouvement fasciste actif dans les années 1930 et pendant les premières années d’occupation, avant d’être interdit en 1941), Anton Erwich n’a pas été réédité (si l’on excepte la reprise d’un de ses poèmes, Veertien dagen, de 1939, dans l’anthologie de Wim Zaal Geheime gedichten. Die niemand kent maar die toch gezien mogen worden, parue chez De Arbeiderspers en 1974). Le poème qui suit, intitulé In de begijnhofkerk te Brugge (Dans l’église du béguinage de Bruges), figure dans le recueil Sol y Sombra de 1977.
| Hier zwijgt de tijd, van zijn onwijs rumoer dringt binnen deze peis geen echo zelfs, hier zijt gij buiten de wereld die, buidel en balg bovenal achtend, lang tot walg u wierd, hier kunt ge u weer ontsluiten. Hier kunt ge u zonder achterdocht ontpantseren, o hart, dat vocht te vaak tegen arglist’ge machten, tegen wat vals is en wat veil aan valsheid, om nog enig heil of heul van mensen te verwachten. Hier, waar op zerken treedt de voet en groeit in ’t oor de stilte, als doet de stem der waat’ren, wen zij stijgen, hier kunt ge u laven, die gij zijt onlesbaar, sinds der eeuwigheid dorst aldoor heft’ger u laat hijgen. | Ici se tait le temps, de son insane tumulte ne pénètre dans ce havre pas même un écho, ici l’on est hors le monde dont, vu que de baudruches et d’outres il fait le plus grand cas, tu es longtemps déjà écœuré, ici de nouveau tu peux t’éclore. Ici tu peux sans défiance aucune jeter bas cuirasse, oh cœur, toi qui trop souvent lutta contre de perfides puissances, contre ce qui est faux et pour argent se donne à la fausseté, que pour encore escompter des gens quelque refuge ou salut. Ici, où le pied foule des pierres tumulaires et dans l’oreille croît le silence, ainsi que fait la voix des eaux, lorsqu’elles montent, ici tu peux te désaltérer, toi qui est insatiable, depuis que la soif d’éternité te fait haleter toujours plus vivement. |

### Juliane Windhager
Bruges était la ville de prédilection de l’écrivaine autrichienne Juliane Windhager ; elle déclara en effet : « Bruges est ma ville préférée. Pour moi, il n’en est pas de plus belle, et j’ai des possibilités de comparaison. En tout, j’ai visité Bruges neuf fois. Tout naturellement, cela a laissé des traces dans mes vers. »
Le poème ci-après, Zurückkommen, extrait du recueil Schnee-Erwartung, date de 1979.
| Zurückkommen wasserentlang wo die Schwäne aus schwankenden Turmbildern Aufstehn. Zum Schattenhof: gregorianisch der Sonntag der Nachmittag Kreuzgang und Brunnenstein blätterverweht. Deines Schnabelschuhs mediövale Verlockung im Gras alter Sommer mit der Glockenfigur mit dem Wind. | S’en retourner les eaux longeant où les cygnes d’entre les vacillantes figures de tours se dressent. Allant à l’enclos d’ombres : ici sont grégoriens le dimanche l’après-midi Cloître et margelle de puits sous les feuilles ensevelis. La médiévale tentation de ta poulaine dans l’herbe vieil été avec l’air de carillon avec le vent. |

### Maurice Carême
Le poète belge francophone Maurice Carême, qui aimait beaucoup la ville de Bruges, où d’ailleurs résidaient son beau-frère le peintre et graphiste Roger Gobron et sa belle-sœur la poétesse Marie-Jo Gobron, publia en 1963 le recueil de poésies Bruges, dont est extrait le poème suivant :

« Dans le matin froid de  novembre,

L’air est plein d’archanges dissous,

et les béguines, dans leur chambre,

Croient voir neiger sur leurs genoux.
Leur âme est comme ces grands arbres

Attendant, dans l’aube mouillée,

Que vent salubre du large

Chante en leurs branches dépouillées.
Comme feuilles de vent, leurs mains

Jonchent la terre de prière

Et font voler de la lumière

Loin, là-bas, sur tous les chemins. »

### Pieter Aspe
Dans un tout autre registre, l’auteur de polars brugeois Pieter Aspe fait intervenir dans un de ses romans, intitulé Rebus, le béguinage de Bruges, et plus spécialement le tableau les Sept Merveilles de Bruges qui y est conservé ; toutefois, c’est ici en manière de fausse piste, puisque le tableau ne sert qu’à masquer un crime crapuleux en lien avec une affaire d’héritage. L’héritière pressentie, dans le collimateur des criminels, est une béguine, laquelle — l’auteur se plaisant souvent à prendre son lecteur à contre-pied — est une jeune femme des plus affriolantes.
Dans les premières pages du récit, l’auteur donne du béguinage la description suivante (p. 9-10) :

« Une étroite rue bosselée les conduisit au pont qui raccordait le béguinage à la ville. Dans une niche en haut du portail se dressait une statue de sainte Élisabeth, avec en dessous, en grosses lettres : SAUVEGARDE. Ils mirent le pied dans un autre monde, un lieu de prière et de recueillement. Un écriteau multilingue demandait aux visiteurs d’observer le silence et de suivre le sentier prévu. Les nonnes cependant n’avaient préposé personne pour y veiller. Les touristes, une fois n’est pas coutume, se comportaient correctement. Même le guide le plus brutal faisait une tentative de maintenir le silence. […]

Le Béguinage était sans contredit un joyau du patrimoine artistique brugeois — en particulier depuis qu’il avait été profondément rénové. Les maisons, qui menaçaient ruine, avaient été rendues à nouveau habitables, les sentiers réaménagés, et les façades peintes en blanc resplendissaient de nouveau virginalement dans une oasis verte, faite de hautes herbes, sous la canopée protectrice de dizaines de peupliers. Un barbouillis de lumière de soleil éparse donnait à l’enclos une teinte célestine. »